# Perugia
Perugia (IPA /peˈruʤa/, ) è un comune italiano di 162 520 abitanti, capoluogo dell'omonima provincia e della regione Umbria. 
Rifondata dagli Etruschi su un preesistente insediamento umbro, nel corso dei suoi tremila anni di vita è stata una delle grandi lucumonie dell'Etruria sotto il nome di Perusna. La cinta muraria etrusca originaria, ancor oggi conservata in vari tratti, racchiude il Colle Landone e il Colle del Sole, sui quali si erge l'acropoli. Con un ampio centro storico, asimmetricamente adagiato su una serie di alture collinari a breve distanza dal Tevere, la città conserva un armonioso aspetto medievale e presenta – date le scelte urbanistiche dell'amministrazione a partire dagli anni 1950 – una perfetta continuità con i nuovi quartieri sorti nelle aree pianeggianti, oltre a numerose frazioni diffuse nel vastissimo territorio comunale (con i suoi 449,51 km² è l'11º più esteso d'Italia) e a una moltitudine di insediamenti residenziali e produttivi, aree verdi e impianti sportivi.
Nel medioevo, per alcuni periodi, la città di Perugia fu sede della curia romana e residenza papale. Ospitò cinque conclavi, tra cui quello che portò all'elezione di Onorio III (1216) e che secondo molti storici è il primo conclave. A Perugia, inoltre, morirono, Innocenzo III, Urbano IV e Martino IV.
Patria di artisti come il Perugino, il Pinturicchio, Galeazzo Alessi, Vincenzo Danti, Guglielmo Calderini e Gerardo Dottori, la città è stata meta – soprattutto durante il Rinascimento italiano – di formazione artistica di importanti personaggi come Raffaello Sanzio, Pietro Aretino, Piero della Francesca e Luca Signorelli. La città diede i natali, inoltre, al matematico e astronomo Ignazio Danti, che rivoluzionò la cartografia moderna e che riformò il calendario facendolo passare da giuliano a quello gregoriano e a Cesare Ripa, erudito e letterato rinascimentale, celebre per i suoi studi sull'iconologia.
Città d'arte ricca di storia e monumenti, Perugia è un polo culturale, produttivo e direzionale della regione, e meta turistica internazionale. L'Università degli Studi di Perugia (1308) è una delle più antiche d'Italia e del mondo. La città è 
anche sede della seconda accademia più antica d'Italia, l'Accademia di belle arti Pietro Vannucci (1570), nonché sede di una delle primissime biblioteche pubbliche, la Biblioteca Augusta (1592).

## Geografia fisica

### Territorio
(Charles Dickens, Pictures from Italy)
Il centro storico di Perugia si adagia su un sistema di colline all'altezza di circa 450 m s.l.m. Nel punto più alto, Porta Sole, l'altezza è di 494 m, caratteristica che ne fa la città italiana più popolata fra quelle poste a un'altitudine superiore a 250 metri. Il centro storico si sviluppa intorno a questo punto e sul crinale dei colli che da esso dipartono, formando un'acropoli e cinque borghi medievali prolungati su cinque porte. All'originaria cinta delle mura etrusche, lunga 3 km, si aggiunse nel Duecento e nel Trecento una nuova e definitiva murazione lunga 9 km, quasi del tutto integra e che delimita una superficie di 120 ettari. La città storica è quindi prevalentemente allungata sui crinali, con un asse maggiore di 3 km tra Monte Ripido (a nord) e San Costanzo (a sud) e un asse minore di 1,5 km tra S. Francesco e Monteluce.
I quartieri storici sono: Porta Sole, Porta Sant'Angelo, Porta S. Susanna, Porta Eburnea e Porta S. Pietro, a cui corrisposero per secoli i rispettivi spicchi del territorio rurale, soggetto alla città fin dalle origini del governo comunale. Ogni quartiere si incardina su una via principale o Corso su cui convergono le trame dei vicoli; vi campeggiano conventi, campanili, basiliche, chiese, oratori, cappelle, palazzi gentilizi (un centinaio), palazzi minori e le case a schiera dei vicoli. Il territorio oltre il centro storico scende tutto intorno fino ai 280 m s.l.m. del Pian di Massiano. Il territorio del comune arriva a 170 m s.l.m., toccati lungo il corso del fiume Tevere, che a sud ne segna i confini con il comune di Torgiano.

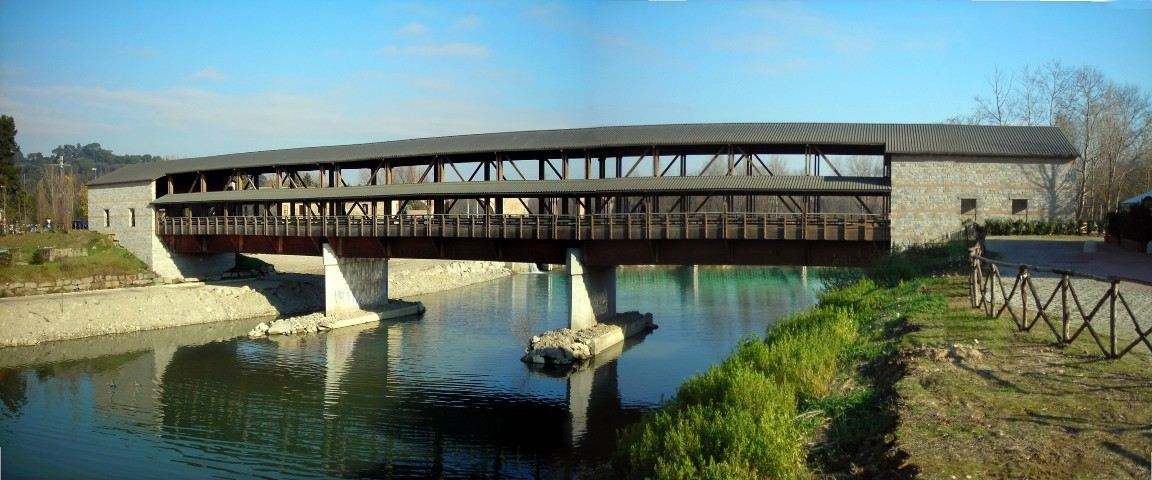
Il Ponte Vecchio sul fiume Tevere, nella frazione perugina di Ponte San Giovanni

Perugia è situata nell'entroterra dell'Italia centrale nel punto più largo della Penisola. È la città più grande tra Firenze e Roma, collocata in posizione intermedia: distante ca 150 km da Firenze, Roma e Ancona, ca 400 km da Milano, Genova e Napoli.

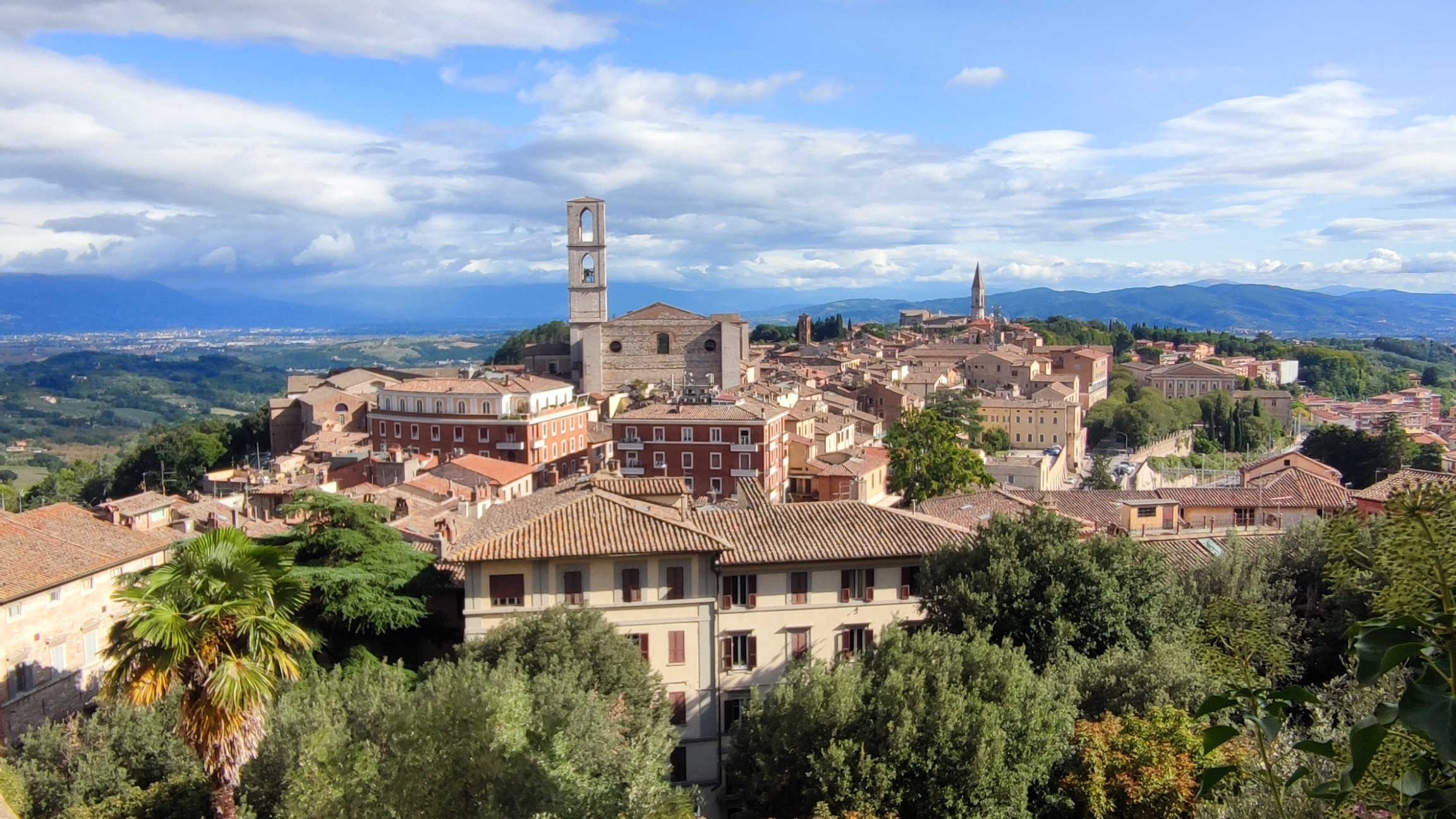
Vista da Viale Indipendenza

Il territorio comunale ha un'area, tra le maggiori in Italia, di 449,92 km², la densità di popolazione è di 363,38 ab./km². Si estende sul territorio del suo storico contado, trapuntato di frazioni, castelli, ville, case rurali. Si articola in colline, monti e pianure, conta 85 tra quartieri e frazioni, oltre cento edifici scolastici, 54 cimiteri, circa 3000 km di strade. L'area urbana contemporanea, che dal centro storico e le prime periferie oggi tocca e ingloba i centri abitati viciniori sviluppatisi dal secondo dopoguerra, si conforma in un tessuto urbano sfrangiato e discontinuo, inframmezzato di coltivi e residui di campagna, lungo circa 20 km da Villa Pitignano a San Martino in Campo, da Taverne di Corciano a Ferriera di Torgiano e Ospedalicchio, ovvero sommando di fatto i comuni contermini di Corciano (21 000 ab.), Torgiano (6 000 ab.) e Bastia Umbra (22 000 ab.).
L'acropoli perugina sembra costruita su una sola collina ma in realtà sono due: il colle del Sole e il colle Landone. La massima depressione tra le due alture si estende dal fosso di Santa Margherita, a est, al fosso della Cupa, a ovest. Gli Etruschi scelsero quest'area in quanto ricca d'acqua, ma presto ci si accorse che il terreno è anche franoso, cosa che nei secoli ha dato luogo a poderose fondazioni e fortificazioni che tuttora impongono in più punti costanti interventi di manutenzione.
Il territorio fa parte della Valle del Nestore, e il comune idricamente è bagnato dal Caina, dal Genna, dal Nestore e dal principale Tevere, che a Marsciano raccoglie le acque del Nestore, in cui confluiscono Genna e Caina.
A nord monte Tezio e monte Acuto la separano dal comune di Umbertide, a ovest un lembo di territorio arriva a toccare le alture che circondano il lago Trasimeno. A est i primi contrafforti collinari dell'Appennino Umbro-Marchigiano la dividono dai territori comunali di Assisi e Gubbio.
(Dante Alighieri Divina Commedia – Paradiso: Canto XI)

### Clima
Perugia gode di un clima temperato di tipo sublitoraneo interno con una temperatura media annua di poco superiore a 13 °C. Il mese più freddo è gennaio, con una temperatura media di 4,2 °C, il più caldo luglio, con medie leggermente al di sotto dei 23 °C. Le precipitazioni annue sono generalmente comprese fra 800 e 900 mm (850 mm per il periodo 1961-1990, distribuite su 96 giorni). Talvolta in inverno le precipitazioni assumono carattere nevoso. Di seguito riportiamo i dati climatici più significativi rilevati nel periodo 1961-1990. L'osservatorio cittadino è situato a 520 m s.l.m..
| Perugia Centro      | Mesi | Mesi | Mesi | Mesi | Mesi | Mesi | Mesi | Mesi | Mesi | Mesi | Mesi | Mesi | Stagioni | Stagioni | Stagioni | Stagioni | Anno |
| Perugia Centro      | Gen  | Feb  | Mar  | Apr  | Mag  | Giu  | Lug  | Ago  | Set  | Ott  | Nov  | Dic  | Inv      | Pri      | Est      | Aut      | Anno |
| ------------------- | ---- | ---- | ---- | ---- | ---- | ---- | ---- | ---- | ---- | ---- | ---- | ---- | -------- | -------- | -------- | -------- | ---- |
| T. max. media (°C)  | 6,9  | 8,4  | 11,7 | 15,7 | 20,4 | 24,9 | 28,2 | 28,0 | 23,6 | 17,6 | 12,0 | 8,1  | 7,8      | 15,9     | 27,0     | 17,7     | 17,1 |
| T. media (°C)       | 4,2  | 5,2  | 7,9  | 11,4 | 15,7 | 19,8 | 22,8 | 22,7 | 19,1 | 14,0 | 9,1  | 5,5  | 5,0      | 11,7     | 21,8     | 14,1     | 13,1 |
| T. min. media (°C)  | 1,5  | 2,0  | 4,1  | 7,1  | 10,9 | 14,7 | 17,3 | 17,4 | 14,6 | 10,4 | 6,2  | 2,9  | 2,1      | 7,4      | 16,5     | 10,4     | 9,1  |
| Precipitazioni (mm) | 61   | 60   | 70   | 79   | 76   | 64   | 39   | 45   | 76   | 102  | 103  | 75   | 196      | 225      | 148      | 281      | 850  |

- Classificazione climatica: zona E, 2289 GG

## Origini del nome

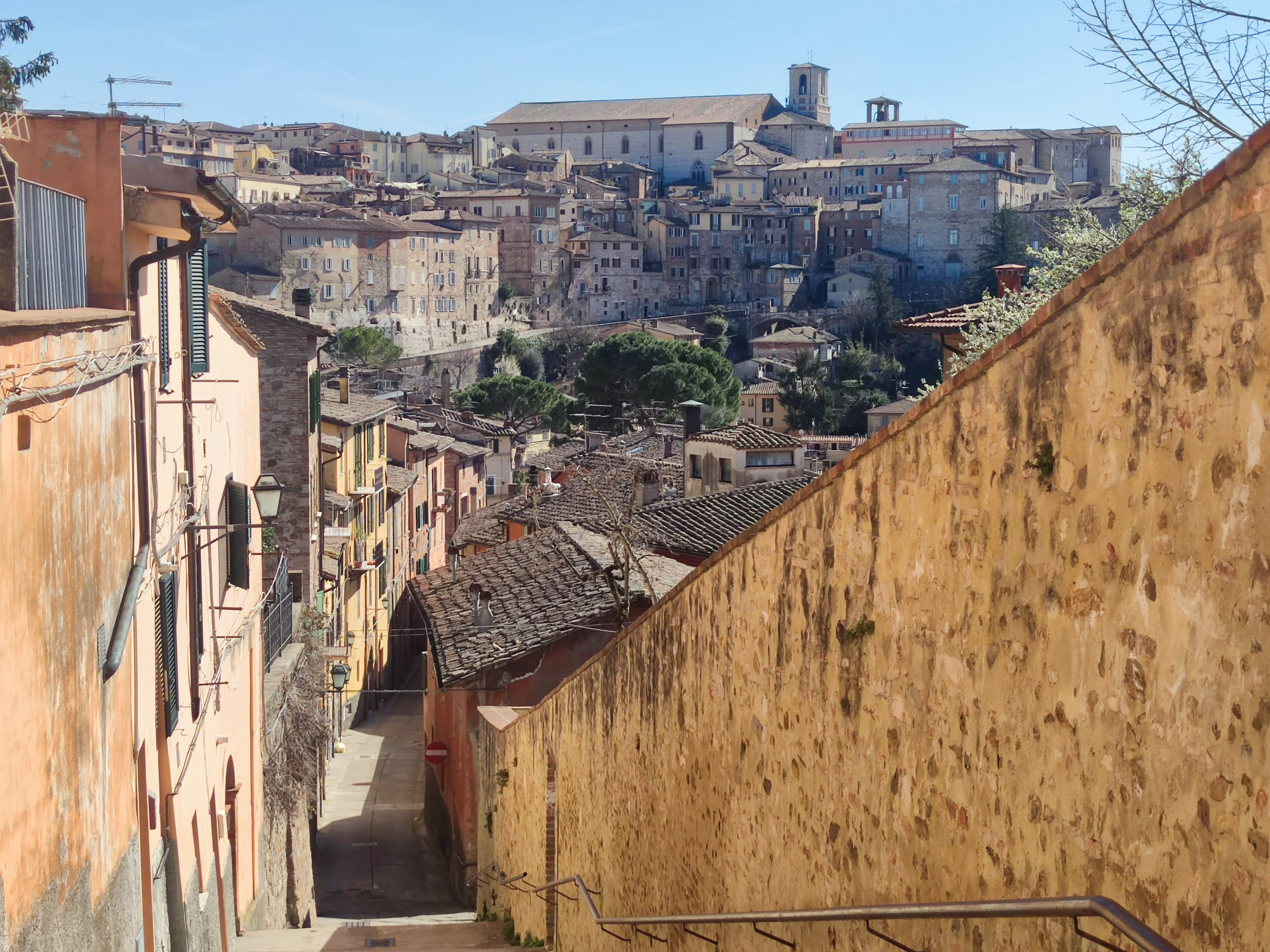
Vista del centro storico da Via del Fagiano

Il toponimo "Perugia" potrebbe essere di origine etrusca e viene reso dai romani come "Perusia" ma è ragionevole una attribuzione indo-europea ben più antica, riconducibile al primo villaggio umbro, nucleo iniziale di quella città successivamente ri-fondata dalla minoranza etrusca che si unì ai primi abitanti. L'esito di indoeuropeo per-roudja 'rossastra', derivazione dall'indoeuropeo reudh 'rosso' (IEW 872) con soluzione savina dj in 'z' e la o semichiusa (la vocale 'o' non esisteva nella lingua etrusca) potrebbe essere legato alla pratica degli antichi Umbri di ricoprire con intonaco di argilla la palizzata di tronchi a difesa del tréblo, l'abitato fortificato sulla sommità del colle da lontano sarebbe perciò apparso come una fascia rossastra.
La più antica attestazione del nome pare essere in una stele etrusca del VII secolo a.C. rinvenuta a Vetulonia, dedicata al guerriero Irumina Phersnachs (Phersna: Perugia e -ch: proveniente da, quindi il perugino). In passato il nome Perugia è stato fatto derivare anche dal greco "periousa", ovvero "che sta in alto", ma l'origine greca del nome di una città etrusca pare infondata.

## Storia

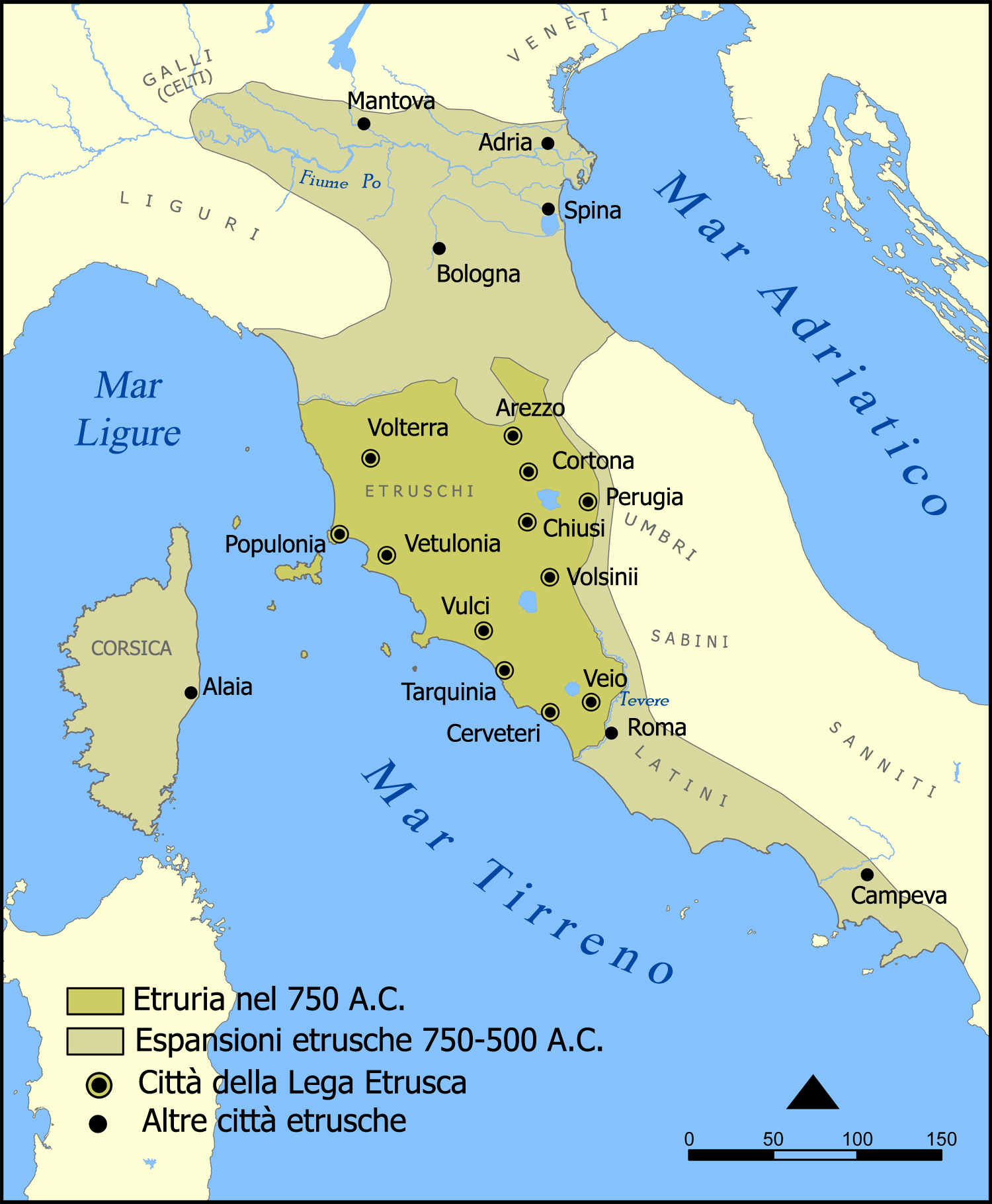
Etruria

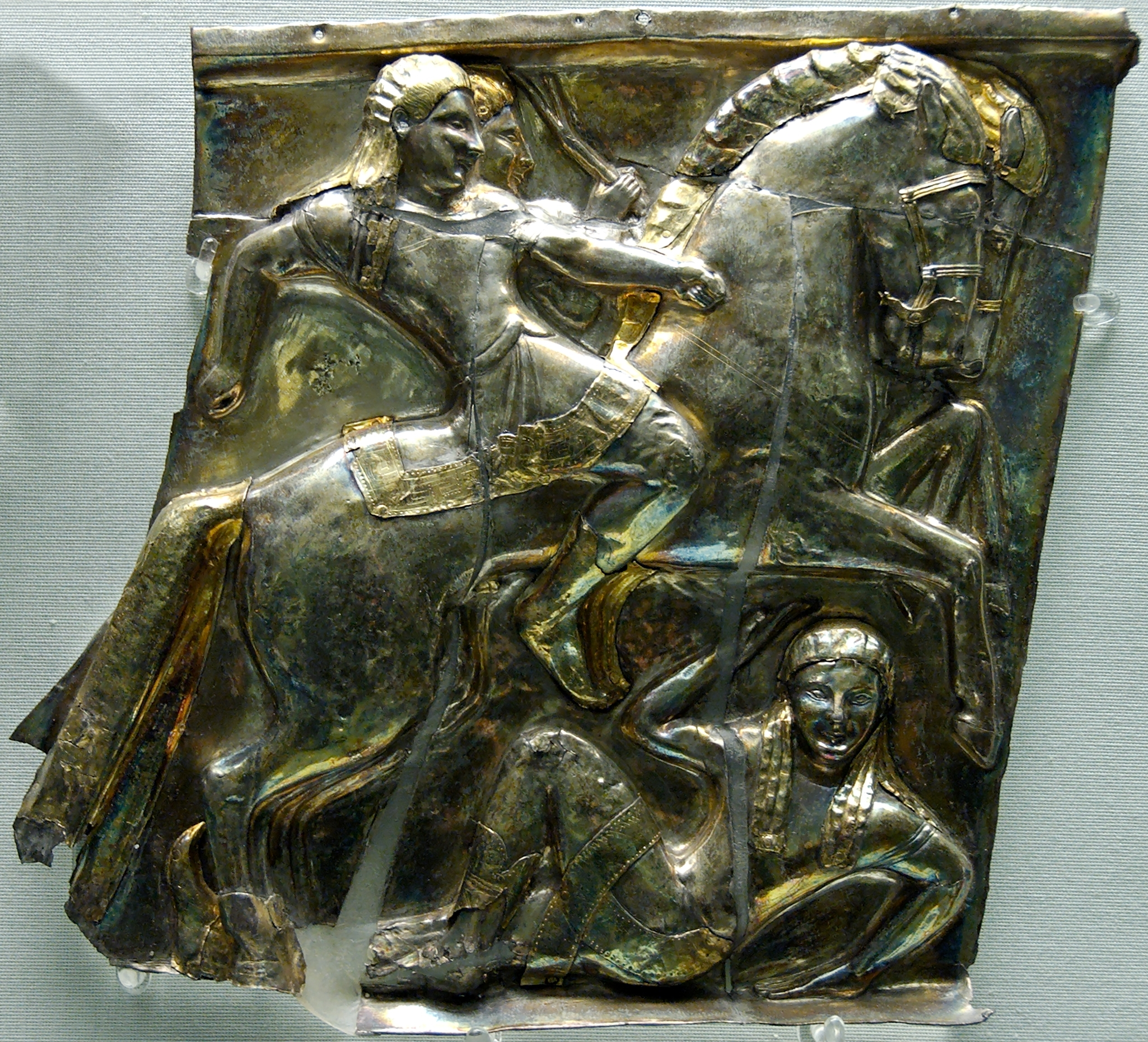
Cavalieri Etruschi, pannelli in argento con rilievi. Parte di un corredo funerario risalente al VI secolo a.C. e rinvenuto nel perugino

### Etruschi e umbri
In antichità, Perugia si trovava in una posizione di confine tra genti etrusche ed umbre. I primi insediamenti conosciuti risalgono ai secoli XI e X a.C., con la presenza di villaggi nei pressi delle falde dell'altura perugina e a partire dall'VIII secolo a.C. anche sulla sommità del colle dove sorge la città. Secondo Catone il Vecchio, Perugia fu in origine sede degli umbri, in particolare dei sarsinati. Il tessuto urbano è però etrusco, con il nucleo cittadino che si forma attorno alla seconda metà del VI secolo a.C.; la disposizione delle necropoli etrusche è una testimonianza indiretta dell'espansione del primo tessuto urbano.
Il rapido sviluppo di Perugia fu favorito dalla posizione dominante rispetto all'arteria del fiume Tevere. Perugia diventa in breve una delle più importanti città etrusche e una delle 12 lucumonie, dotandosi nel IV secolo a.C. di una cinta muraria ancor oggi visibile.

### Perugia romana

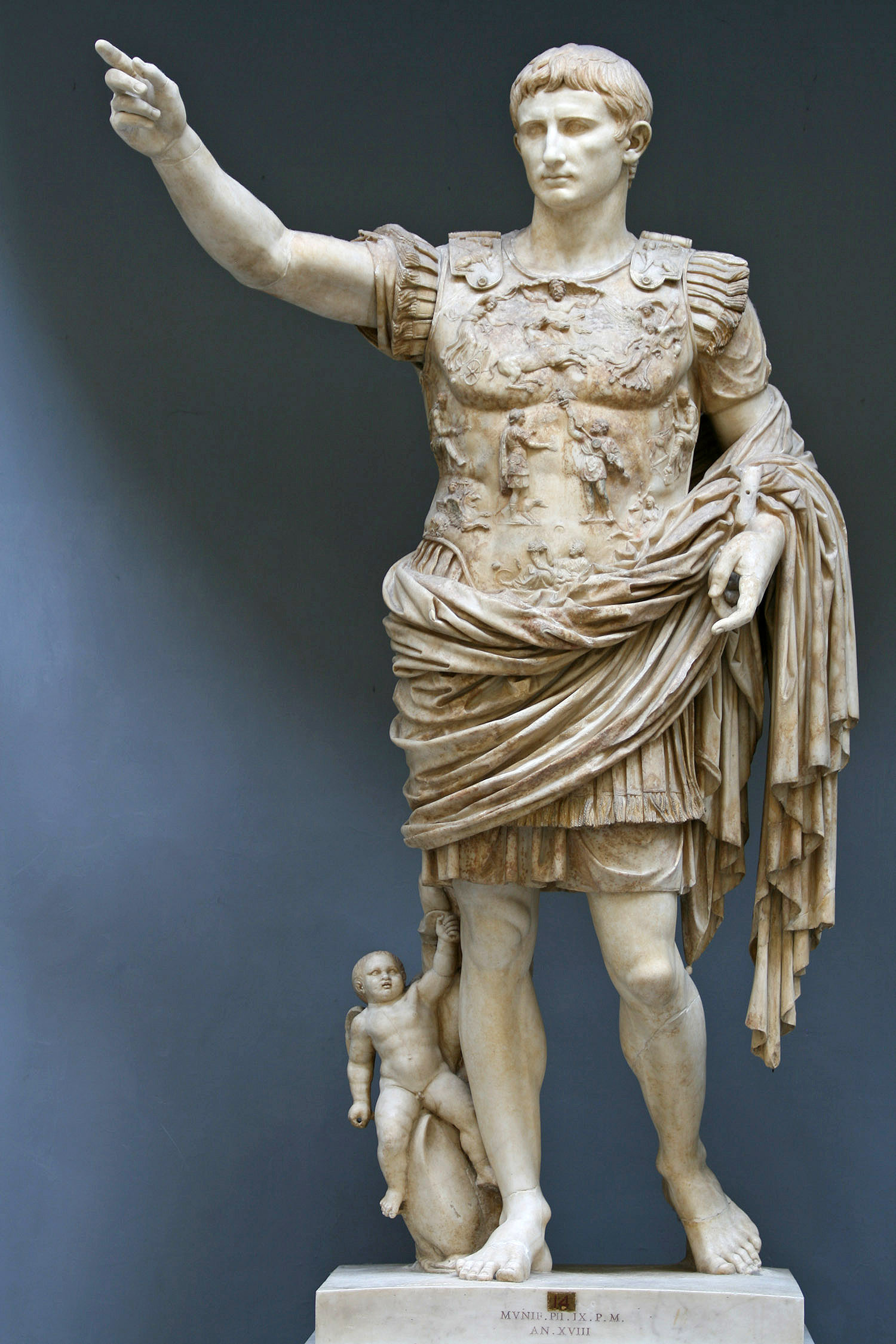
Augusto, restituì alla città parte dell'antico splendore, permettendole di fregiarsi del titolo di Augusta Perusia

Con la battaglia di Sentino (295 a.C.), Perugia e gran parte del resto dell'Umbria entrano nell'orbita romana, conservando l'uso dell'etrusco, documentato in città fino a tarda età repubblicana e mantenendo una sia pur limitata autonomia municipale. Durante la II guerra punica la città si mantiene fedele a Roma e dà rifugio ai Romani sconfitti nella battaglia del Lago Trasimeno (217 a.C.).
A partire dal I secolo a.C., in seguito alla guerra sociale, Perugia si integra con Roma, con la concessione nell'89 a.C. della cittadinanza. La città è uno degli scenari della Guerra civile tra Ottaviano e la fazione di Marco Antonio, con protagonista il fratello di quest'ultimo, Lucio. Viene incendiata nel 41 a.C. durante il Bellum Perusinum. Qualche anno dopo l'imperatore Augusto ricostruisce la città e le permette di fregiarsi del titolo di Augusta Perusia. Rimodellata secondo stilemi romani, Perugia si espande mantenendo nel nucleo centrale l'assetto viario etrusco. Nel 7 d.C. entra a far parte della Regio VII Etruria di Augusto, citata anche da Plinio il Vecchio nella sua Naturalis Historia.
In età imperiale la città si sviluppa oltre la cinta etrusca. Nella seconda metà del III secolo d.C. l'imperatore Vibio Treboniano Gallo, nato a Perugia, le dà lo ius coloniae.

### Il periodo bizantino

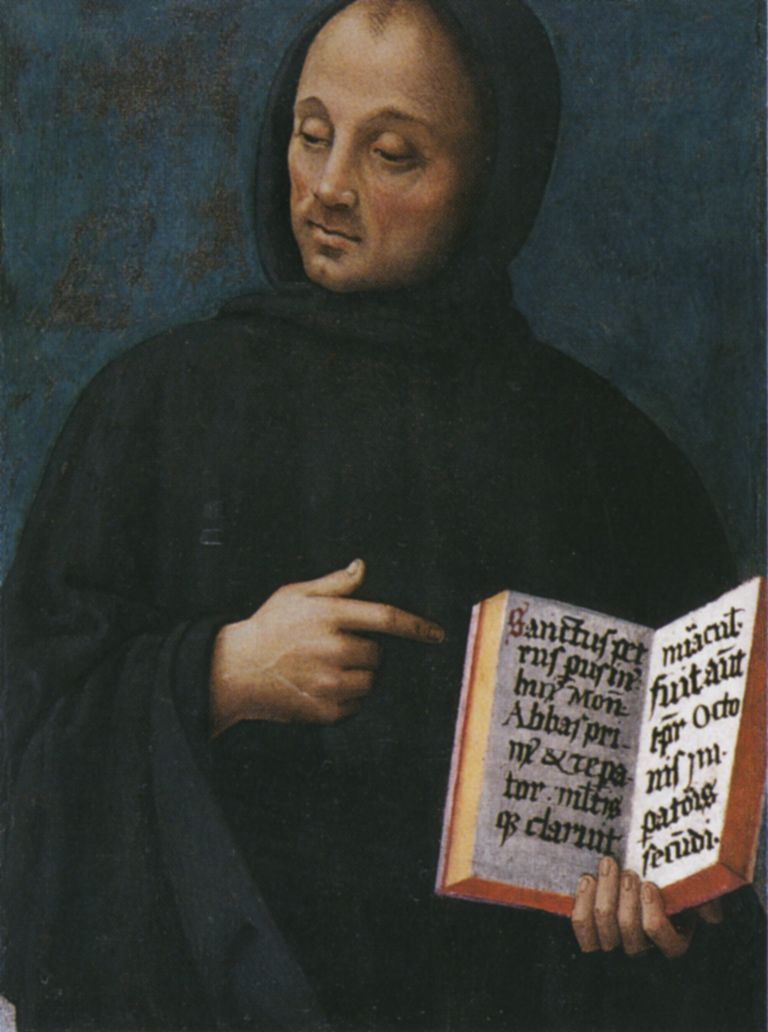
Pietro Vincioli

Perugia faceva parte del cosiddetto "corridoio bizantino"

In questo periodo dell'alto medioevo, a Perugia non si hanno eventi significativi, nemmeno per i cittadini che la abitano. Importante centro di collegamento tra la via Amerina e la Flaminia, nel 493 Perugia viene conquistata dagli Ostrogoti di Teodorico. Nel 537 le truppe bizantine di Belisario si scontrano con quelle Ostrogote di Vitige proprio nei pressi di Perugia. Nel 548 Totila espugna dopo un lungo assedio la città e uccide il vescovo Ercolano. Con la fine degli Ostrogoti e sino all'VIII secolo la città resterà sotto il dominio bizantino, eccettuati due brevi periodi di occupazione da parte dei longobardi sul finire del VI secolo.
A partire dalla seconda metà dell'VIII secolo Perugia entra nella sfera di influenza del Papato, a sua volta vincolato in vario modo all'Impero Carolingio, ed è retta nei due secoli successivi da un Governo vescovile. Verso la fine del X secolo appare la figura di Pietro Vincioli, un nobile perugino abate dell'Ordine Benedettino, che si adoperò per la costruzione della chiesa e del monastero di San Pietro.

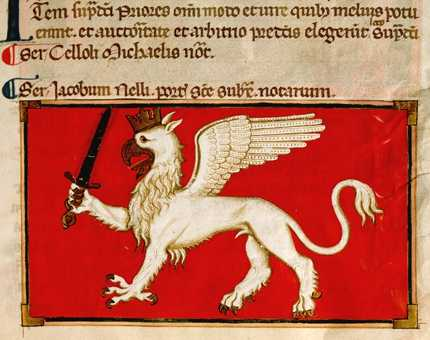
Il Grifo di Perugia in un codice medievale

### Età medievale
Nel 1139 si ha la prima attestazione del Governo dei Consoli chiamati Priori e della nascita del Comune. Agli inizi del XII secolo il potere è diviso tra i Consoli, un'assemblea generale (l'Arengo) e un consiglio minore. Nella seconda metà del secolo Perugia ha un'ampia sfera d'influenza nel contado circostante, avendo espanso i propri territori verso Gubbio e Città di Castello a nord e verso Città della Pieve, il lago Trasimeno e la Val di Chiana a ovest-nordovest. Nel 1198 la città accetta la protezione di Innocenzo III, rimanendo guelfa. Nel 1216 vi morì papa Innocenzo III, giunto in città per sanare alcuni contrasti insorti con Città di Castello e Gubbio. Il conclave per l'elezione si tenne proprio a Perugia, dove si riunirono diciannove cardinali ed elessero Onorio III come nuovo papa. Da quel momento divenne una delle sedi del papato, essendo un rifugio molto più sicuro della capitale, all'epoca funestata dalle guerre fra nobili.

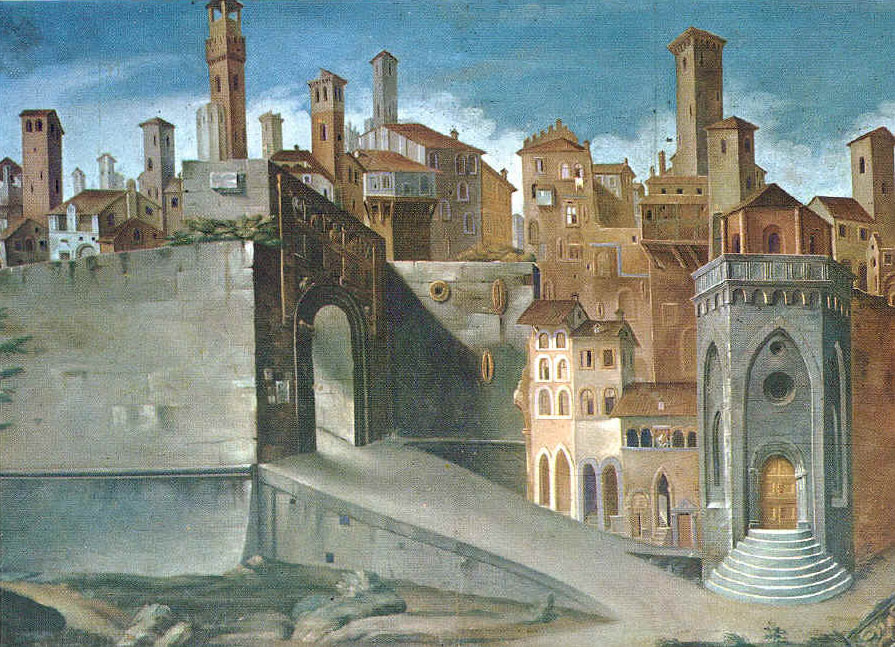
Nel Medioevo Perugia era dominata da molte torri

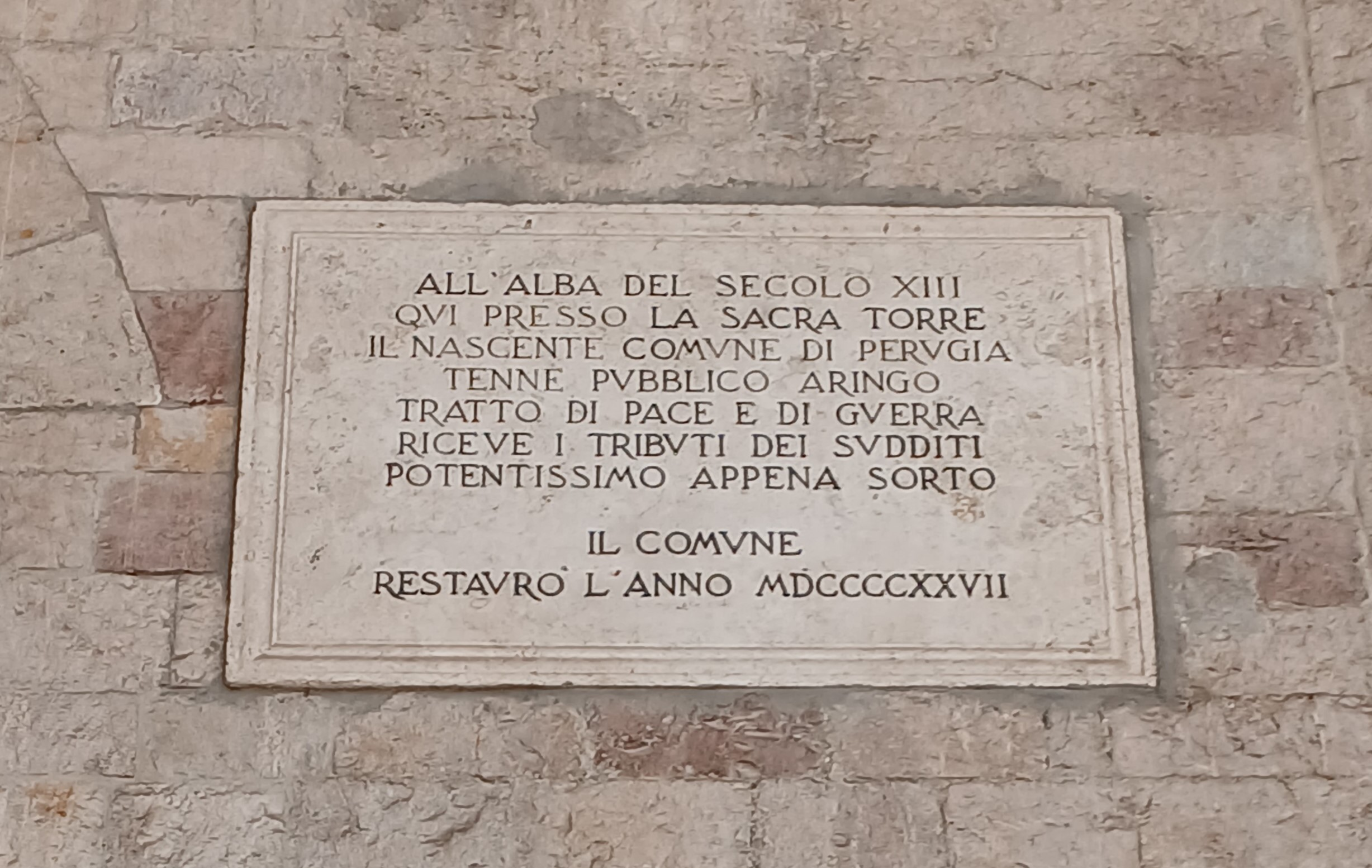
Lapide presso la sacra torre

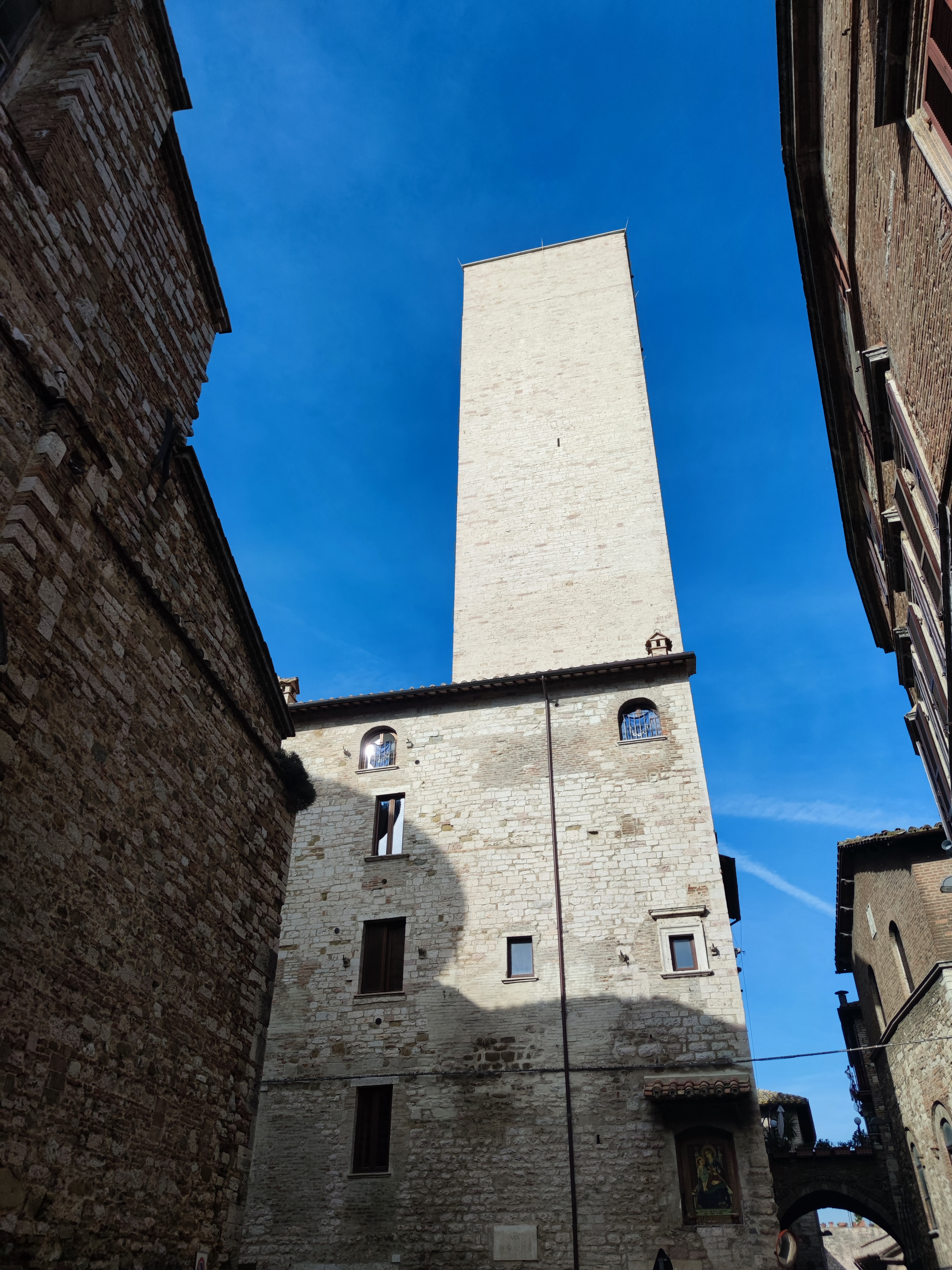
Torre degli Sciri, l'unica rimasta appartenente ad un'antica famiglia

Nel 1286 si contano ben 41 arti. Il XIII secolo fu un grande periodo per il Comune, dal punto di vista urbanistico. Le mura etrusche, danneggiate dal tempo, dagli incendi e dalle guerre, vennero restaurate e innalzate. Le abitazioni dei nobili e quelle dei borghesi più ricchi si dotarono di torri. La città giunse a possederne fino a settanta, come riportato da alcuni cronisti, guadagnandosi l'appellativo di Turrena. Col tempo divennero espressione del potere delle famiglie nobili e ricche. Servirono come postazioni difensive nelle turbolente agonie politiche del tempo oppure come depositi di armi e ricchezze.

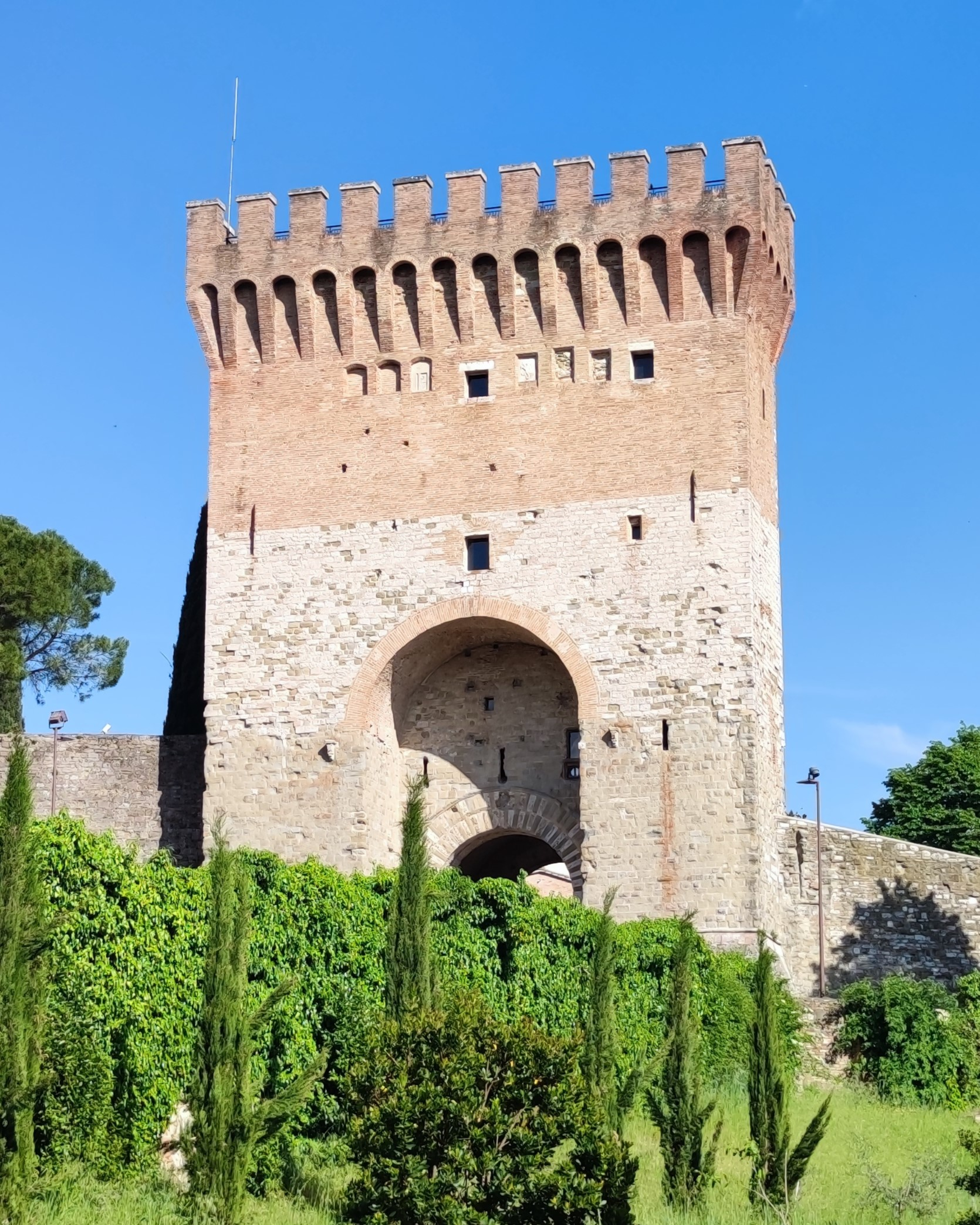
Cassero di Porta di Sant'Angelo

Attualmente non ne restano molte, la maggior testimonianza ancora intatta di questo periodo di espansione è la Torre degli Sciri; altre torri sono tuttora visibili inglobate sulla facciata di edifici. Il Comune estese la sua sfera d'influenza su Assisi (1205) e Foligno (1289) e conobbe un imponente sviluppo urbano che si protrarrà fino alla metà circa del Trecento. La città venne amministrata all'epoca da un governo mercantile, esercitato dai Priori, eletti fra gli iscritti alle arti, e con sede nel Palazzo dei Priori (XIII-XV secolo). Nella seconda metà del Duecento Perugia è all'apice della sua potenza di stato autonomo e controlla un territorio che si estende per buona parte dell'attuale Umbria e che spiega le notevoli dimensioni che oggi presenta la provincia e il comune di Perugia. La potenza della città e dell'organizzazione comunale è rappresentata dalla maestosa fontana scolpita da Giovanni e Nicola Pisano, che, dal 1280 si trova di fronte ai palazzi del potere civile e religioso della città.

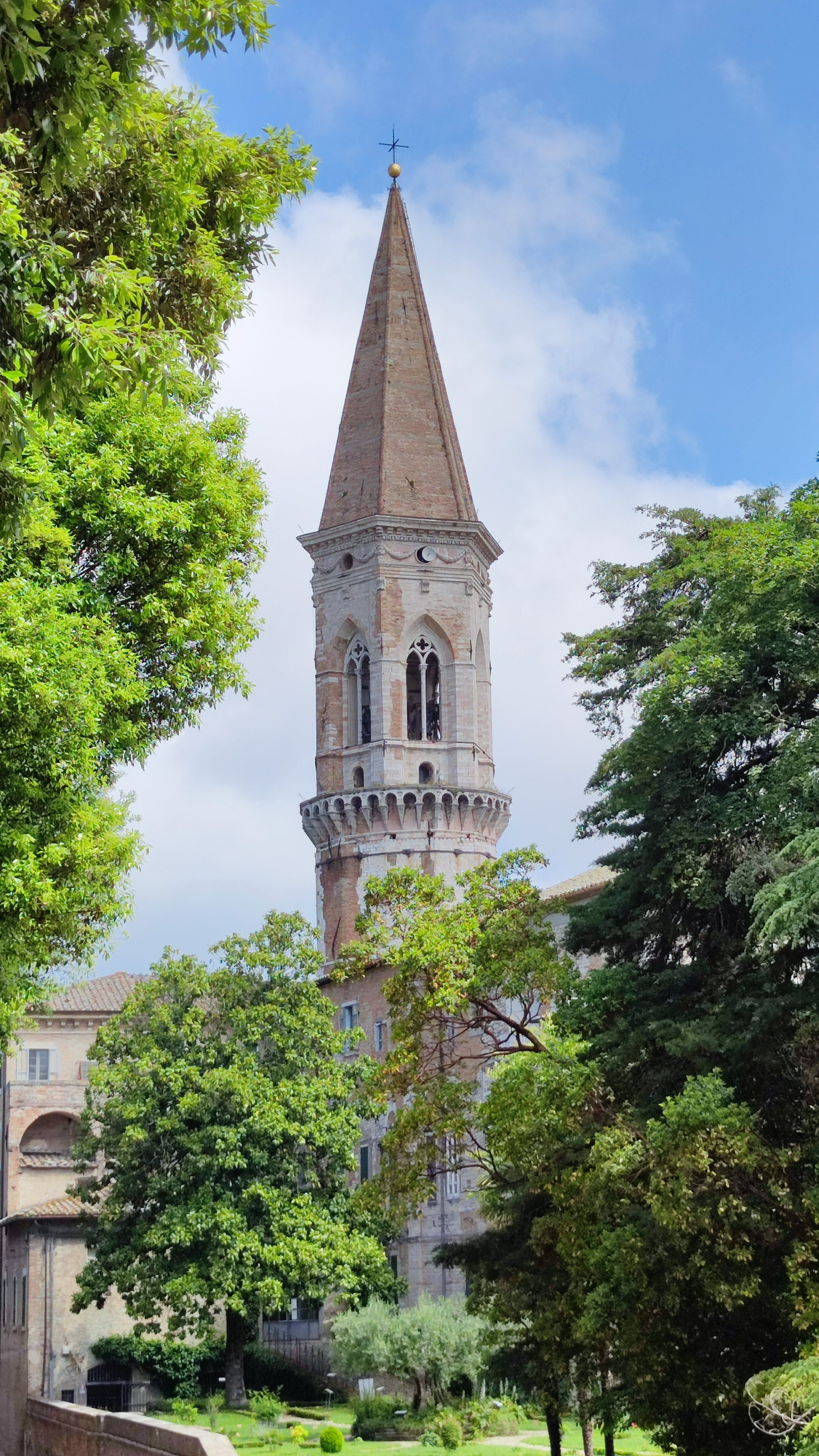
Il campanile della Basilica di San Pietro è la più alta costruzione di Perugia, ben 70 metri

Il movimento dei Flagellanti, fondato da Raniero Fasani nel 1260, era noto anche come dei Crociferi. Raniero Fasani, un eremita, fu il promotore principale, praticando l'auto-flagellazione con un abito di sacco e una disciplina di corregge. Il movimento si diffuse rapidamente fuori dalla città. Questo movimento si sviluppò come un mezzo di espiazione dei peccati, attribuendo la peste a punizione divina per i peccati.
La magistratura dei priori venne istituita nel 1303. «Il Priorato si presenta e agisce realmente come il perno di un sistema del tutto nuovo nato da una piccola rivoluzione all'interno del regime popolare; i Priori rimarranno in attività, a parte una breve interruzione negli anni 1540-52, fino al 1816, segno della validità e duttilità della magistratura».
Dal 1305 il papato è trasferito ad Avignone e nel 1378 deve affrontare il grande scisma all'interno della cristianità occidentale. Dunque la Chiesa, il principale ostacolo a una piena autonomia del comune di Perugia, attraversa una delle fasi peggiori della sua storia. Di conseguenza la città umbra, che appartiene nominalmente da circa due secoli alle terre del papato, continua la sua politica espansiva fino alla metà del Trecento. Nel 1308 viene istituita l'Università, mentre nel 1342 viene redatto lo Statuto in volgare. Nonostante la peste nera e le sue vittime, Perugia dà ancora delle prove di forza nel 1352 e nel 1358, quando sconfigge prima Bettona, distruggendola, e poi Siena e Cortona (Battaglia di Torrita).

#### L'abate di Monmaggiore
Nel 1370, la gestione della città di Perugia era divisa tra due fazioni politiche: Raspanti, in maggioranza, che rappresentavano le arti cittadine come cambisti, calzolai, artigiani e commercianti, e i Beccherini, in minoranza, che rappresentavano la nobiltà. Il popolo comune non aveva alcun rappresentante.
Papa Gregorio XI, durante il suo mandato dal 1370 al 1378, aveva nominato nel 1372 un suo parente, il cardinale Gérard du Puy, come suo legato a Perugia. Questo legato aveva portato con sé un contingente di 4000 cavalieri e 1000 fanti con l'obiettivo di assicurare la sottomissione della città al Papa. Il cardinale aveva anche nominato 70 "proscritti" tra i Raspanti, che dovevano mantenere un comportamento umile o sarebbero stati esiliati. Il cardinale Abate era estremamente autoritario e crudele. Aveva emesso sentenze severe e proibito le riunioni di più di tre persone. Aveva preso il controllo del Palazzo dei Priori, mentre i Priori erano stati trasferiti altrove.
Nel dicembre del 1375, la città si ribellò alle autorità del cardinale Abate e assediò i due forti che aveva fatto costruire. La ribellione portò alla distruzione dei collegamenti tra i forti e altre parti della città. I ribelli riuscirono a puntellare gli archi sovrapposti per evitare che crollassero completamente. Alla fine, l'Abate abbandonò la città nel gennaio del 1376, con l'aiuto del capitano di ventura Giovanni Acuto, che agì come mediatore tra le parti in conflitto. I beni dell'Abate sequestrati dal popolo furono successivamente restituiti.

### Le signorie di Perugia

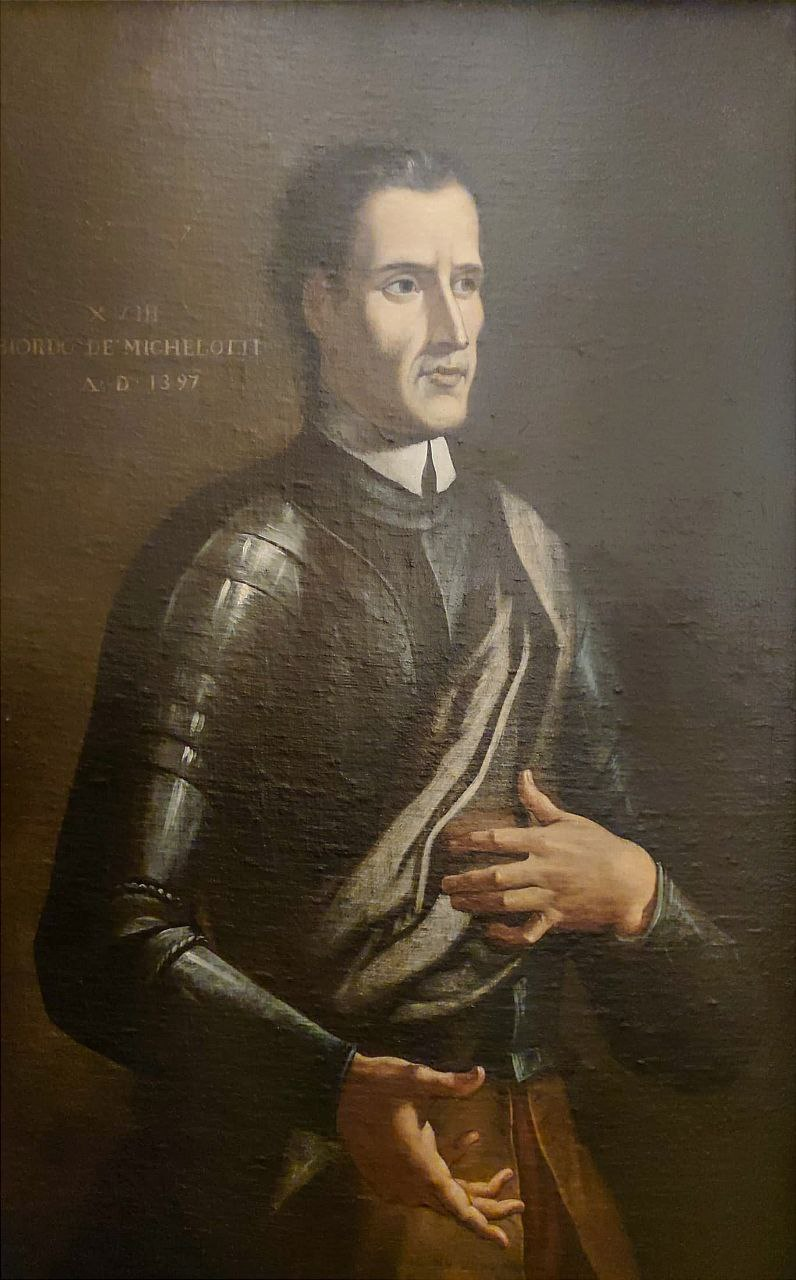
Biordo Michelotti, Signore di Perugia dal 1393 al 1398

#### Biordo Michelotti (1393-1398)
Nel 1393 a Perugia, vi furono delle cruente lotte tra fazioni rivali: tra il partito dei popolari detti Raspanti e tra il partito nobiliare dei Beccherini. Quest'ultimi vennero esiliati e costretti a ritirarsi fuori dalle mura cittadine nei propri feudi di campagna. Un gruppo di venticinque priori si pose al governo della città e questi chiesero al Michelotti, accolto con tutti gli onori in città, di presiederne il governo. È in questo periodo che si ha la prima signoria ricordata per la sua brevità ma anche caratterizzata da un periodo di importanti riforme. Biordo, preoccupato di estendere i suoi possedimenti, confermò l'autorità dei Priori e delle istituzioni comunali.
Il 10 marzo del 1398 la signoria perugina del Michelotti ebbe fine con la sua vita stessa. Il signore, dopo essersi sposato con Giovanna Orsini venne assassinato da alcuni membri di un'altra casata perugina in lotta per il potere, i Guidalotti. In poco tempo la signoria, che aveva esteso in pochi anni la sua influenza su gran parte dell'attuale regione Umbria, si sfaldò.
Il suo fratello minore, Ceccolino tentò di vendicarlo e, raccolti i suoi seguaci, ritornò a Perugia accompagnando l'ingresso del nuovo signore Gian Galeazzo Visconti nel 1400. Ebbe, tuttavia, la sfortuna di imbattersi nel temibile Braccio da Montone, esiliato da Biordo Michelotti, a cui aveva rifiutato i servigi, che lo uccise ponendo fine alla saga della famiglia e favorendo il ritorno al potere della nobile casata dei Baglioni.

#### Gian Galeazzo Visconti (1400-1402)

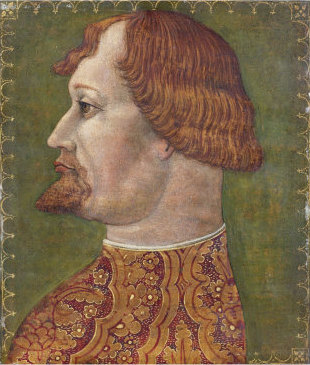
Gian Galeazzo Visconti

La morte del Michelotti tolse un punto di riferimento importante, le fazioni minacciavano la stabilità dentro e fuori dalle mura. I venticinque, intanto si adoperavano per cercare un'istituzione che potesse proteggere la città e sanare un debito molto alto. Da parte del popolo le istanze di indipendenza non erano più così pressanti e nel Quattrocento la convinzione di dover accettare un signore o un padrone in grado di garantire i requisiti minimi di sussistenza era di dominio comune. La scelta ricadde sul Ducato di Milano, e il 21 gennaio 1400 Gian Galeazzo Visconti fu proclamato signore di Perugia per volontaria dedizione della città. E lui, alla ambasceria dei dieci che Perugia gli aveva inviato, il debito dei perugini fu cancellato. La sua signoria durò poco, e il 3 ottobre del 1402, il Visconti spirò.

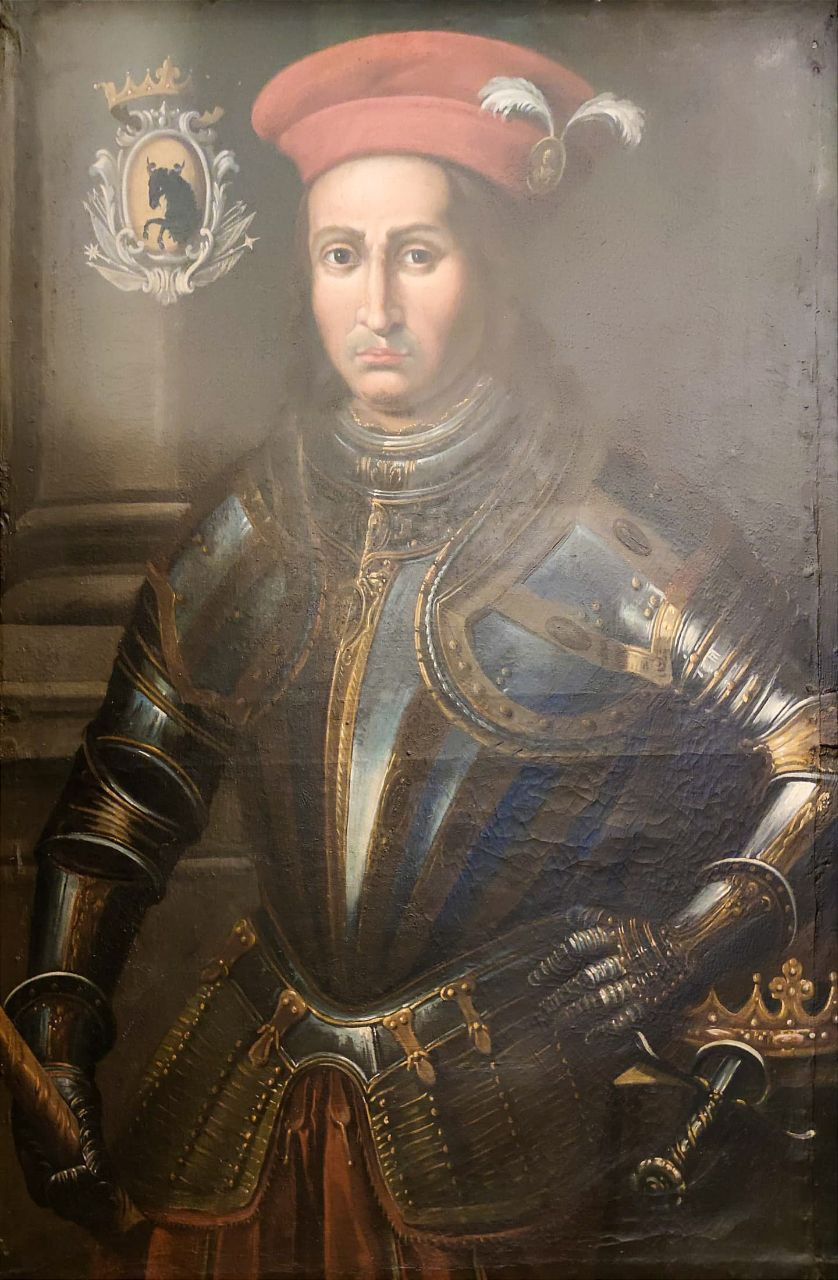
Braccio da Montone, signore di Perugia dal 1416 al 1424

#### Braccio da Montone (1416-1424)
Nel novembre 1410 Braccio assedia Perugia da Porta San Pietro, senza riuscire nel suo intento per la tenace resistenza della popolazione, ma sconfigge le truppe di Angelo Tartaglia e Ceccolino Michelotti, che lo inseguono nella ritirata verso Torgiano. I centri del contado sono talmente terrorizzati dalle sue incursioni a ferro e fuoco, che si arrendono o pagano ingenti somme per non essere assaliti. Nell’aprile del 1416 Braccio lascia la Romagna e si dirige verso Perugia con grande armata. Il 4 maggio ha luogo il primo attacco alla città, che però riesce a resistergli. Davanti alla tenacia dell’esercito braccesco il partito dei Raspanti, appoggiato dal papa, affida la difesa a Carlo I Malatesta, nominato Difenditore dei Perugini per la Santa Chiesa. Il 12 luglio a Sant'Egidio avviene lo scontro, che si conclude con la vittoria di Braccio. Quindi si dirige a Perugia e s’insedia fuori nel Convento degli Olivetani a Monte Morcino Vecchio. Ai Perugini non resta che offrirgli la signoria. Braccio il 19 luglio fa il suo ingresso ufficiale in città, decretando così la fine del governo Raspanti. La signoria del vittorioso condottiero è stata una delle grandi pagine della storia perugina. Braccio Fortebraccio non si rivelò un principe dispotico, sebbene non si sentì mai appagato della conquista della città. Nel 1417 entra a Roma con le sue milizie e, con il pretesto di proteggerla nel nome del pontefice, si insedia in Vaticano autoproclamandosi Defensor Urbis. Fu costretto a ripartire a causa della peste che mieteva vittime fra il suo esercito. Tornato in Umbria sollecitò il papa per confermarlo nel ruolo che egli aveva praticamente già attribuito a sé stesso. Per ottenere il suo scopo Braccio cinse d'assedio le città di Gubbio, Assisi, Ancona, Todi, Spoleto, Orvieto, costringendo il papa Martino V a scegliere il male minore, nominandolo suo Vicario.
Al ritorno da Firenze, dove il condottiero si incontrò con il papa per sancire il suo ruolo, Perugia lo accolse fra il tripudio generale. Braccio si dedicò alla realizzazione di numerose opere pubbliche, pagando i lavori grazie alle ingenti somme saccheggiate in precedenza e avviando numerosi progetti di pubbliche come, ad esempio, la residenza di Braccio in piazza, della quale rimangono solo le logge, o il Sopramuro. La sua permanenza in città non durò a lungo. Martino V lo chiamò per riconquistare Bologna, Alfonso il Magnanimo lo volle al suo fianco contro Luigi III d'Angiò. Fortebraccio era uomo d'arme e non di politica, cosicché ai brillanti successi militari faceva eco una situazione sempre più instabile e confusa nella sua città, soggetta alle angherie di chi governava in sua vece. La situazione richiese nuovamente il suo intervento, così tornò in città e tolse di mezzo i reggenti.
Su invito di Alfonso e Giovanna, tornò in Calabria, dalla quale risalì facendo tappa alle porte dell'Aquila. La città non volle aprire le proprie porte all'eroico condottiero, che senza pensarci due volte, si decise a cingerla d'assedio. La testardaggine di Fortebraccio lo portò a una battaglia inutile quanto pericolosa. Il clima nei suoi confronti stava per mutare, poiché sia il papa, sia la regina di Napoli, temevano di dover incoronare un nuovo monarca, tanto ingombrante quanto bravo e fortunato in battaglia. La sua fortuna viene citata ne Il Principe di Machiavelli.
Fortuna che lo abbandonò definitivamente quando una lega composta da tutte le forze che nel frattempo si erano coalizzate, si scagliarono contro il suo esercito presso Pescara. Le sue imprese di guerra si conclusero, il 2 giugno 1424 fuori delle mura di L'Aquila, ferito mortalmente alla testa con un colpo di mazza chiodata. Tre giorni dopo morì e fu sepolto, per ordine di Martino V, in terra sconsacrata fuori dalla porta di San Lorenzo. Solamente otto anni più tardi il figlio Niccolò ottenne il permesso di disseppellire le spoglie del padre, facendo rientro con il feretro nella città di Perugia con il massimo degli onori.

### Età rinascimentale

#### I Baglioni (1438-1540)

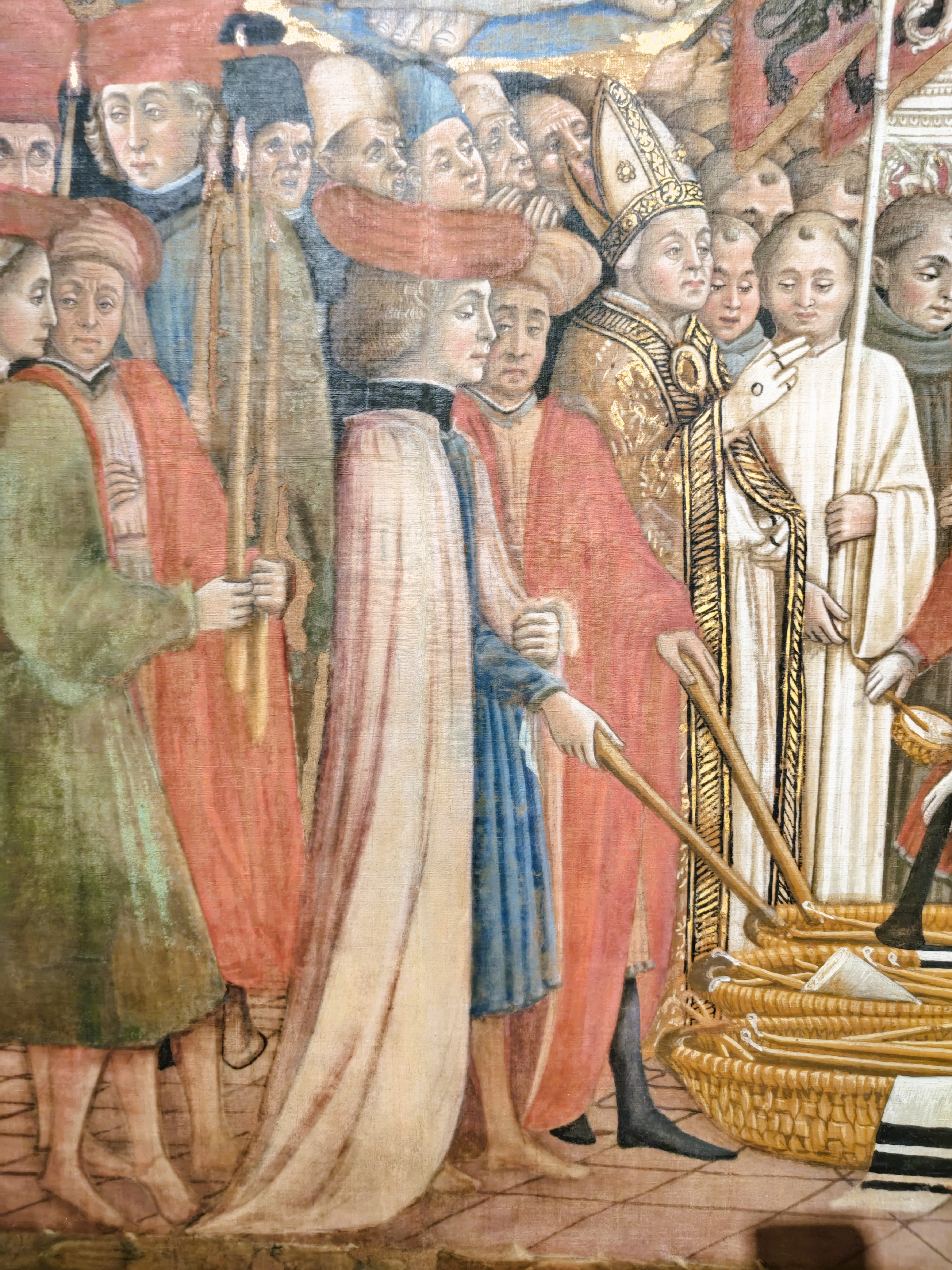
Braccio Baglioni (al centro) ebbe il controllo della città per 41 anni, dal 1438 al 1479

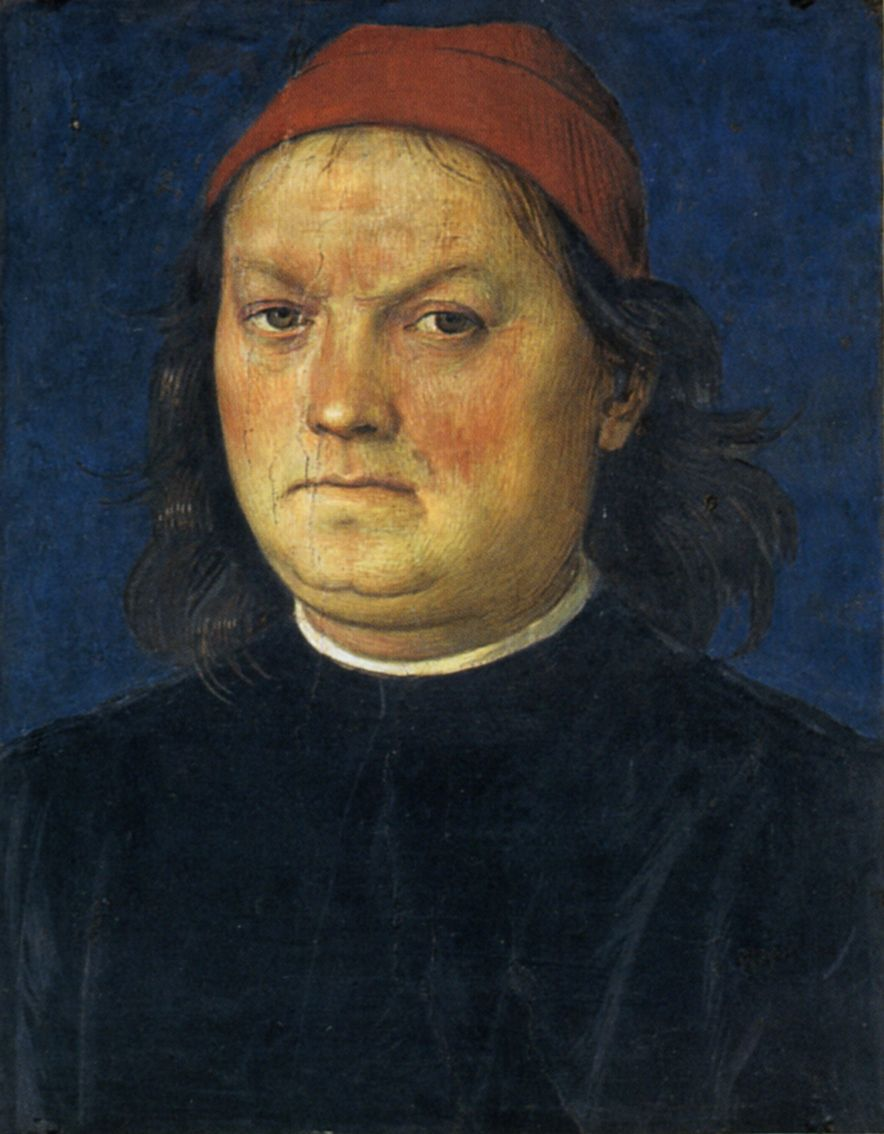
Autoritratto di Pietro di Cristoforo Vannucci, detto "Il Perugino" nella Collegio del Cambio a Perugia

Stemma dei Baglioni (famiglia)

Sotto i Baglioni tra il 1438 e nei primi decenni del secolo successivo, la città si impose come un importante centro artistico del Rinascimento Umbro. I pittori più rilevanti di questa epoca nella città furono Benedetto Bonfigli, Bartolomeo Caporali, Bernardino di Betto detto Il Pinturicchio e li pievese Perugino che visse e morì nella città. A Perugia riceveranno la propria formazione culturale Raffaello Sanzio, che realizza per la Cappella Oddi in San Francesco al Prato un'Incoronazione della Vergine, e Pietro Aretino che vi studiò pittura frequentando, in seguito, l'università locale.
Finite le imprese di Braccio da Montone, a Perugia inizia a farsi avanti un nuovo governo nobiliare, i Baglioni. Malatesta che rientrò in Perugia al seguito di Fortebraccio, sanando la sua posizione di fuoriuscito. Secondo le cronache fu il primo a entrare in città dopo la battaglia di Sant'Egidio e l'ultimo ad abbandonare il campo dopo lo sfortunato assedio dell'Aquila. Malatesta I Baglioni morì a Spello nel 1437 e venne tumulato a San Francesco al Prato, fra le spoglie di Biordo Michelotti, colui che gli aveva tolto la patria, e Fortebraccio da Montone, colui che glie l'aveva restituita. La signoria dei Baglioni ha per capostipite Braccio I Baglioni. Prestò la sua opera al soldo di Firenze prima e del pontefice poi, presso il quale accumulò onori e gloria. Acquisì grande autorità nei confronti della magistratura perugina, ma operò sempre con cautela senza privare mai il popolo delle sue istituzioni. A Perugia come a Firenze si ebbe la "Signoria occulta". Governò fino al 1479. La signoria passò ai fratelli Guido e Rodolfo.
In quel tempo, il vero ispiratore e "tutore" della politica della città di Perugia, era Lorenzo de' Medici, ago della bilancia della politica italiana. Tenne in grande considerazione l'importanza di avere quella repubblica inserita fra la Signoria di Firenze e la Chiesa. La signoria di Guido e Rodolfo Baglioni venne perciò ispirata sia dai Medici, sia dal pontefice, affidando ai due il compito di reggere la città con eguali responsabilità. Fin dai primi anni della loro signoria, la situazione interna apparve insostenibile, caratterizzata da liti e risse sempre più violente che spesso sfociavano in veri e propri delitti, di cui rimanevano vittime ora esponenti dei Baglioni, ora degli Oddi, ora dei Ranieri, le famiglie in eterna competizione per la supremazia. Neanche l'intervento del papa Sisto IV riuscì a porre un freno ai numerosi episodi di vendetta privata cui era possibile assistere con cadenza quasi quotidiana. Meno che mai la signoria dei due Baglioni, Guido e Rodolfo, si dimostrò in grado di limitare tali episodi, che anzi spesso vedevano protagonisti membri della famiglia stessa.
Le divisioni fra i nobili perugini giunsero al culmine intorno alla metà del XV secolo, quando si crearono due vere e proprie fazioni, l'una facente capo a Firenze, l'altra al papa. 

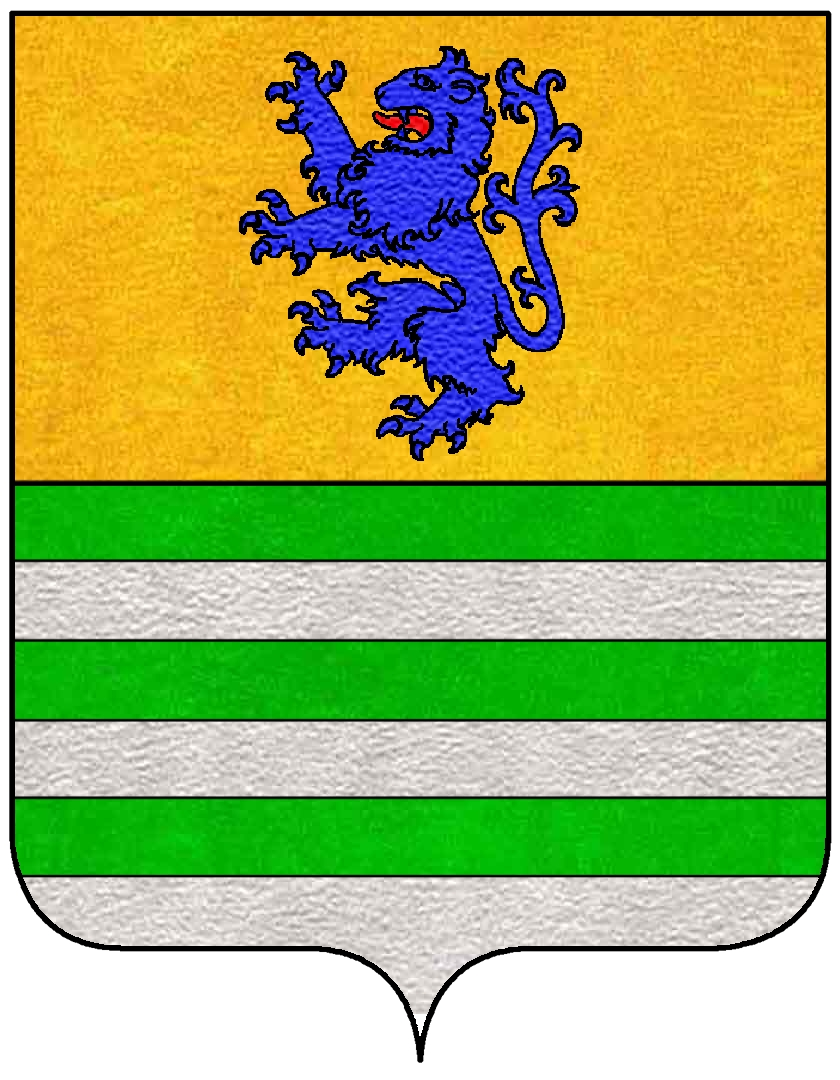
Il casato Degli Oddi era il principale rivale dei Baglioni

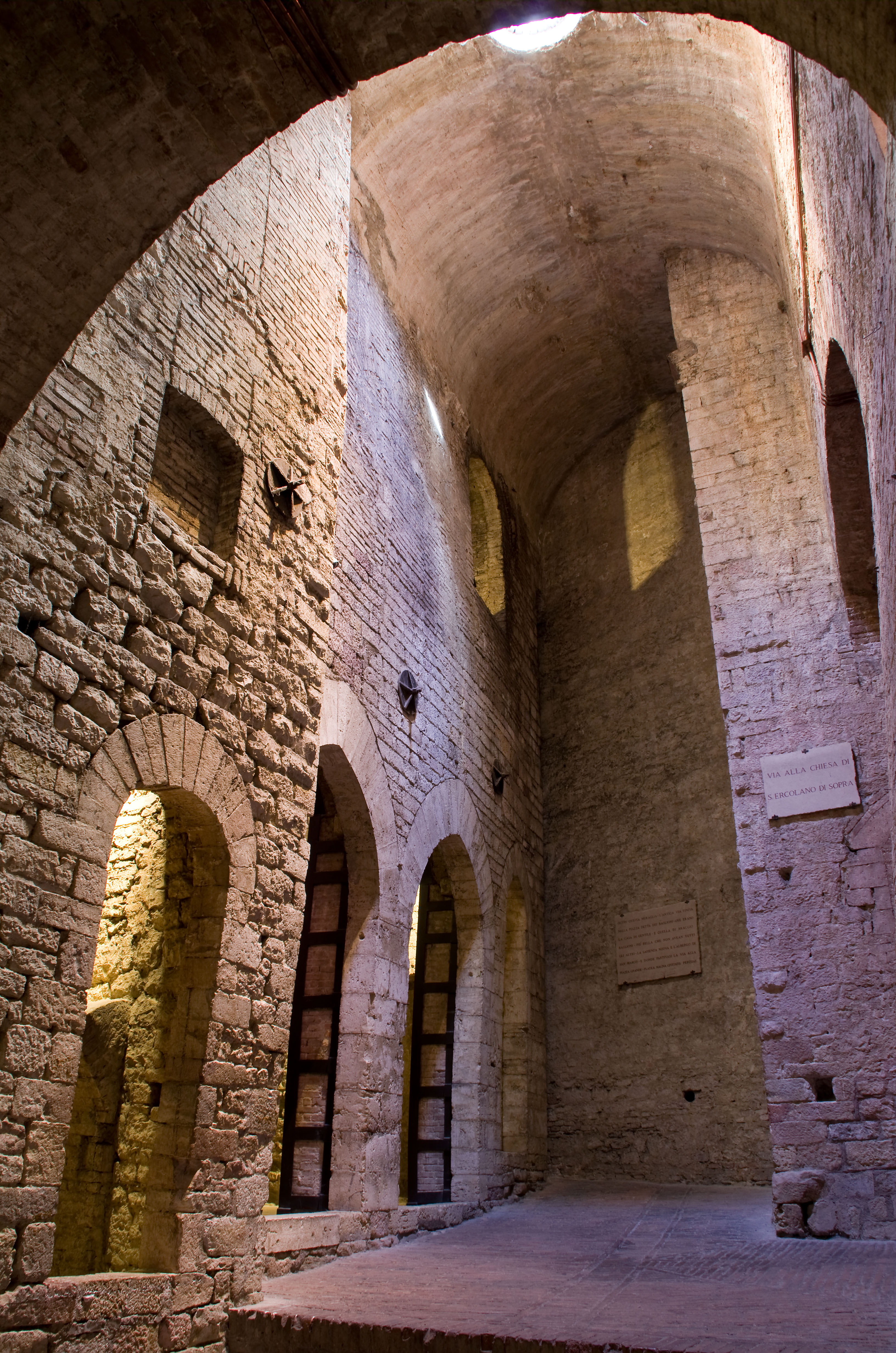
Le case dei Baglioni sono incorporate nella Rocca Paolina

Le due famiglie più in odio fra loro erano quelle degli Oddi e dei Baglioni. La situazione peggiorò il 30 ottobre del 1488. I Baglioni si barricarono nel pieno centro di Perugia, controllando dalle feritoie l'intero tratto che va dalla Fontana Maggiore all'attuale piazza della Repubblica (l'odierno corso Vannucci). Agli Oddi non riuscì l'impresa di sorprenderli nelle loro abitazioni tramite l'apertura concordata di un ingresso in via della gabbia, e furono costretti a darsi alla fuga e ripiegare fuori città, dopo essere stati bersagliati dai colpi inferti dalla famiglia rivale.
Mentre a Perugia le due famiglie combattevano per la supremazia, i rapporti diplomatici con la chiesa entrarono in crisi ma grazie all'intervento di Lorenzo il Magnifico, furono sanati. Fu quindi opera del Magnifico se la situazione tornò distesa fra Perugia e il pontefice Innocenzo VIII, mentre l'odio fra i Baglioni e gli Oddi rimase a covare sotto la cenere, fra sortite tentate e accenni di scaramucce nei pressi delle mura.
Nel 1492 Perugia perse in un colpo solo i due potenti protettori, allorché fra aprile e giugno scomparvero sia Lorenzo de' Medici, sia Innocenzo VIII. Il successore, Alessandro VI, ebbe però meno tempo da dedicare alle beghe perugine, dovendo far i conti con la discesa in Italia di Carlo VIII, per difendersi dalla quale, scelse di rifugiarsi proprio a Perugia, entrando in città nel 1495 accompagnato da sedici cardinali e una quantità imprecisata di vescovi. Quando Carlo VIII concluse la sua avventura lungo l'intera penisola, Alessandro VI tornò serenamente a Roma, lasciando nuovamente Perugia nell'intricata trama delle fazioni locali.
Gli Oddi non si rassegnarono al loro destino, cercarono sempre di ricostituire un'armata in grado di forzare la resistenza dei Baglioni. Radunati circa seimila uomini, il 3 settembre entrarono in città, corrompendo uno dei Dieci dell'Arbitrio, Lodovico degli Armanni, il quale favorì la rivolta facendo spalancare gli ingressi alla città. Il tentativo fallì e fu sedato nel sangue, con il risultato di rafforzare ulteriormente il potere dei Baglioni.
A parte delle vicende cittadine, della famiglia Baglioni merita menzione la figura di Astorre I condottiero, che dopo strenua resistenza morì insieme al Bragadin nell'assedio di Famagosta concluso tragicamente il primo agosto 1571.

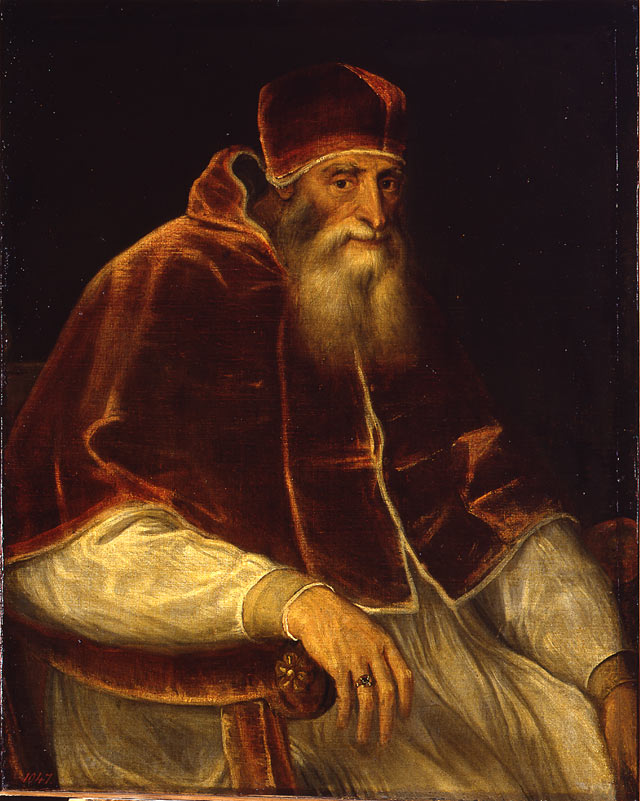
Papa Paolo III

### La guerra del sale e la fine della Signoria
L'improvvisa morte di Malatesta Baglioni lasciò un vuoto di potere, del quale papa Clemente VII non esitò ad approfittare. Esiliò lontano da Perugia e confiscò i beni dei discendenti del Baglioni, senza però risolvere completamente la questione perugina. La morte di Clemente VII avvenuta nel 1534, lasciò al suo successore Paolo III, il problema dell'esistenza di una Signoria sotto la tutela dello Stato della Chiesa.
Il nuovo papa Paolo III, nato Alessandro Farnese, si dimostrò fin da subito molto attento agli eventi che riguardavano la città di Perugia. Vi si recò spesso in visita, in attesa di prendere decisioni riguardo al modo migliore di sfruttare la situazione. Nel 1540 il papa, per contrastare la minaccia turca, i movimenti protestanti ed eretici che minacciavano la Chiesa decise di imporre nuove tasse.

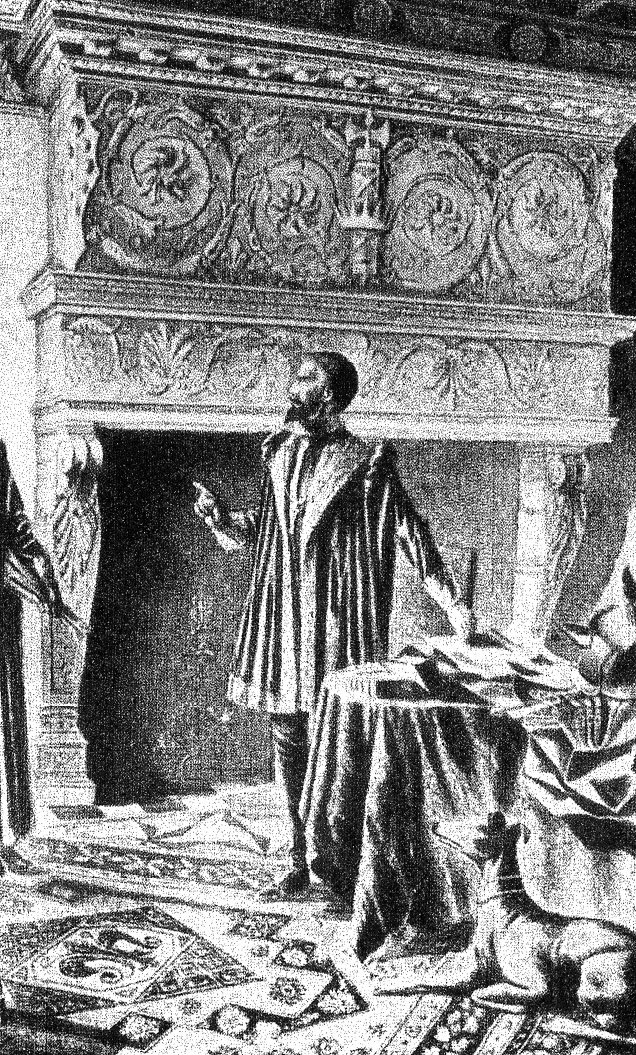
Rodolfo II Baglioni, ultimo signore di Perugia

Il provvedimento per eccellenza più odioso fu l'obbligo di rifornirsi del sale esclusivamente dalle saline pontificie, le quali praticavano un prezzo doppio rispetto ai senesi, abituali fornitori della città di Perugia. L'aumento ingiustificato avrebbe stroncato l'economia perugina. A questo atto Perugia reagì inizialmente eliminando il sale dalla produzione del pane, e affidando a venticinque cittadini illustri il compito di gestire la resistenza all'autorità papale. Il consiglio popolare convocato dai Priori che, ne dichiarò l'inapplicabilità, deliberò di mandare ambasciatori a Roma per protestare contro la proposta ritenuta in contrasto con gli accordi già stabiliti con i pontefici precedenti. Per tutta risposta, il 17 marzo 1540, nonostante l'evidenza del sopruso, il pontefice fece recapitare ad Aligero vicelegato pontificio e ad Alfano Alfani, capo dei priori, la Bolla di scomunica della popolazione perugina. Nel frattempo il Papa, deciso a contrastare l'insubordinazione popolare richiamò in Roma il legato Jacovacci e durante il concistoro manifestò la volontà di ricorrere all'intervento armato contro la città di Perugia. 

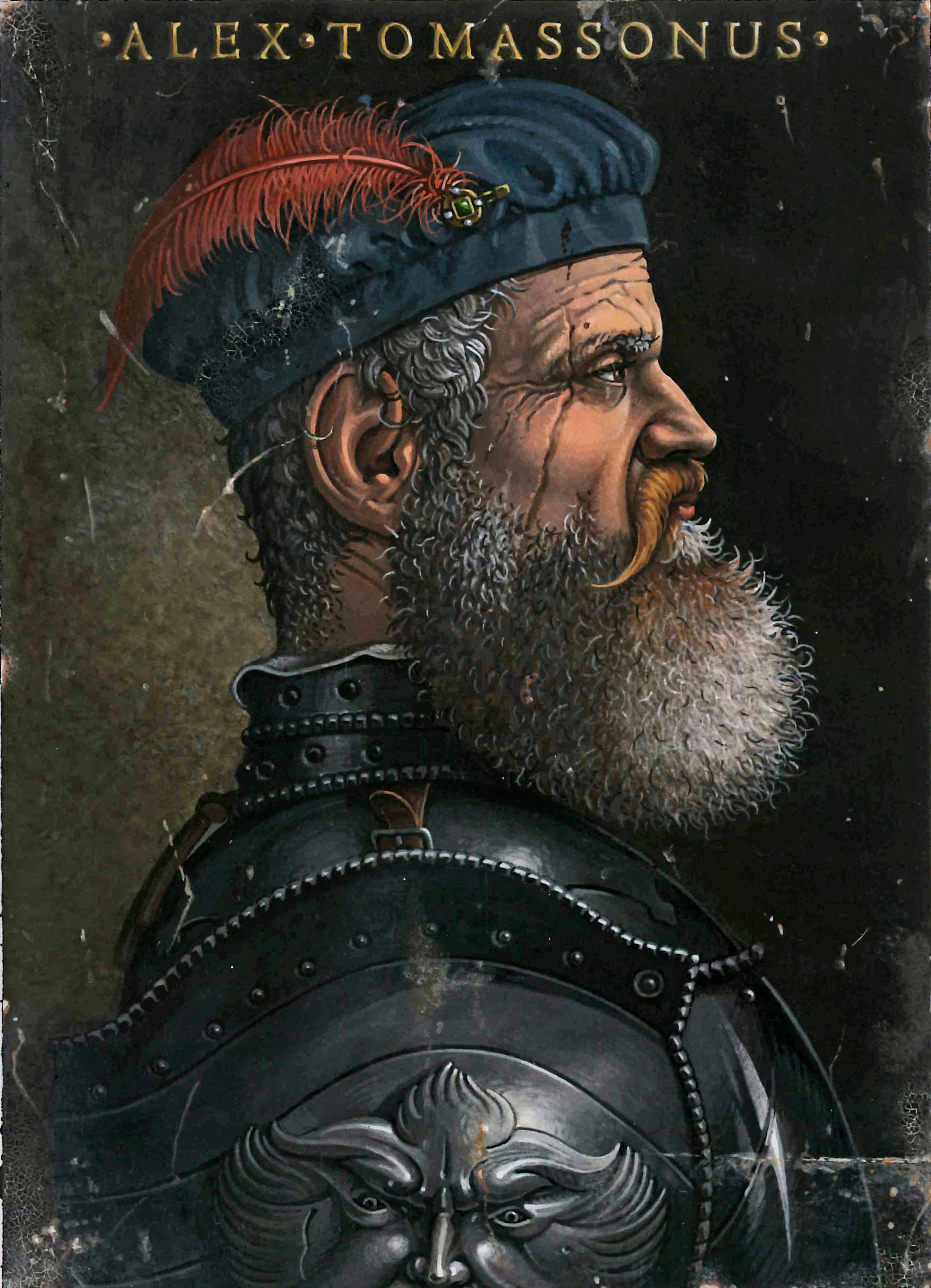
Alessandro da Terni

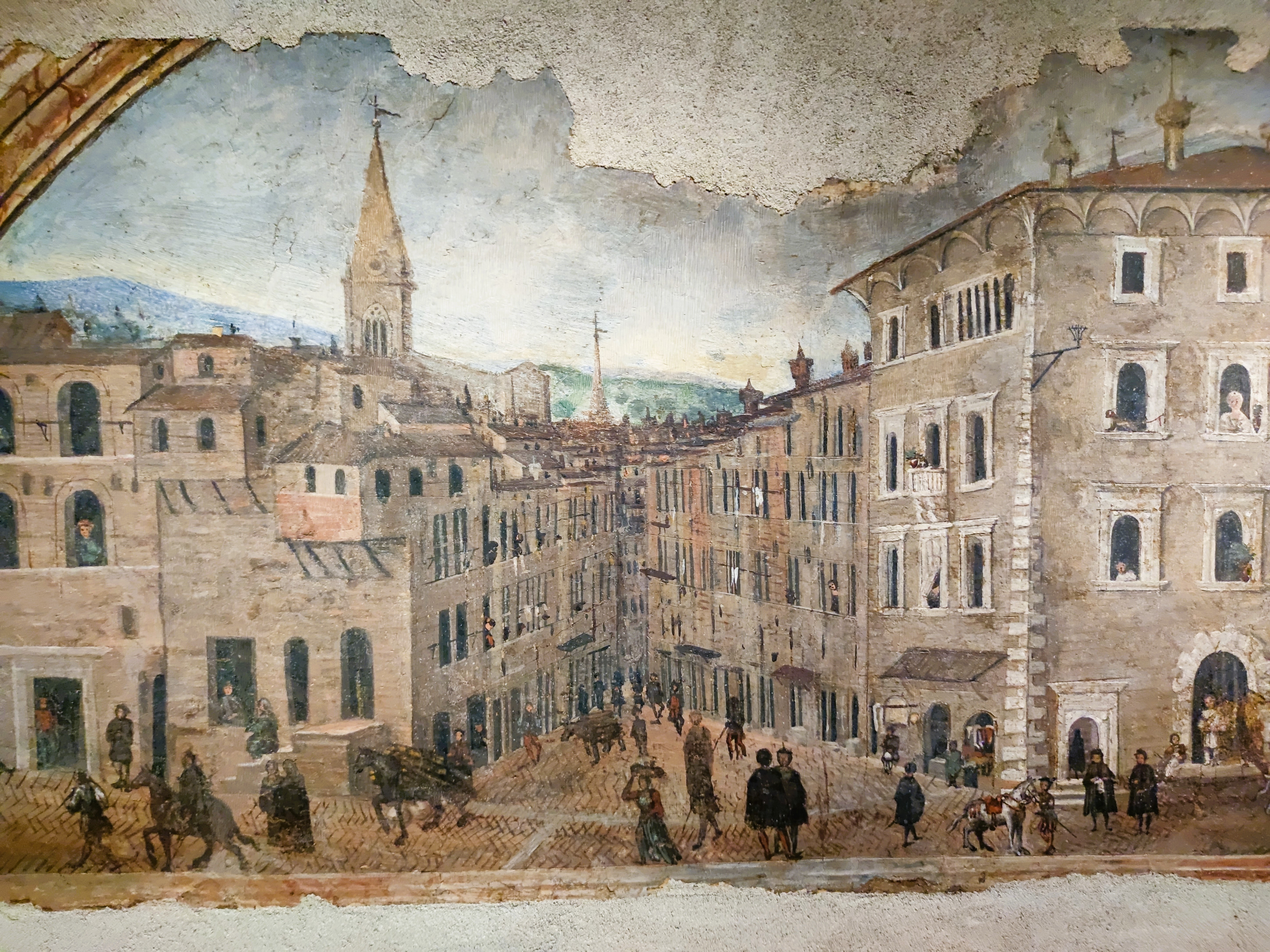
Scorcio di Perugia nel 1535. In fondo si può vedere il campanile della Basilica di San Domenico, Galleria nazionale dell'Umbria.

Il primo aprile del 1540, nel territorio perugino furono avvistate le milizie pontificie condotte da Pier Luigi Farnese, Gonfaloniere della Chiesa. La sua fanteria era agli ordini del mastro generale di campo Alessandro da Terni, e da qui si pensa deriverebbe la rivalità storica tra Perugia e Terni, appunto, un ternano responsabile della caduta di Perugia. L'esercito pontificio mobilitato dal Farnese (8000 italiani e 400 Lanzichenecchi), iniziò a devastare il territorio di Foligno, Assisi e Bastia, incontrando scarsa resistenza. L'esercito perugino poteva contare soltanto sul prestigio di Ascanio della Corgna, giovane condottiero perugino. Fallita la mediazione di pace intrapresa dal Viceré di Napoli, Don Pedro de Toledo, i Perugini sperarono ancora nell'appoggio del duca fiorentino Cosimo I de' Medici che si trovava in aperto contrasto con il pontefice Paolo III e nell'amor patrio del condottiero Ridolfo Baglioni, ex Signore di Perugia, assoldato dal duca Cosimo con una redditizia condotta. Il 16 maggio il Baglioni, tornato in patria, venne accolto con grande entusiasmo da tutta la popolazione perugina. Ma più che per combattere, Ridolfo tornava in patria con l'intento, tenuto nascosto, di trattare la resa della sua città. Il primo attacco delle milizie pontificie fu condotto dal Tomassoni, dapprima infatti si batté valorosamente contro la cavalleria di Ridolfo poi si diresse all'assedio del castello di Torgiano, situato in posizione strategica alla confluenza del Tevere e del Chiascio. Il castello di Torgiano era stato protetto da un fossato semicircolare progettato dal Della Corgna. Il fiero condottiero ternano si rifece vincendo definitivamente le truppe di Ascanio della Corgna a Ponte San Giovanni e a Pretola.

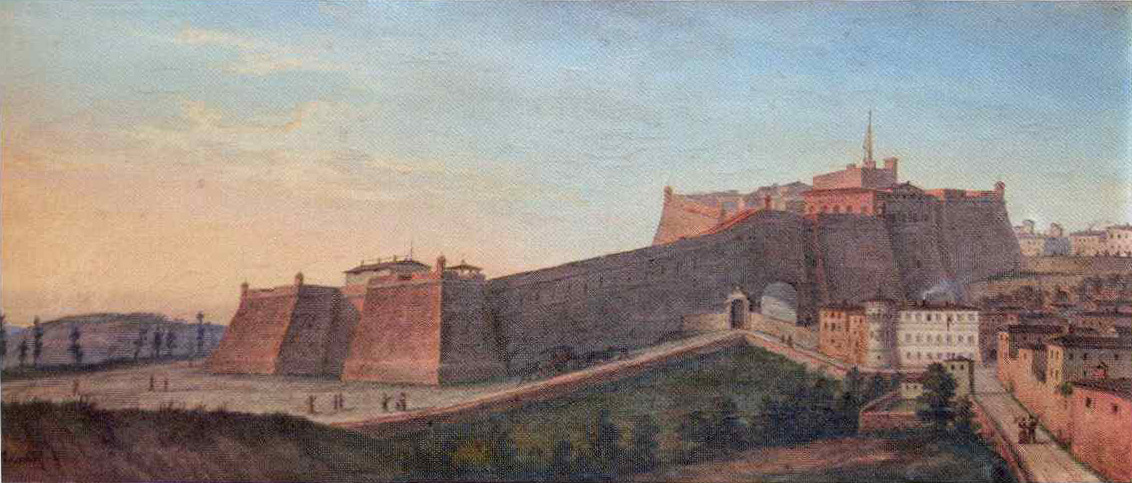
Veduta della Rocca Paolina in un dipinto del XIX secolo

Le truppe papaline, dopo aver devastato gli abitati del contado perugino si diressero verso l'ascesa di Perugia portandosi fin sotto le mura. Il Baglioni invece di ostacolare frontalmente l'avanzata del nemico si limitò a contrastare le milizie del Farnese con colpi di artiglieria sparati da Porta Sole. Il 3 giugno nel Monastero di Monteluce, Ridolfo Baglioni con il commissario di campo Gerolamo Orsini trattò la capitolazione di Perugia. Seguì lo scioglimento dei Venticinque. La guerra si concluse con la sconfitta dei Perugini e la perdita delle sue libertà civiche e la sua secolare autonomia pur di non accettare l'odiosa tassa sul sale imposta dal papa. Per protesta, smisero di salare il pane e da allora si mangia il pane sciapo. Passa nuovamente alle dirette dipendenze dello Stato della Chiesa che obbliga la cittadinanza a costruire l'imponente Rocca Paolina, dove si insedia una guarnigione pontificia. Alessandro Tomassoni da Terni, sfruttando le sue conoscenze nel campo delle fortificazioni militari, collaborò tra il 1540 e il 1541 con Antonio da Sangallo il Giovane (1484-1546) alla risistemazione dell’area dove poi sorgerà la Rocca Paolina, voluta dal pontefice sul luogo dove sorgevano le case dei Baglioni e di altri maggiorenti per riaffermare la sottomissione della città allo Stato della Chiesa. Per lungo tempo la Rocca Paolina è stata odiata dai perugini, in quanto simbolo del potere papale e per aver "tolto la luce del sole" alle popolazioni coinvolte.

### Stabilizzazione Stato ecclesiastico

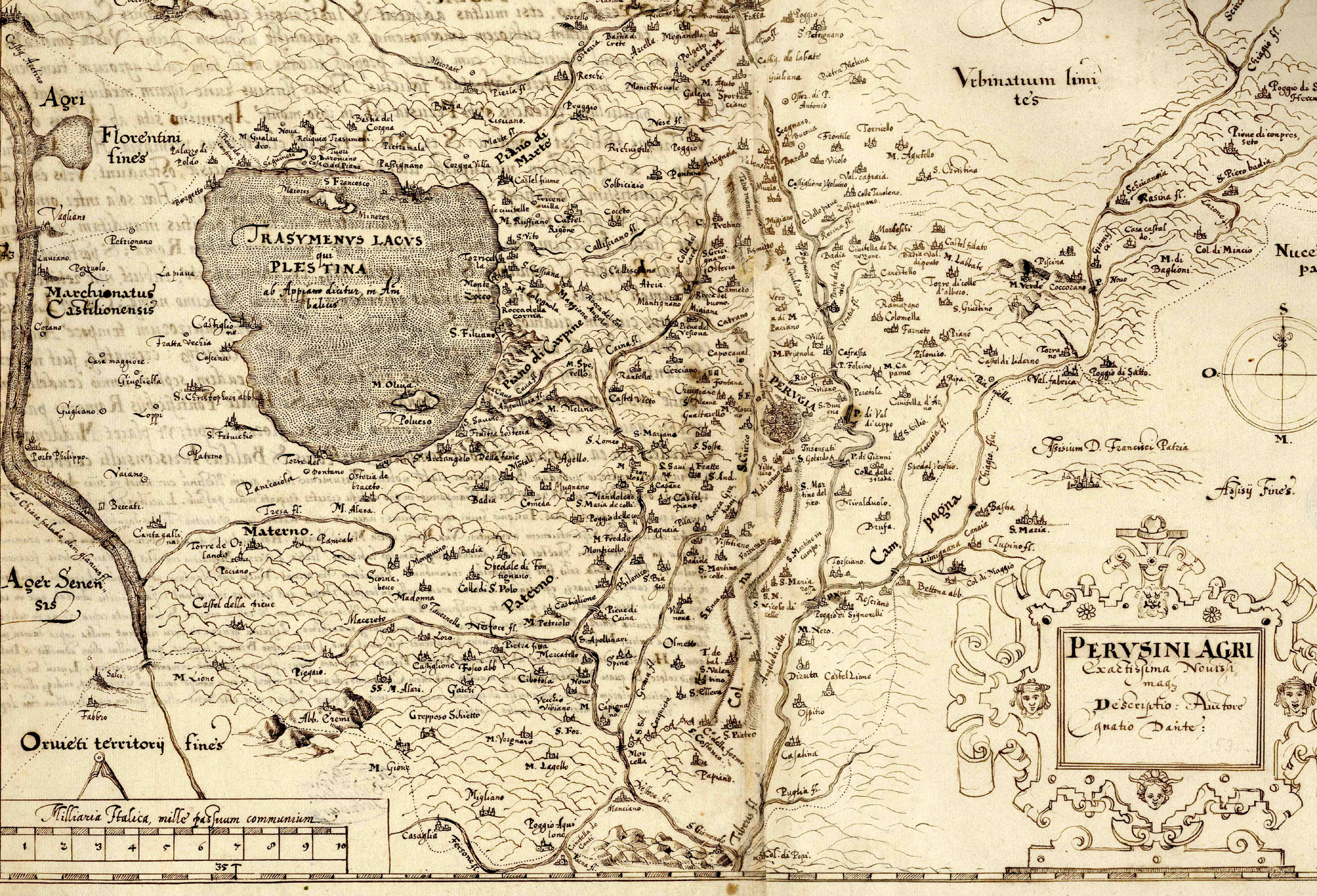
Mappa di Perugia del 1570 circa, dipinta da Ignazio Danti

Nel Sei e nel Settecento lo Stato ecclesiastico si consolida in tutta l'Umbria attraverso il Governatore provinciale di Perugia. Scompaiono giurisdizioni feudali come lo Stato dei Baglioni intorno a Bettona «mentre le vicende relative alla Guerra di Castro finiscono col travolgere il ducato di Castiglione del Lago e Chiugi creato da Giulio III a favore dei nipoti Della Corgna. Il definitivo inserimento di Perugia e del suo territorio nella vasta compagine dello Stato della Chiesa determina un inesorabile ripiegamento della città su se stessa con la conseguente sua uscita dalle direttrici di traffico commerciale italiane e internazionali. I ceti abbienti cittadini, che si identificavano col patriziato, legano sempre più i loro interessi al possesso fondiario, In definitiva tre sono le caratteristiche del patriziato perugino: gestione "assenteistica" della proprietà, esercizio della professione forense, stile di vita "visibilmente" nobiliare».

### L'età moderna e contemporanea

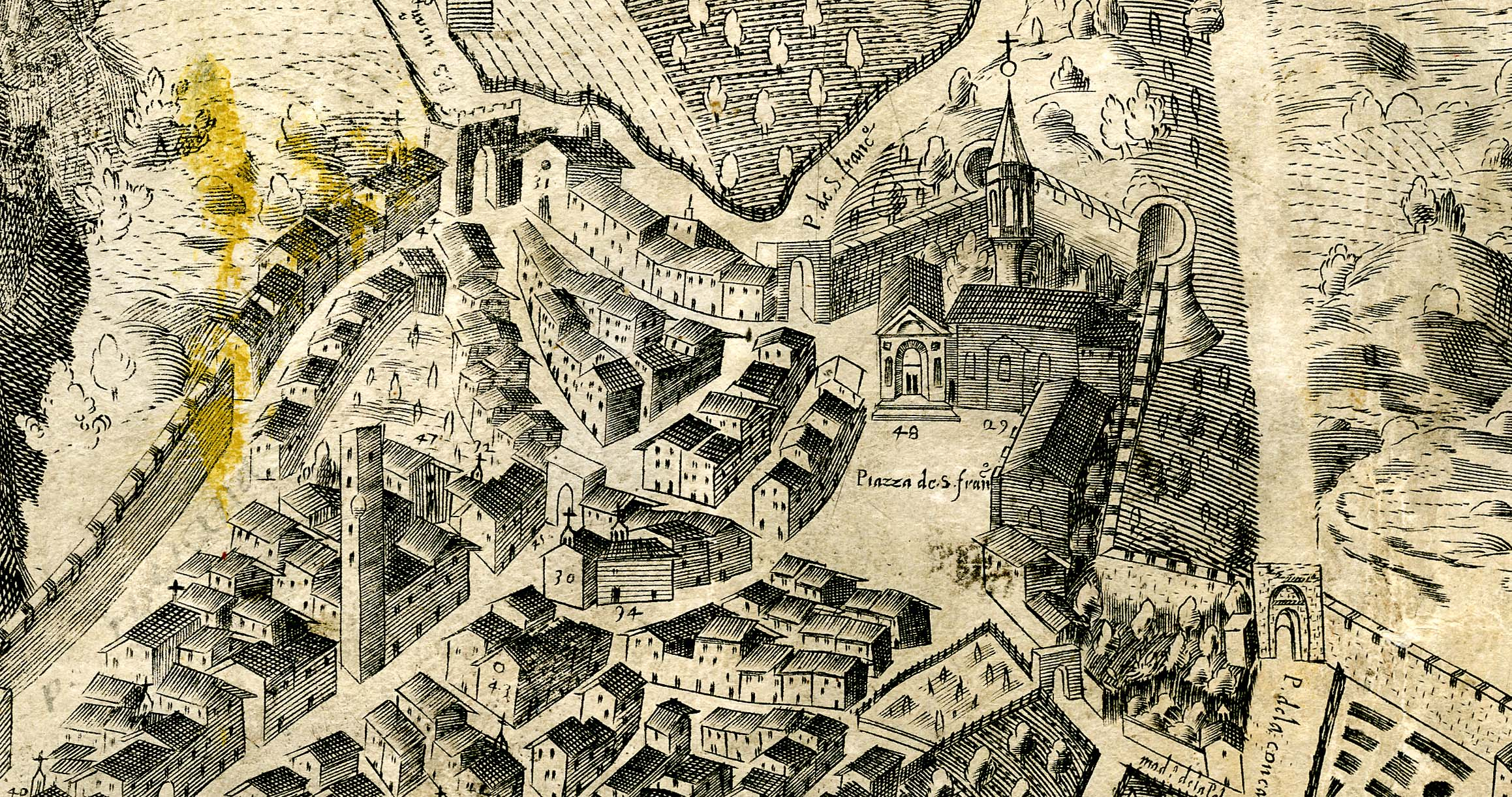
Perugia nel 1602, particolare della pianta dell'Eusebi

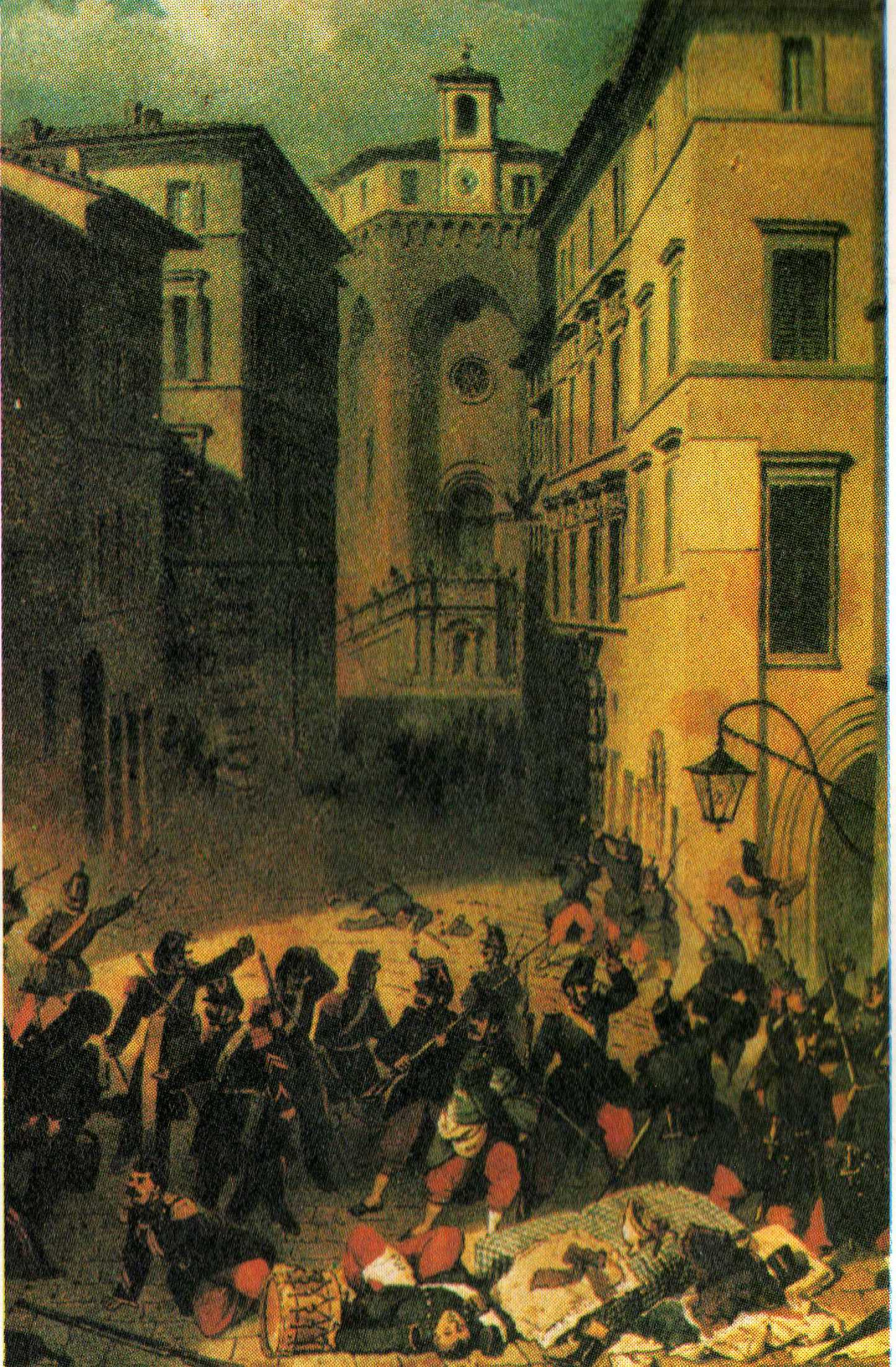
Stragi di Perugia nel 1859

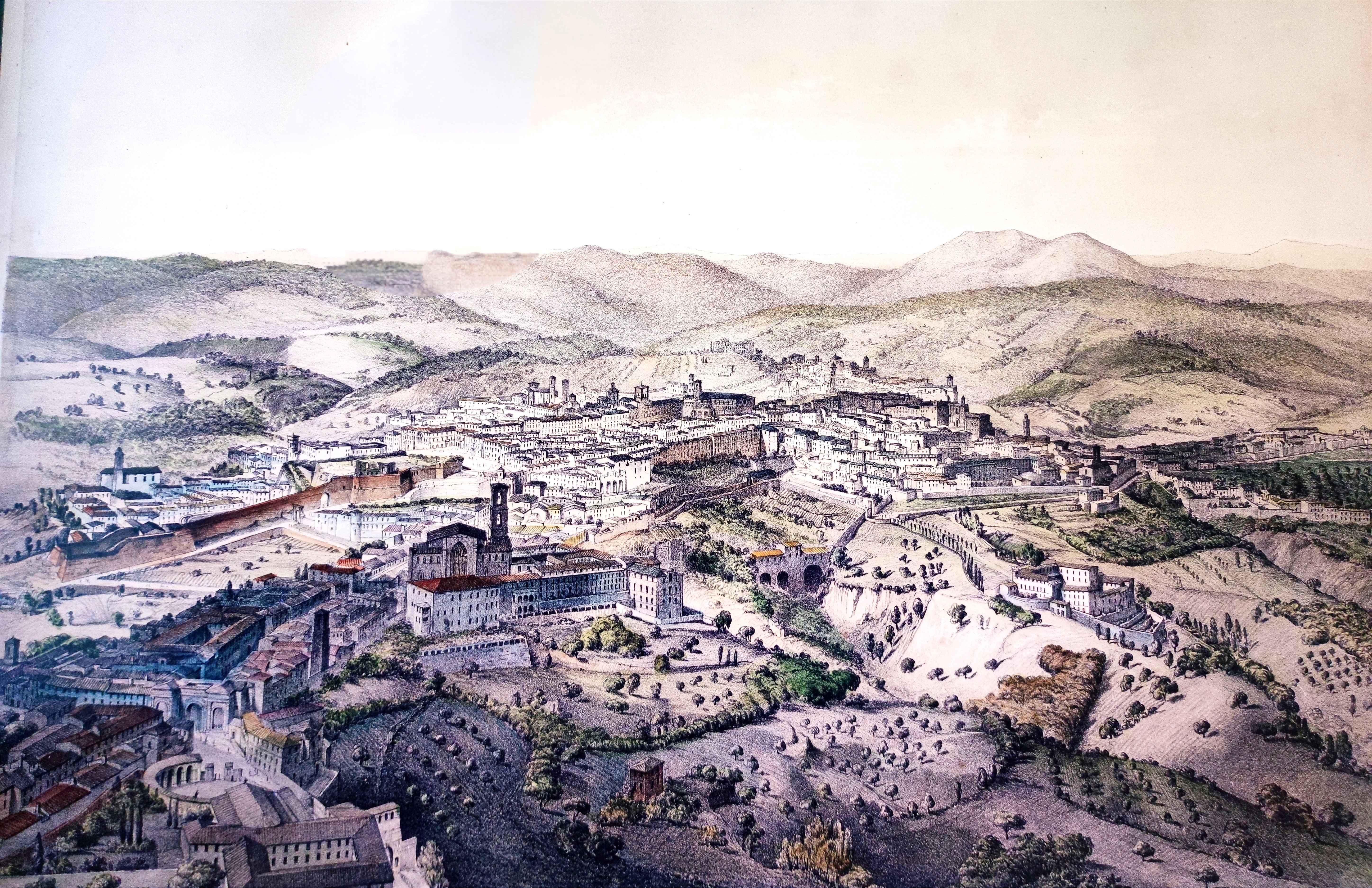
Perugia nel 1844

A partire dalla metà del XVI secolo e fino al momento della sua ricongiunzione all'Italia (1860), Perugia vivrà un lungo periodo di stagnazione demografica ed economica, omologandosi al resto delle province pontificie. Purtuttavia, sotto il profilo architettonico e artistico, la città continuerà ad arricchirsi di edifici di pregio e ad avvalersi dell'opera di una serie di esecutori di alto livello professionale. Sono di questo periodo molte delle residenze patrizie che al giorno d'oggi abbelliscono Perugia (fra cui i palazzi Donini, Della Penna, Gallenga-Stuart e Conestabile della Staffa) e alcune prestigiose chiese barocche, prima fra tutte quella dedicata a San Filippo Neri.
Il dominio pontificio venne interrotto con l'arrivo di Napoleone, che costituì, il 4 febbraio 1798, la Repubblica Tiberina della quale Perugia venne scelta come capoluogo e il tricolore francese come bandiera. Dopo un mese, il 7 marzo 1798 si unisce alla Repubblica Romana che cadrà nel 1799, facendo di conseguenza tornare la città sotto lo Stato Pontificio.
Il 20 giugno del 1859 si consumano le cosiddette "stragi di Perugia", perpetrate dai reggimenti svizzeri inviati da Pio IX contro i patrioti cittadini che si erano ribellati al dominio dello Stato della Chiesa.
Il 14 settembre 1860 le truppe piemontesi, 15 000 uomini al comando del generale Fanti, riescono a penetrare nella città e a conquistarla, dopo aver costretto alla resa l'ultima guarnigione di soldati svizzeri asserragliata nella Rocca Paolina. In seguito, poi, alla battaglia di Castelfidardo (18 settembre), tutti i territori di Umbria e Marche furono annessi al Regno di Sardegna. L'annessione verrà ufficializzata con il plebiscito del 4 novembre 1860.
Dopo l'Unità d'Italia (1861), il nuovo Stato italiano privilegerà proprio Perugia come capoluogo di una vastissima provincia, che si estende fino alla Sabina. Solo qualche decennio dopo, negli anni venti del XX secolo, tale territorio verrà ridimensionato: Perugia resta il capoluogo della regione, ma vengono sanciti il passaggio della Sabina al Lazio, e la costituzione della nuova provincia umbra di Terni, determinando così il definitivo assetto geografico e amministrativo della regione Umbria, tuttora vigente.

#### Il fascismo

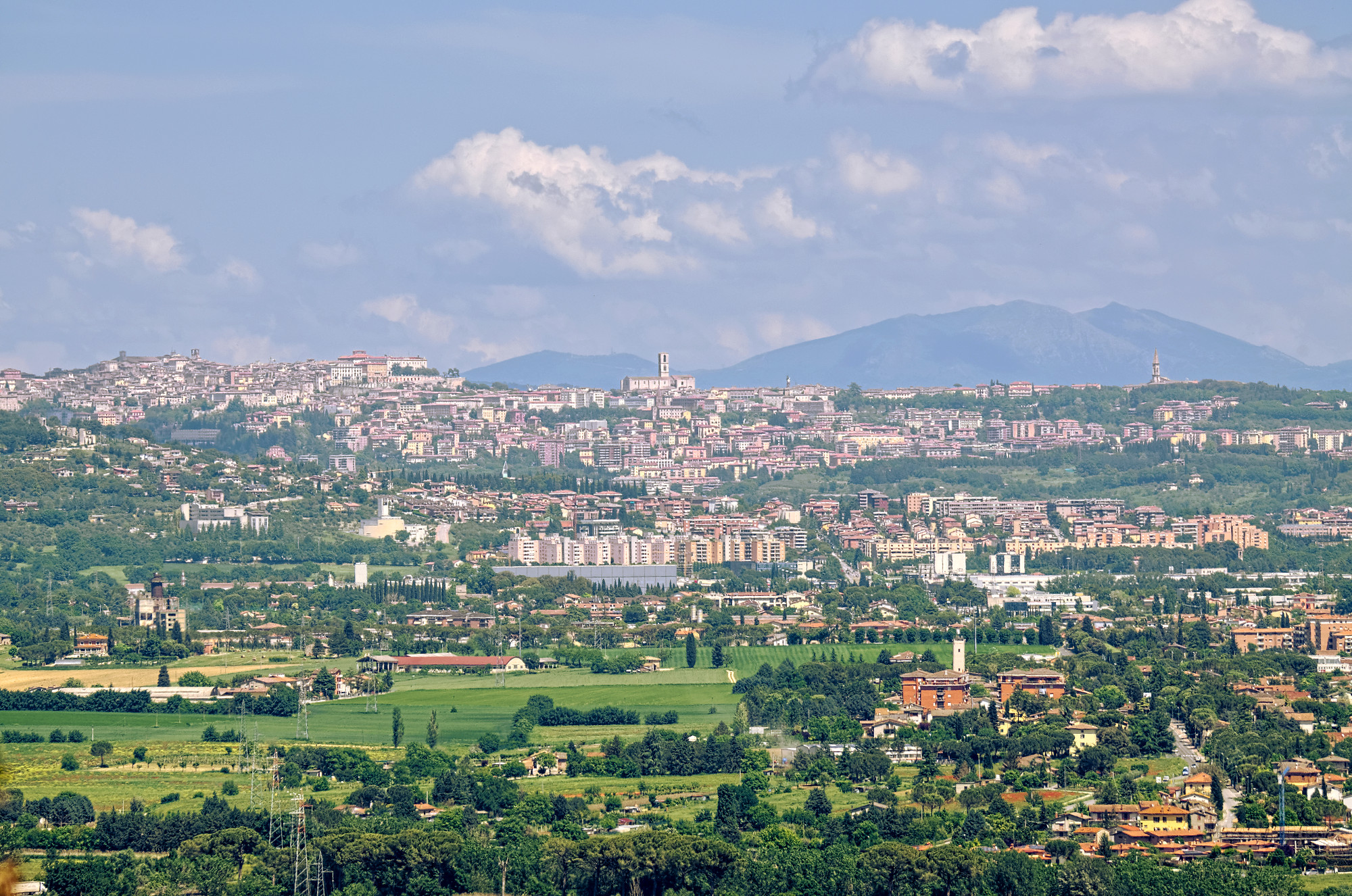
Panorama della città

Nel 1922 da Perugia, precisamente dall'Hotel Brufani in Piazza Italia, viene diretta la Marcia su Roma. Nel 1927 l'originaria Provincia di Perugia, che con la formazione dello Stato Unitario nel 1861 era estesa su tutta l'Umbria compresa la Sabina, viene ridotta dalla creazione delle nuove provincie di Terni e di Rieti. Durante il ventennio fascista, viene intrapresa una serie di opere pubbliche e di interventi di abbellimento a Perugia. Si ricorda il monumento al Perugino, la Chiesa di San Francesco al Prato, a cui venne ripristinata la facciata in pietra locale bianca e rosa, l'aula magna nell'università per stranieri, lo stadio del Santa Giuliana nel 1937, utilizzato ancora oggi per le maratone e i concerti, i palazzi condominiali adiacenti alla stazione ferroviaria Sant'Anna, la scuola elementare Alessandro Cenci, la fontana di via Maestà delle Volte nel 1928, l'Istituto Superiore di Medicina Veterinaria nel 1925, la Madonna posta all'esterno del Duomo di San Lorenzo e altri interventi.
Durante la seconda guerra mondiale, nel periodo dell'occupazione tedesca e della Repubblica Sociale Italiana, le operazioni clandestine di soccorso agli ebrei perseguitati sono coordinate a Perugia da don Federico Vincenti (1885-1955), parroco della chiesa di Sant'Andrea a Porta Santa Susanna, in collegamento con padre Aldo Brunacci e la DELASEM di Assisi. Per questo impegno di solidarietà, il 16 luglio 1997, l'Istituto Yad Vashem di Gerusalemme ha conferito a don Federico Vincenti l'alta onorificenza dei giusti tra le nazioni Il 20 giugno 1944, pochi giorni dopo l'abbandono della zona da parte dei soldati tedeschi, entrano in città, da Porta San Pietro, le truppe alleate britanniche. Il 24 settembre 1961, promossa dall'intellettuale antifascista Aldo Capitini, venne organizzata la prima Marcia per la pace Perugia-Assisi. Nel 1970, per i suoi motivi storici, viene scelta come capoluogo della Regione Umbria.

#### Anni 2000
Nel 2017 diventa la prima città italiana a essere interamente cablata con la fibra ottica.

Il grifone di Perugia allatta Braccio da Montone e Niccolò Piccinino, verso della medaglia di Niccolò Piccinino di Pisanello (1439-1440)

### Simboli
Gli animali-simbolo di Perugia sono il grifo e il leone.
Lo stemma della Città è stato riconosciuto con decreto del Capo del Governo del 3 giugno 1941.
Il gonfalone è un drappo di colore rosso con ornamenti d'oro.

### Onorificenze
La città di Perugia è la nona tra le 27 città decorate con Medaglia d'Oro come "Benemerite del Risorgimento nazionale" per le azioni patriottiche che ebbero luogo nella città nel periodo per l'indipendenza dallo Stato Pontificio, per la resistenza alle truppe mercenarie pontificie effettuata il 20 giugno 1859 (Stragi di Perugia).

## Monumenti e luoghi d'interesse

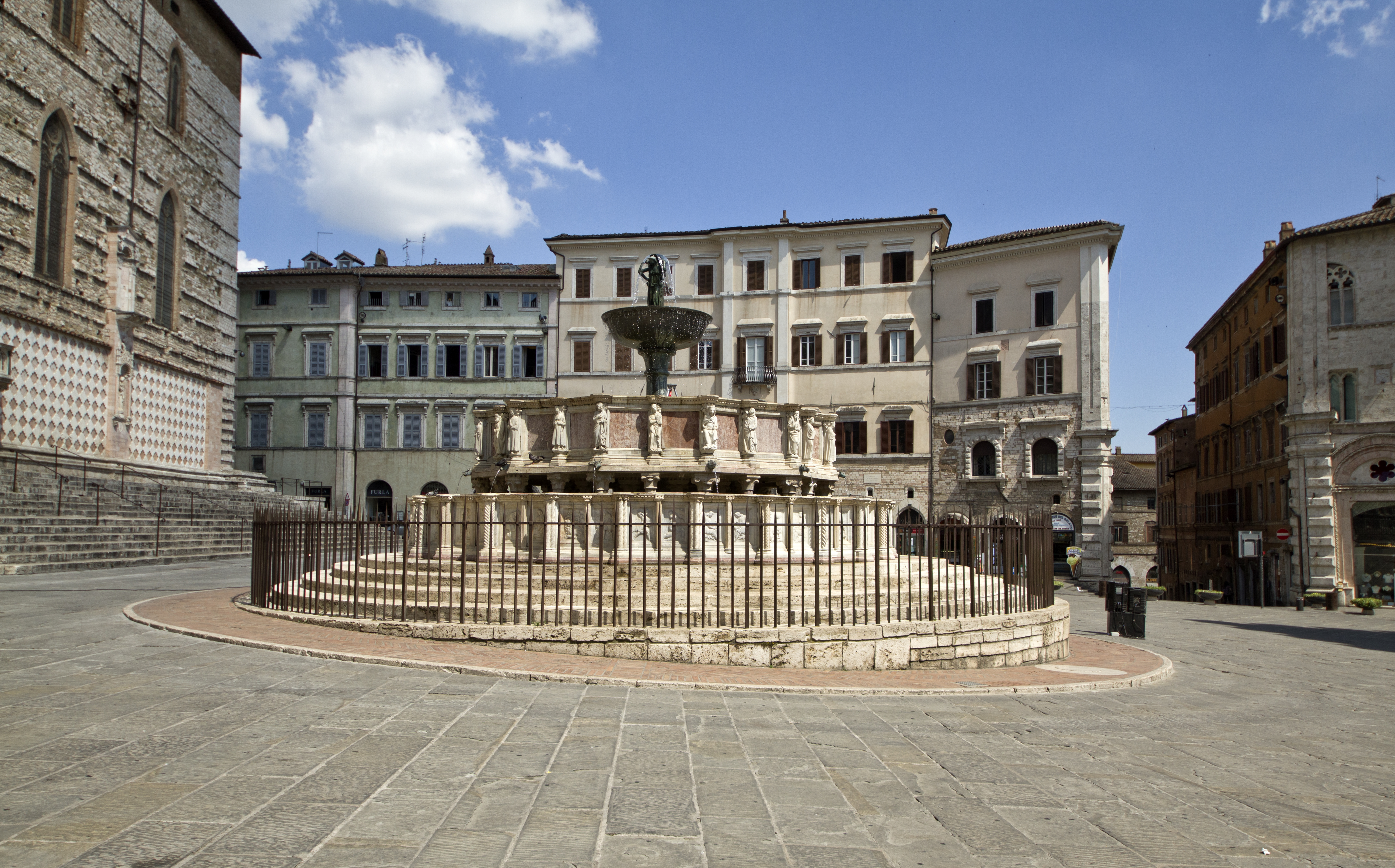
Fontana Maggiore

e di matóni scuriti da j’ anni,
si giri pé gni borgo l sent amico
e l cor s’ allegra e partono gli affanni.
Perugia è come n “cagio canestrato”
piazzette, vicoli e scalinatelle
s’ entréccion tra de loro e l su passato
lontan se perde, forse, ntra le stelle.»
(Tosello Silvestri - I borghi de Perugia)
(Henry James, Transatlantic Sketches, 1875)

### Fontana Maggiore
La Fontana Maggiore (1275-1278) è uno dei principali monumenti della città e di tutta la scultura medievale. È il punto terminale dell'acquedotto medievale e fu costruita per celebrare l'arrivo dell'acqua a Perugia.
È costituita da due vasche marmoree poligonali concentriche sormontate da una tazza bronzea. Le due vasche poligonali concentriche sono decorate a bassorilievi finemente scolpiti da Nicola e Giovanni Pisano: in quella inferiore sono rappresentati i simboli e le scene della tradizione agraria e della cultura feudale, i mesi dell'anno con i segni zodiacali e le arti liberali, la bibbia e la storia di Roma; in quella superiore sono raffigurati nelle statue poste agli spigoli personaggi biblici e mitologici.
I nomi dei costruttori oltre ai due scultori sono incisi nell'iscrizione: Fra Bevignate ha diretto tutta la fabbrica, acquedotto incluso, con l'aiuto dell'ingegnere idraulico Buoninsegna di Venezia. Rosso Padellaio è lo scultore che ha realizzato le parti in bronzo, recuperando le tecniche antiche di fusione.

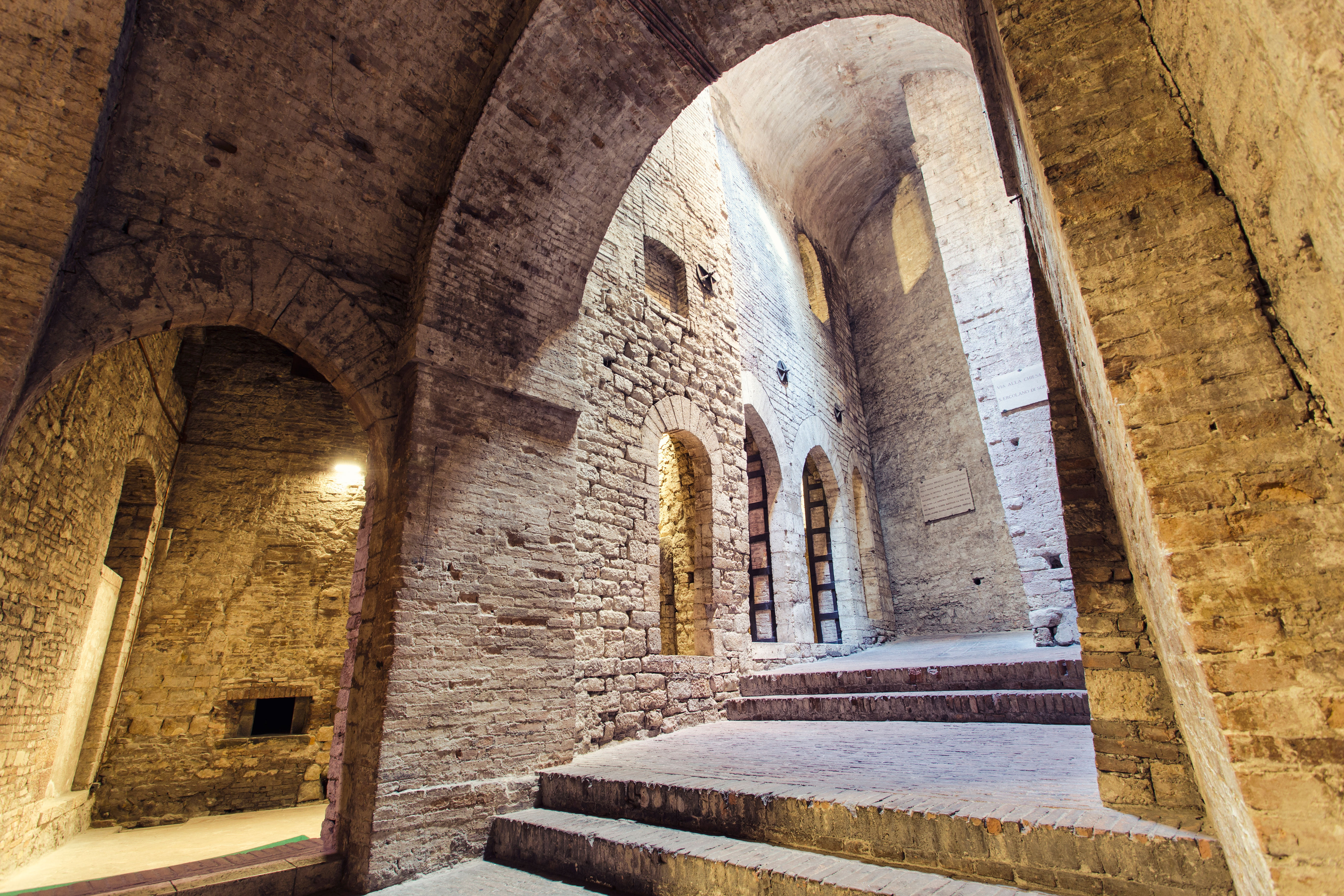
Interni della Rocca Paolina

### Rocca Paolina
Costruita tra il 1540 e il 1543 per volere di papa Paolo III e per punire i Perugini di essersi ribellati alla tasse sul sale, la Rocca Paolina ha rappresentato, fino al 1860, il simbolo del potere papale sull'antico comune. Su progetto di Antonio da Sangallo il Giovane e l'assistenza ingegneristica di Alessandro Tomassoni da Terni, l'imponente fortezza si estendeva in origine dalle attuali piazza Italia a largo Cacciatori delle Alpi. Oggi, dopo le demolizioni post-unitarie, restano gli imponenti sotterranei con i basamenti degli edifici medievali dell'antico borgo di Santa Giuliana e delle case dei Baglioni che, insieme alla Porta Marzia, vennero inglobati nella fortezza. Oggi la Rocca Paolina è attraversata da un percorso di scale mobili che collegano piazza Partigiani a piazza Italia, in centro. Su parte delle sue rovine è stato edificato il Palazzo della Provincia e della Prefettura.

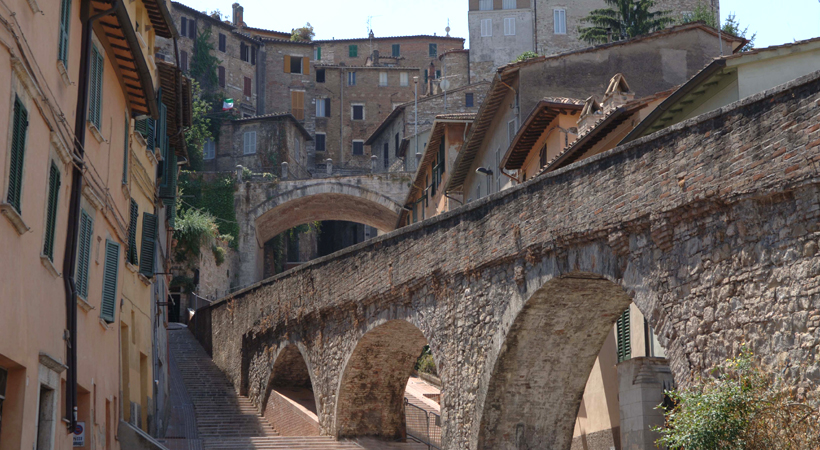
Acquedotto medievale della Fontana Maggiore
L'Acquedotto medievale della Fontana Maggiore fu un’opera idraulica di straordinaria arditezza per l’epoca. La costruzione ebbe inizio nel 1254 per condurre l’acqua da monte Pacciano alla Fontana Maggiore. Dopo una interruzione di 20 anni, ripresero i lavori sotto la guida di Fra Bevignate e di Boninsegna da Venezia e l'acquedotto fu terminato nel 1280. Senza l’ausilio di pompe, ma con il principio dei vasi comunicanti e l’utilizzo di un condotto forzato a pressione, si riuscì a far rimandare l'acqua in salita. Nel 1322, come indica la targa nel bacino superiore della fontana, venne terminata la realizzazione di un altro tracciato più diretto, ma con dislivello e pressione maggiore.

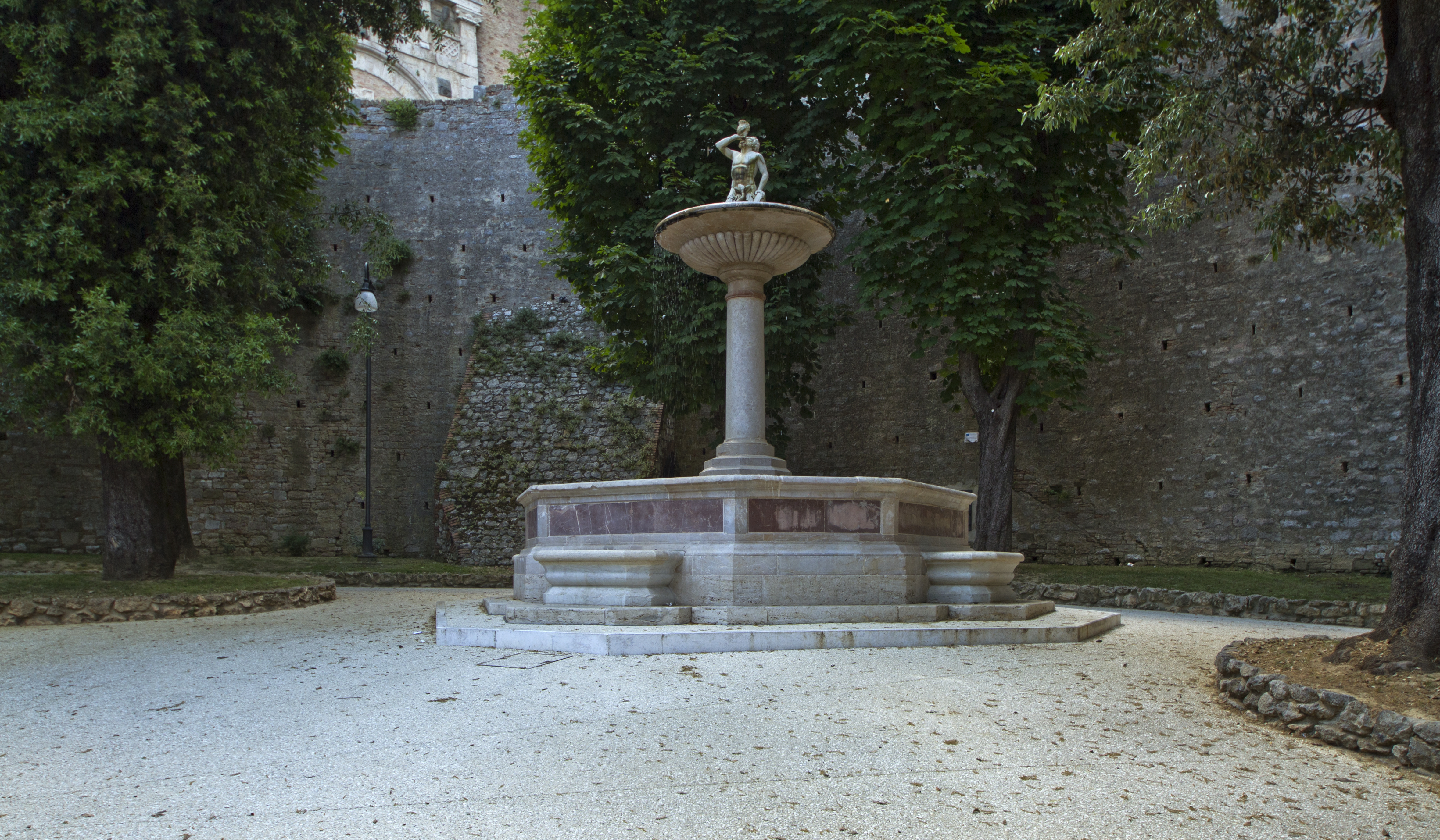
Fontana di Nettuno

Nel XIX secolo fu dismesso, ma un tratto che passa dentro la città costituito da un ponte con 10 campate è stato trasformato in un caratteristico percorso pedonale pensile.
La Fontana di Nettuno
La Fontana di Nettuno è ubicata nei Giardini Rosa e Cecilia Caselli di viale Indipendenza. È composta da una vasca ottagonale, al centro si erge una colonna che sostiene una conca da cui esce il busto di Nettuno in bronzo. La sua costruzione stando agli storici locali Serafino Siepi e Luigi Bonazzi risalirebbe al XVII secolo. L'ubicazione iniziale era la piazza Matteotti detta piazza del Sopramuro. Da lì fu smontata per essere ricomposta nel 1887 su progetto dell'ingegnere comunale Filippo Lardoni nei giardini di Sant'Ercolano attualmente chiamati Rosa e Cecilia Caselli in onore alle continuatrici dello storico laboratorio dell'arte del vetro.

### Aree archeologiche
- Il Pozzo etrusco risale alla seconda metà del III secolo a.C. ed è stato in antichità la principale fonte di approvvigionamento idrico della città. Profondo circa 40 m, ha svolto anche la funzione di cisterna, e si trova in piazza Danti.
- Mura e porte etrusche di Perugia visibili in molti punti del proprio perimetro.
- Necropoli del Palazzone (VI-V secolo a.C.), localizzata nell'odierna frazione di Ponte San Giovanni[16], nella cui area archeologica si trova l'Ipogeo dei Volumni, una tomba ipogea etrusca della seconda metà del II secolo a.C., che costituiva la tomba della famiglia di Arnth Veltimna Aules.
- La Postierla della Conca e della Cupa sono porte minori della cinta muraria etrusca, usate per il traffico pedonale.
- Il Mosaico di Orfeo e le fiere o di Santa Elisabetta è un'opera di maestranze romane del II secolo, sorgeva nei pressi delle antiche terme romane.
- Strada romana di Piazza Cavallotti
- Sotterranei del Museo del Duomo.
- Chiesa Paleocristiana di Sant'Angelo.
- Oratorio di S. Bernardino Sarcofago Romano.
- Chiesa di Sant'Ercolano Sarcofago Romano.
- Chiesa di San Pietro, basamento romano del campanile Quattrocentesco, colonne corinzie di riuso.
- Ipogeo di Villa Sperandio (II secolo a.C.).
- Tomba etrusca di San Manno (III secolo a.C.), nel quartiere Ferro di Cavallo.
- Necropoli etrusca di Centova Madonna Alta.

### Le mura di Perugia e la città vecchia

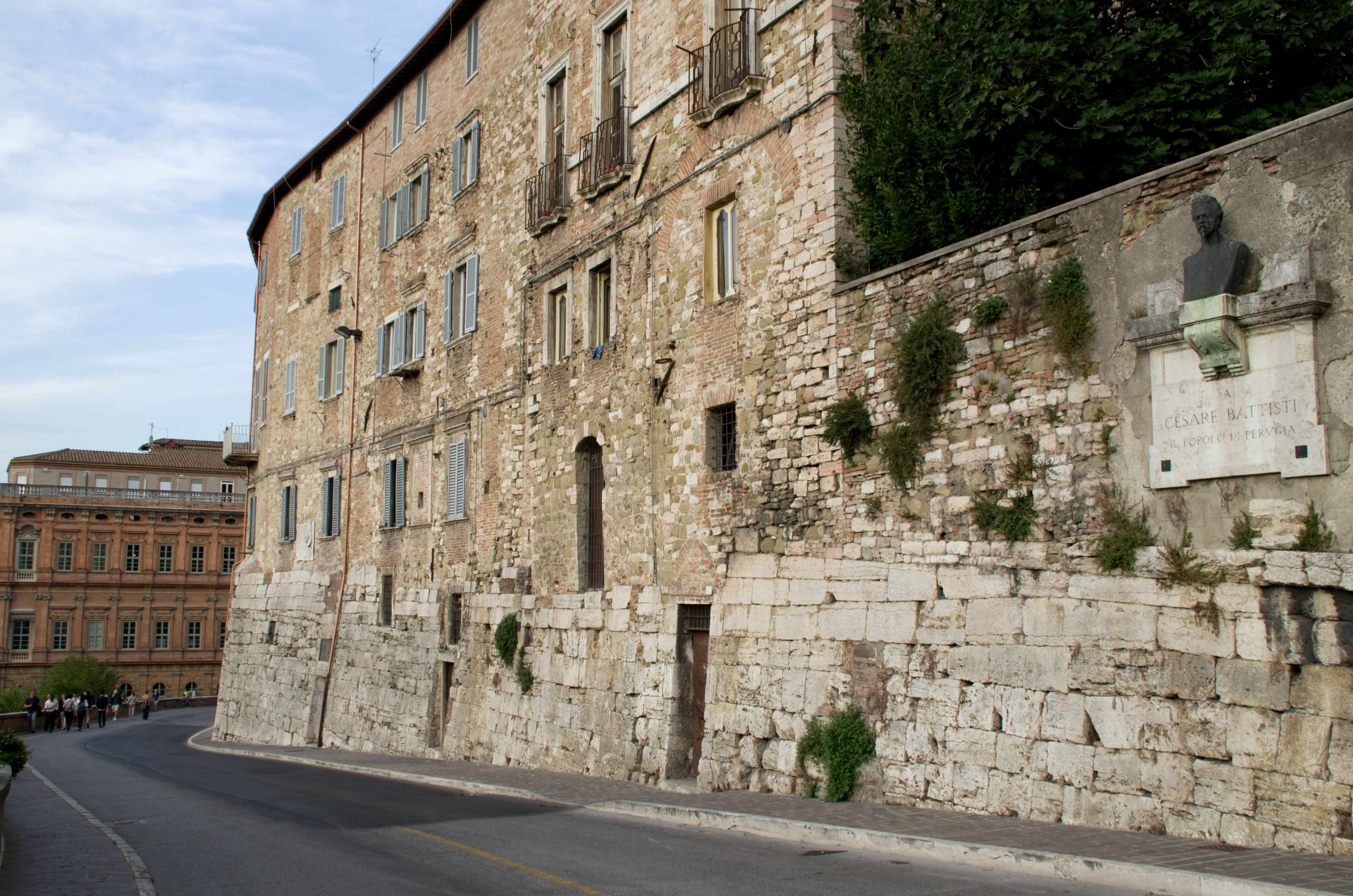
Mura Etrusche in Via Cesare Battisti

Perugia possiede due cinte murarie: le mura etrusche sorsero tra il IV e il III secolo a.C. e furono costruite in modo piuttosto unitario con uno sviluppo complessivo di circa 3 km; la seconda cerchia di mura, di età medievale, raggiunse lo sviluppo di circa 9 km e inglobò i borghi creatisi in corrispondenza delle cinque antiche porte.

#### Le Mura e le Porte etrusche

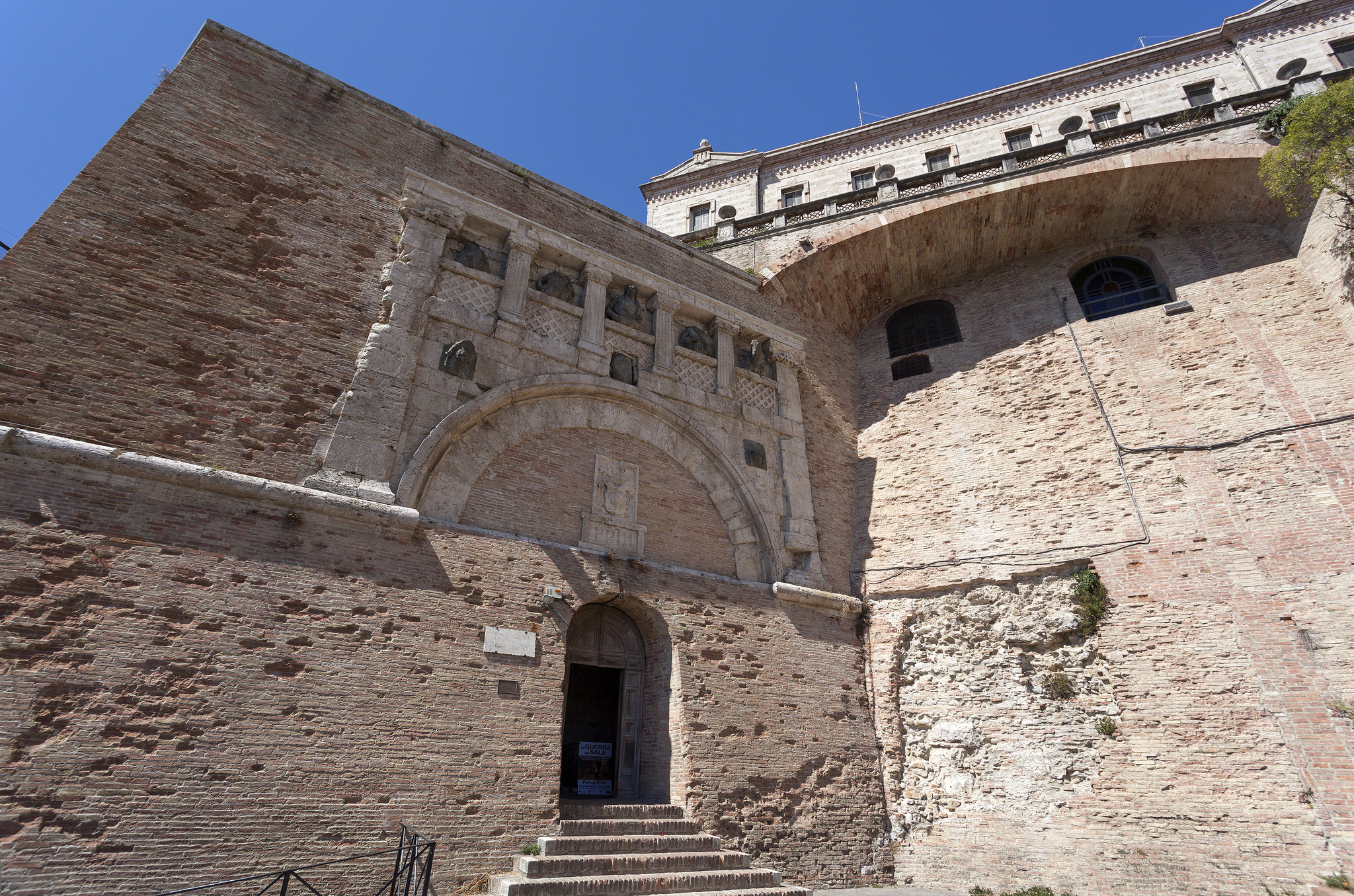
Porta Marzia

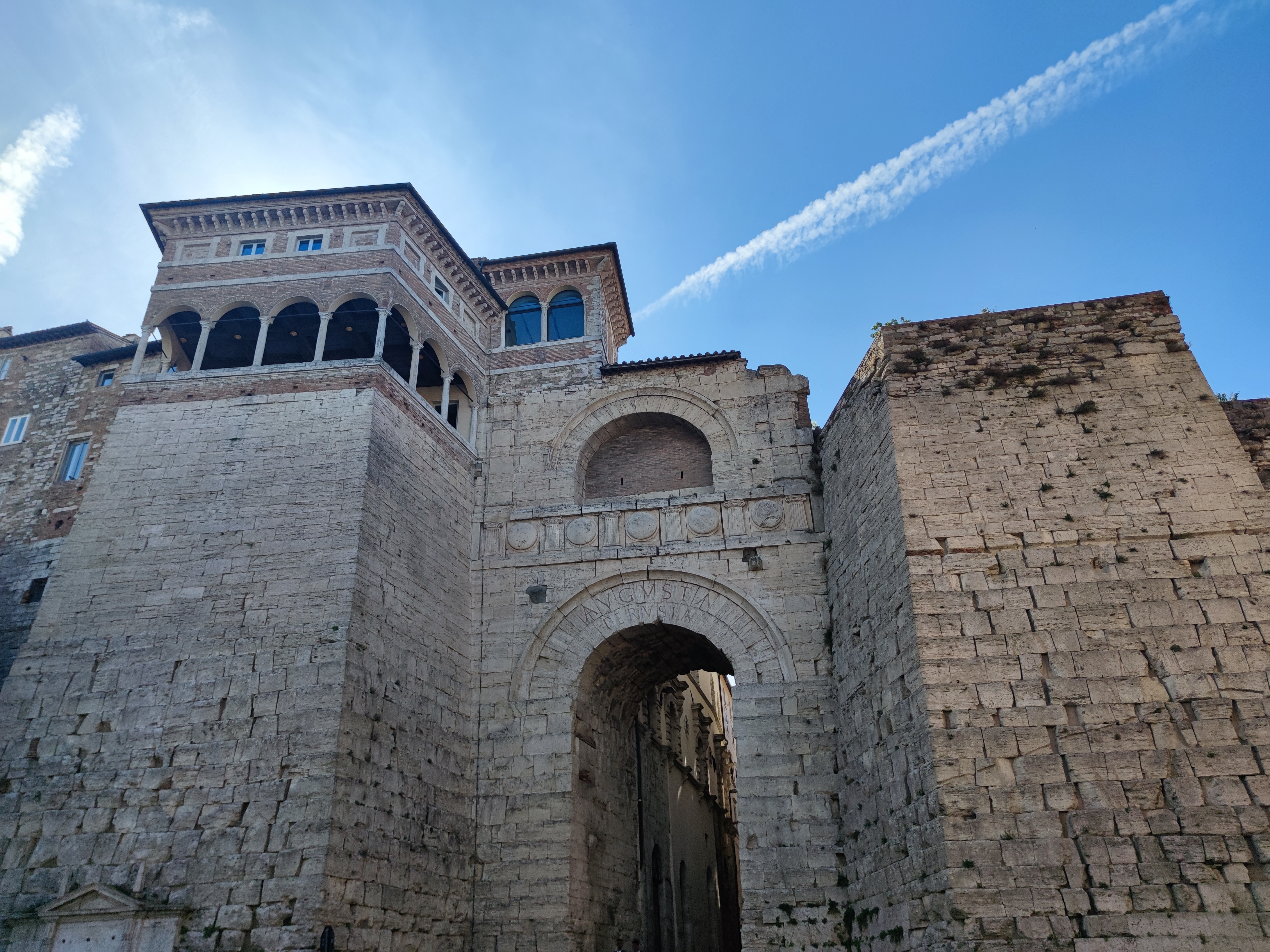
Arco Etrusco

Le mura sono ancora visibili in alcuni lunghi tratti (Verzaro, via del Poggio, via Battisti, via Bartolo, Campaccio, Canapina, via del Paradiso, adiacenze porta del Giglio, Aula magna della Università Scienza della Formazione, Auditorio del Conservatorio, via Oberdan), oltre che nei pressi delle porte sopra elencate. Poi sussistono visibili altri tratti minori, sia all'aperto sia soprattutto nei piani interrati di molti edifici pubblici e privati sorti sopra di esse. Altri lunghi tratti non sono più visibili anche se ne è nota l'ubicazione, si tratta di porzioni o rimosse oppure particolarmente profonde. Le Mura etrusche si caratterizzano tutte per la consistenza in grossi blocchi squadrati (megaliti) di travertino, giustapposti senza uso di malta legante, a volte montati a incastro mediante opportuna sagomatura delle superfici di contatto.

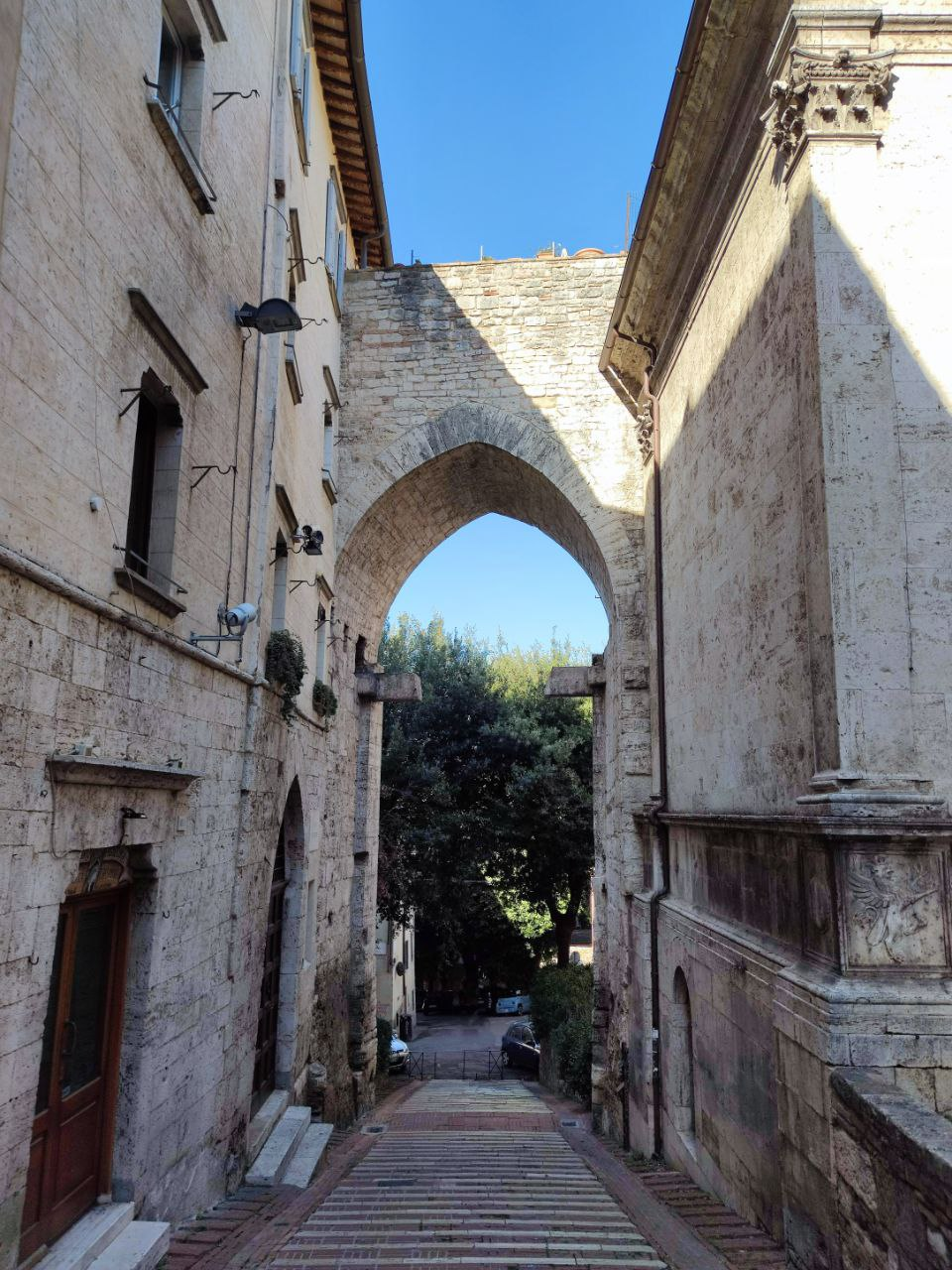
Porta Trasimena

- Porta TrasimenaL'Arco Etrusco o di Augusto è la più grande e monumentale delle porte di accesso alla città vecchia, parte della cinta muraria etrusca (IV-III secolo a.C.) orientata verso nord, guarnita di poderosi bastioni laterali realizzati in blocchi megalitici di travertino (dimensione media cm 100x60 in facciata). Il contrafforte sinistro è sormontato da elegante loggia rinascimentale e ornato alla base di fonte seicentesca, a sua volta sormontata da due tipici falli etruschi. Nell'arco a tutto sesto è incisa la scritta "Augusta Perusia". Nel 2015, per opera del mecenate e leader del cashmere italiano Brunello Cucinelli si sono conclusi i lavori di restauro, che hanno portato alla luce alcune monete e la scritta della dedica da parte dell'imperatore Treboniano Gallo.
- La Porta Marzia costruita in travertino, fu smontata e ricostruita nel 1540 da Antonio da Sangallo per incastonarla nella muraglia della Rocca Paolina; presenta un arco a tutto sesto inquadrato da lesene con capitelli a rosetta centrale, sormontato da una balaustra scandita da quattro pilastri in stile italo-corinzio dalla quale sporgono cinque sculture: Giove tra i Dioscuri Castore e Polluce, e due cavalli alle estremità.
- La Porta Trasimena, situata in via dei Priori, venne rifatta nel XIV secolo. Dell'originale porta etrusca rimane ben poco, l'arco è infatti ogivale e non più a tutto sesto, e la scultura di forma leonina è stata anch'essa aggiunta nel Medioevo.Arco di Sant'Ercolano

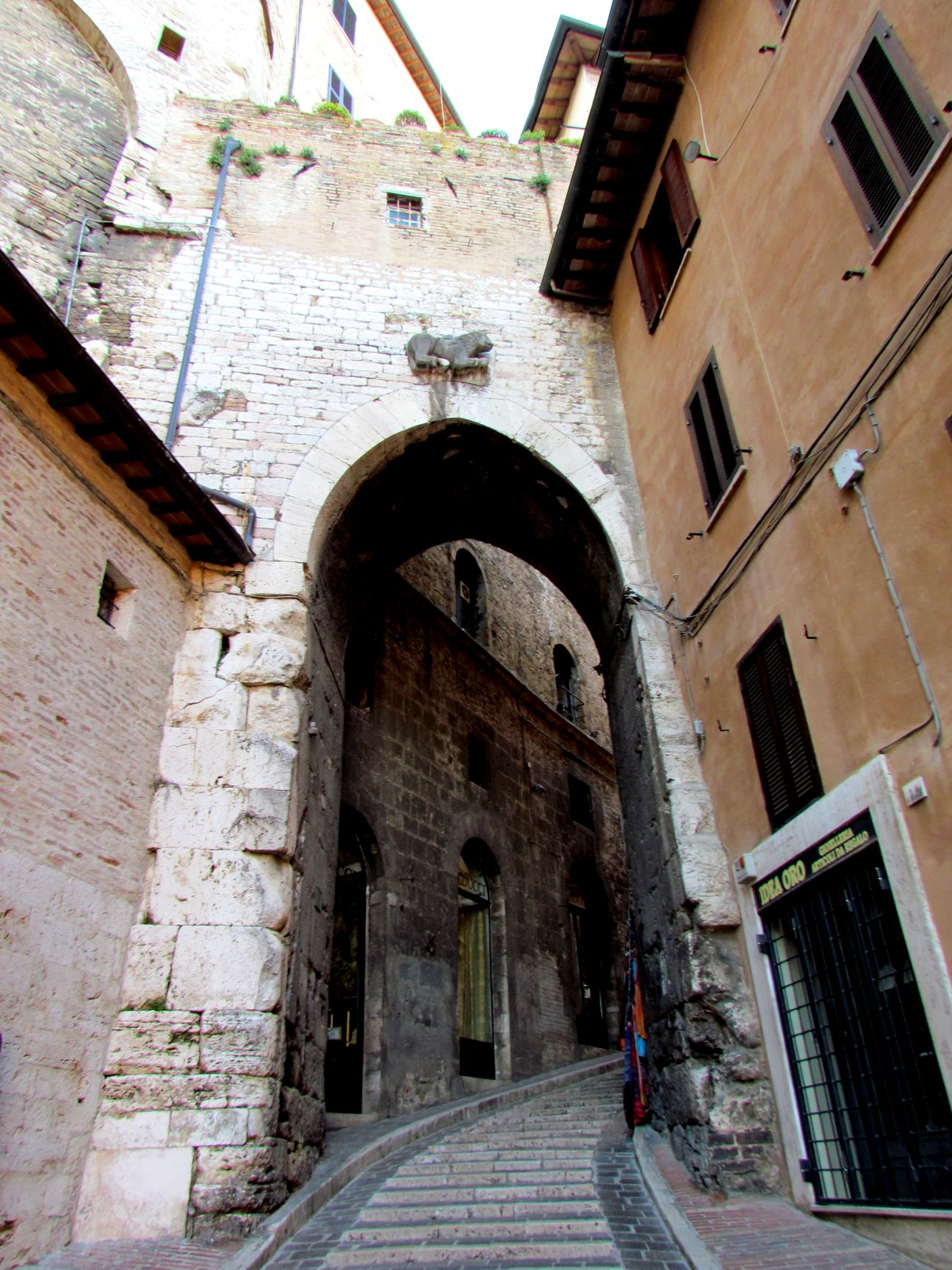
Arco di Sant'Ercolano

- Porta Sole era una delle più antiche porte d'ingresso di Perugia. Citata da Dante Alighieri nel Paradiso, aveva la sua collocazione originaria nel punto più alto della città, l'omonimo colle del Sole. Oggi non più esistente nella forma originaria, ne ha ereditato il nome l'Arco dei Gigli, situato in via Bontempi e ricostruito nel Medioevo. L'area venne fortificata nel XIV secolo, ma la cittadella militare fu abbattuta dopo una sommossa popolare nel 1376.
- Arco della Mandorla o Porta Eburnea.
- Arco di Sant'Ercolano o Porta Cornea, prende il nome dalla chiesa vicina di Sant'Ercolano. Conosciuta anche con i nomi di Berarda o di Comitoli, per la vicinanza delle abitazioni di Messer Berardo (XIV sec.) e successivamente del Vescovo Napoleone Comitoli (XVII sec.). Come molte porte etrusche conserva alla base la struttura originaria, mentre l’arco è a sesto acuto. Sopra all’arco nella facciata esterna vi è la statua di un leone del XIII sec., collocato come emblema della fazione guelfa e al contempo simbolo di vigilanza e protezione. La porta fa parte del Rione di Porta San Pietro, il cui stemma sono le chiavi incrociate, simbolo del Santo.

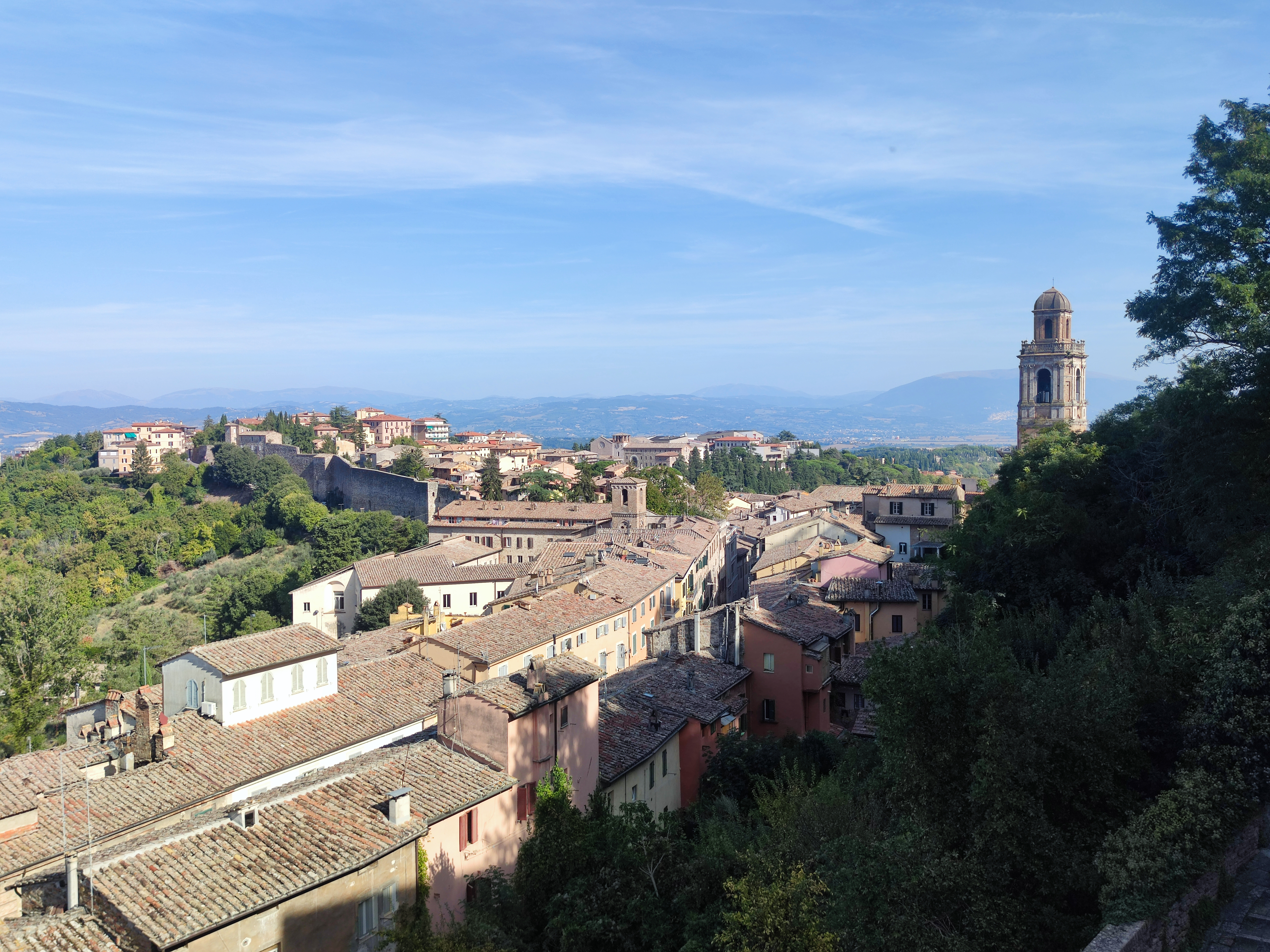
Mura medievali viste da Porta Sole

- Porta di Santa Croce o Tre Archi in Via Marconi. La porta e la via che l’attraversa, furono aperte durante la ristrutturazione viaria del 1857, aveva la funzione di barriera daziaria e all’esterno, incassata nel suolo c'era la bascula per la pesatura delle merci.

#### Le Porte e le Mura medievali
Lungo i 9 chilometri del perimetro murario si aprono numerose porte, alcune più antiche altre più recenti, alcune chiuse e riaperte o viceversa nella successione delle epoche. Elenchiamo solo le maggiori, tra cui le corrispondenti agli estremi dei cinque quartieri.
- La Porta di Sant'Angelo è la più grande delle porte medievali delle mura di Perugia. Situata nel rione di Sant'Angelo, al termine di corso Garibaldi, si apre nel Cassero, fortificazione merlata inserita nella cinta urbica del XIV secolo. È orientata a nord.
- La Porta di Corso Bersaglieri in cima all'omonima via, trecentesca, orientata verso est.

Porta Santa Margherita, orientata a sud-est prende nome dall’antichissimo monastero benedettino femminile, ubicato fuori dalla cinta, trasformato in ospedale psichiatrico nel 1818. Nel 1821 la porta fu tamponata e ne venne realizzata un'altra con lo stesso nome di fronte ai cancelli dell’ex ospedale psichiatrico. Nel 1934 la porta medievale fu riaperta mentre quella ottocentesca fu demolita.

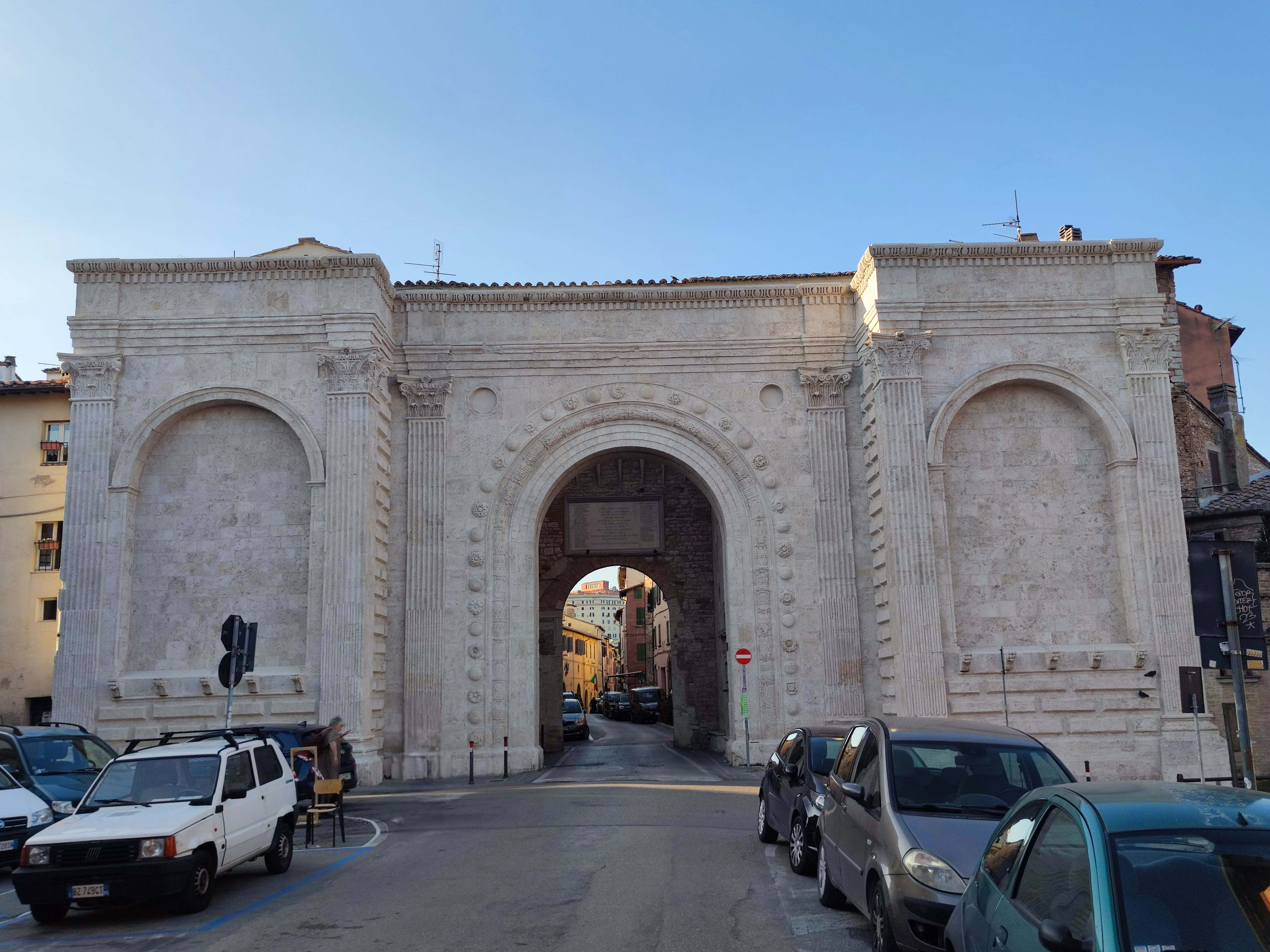
Porta di San Pietro

La Porta di San Pietro o Porta Romana, si trova alla fine di Corso Cavour, all'inizio di Borgo XX Giugno. La facciata esterna è stata realizzata in travertino da Agostino di Duccio e Polidoro di Stefano tra il 1475 e il 1480, mentre la facciata interna è rimasta nelle forme medievali, con la caratteristica singolare di un doppio fornice. È orientata a sud verso la valle fertile e popolosa del Tevere.
- Replica della precedente sullo stesso versante sud è la Porta di San Costanzo, di fine Cinquecento, posta a sistemazione dell'area del Frontone; sostituisce un'altra porta medievale ora interna all'Orto Medievale nel convento dell'abbazia di San Pietro.
- La porta di via delle Forze, corrispondente al quartiere di Porta Eburnea, ora costituita da un arco trecentesco; guarda a sud-ovest. A servizio dello stesso quartiere bensì in direzione leggermente diversa si apre la Porta Crucia, cinquecentesca, ora al termine di via Eburnea.

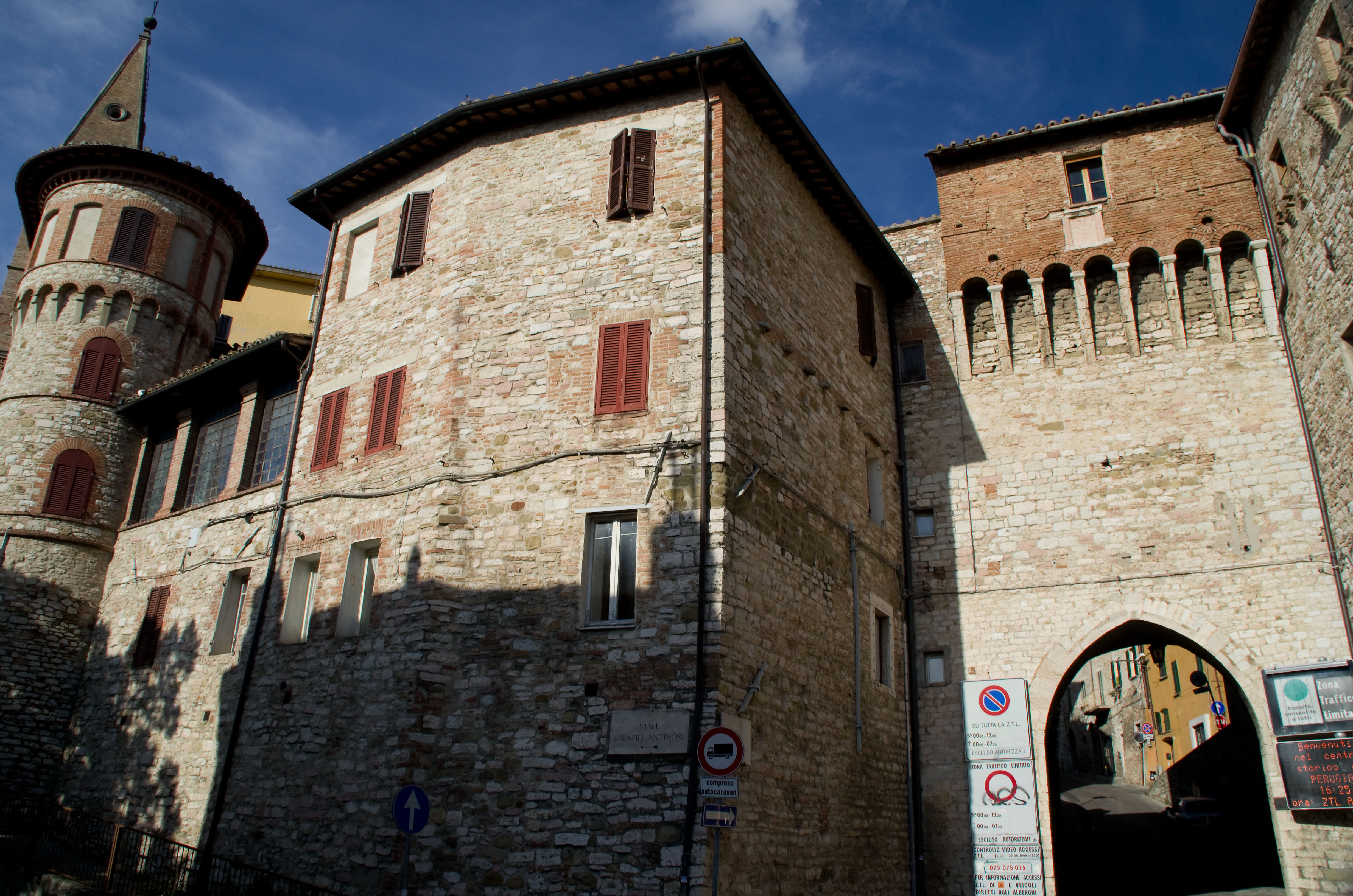
Porta di Santa Susanna

La Porta di Santa Susanna, o Porta di Sant'Andrea, è situata in via della Sposa a coronamento del quartiere di S. Susanna, orientata verso est.
- Porta Conca, appartenente al quartiere S. Angelo ma orientata ad ovest; trecentesca, in pietra calcarea e arenaria. A questa porta è legata la presenza dei resti dell'acquedotto medievale della città (1280) recante acqua alla Fontana Maggiore dal Monte Pacciano distante circa km 5; nel 1835 l'acquedotto veniva dismesso della sua originaria funzione e riadattato a suggestivo percorso pedonale.
- I lunghi tratti tra una porta e l'altra sono segnati dalla presenza delle tipiche "tele" di murazione medievale, in pietre di pezzatura molto più piccola del muro etrusco, legate con malta di calce, di roccia calcarea o arenaria; mura alte e strette, adatte a resistere all'assalto militare del tempo che consisteva nella scalata dall'esterno all'arma bianca.
- La buona conservazione delle mura medievali è dovuta al fatto che, finita la funzione militare nel volgere del Cinquecento, esse sono state usate fino al Novecento come efficace barriera daziaria.
- Prima del definitivo perimetro medievale, si hanno notizie e lacerti di una prima murazione medievale più ristretta: se ne trovano segni inequivoci nell'"Arco dei Tei" nel largo di Porta Pesa e nell'"Arco di S. Elisabetta" sotto l'Università per Stranieri.
- La Torre degli Sciri appartenuta all'omonima famiglia gentilizia, spicca nel paesaggio circostante per la forma squadrata e per il caratteristico colore chiaro della pietra utilizzata. È l'unica delle torri medievali a essere rimasta integra in tutta la città, tra le molte decine che nei secoli XII e XIII distinguevano il rango delle maggiori famiglie, come testimoniato da molti dipinti e pure dall'epiteto di "Turrenia" che Perugia ebbe proprio per la numerosità delle sue torri. Le altre torri nel corso dei secoli sono state inglobate in edifici adiacenti o sono scomparse per crolli, distruzioni belliche o nuove edificazioni.

##### Interventi posteriori

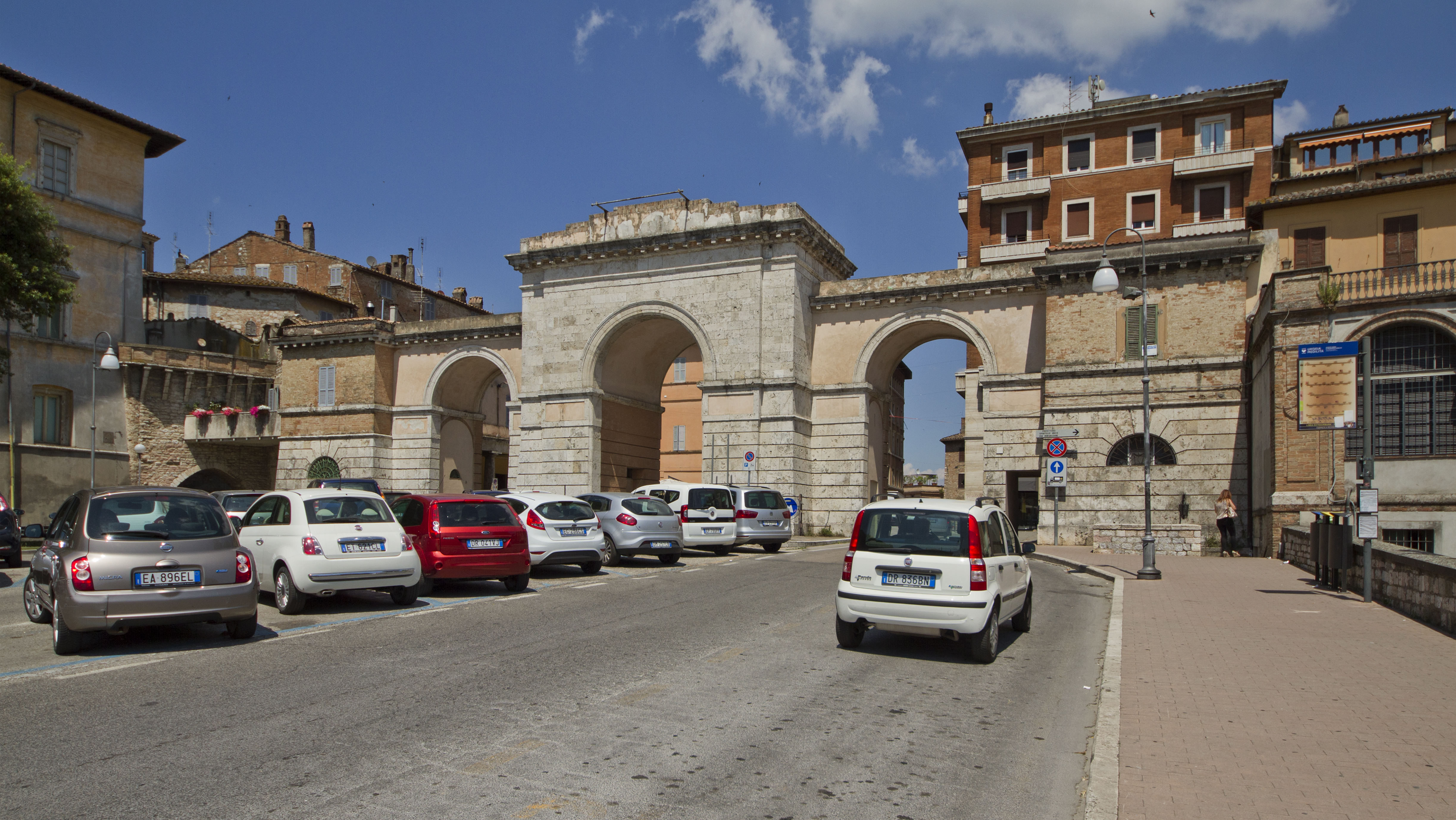
Tre Archi o Porta San Croce

- Tre Archi o Porta San CroceIl crocevia dei Tre Archi o Porta Santa Croce fu costruito nel 1857 durante un riassetto viario urbano.

### Palazzi

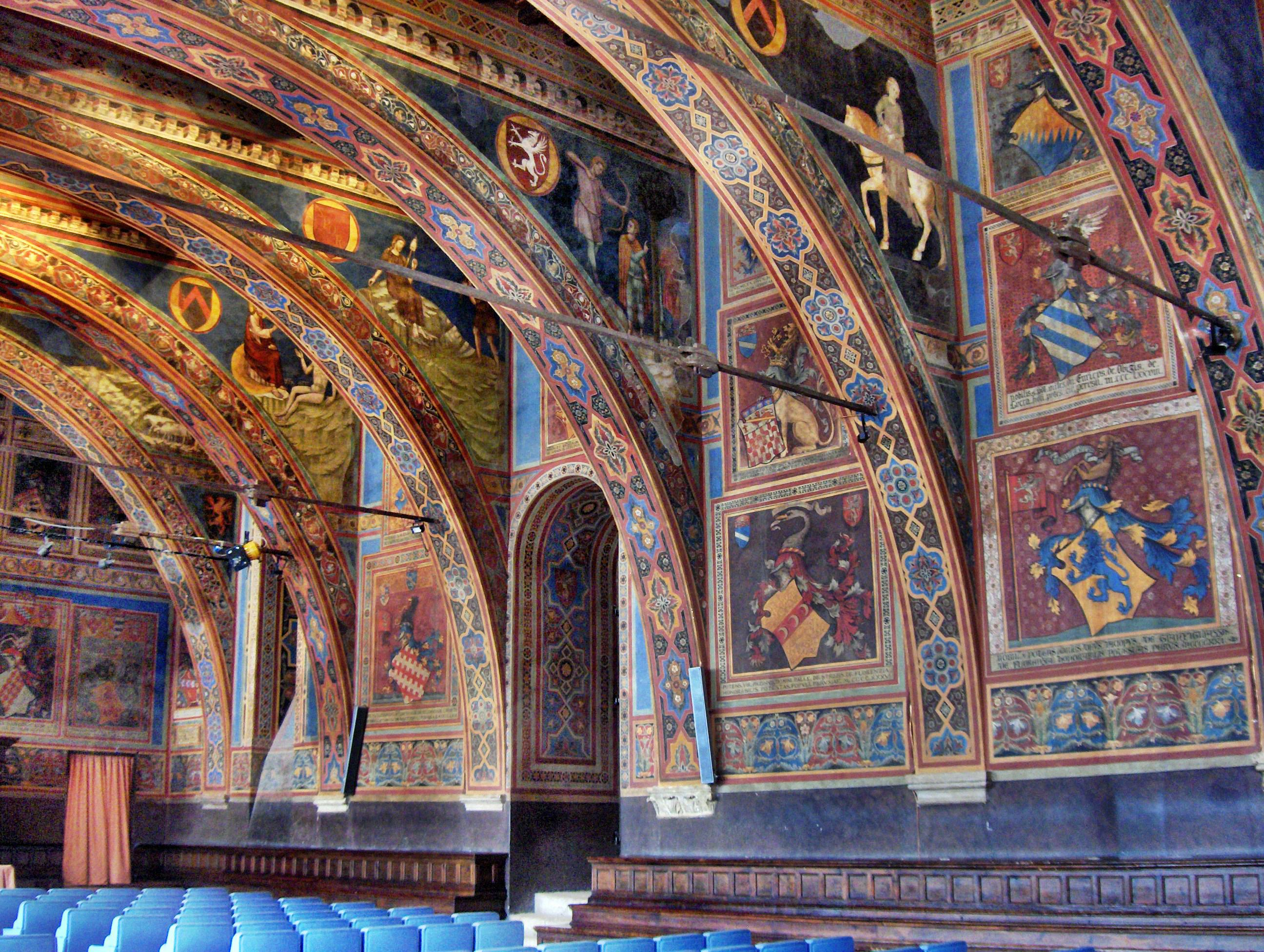
Sala dei Notari, a Palazzo dei Priori

- Il monumentale Palazzo dei Priori, ottimo esempio di palazzo pubblico dell'età comunale, fu edificato nella sua parte originaria tra il 1293 e il 1297, poi con due aggiunte medievali successive fino al 1443. Ultima aggiunta realizzata da Galeazzo Alessi nel Cinquecento. In stile gotico, vi si accede sia dal corso Vannucci attraverso il portale trecentesco ornato dalle statue del grifo e del leone, sia dalla piazza Maggiore (oggi IV Novembre) attraverso la notevole Sala dei Notari, aula medievale caratterizzata da grandi arconi e tutta affrescata, deputata all'assemblea popolare del libero Comune. È ancora oggi sede del Municipio. Alterato nei secoli della dominazione pontificia, fu restaurato dopo il 1860.
  - Al piano terra del Palazzo dei Priori è il Collegio del Cambio (XV secolo) impreziosito da bancali intarsiati in legno tra il XVI e il XVII secolo. La Sala delle Udienze venne completamente affrescata da Pietro Perugino e dalla sua Scuola tra il 1498 e il 1507.
  - Sempre al piano terra del Palazzo dei Priori è il Collegio della Mercanzia, sede dell'omonima corporazione medievale, è costituito da una sala rettangolare dalle pareti e dalle volte completamente rivestite in legno intarsiato. Al di sopra del tribunale è posto lo stemma della Mercanzia, un grifo dorato su una balla di panni.
- Il Palazzo del Capitano del Popolo o di Giustizia venne realizzato tra il 1472 e il 1481 dagli architetti Bartolomeo da Torgiano e dai lombardi Gasparino di Antonio e Leone di Matteo. È una struttura rinascimentale con qualche richiamo al gotico.
- Palazzo della Vecchia Università (1490-1514), in piazza Matteotti, attualmente sede del Palazzo di Giustizia.
- Palazzo degli Oddi Marini Clarelli, sito in via dei Priori, 84, fu edificato alla metà del XVI secolo e ampliato nel secolo XVIII. Conserva intatti tutti gli arredi e le suppellettili originali. Attualmente è adibito a casa museo e aperto al pubblico (ingresso a offerta libera) il lunedì pomeriggio e il venerdì mattina.
- Palazzo Sorbello in Piazza Piccinino, tipica e integra dimora gentilizia del XVI secolo, dotata di museo e biblioteca aperte al pubblico.
- Palazzo Gallenga Stuart, prima noto come Palazzo Antinori (1748-1758), oggi sede dell'Università per Stranieri, è un palazzo dalla facciata in stile barocco, progettato dall'architetto Francesco Bianchi (architetto).
- Palazzo Della Penna (XVI-XIX secolo), edificato sui resti di un anfiteatro romano (visibili in parte), già appartenuto alla famiglia dei Vibi, nell'Ottocento ospitò una Biblioteca e una collezione di dipinti e disegni, oggi sede di un Museo.
- Palazzo Sorbello, palazzo privato sede della Casa museo di Palazzo Sorbello, antica residenza della famiglia nobile Bourbon del Monte di Sorbello, poi Ranieri di Sorbello. Accedendo ai suoi sotterranei è possibile visitare il Pozzo etrusco.
- Il Palazzo della Provincia e della Prefettura venne edificato nel 1870 su disegno di Alessandro Arienti.
- Palazzo Cesaroni, sede del Consiglio Regionale dell'Umbria, opera di Guglielmo Calderini, conserva il maggiore ciclo di affreschi in stile Liberty della città, realizzati da Annibale Brugnoli e Domenico Bruschi.
- Palazzo Donini, sede della Giunta Regionale dell'Umbria, è un palazzo settecentesco realizzato dall'architetto Pietro Carattoli. Conserva un ciclo pittorico, "avventure, sventure e glorie" dell'antica Perugia, realizzato da Salvatore Fiume.
- Palazzo Conestabile, oggi sede della Biblioteca Augusta.
- Centro Direzionale di Fontivegge (1982-1986), complesso realizzato dall'architetto milanese Aldo Rossi.
- Castello di Antognolla, antico maniero sito fuori della cerchia cittadina, alle pendici del Monte Tezio, ora proprietà privata.
- Palazzo Murena, sede dell’Università degli Studi di Perugia.
- Palazzo Manzoni, in piazza Morlacchi, sede del Dipartimento di Lettere antiche
- Curia arcivescovile

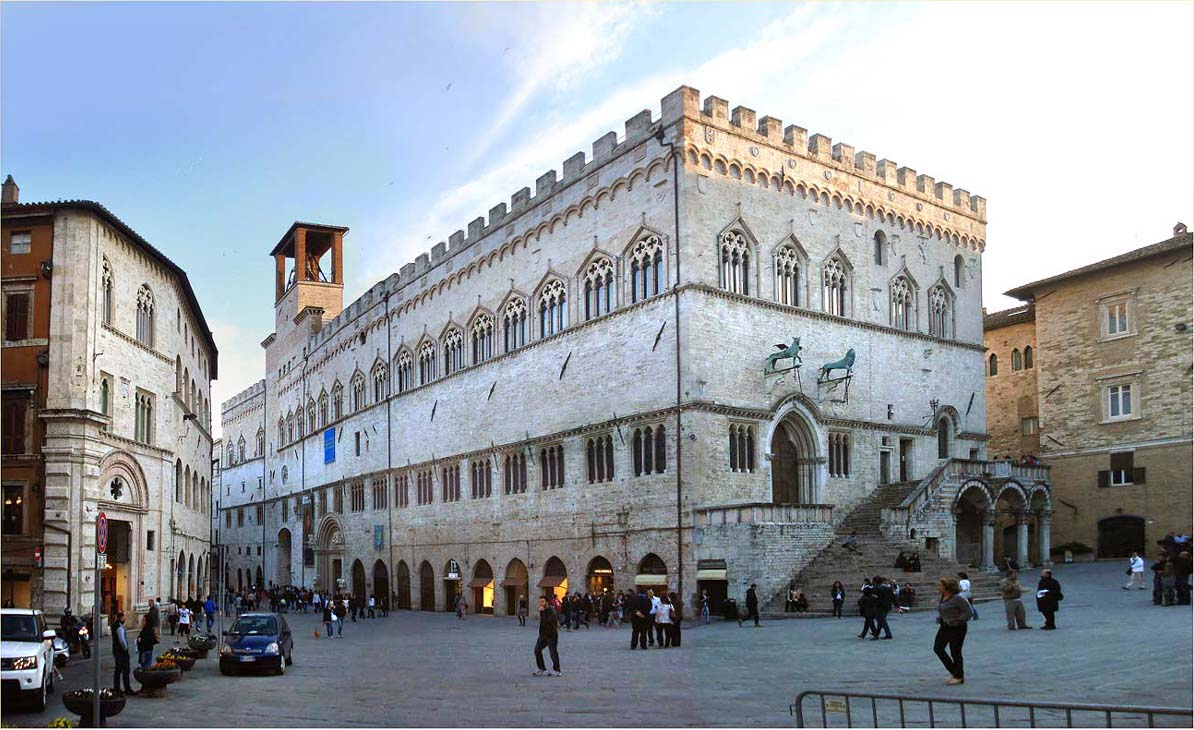
Palazzo dei Priori
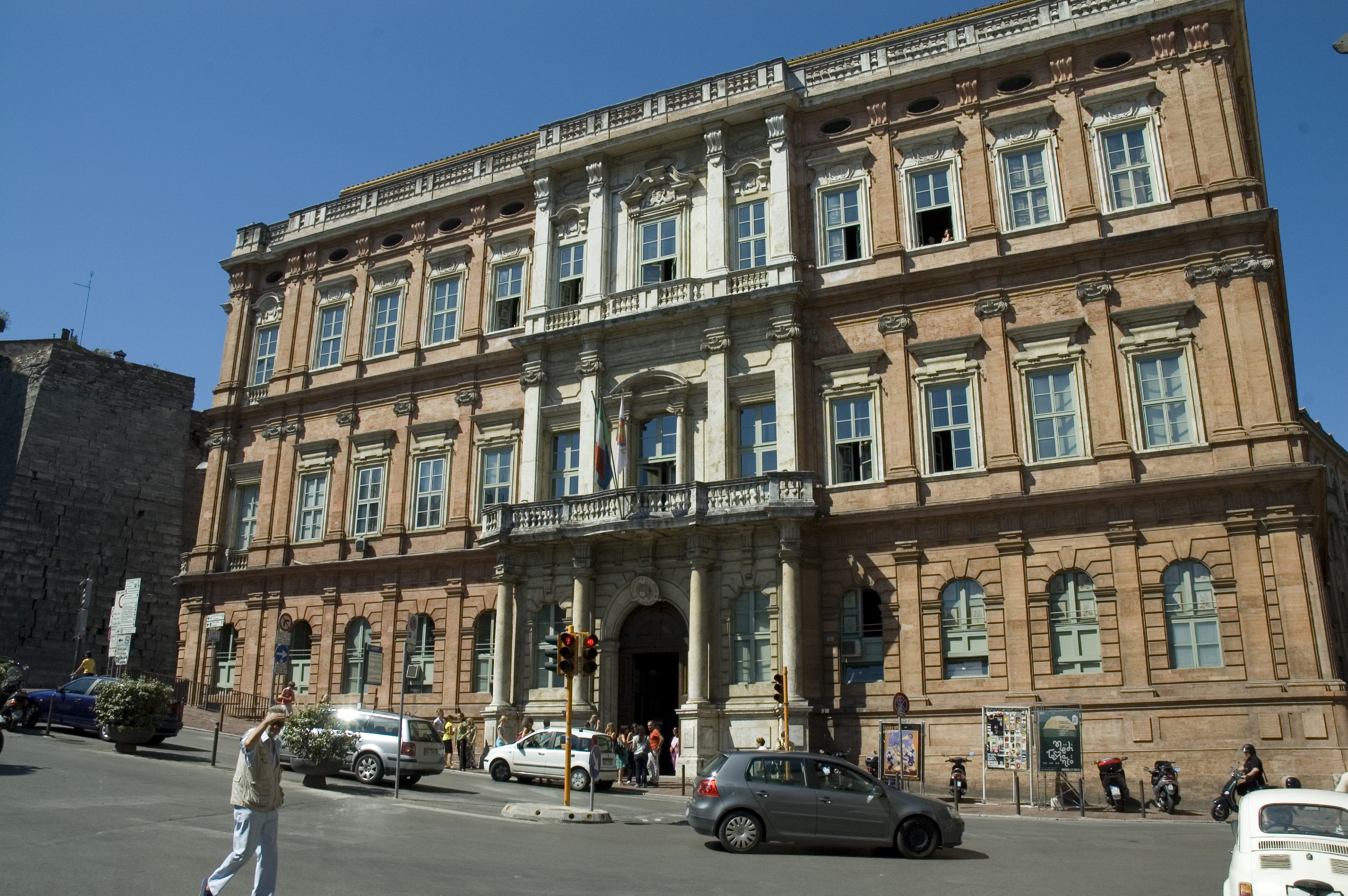
Palazzo Gallenga Stuart
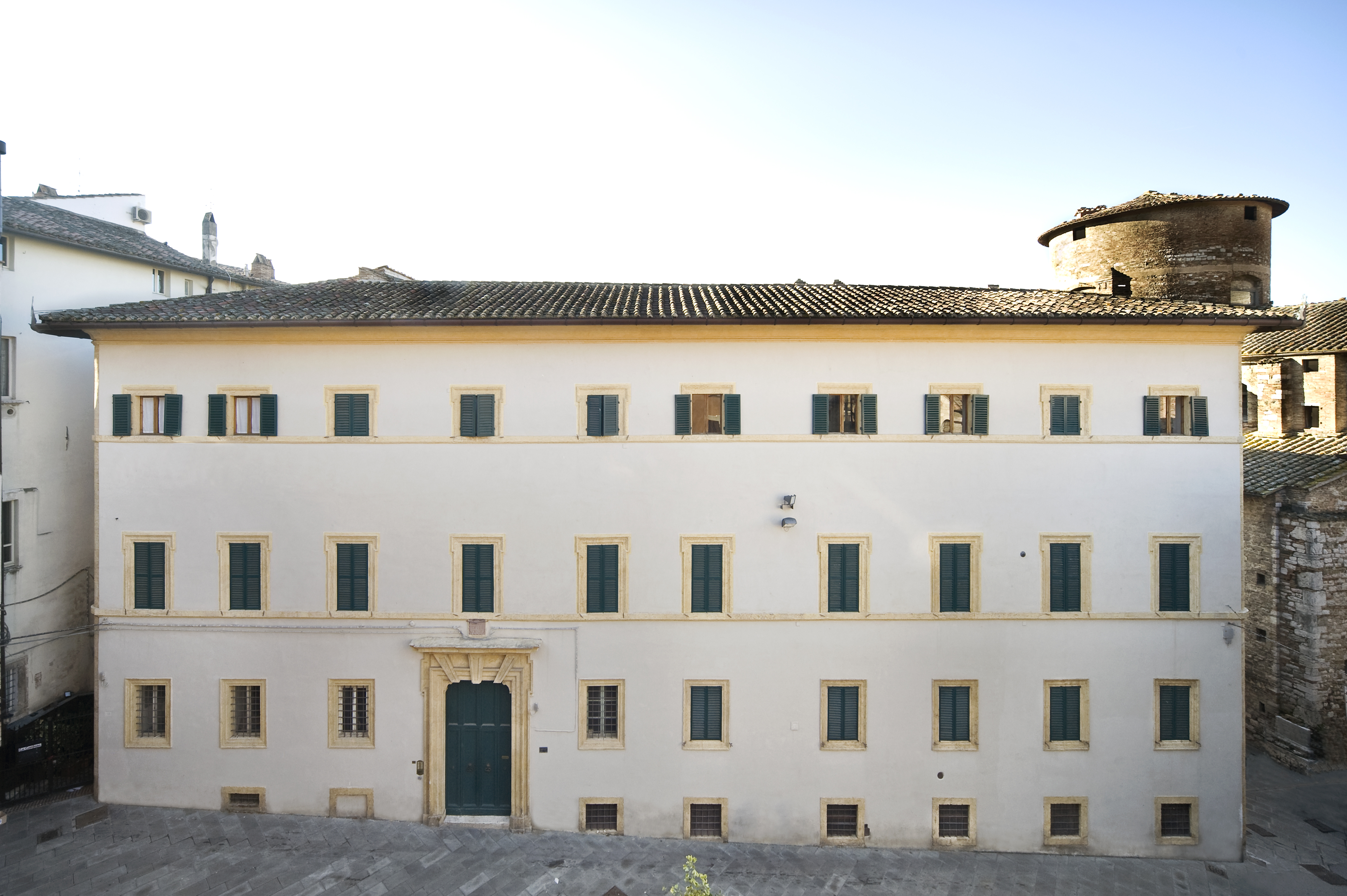
Palazzo degli Oddi
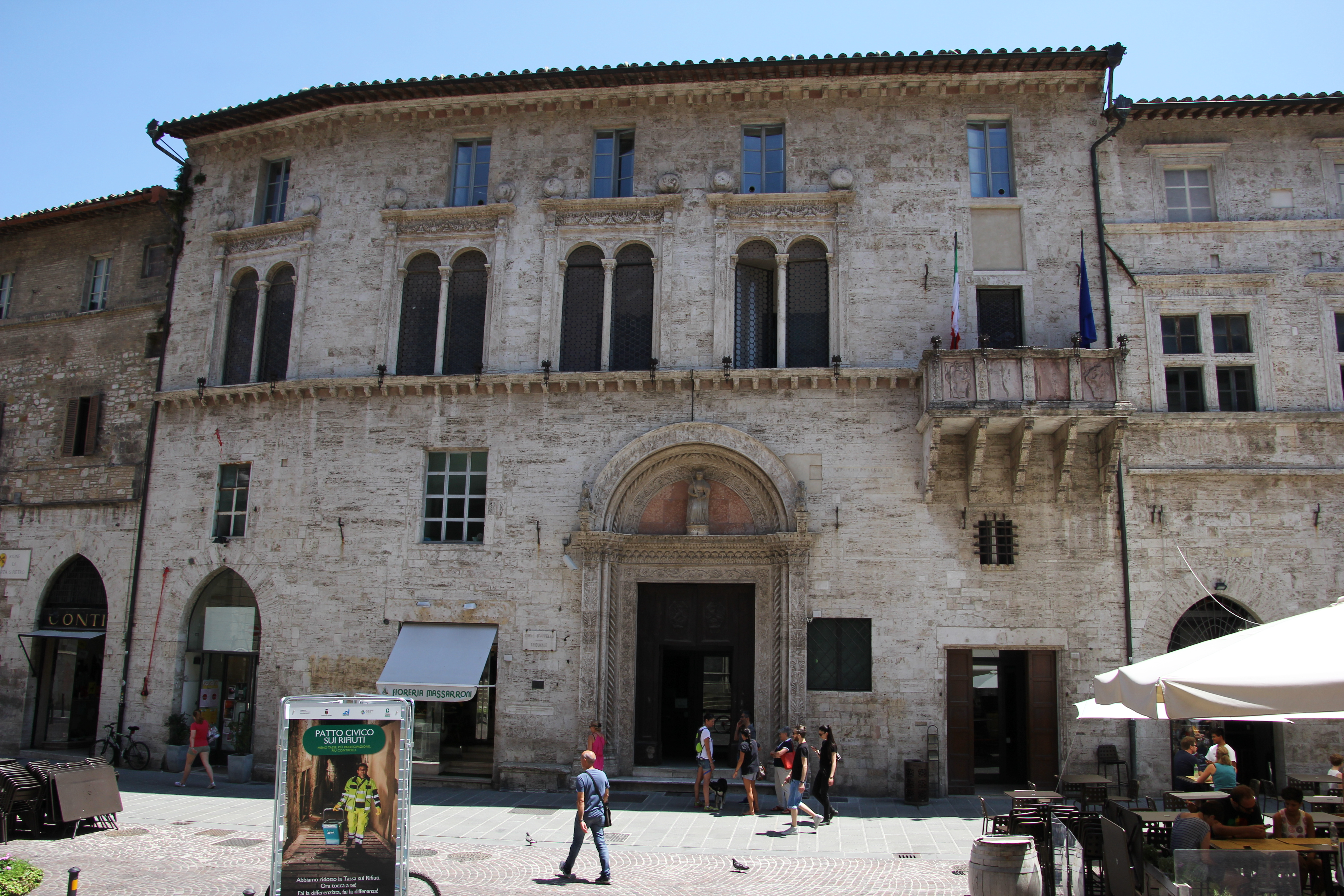
Palazzo del Capitano del Popolo
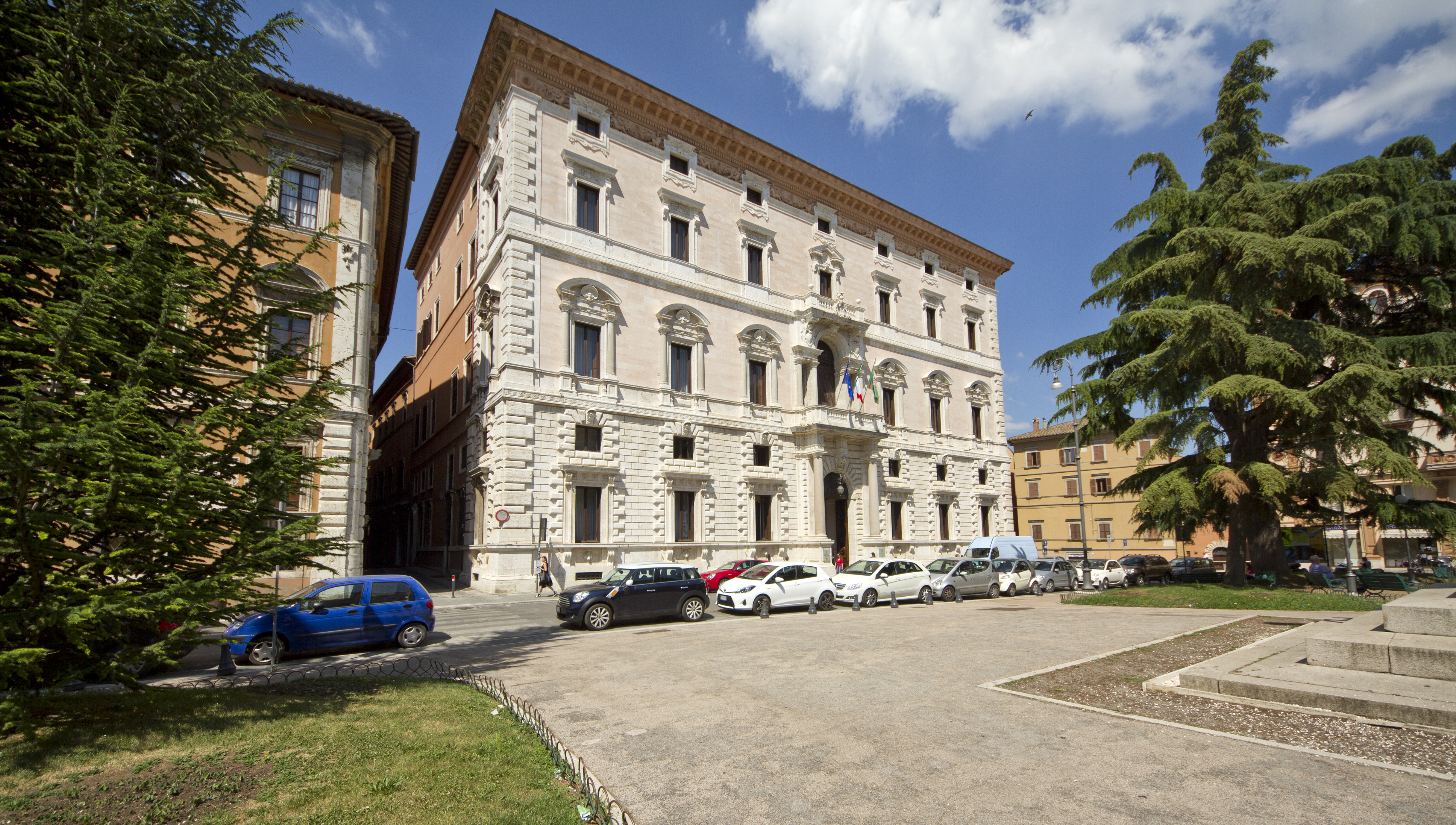
Palazzo Cesaroni
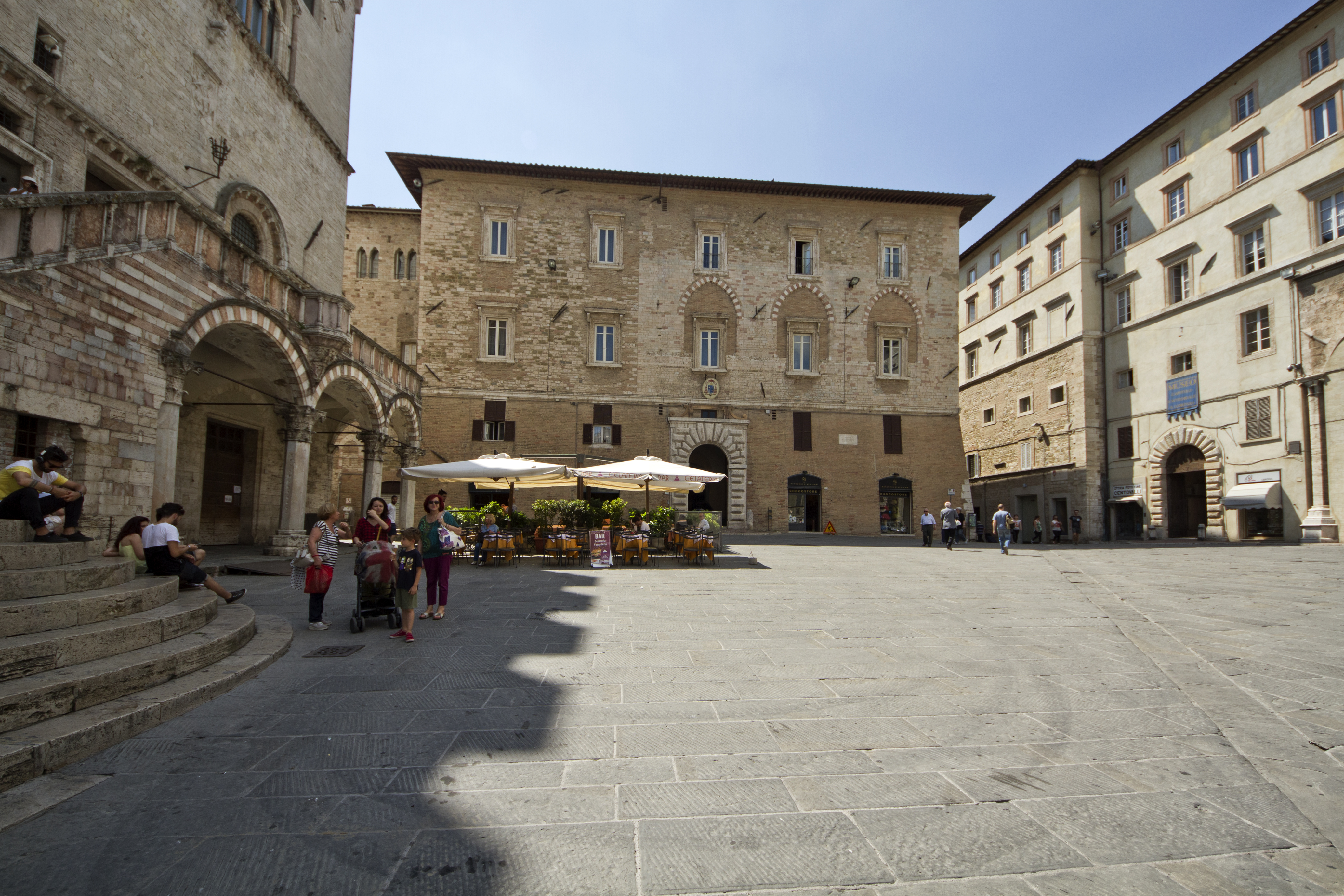
Curia arcivescovile

### Architetture religiose

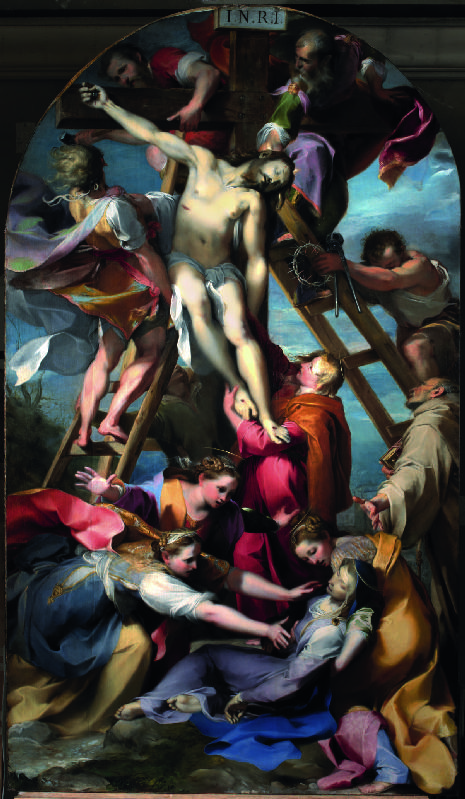
Deposizione dalla croce, Federico Barocci (Cattedrale di San Lorenzo)

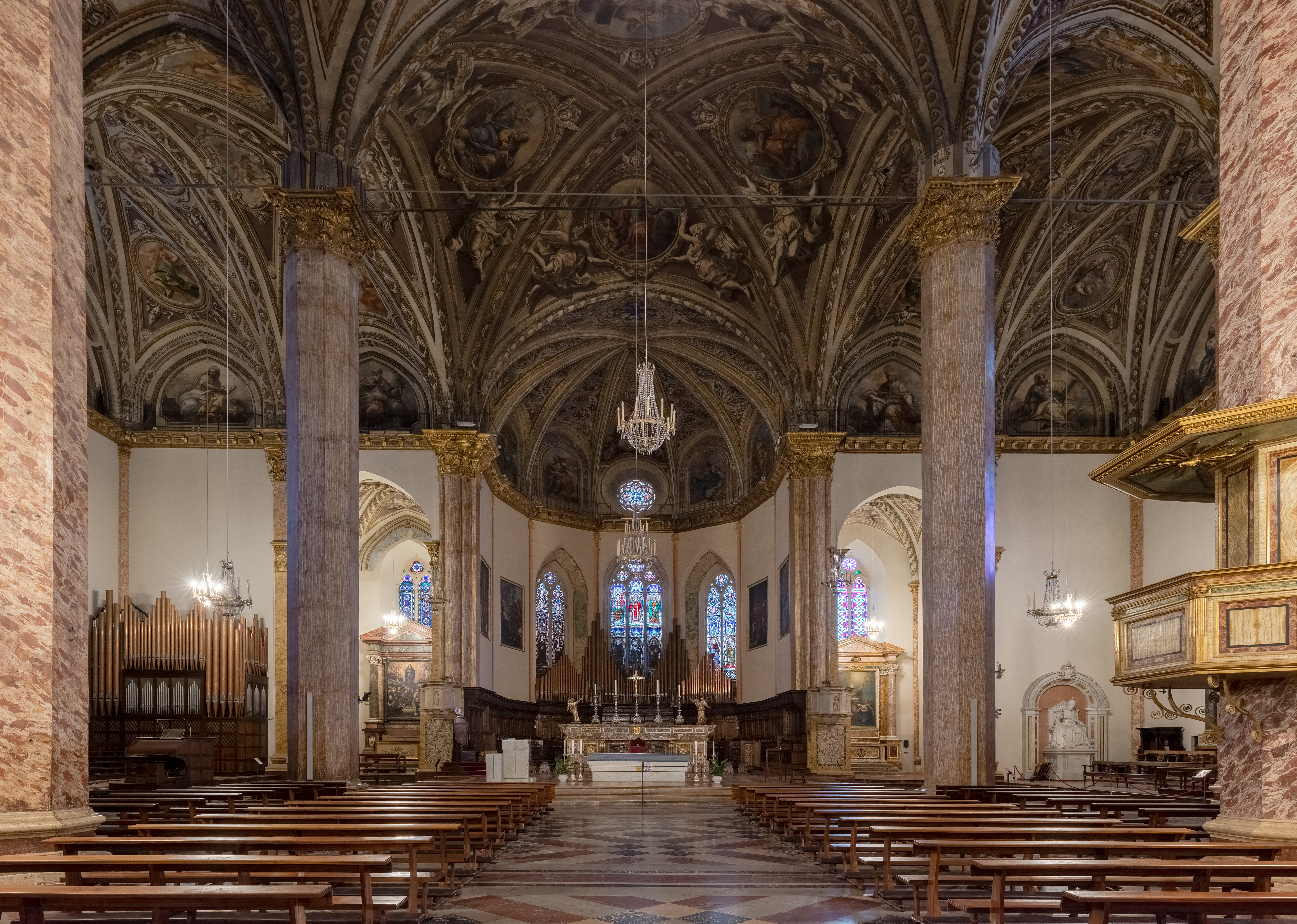
Interni del Duomo di San Lorenzo

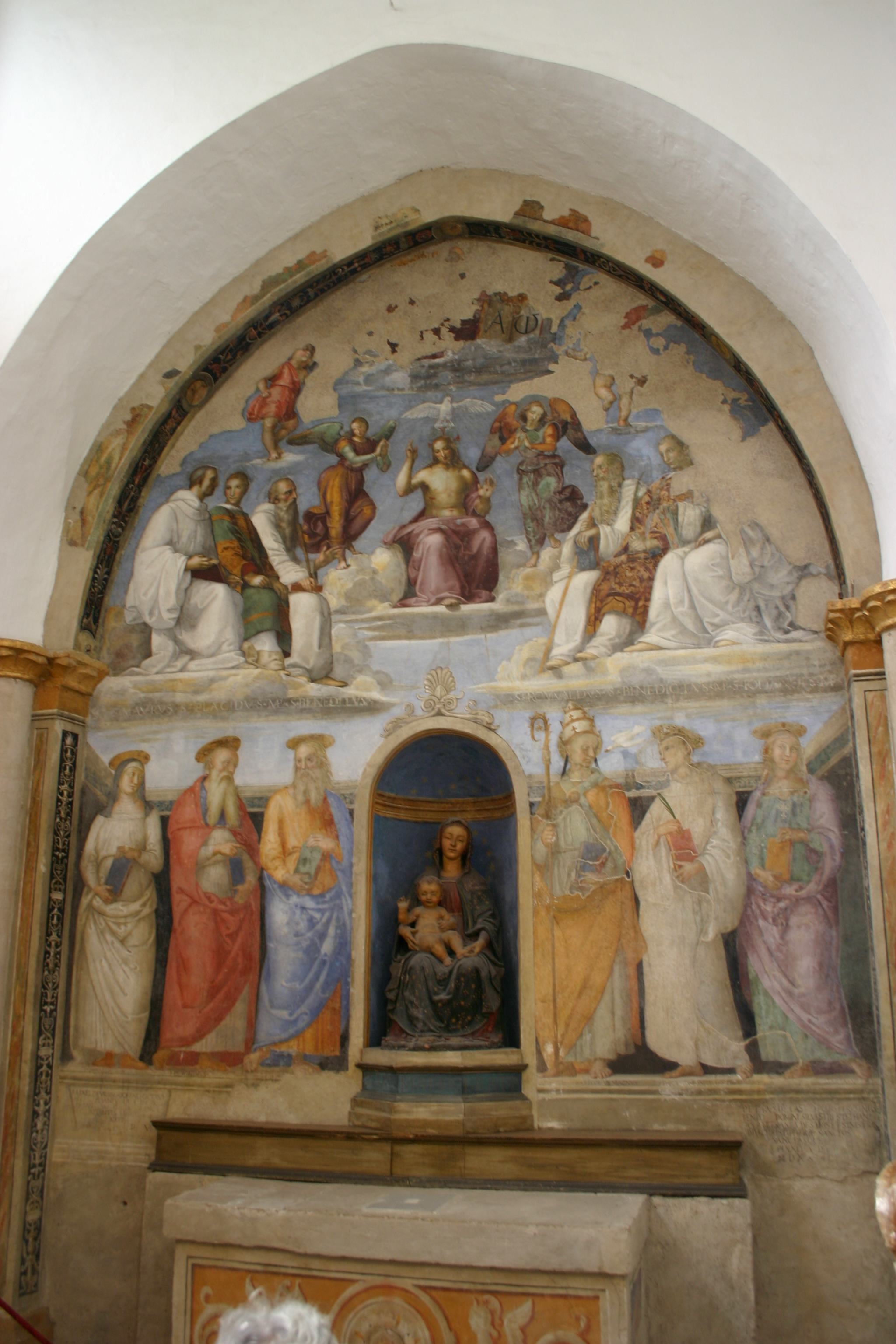
Affresco di Raffaello e Perugino, Cappella di San Severo

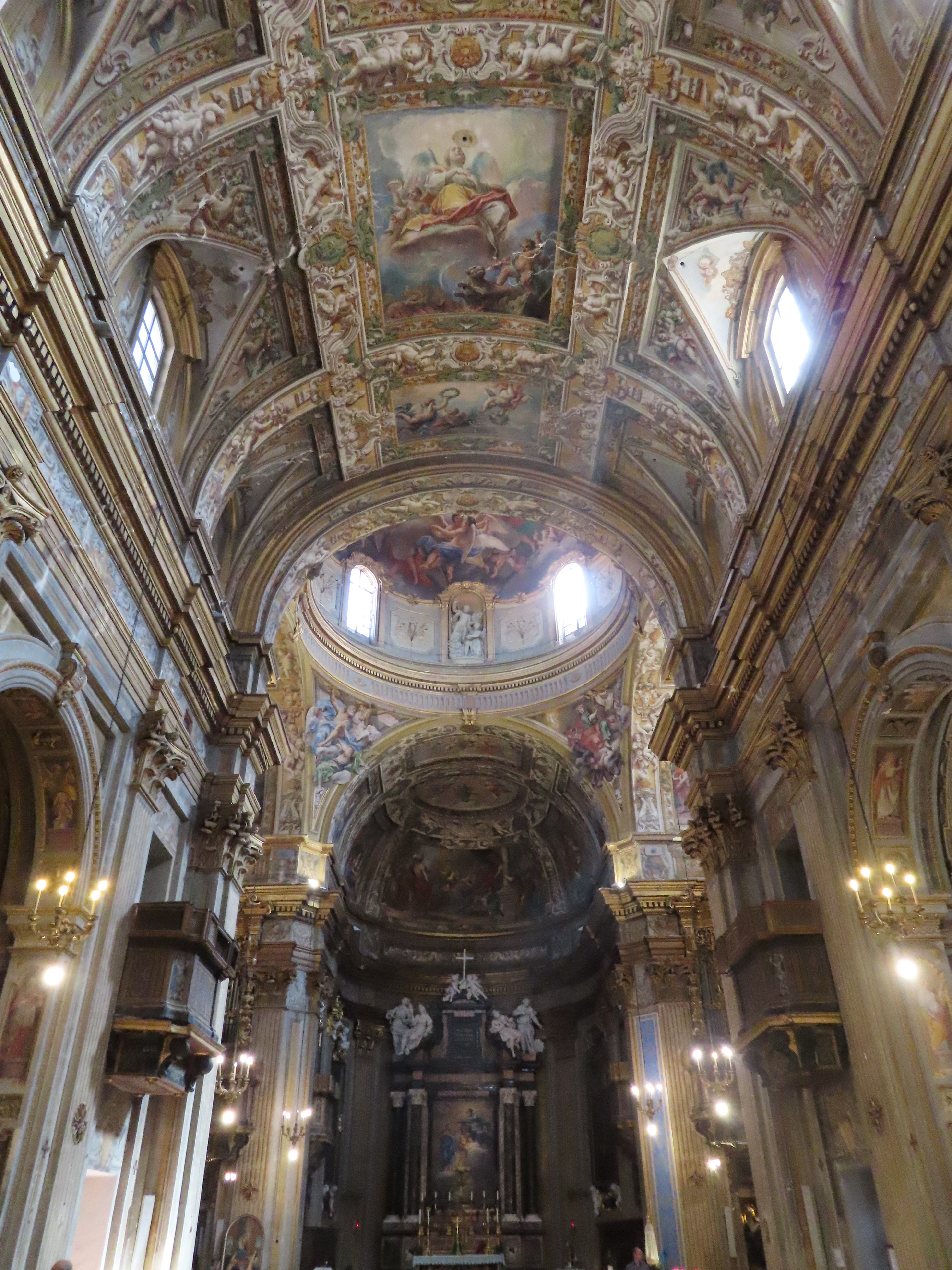
Interni della Chiesa di San Filippo Neri

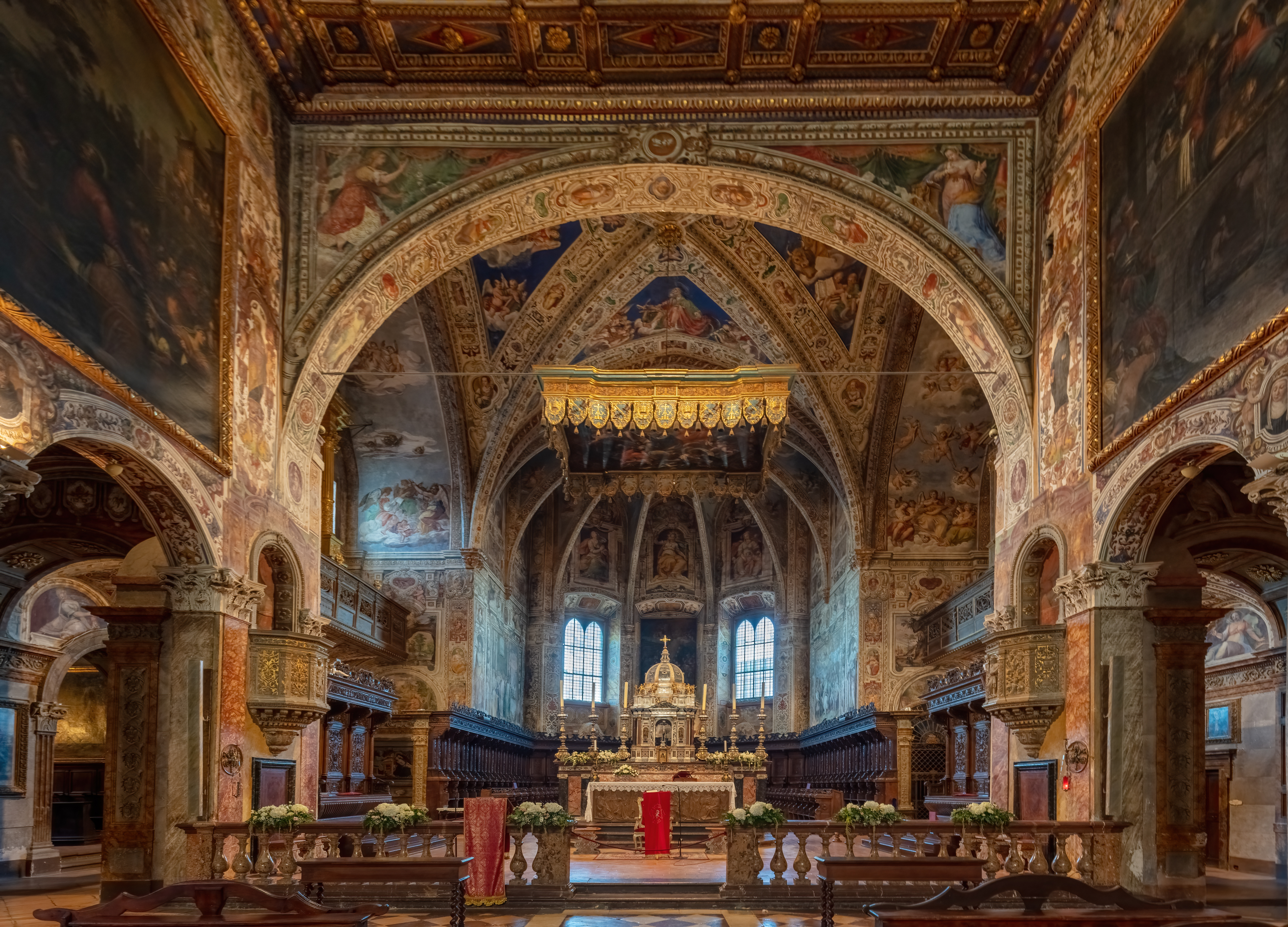
Interni della Basilica di San Pietro

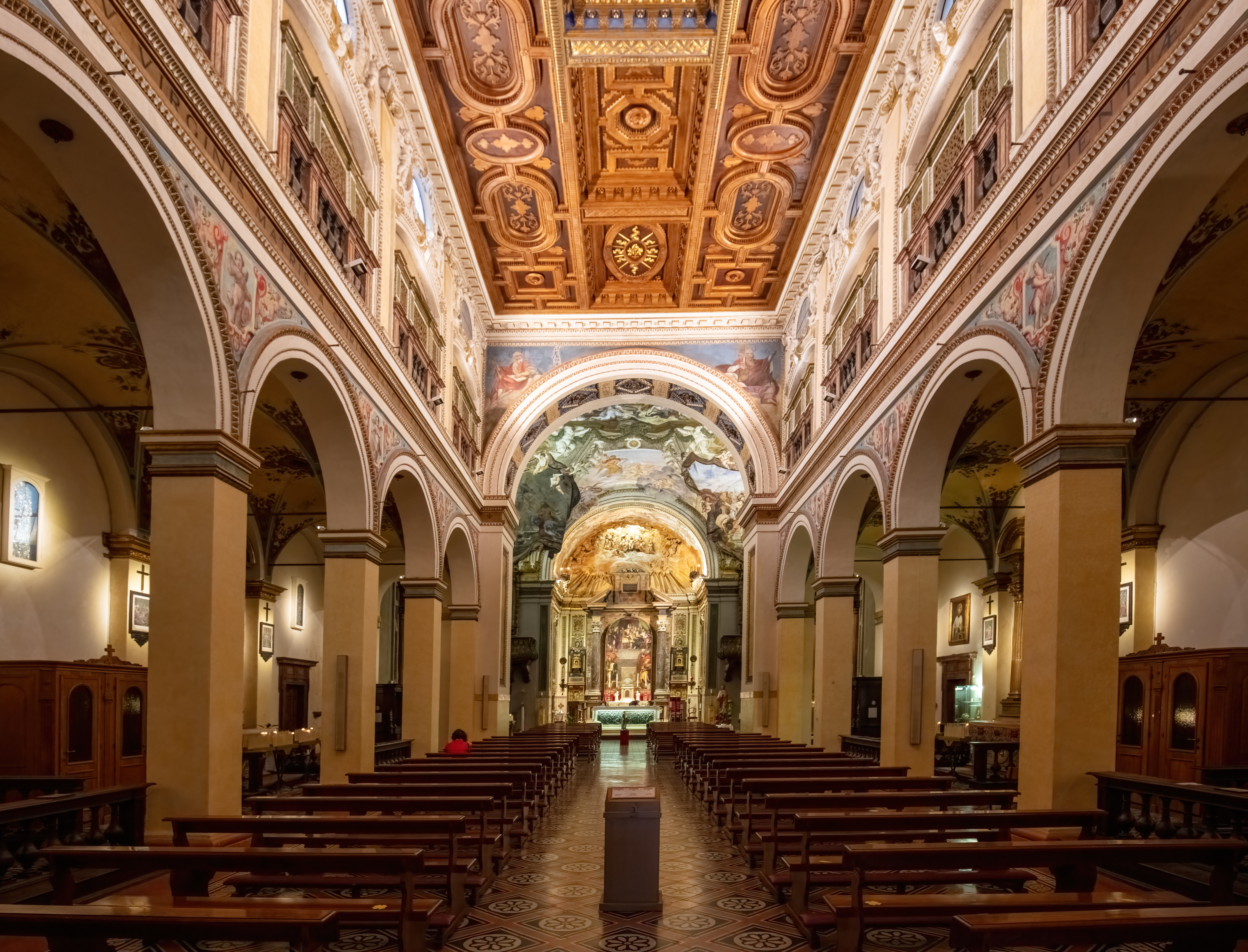
Chiesa del Gesù

- La cattedrale di San Lorenzo venne realizzata tra il 1345 e il 1490. Il rivestimento esterno non fu mai completato. All'interno, del tipo Hallenkirche, è conservato il Sacro Anello, secondo la tradizione anello nuziale della Vergine Maria[17]. La più importante opera conservata nel duomo è la Deposizione dalla croce di Federico Barocci del 1569.

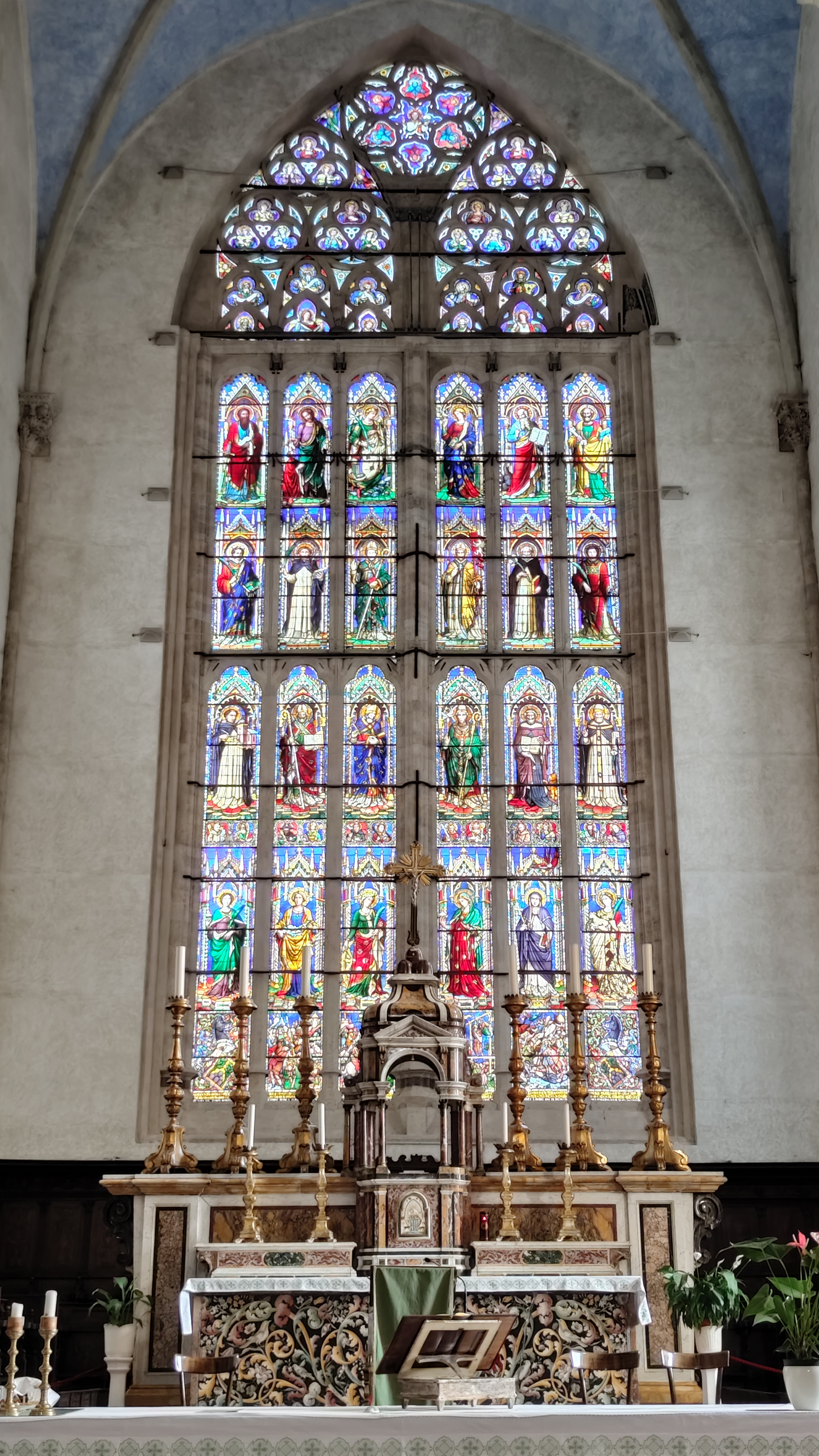
La grandiosa vetrata di San Domenico, tra le più grandi del mondo

- La grandiosa vetrata di San Domenico, tra le più grandi del mondoLa Basilica di San Domenico, fondata nel 1304 e ampiamente ricostruita su disegno di Maderno nel XVII secolo, è la più grande struttura religiosa di tutta l'Umbria. Autentico capolavoro della scultura del XIV secolo, conservato nella basilica, è il monumento funebre a Benedetto XI. Di notevole pregio è anche il coro ligneo della fine del XV secolo e la vetrata absidale del 1411, la seconda in Italia per grandezza (22x8 m) dopo quella del duomo di Milano. Sopra le volte e sotto le due falde del tetto sussistono le singolari "soffitte di S. Domenico", ampi vani di risulta della ricostruzione Seicentesca, ricche di suggestioni e reperti della originaria struttura gotica, con accesso diretto al poderoso campanile (XVI secolo) con vista panoramica estesa dalla Romagna all'Abruzzo, dalle Marche alla Toscana.
- La Basilica di San Pietro venne edificata intorno al 996 sopra la precedente cattedrale, la prima sede vescovile di Perugia, esistente sin dal VII secolo. L'entrata della chiesa è sul lato sinistro del chiostro seicentesco. Domina la basilica il campanile poligonale, costruito nel 1463-68 a linee gotiche fiorentine. Durante il fascismo è ricostruita, dopo il crollo del tetto, come si può notare dalle pietre utilizzate. Recentemente è stata sottoposta a radicali lavori di restauro e adattamento ad auditorium.
- Cappella di San Severo (all'interno si trova un affresco dipinto nella parte superiore da Raffaello nel 1508, e in quella inferiore dal Perugino nel 1521). La cappella è attigua a una chiesa -omonima- costruita nel XVIII secolo ed, infatti, la citata cappella è un ambiente residuo di una precedente costruzione;
- La chiesa di Sant'Agostino, edificata nel XIII secolo, ha forme gotiche, ma internamente ha subito molti rimaneggiamenti, alcuni dei quali sono di epoca moderna (XVII secolo). La chiesa custodisce alcuni affreschi di valore: una Madonna in trono e una Crocifissione, quest'ultimo attribuito a Pellino di Vannuccio (XIV secolo).
- La Chiesa del Gesù venne edificata nella seconda metà del XVI secolo. Il soffitto interno è arricchito da pregevoli intagli e le volte sono affrescate da soggetti biblici dipinti da Giovanni Andrea Carlone. Al di sotto della pianta principale sono ubicati tre oratori: quello della Congregazione dei Coloni, della Congregazione degli Artisti e della Congregazione dei Nobili.
- Chiesa di San Bevignate (XIII secolo), recante un ciclo pittorico affrescato di estrema importanza per la storia dei Templari.
- La chiesa di Sant'Ercolano fu eretta agli inizi del XIV secolo a ridosso delle mura etrusche. Sia la scalinata anteriore di accesso, sia gli affreschi interni di Giovanni Andrea Carlone, sono però degli anni 1666-1669. Sotto l'altare maggiore è posto un sarcofago romano di età imperiale in cui, secondo la tradizione, riposano i resti del santo cui l'edificio è dedicato.
- Chiesa ed ex monastero di San Fiorenzo ha una struttura gotica duecentesca, ma gli interni furono profondamente rimaneggiati nel XVIII secolo. L'edificio custodisce un bel gonfalone quattrocentesco, opera di Benedetto Bonfigli.
- La Chiesa di San Filippo Neri o chiesa della Santissima Concezione o ancora San Giovanni Rotondo alla Chiesa Nuova è un edificio barocco realizzato fra il 1626 e il 1663, anno in cui venne completata la facciata. Progettata dall'architetto romano Paolo Maruscelli, la chiesa racchiude al suo interno pregevoli affreschi che si ispirano a vari soggetti biblici, dipinti da Giovanni Andrea Carlone, Francesco Appiani e Francesco Martini. Contiene un San Filippo Neri di Guido Reni.
- La chiesa di San Costanzo è un edificio eretto nel XII secolo in forme romaniche, con aggiunte successive e ampiamente rimaneggiato alla fine dell'Ottocento dal massimo architetto perugino dell'epoca: Guglielmo Calderini. Di particolare pregio l'altare della prima metà del XIII secolo.
- La chiesa di San Francesco al Prato fu eretta nella prima metà del XIII secolo e ha un'architettura che ricorda abbastanza da vicino quella di Santa Chiara, ad Assisi.

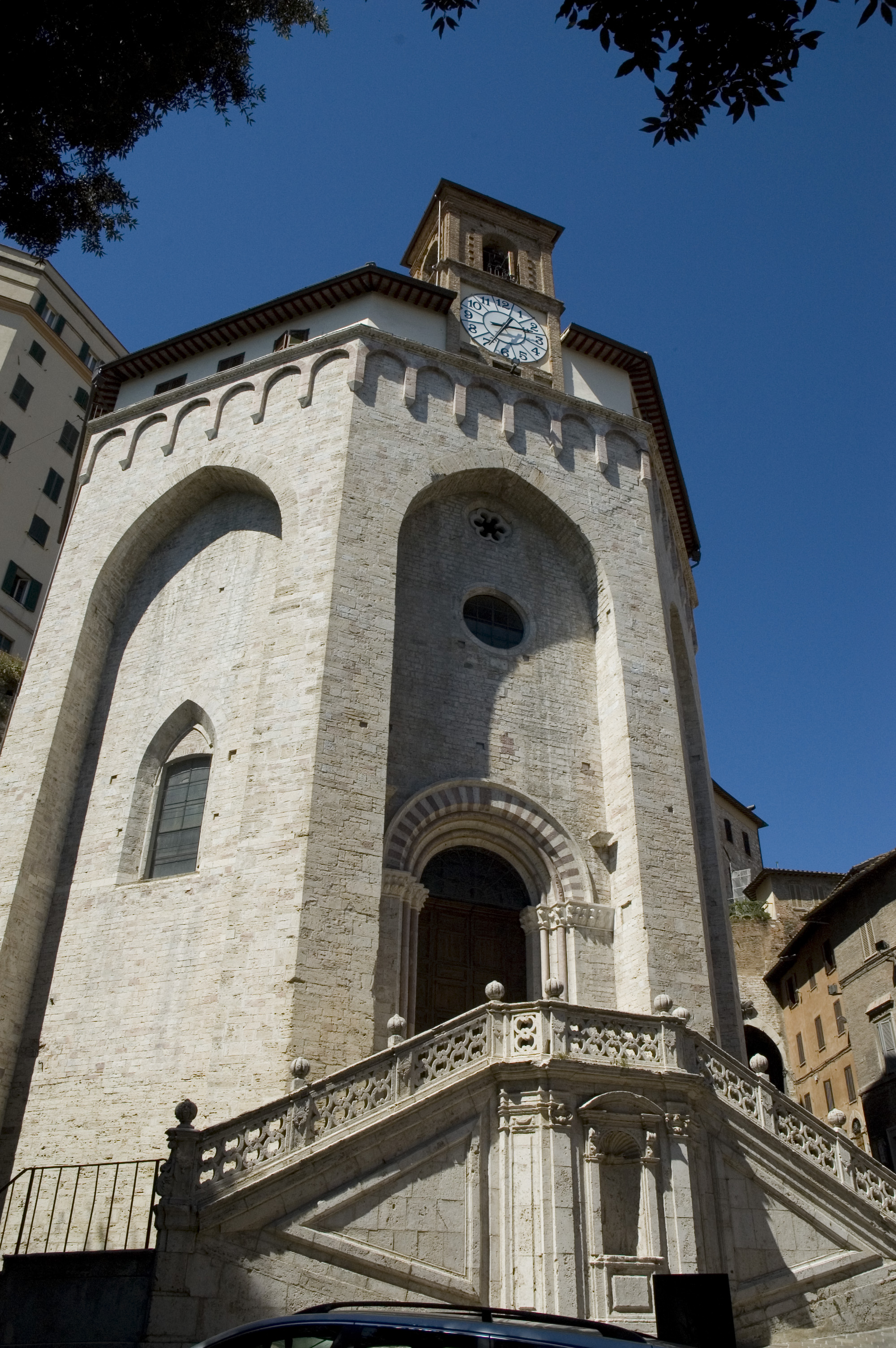
Chiesa di Sant'Ercolano

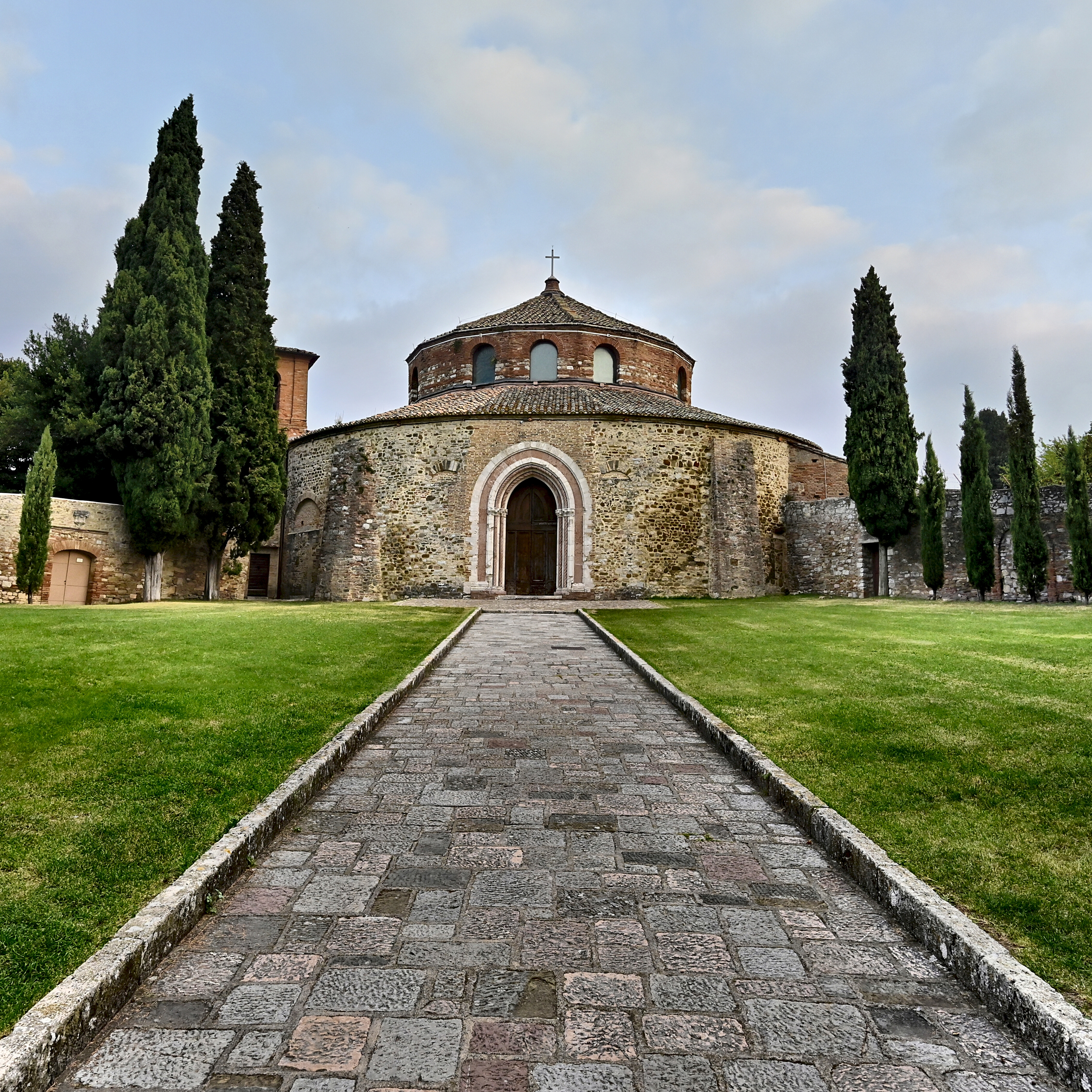
Chiesa di San Michele Arcangelo (Perugia)

- Chiesa di San Michele Arcangelo (Perugia)La Chiesa di Santa Giuliana edificata nel 1253 ha un interno lineare e austero. Le pareti furono affrescate in massima parte nel corso del XIV secolo e in taluni punti rivelano influenze del grande Cimabue (in particolare l'ultima cena). Oggi sede della scuola di lingue estere dell'esercito italiano, possiede un mirabile chiostro.
- La chiesa di Santa Maria di Monteluce fu edificata nel corso del XIII secolo ma fu quasi interamente ricostruita a seguito di un incendio, nel secolo successivo. Possiede una bella facciata quattrocentesca e all'interno si possono ammirare gli affreschi risalenti agli inizi del XVII secolo di Giovanni Maria Bisconti. La chiesa è affiancata da un ex-monastero, per lungo tempo adibito a ospedale (Ospedale di Santa Maria della Misericordia o di Monteluce).
- La Chiesa di Santa Maria Nuova del XIV secolo, si struttura in un ampio interno a tre navate, in stile gotico. La chiesa possiede un organo della seconda metà del Cinquecento, un pregevole coro ligneo quattrocentesco e alcuni affreschi del XV e XVI secolo. Il campanile fu eretto negli anni quaranta del Seicento.
- la Chiesa di Sant'Agostino e l'oratorio omonimo con gli ornamenti interni del XVII secolo (fra cui un soffitto intagliato e alcune tele di Mattia Battini e di Giulio Cesare de Angelis).
- Oratorio di San Bernardino (1457-1461), significativo esempio di arte rinascimentale. La facciata policroma è decorata con bassorilievi e sculture a tutto tondo da Agostino di Duccio.
- Oratorio della Confraternita dei Disciplinati di San Francesco (XVI-XVII secolo).
- Oratori di Sant'Agostino (Perugia)
- Oratorio della Confraternita di Sant'Antonio Abate (XVI secolo).
- Oratorio della Confraternita di Giovanni Battista (XVI)
- La chiesa di San Michele Arcangelo detta anche Tempio di Sant'Angelo è una chiesa paleocristiana del V secolo, sorta sul precedente tempio pagano. Raro esempio di struttura religiosa a pianta circolare, ha al suo interno un colonnato in marmo e capitelli corinzi di origine romana.
- Chiesa ed ex monastero di San Fiorenzo con all'interno il monumento funebre di Galeazzo Alessi.
- La Chiesa ed ex monastero di Santa Giuliana, tra i Giardini di Santa Giuliana e lo Stadio Santa Giuliana.
- Chiesa di San Fortunato è una delle più antiche della città ubicata vicino all’Arco di Augusto. La presenza della chiesa è attestata fin dal 1163, dal 1285 diviene parrocchiale. Nel 1634 è stata ricostruita a seguito dell’insediamento dei Silvestrini.
- Chiesa di Sant'Antonio Abate (Perugia) risalente al XI secolo che ha dato nome al borgo di Sant'Antonio in coso Bersalieri, all'interno affreschi del pittore areofuturista Gerardo Dottori
- Il Cimitero Civico Monumentale in via Enrico dal Pozzo, creato su disegno di Francesco Landoni e Alessandro Arienti fu inaugurato dall'arcivescovo Gioacchino Pecci (futuro pontefice Leone XIII) nel 1849. In numerosi e significativi monumenti funebri di illustri famiglie perugine, racchiude mirabili esempi di scultura Neoclassica e Bell'Epoque: tra gli altri il monumento dedicato ai Caduti del XX giugno 1859 e una sezione dedicata a cittadini illustri.
- Chiesa di Sant'Antonio da Padova, costruita nel 1970.

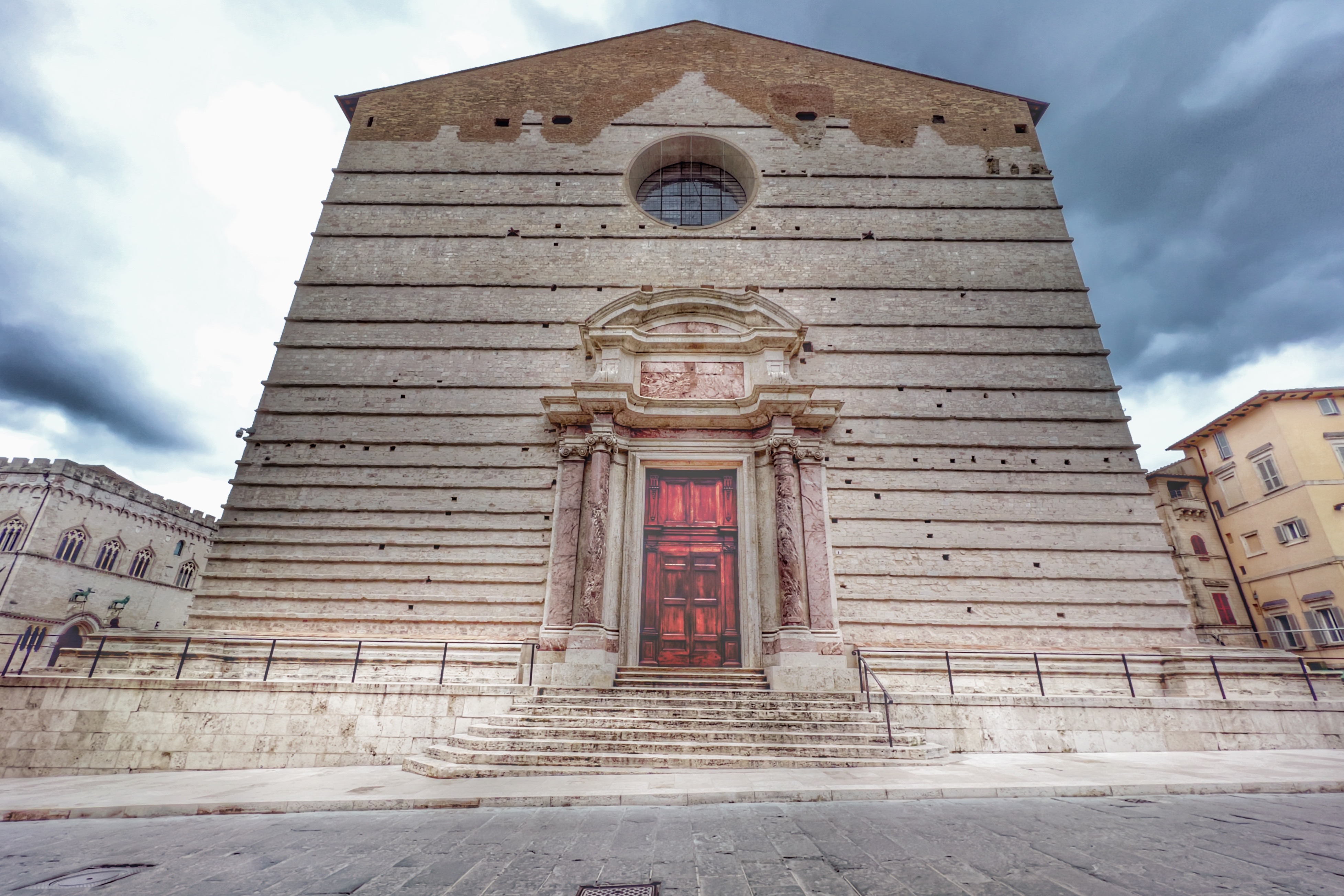
Cattedrale di San Lorenzo
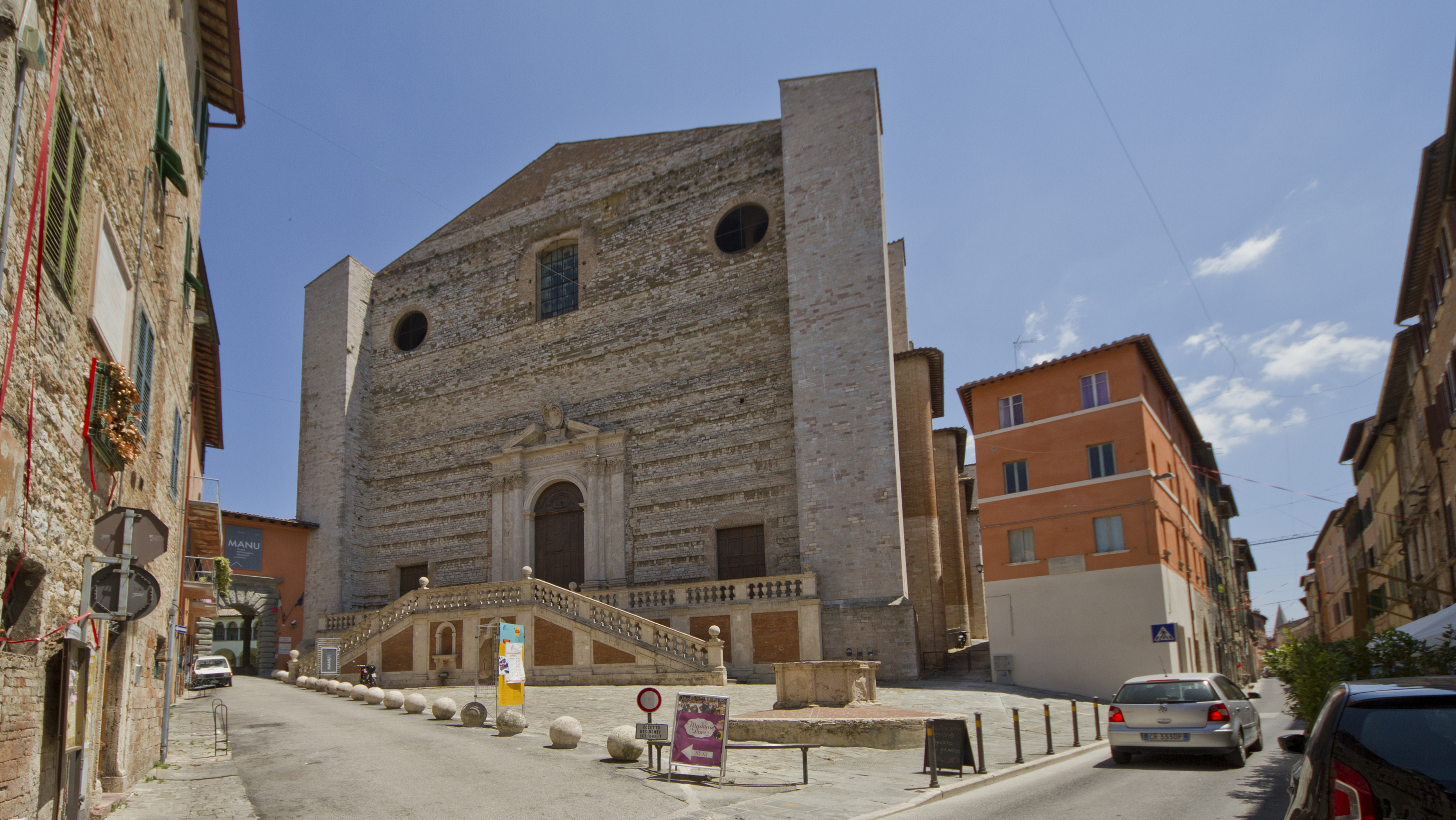
Basilica di San Domenico
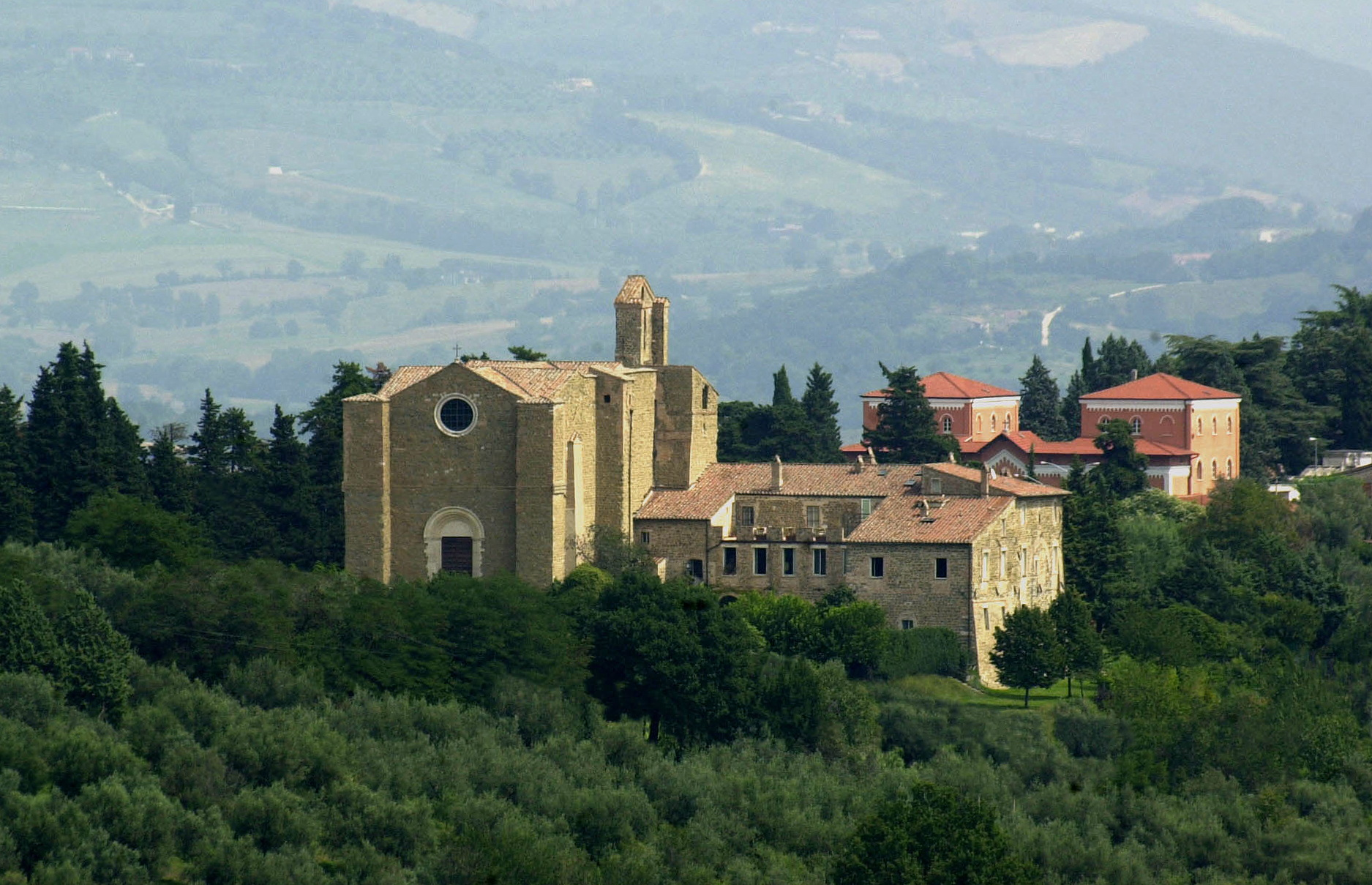
Complesso di San Bevignate, il luogo dei templari
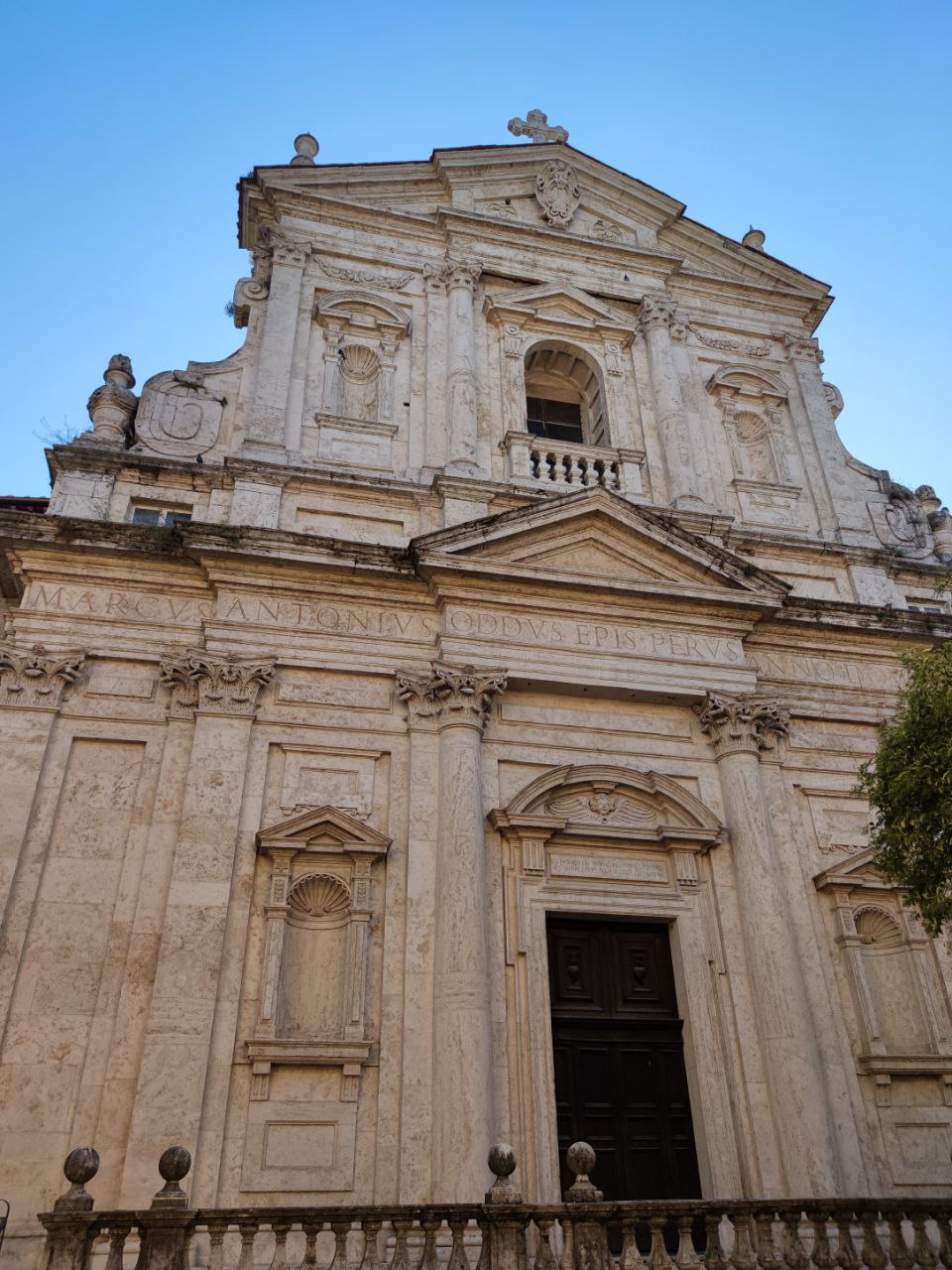
Chiesa di San Filippo Neri
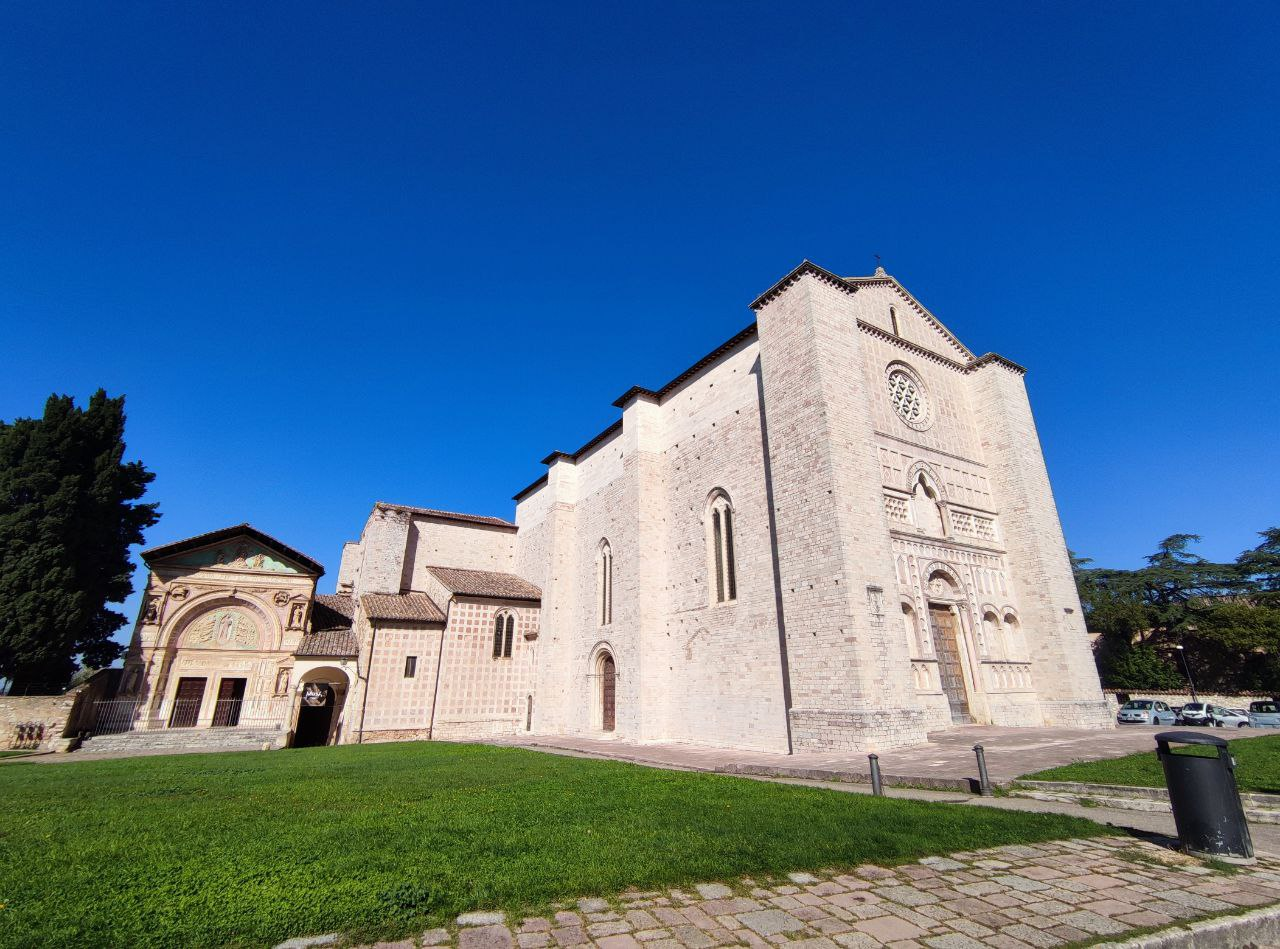
Complesso San Francesco al Prato
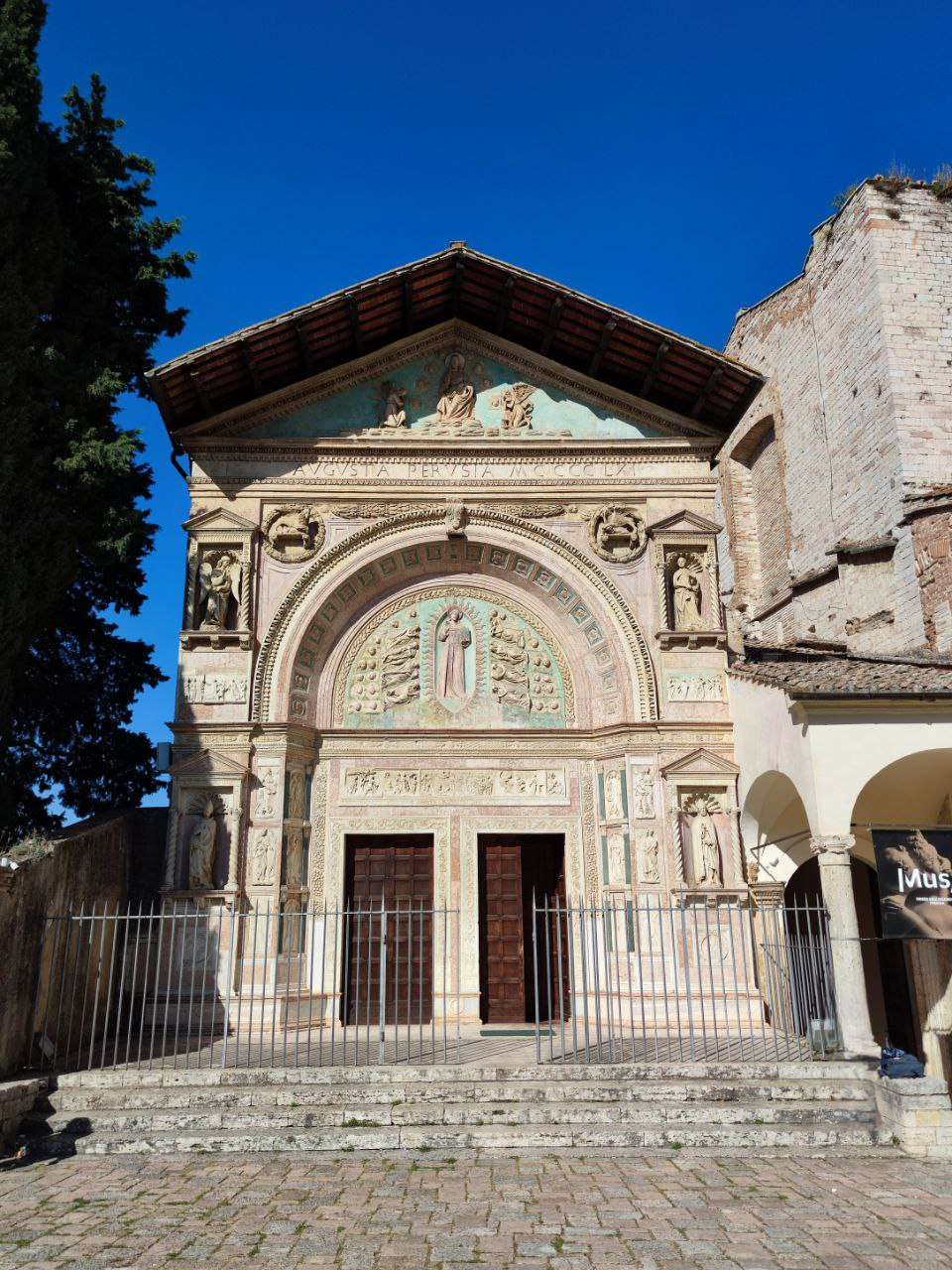
Oratorio di San Bernardino

### Principali vie, corsi, larghi e piazze
Dalla piazza principale del centro si diramavano le cinque vie regali, che collegavano - e ancor oggi in parte collegano - la città di Perugia con Cortona (oggi la Via Cortonese si sovrappone alla statale del Trasimeno), Orvieto (Via Marscianese), Gubbio (Via Eugubina), Città di Castello e la Via Flaminia (Foligno) che da Roma conduceva ad Ariminium (attuale Romagna).

#### Vie e corsi del centro storico
- Corso Vannucci, via principale di Perugia acropoli: secondo l'antico assetto viario etrusco-romano, ricalca infatti il percorso del cardo maximus (asse nord-sud) unendo il Colle del Sole al Colle Landone. A partire dalla seconda metà del Novecento - con la rimozione dei binari del tram e la chiusura al traffico veicolare - il corso è stato completamente pedonalizzato.
- Corso Cavour (già di Sant'Ercolano e poi di Porta Romana), di origine medievale, forma un unico percorso con il Borgo XX Giugno e insieme costituiscono la più lunga strada piana del centro di Perugia e il fulcro del cosiddetto Borgobello. Il percorso conduce alla via regale (maestra) di Porta San Pietro.
- Corso Giuseppe Garibaldi e via del Tempio, di origine medievale, il percorso che conduce alla via regale di Porta Sant'Angelo.
- Corso Bersaglieri (già Sant'Antonio) attraversa il borgo detto di Sant'Antonio - di origine medievale - e conduce alla via regale di Porta Sole.
- Via Cesare Battisti e via della Stella.
- Via dei Priori (che prosegue come via della Sposa) corrisponde al decumano romano e conduce fino alla Porta Trasimena e alla via regale di Porta Santa Susanna.
- Via Bontempi e via del Roscetto.
- Via Luigi Bonazzi e via Cesare Caporali.
- Via Guglielmo Oberdan e via Marzia, dove si trova l'omonima porta etrusca incastonata nella Rocca Paolina.
- Via della Cupa e via delle Forze.
- Via Baglioni e viale dell'Indipendenza (che prosegue come via Luigi Masi).
- Via dell'Acquedotto, caratteristico percorso pedonale pensile resa tale quando cessò la sua funzione - appunto - di via d'acqua (continua su via Appia nel punto in cui s'insinua sottoterra: l’ultimo tratto dell'acquedotto, infatti, passa sotto la cattedrale).

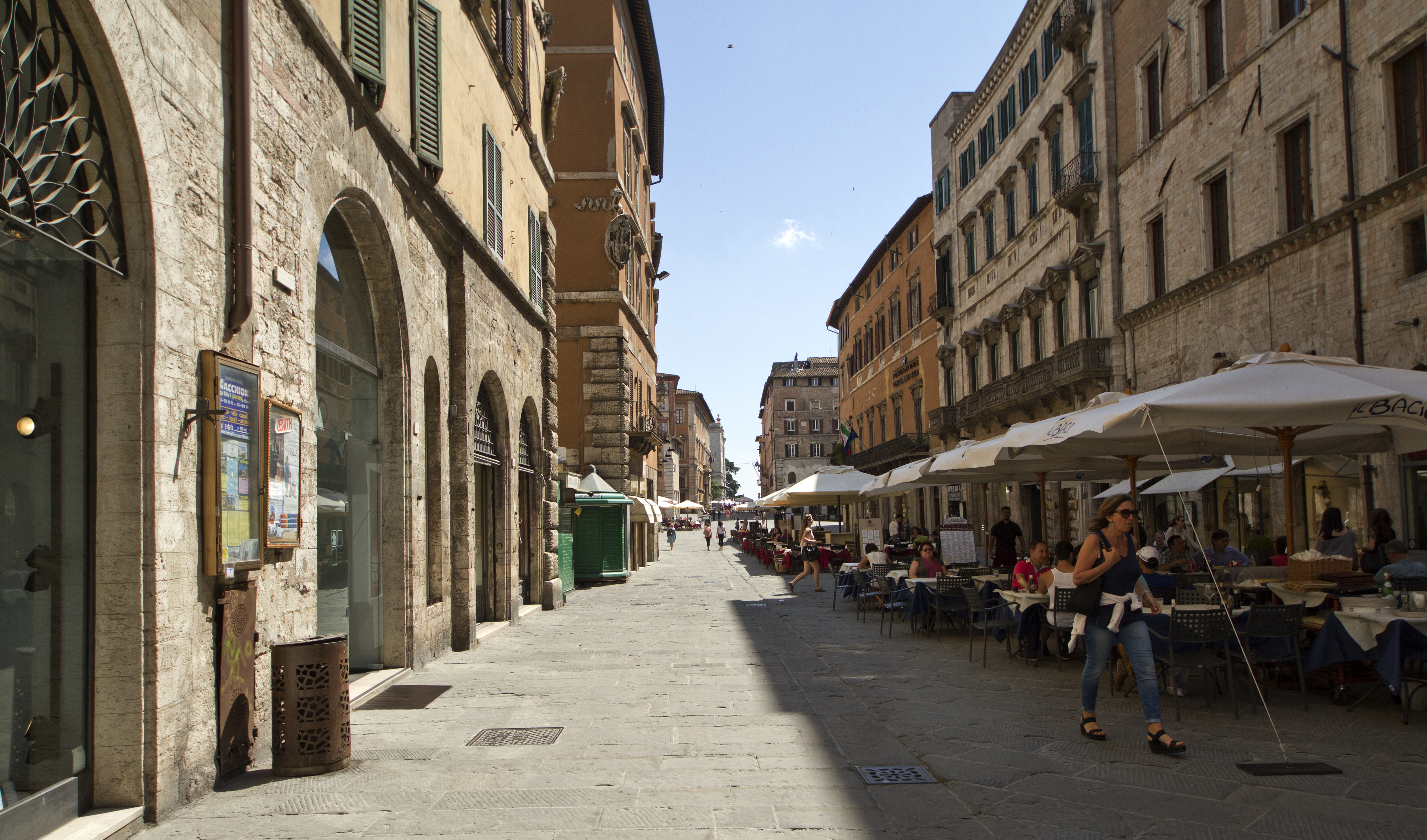
Corso Vannucci
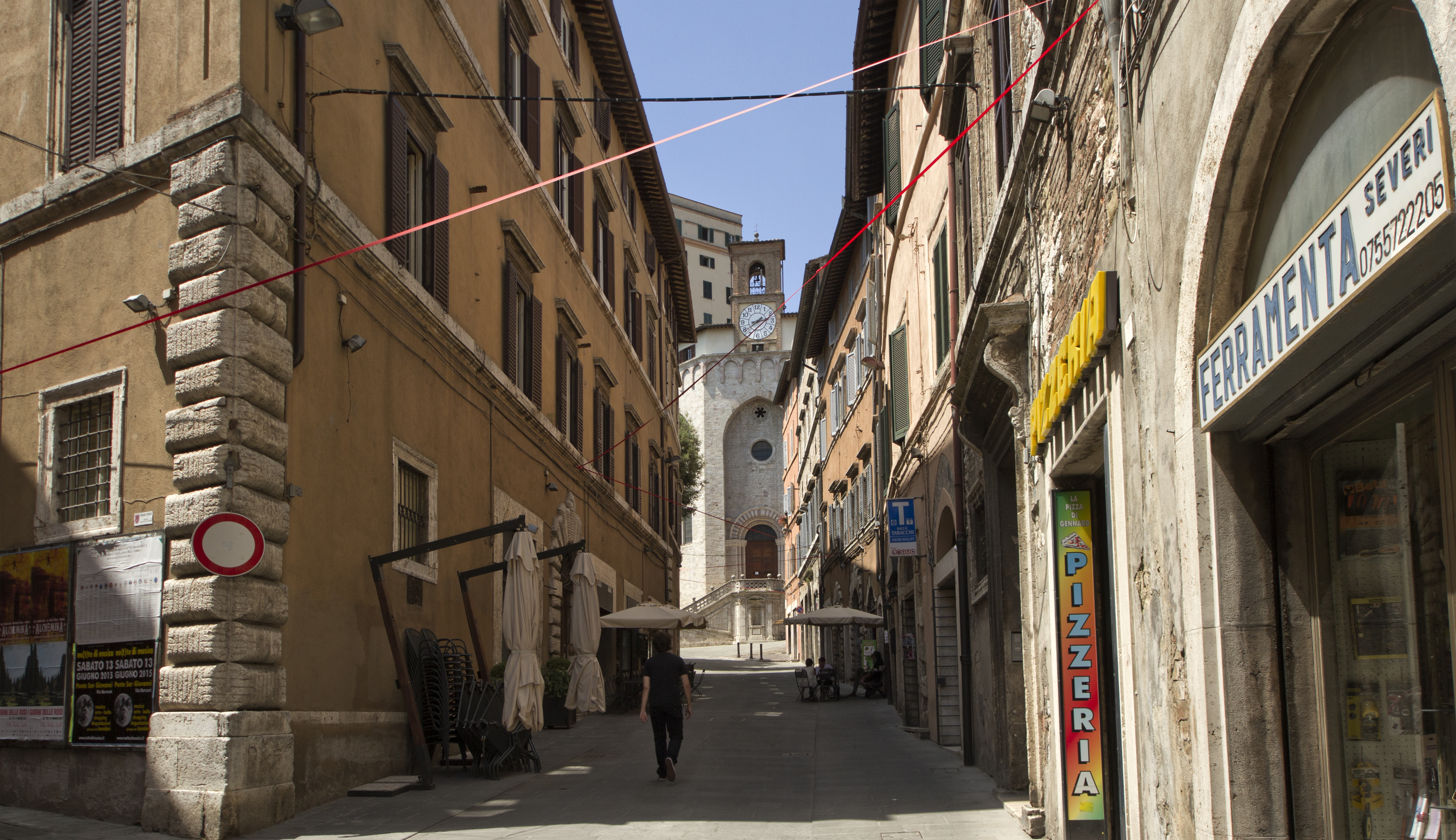
Corso Cavour
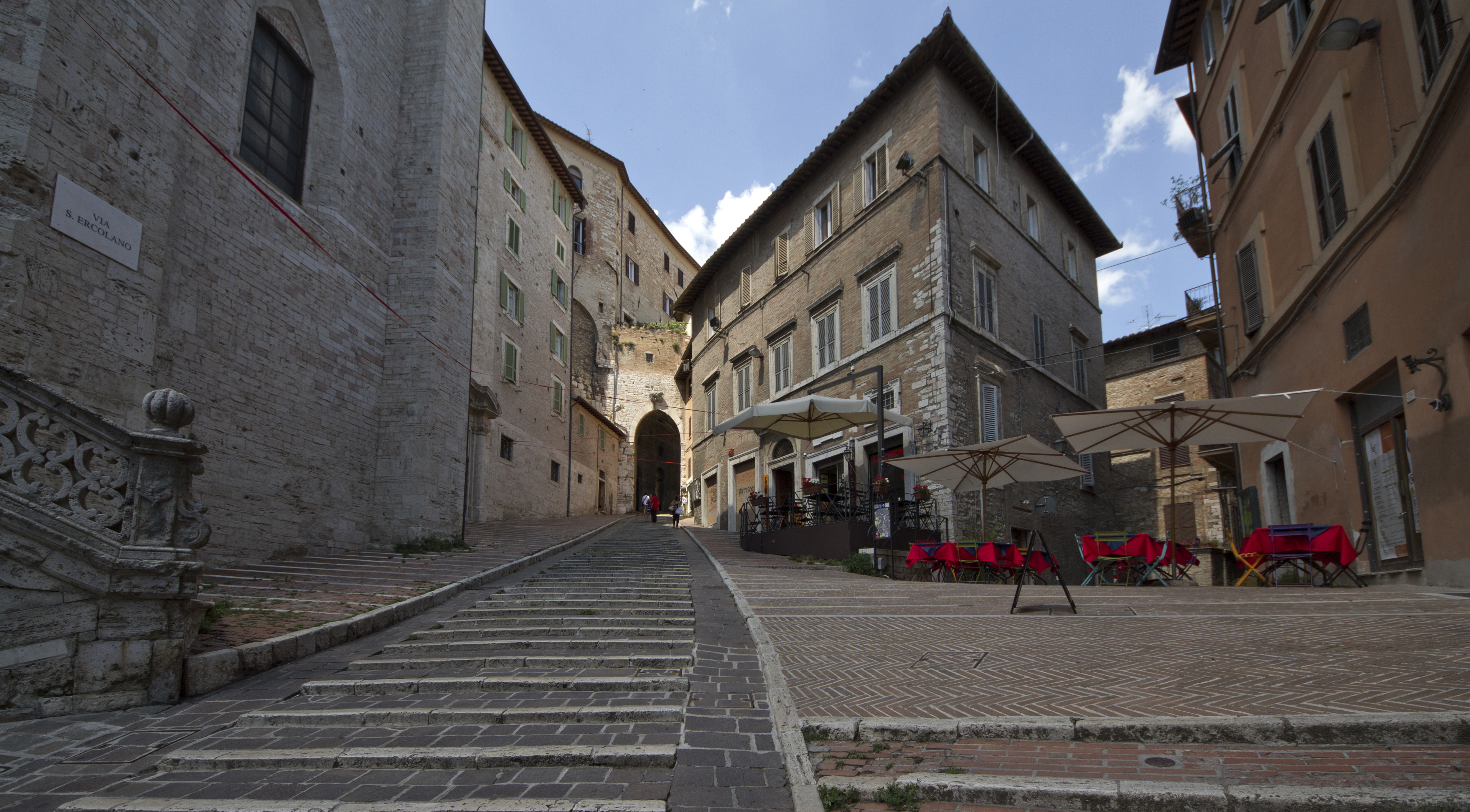
Via Sant'Ercolano
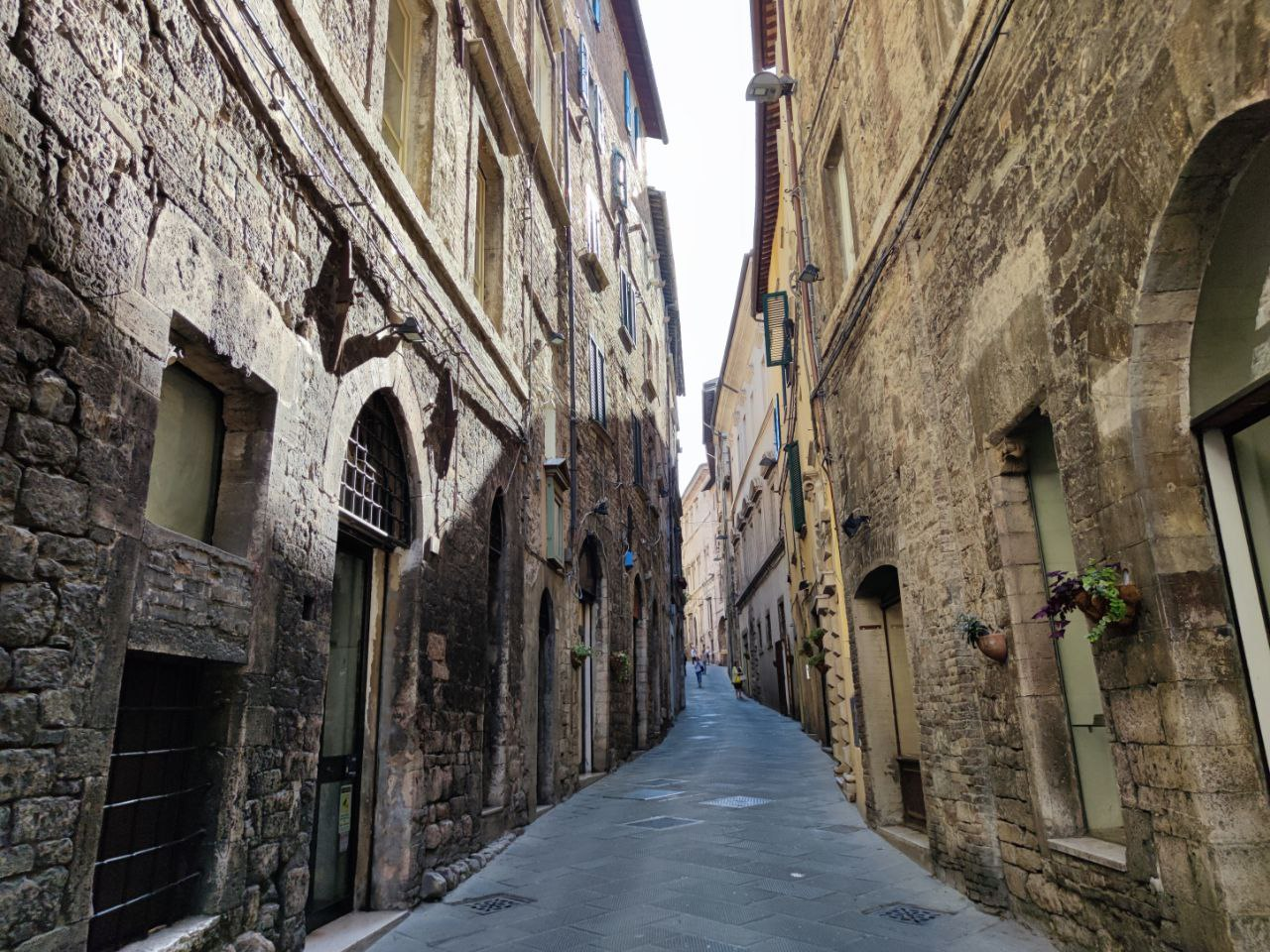
Via dei Priori
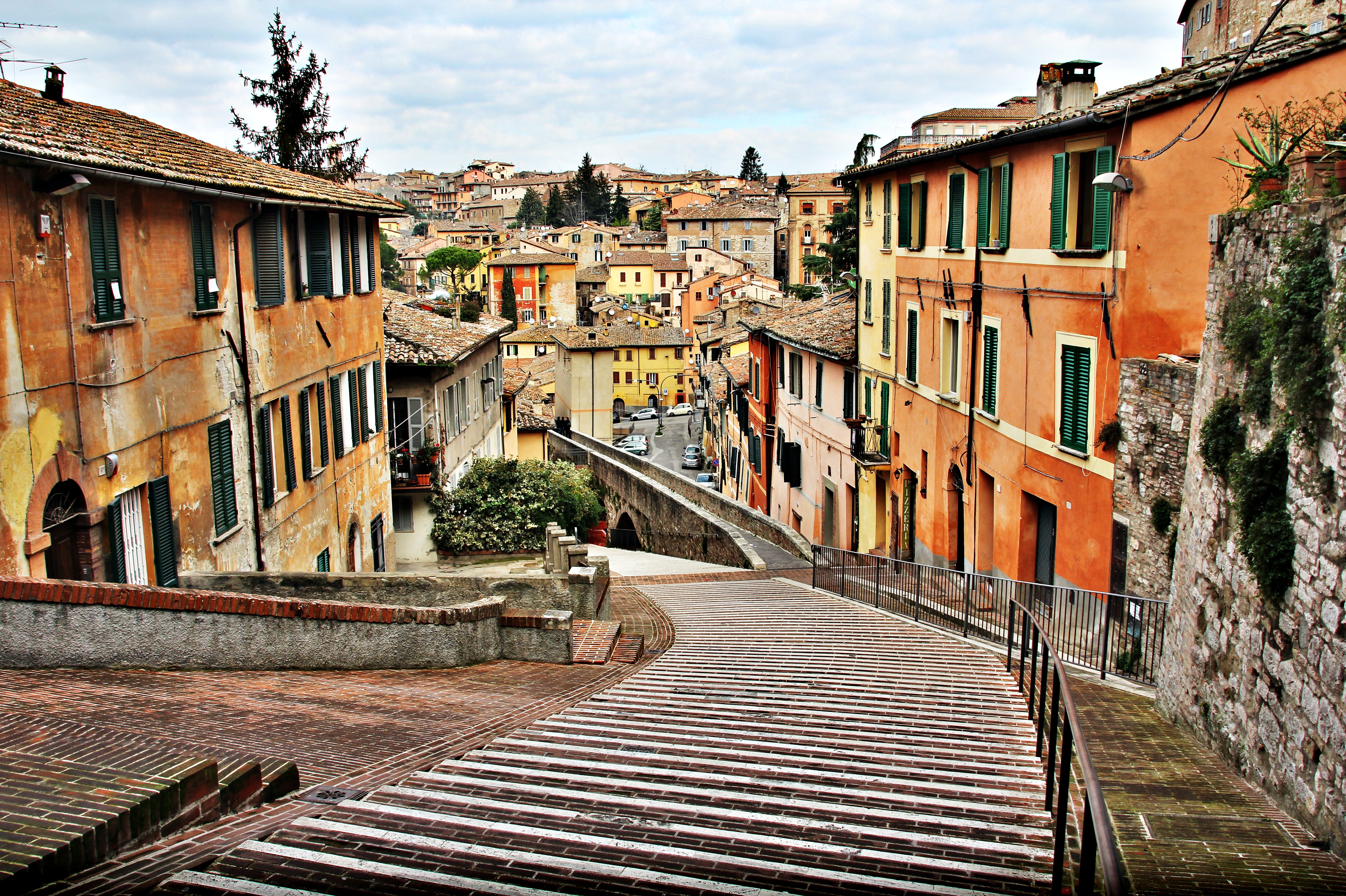
Via dell'acquedotto
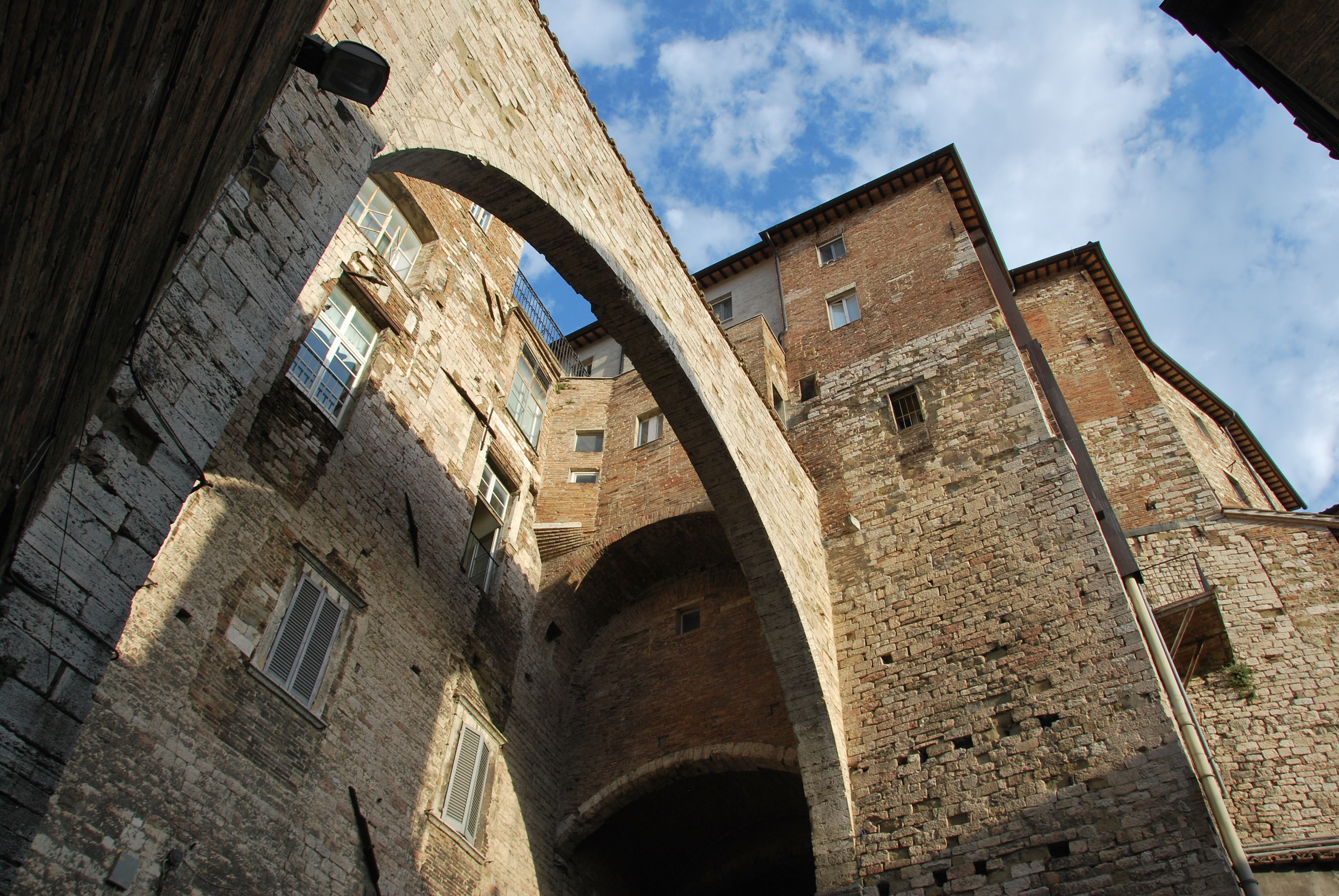
Archi a via Maestà delle Volte

#### Larghi e piazze del centro storico
- Piazza IV Novembre (già Platea Magna - cioè "piazza grande" e Platea Communis).
- Piazza Giacomo Matteotti (o del Sopramuro).
- Piazza Francesco Morlacchi e Piazza Felice Cavallotti.
- Piazza Ignazio Danti, piazza Francesco Ansidei e piazza Francesco Piccinino.
- Piazza Giordano Bruno.
- Piazza Rossi Scotti e piazza Biordo Michelotti.
- Piazza della Repubblica (già Piazza Umberto I).
- Piazza Italia (già Vittorio Emanuele) e largo della Libertà.
- Piazza del Duca.
- Piazza Braccio Fortebraccio (già Grimana).
- Piazza Domenico Lupattelli.
- Piazza dell'Università.
- Piazza di San Francesco al Prato dall'omonima chiesa romanica che ospitava la Deposizione Baglioni, oggi sconsacrata e trasformata in auditorium.
- Piazza del Circo.
- Piazza Annibale Mariotti (già della Annunziata) ove ha sede il primo Conservatorio di musica di Perugia.

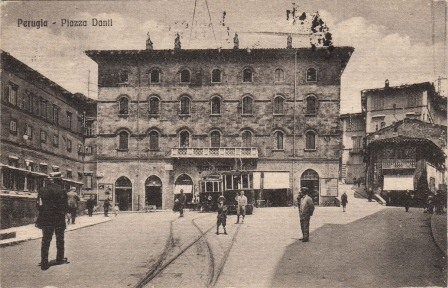
Piazza Danti
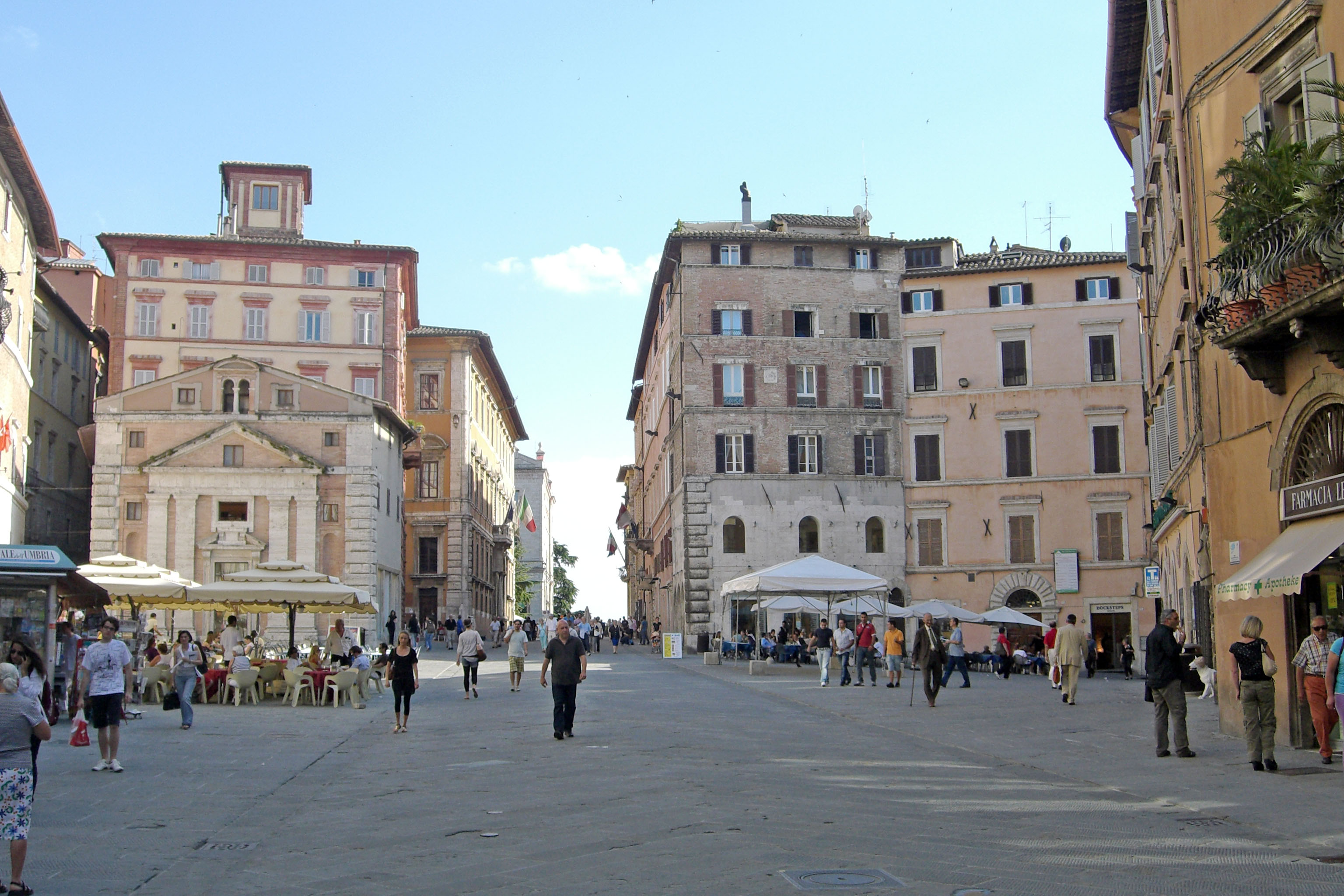
Piazza della Repubblica
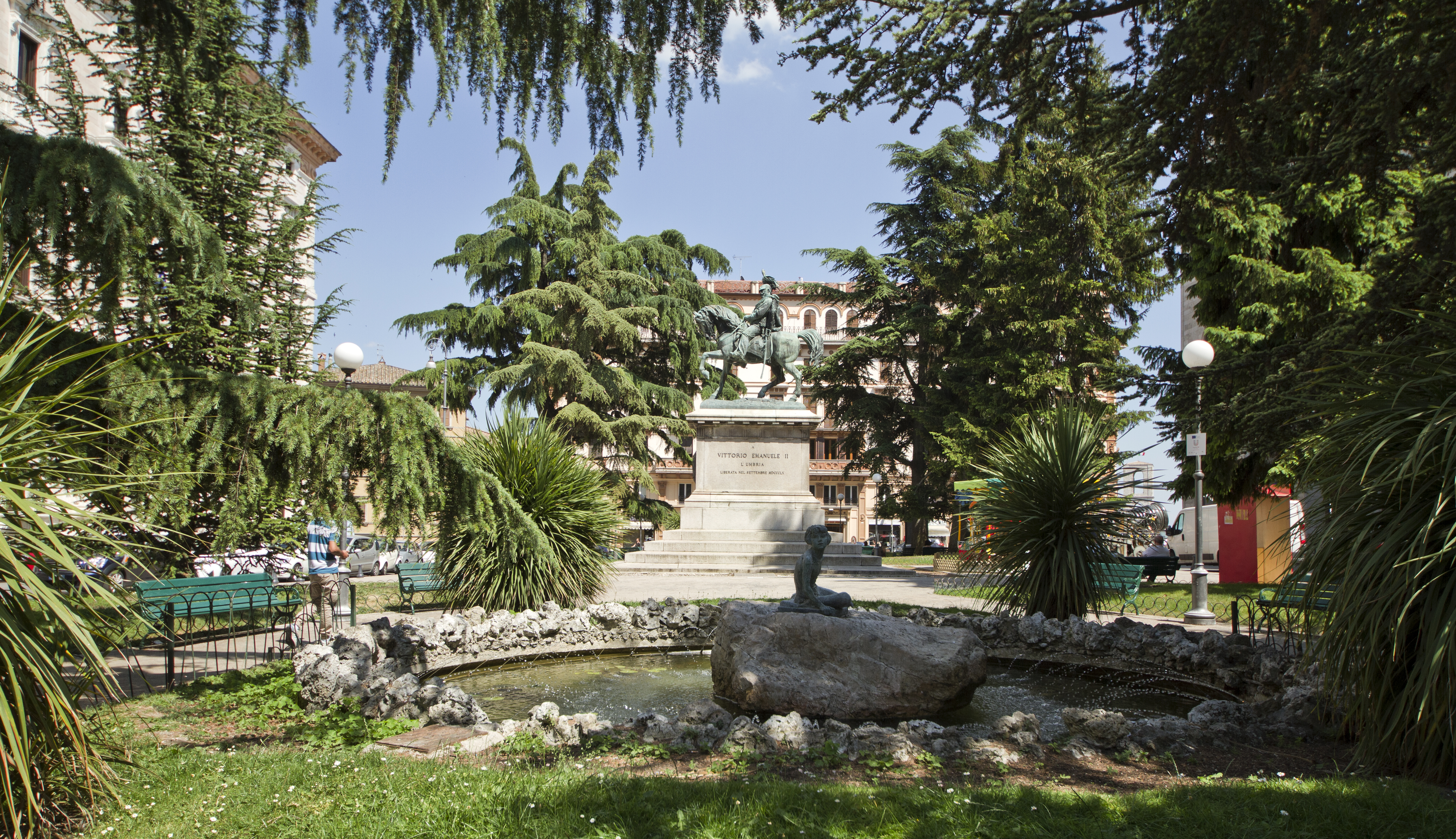
Piazza d'Italia
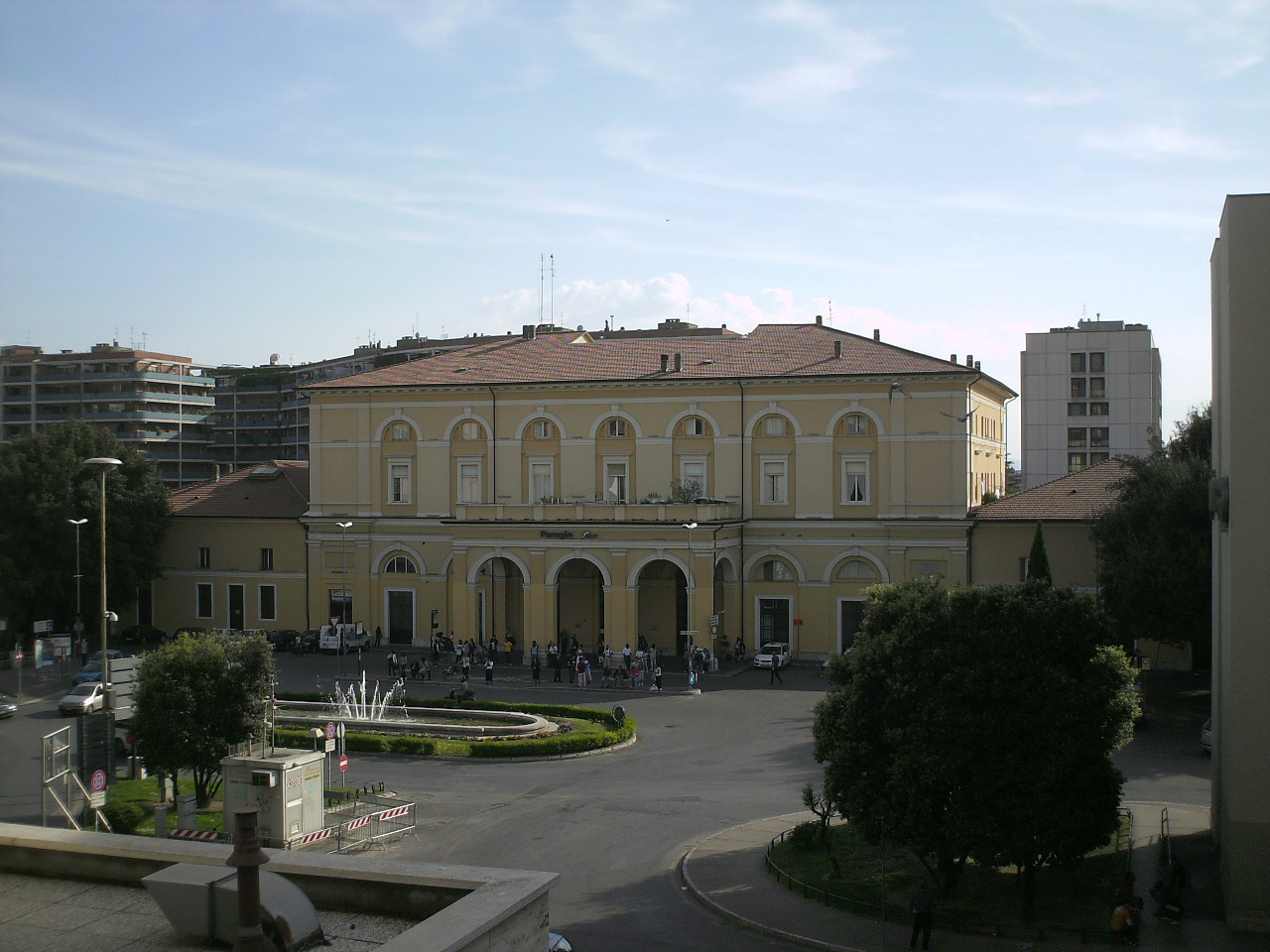
Piazza Vittorio Veneto

#### Vie, corsi, piazze e larghi della città nuova
- Via XX Settembre, via e largo Cacciatori delle Alpi (impropriamente chiamato piazza Garibaldi per via della statua nell'aiuola al centro della rotatoria).
- Via Guglielmo Marconi - che ai Tre Archi incrocia corso Cavour - che prosegue come via XIV Settembre (dalla data della liberazione di Perugia nel 1860) e via Tancredi Ripa di Meana (intitolata al giovane condottiero morto nella stessa impresa).
- Piazza di Monteluce.
- Piazzale Giuseppe Bellucci, ove si trova la stazione terminale di Perugia Sant'Anna della Ferrovia Centrale Umbra.
- Piazza Nuova (già piazza del Bacio poiché anticamente vi si trovava l'industria della Perugina, di cui rimane la ciminiera), ove - nelle architetture del Rossi note come il "Broletto" - hanno sede importanti uffici della Regione Umbria.
- Piazza Vittorio Veneto (ove si trova la stazione ferroviaria centrale), via Mario Angeloni e piazza delle Fonti di Veggio ove si trova l'antica fonte.
- Piazza dei Partigiani (già d'Armi) ove ha sede l'autostazione e iniziano le scale mobili che conducono al centro.
- Via Fiorenzo di Lorenzo, viale Pompeo Pellini e viale Orazio Antinori.
- Via della Pallotta, via Romana e viale Roma.
- Via della Madonna Alta (già e ancora in parte Pievaiola), via Martiri dei Lager e via Settevalli.
- Viale Centova, viale Enrico Berlinguer e viale San Sisto nell'omonimo quartiere.

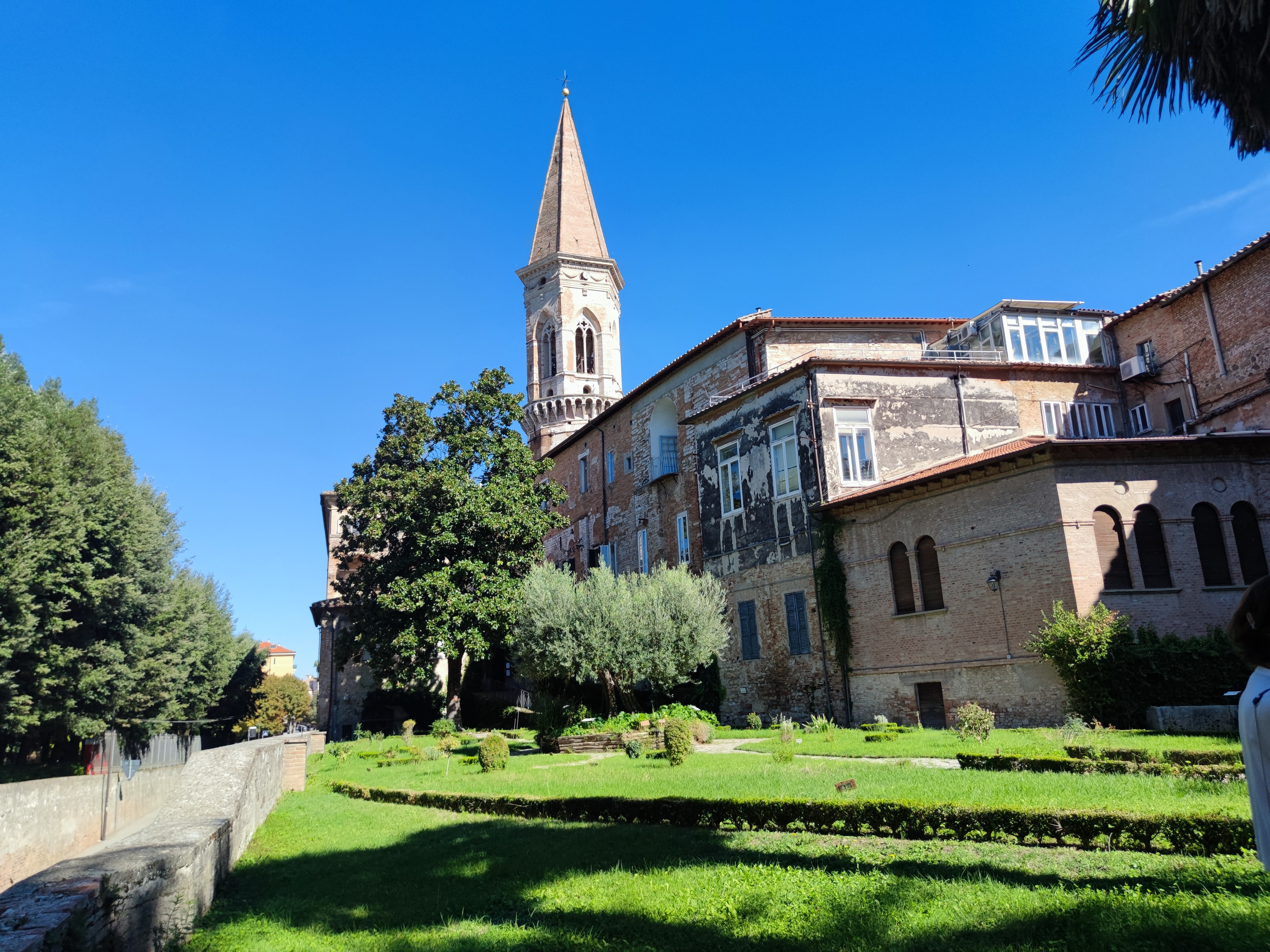
Orto botanico della basilica di San Pietro perugia

### Parchi e aree verdi

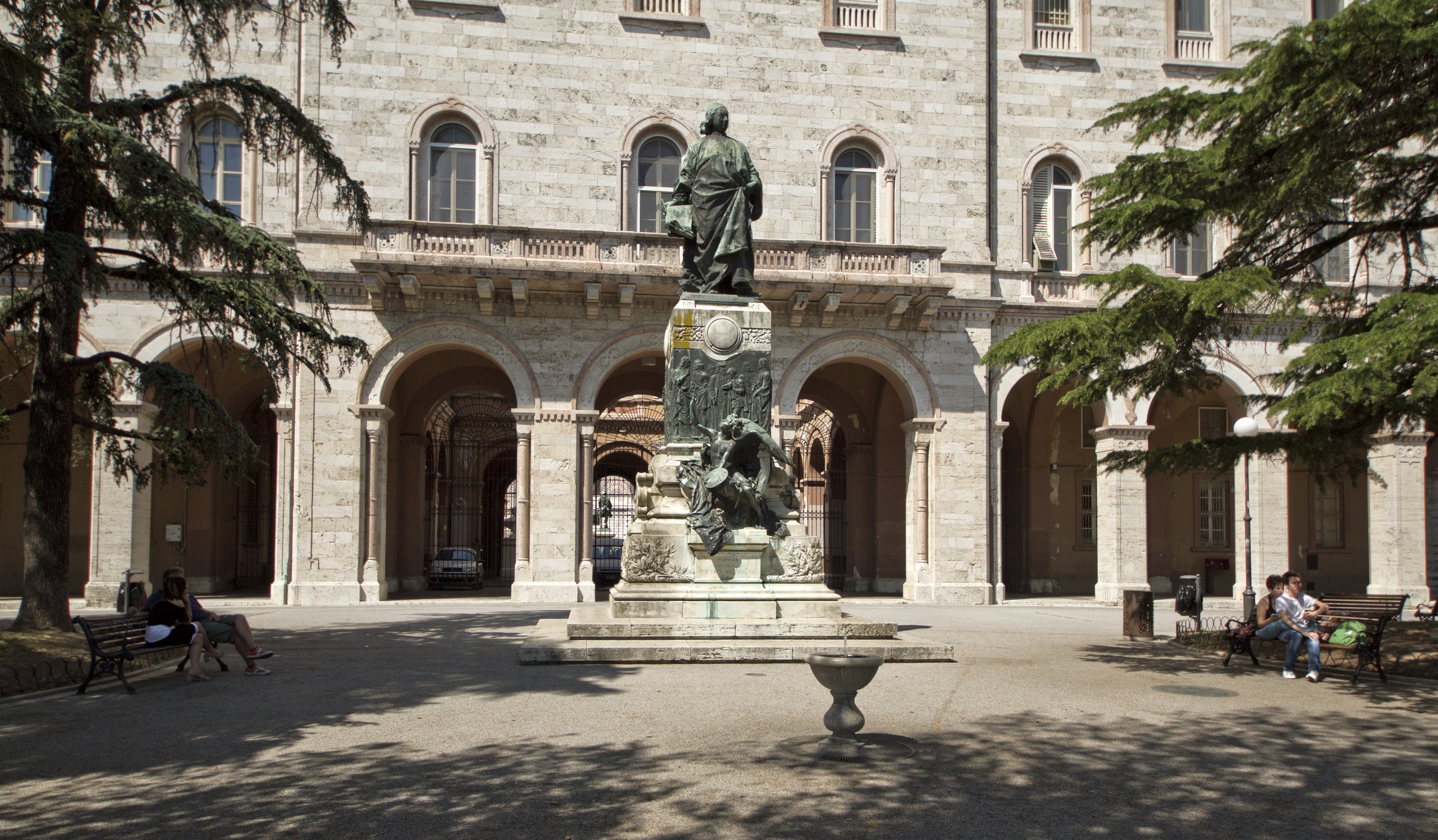
Giardini Carducci

- Giardini Giosuè Carducci (in largo della Libertà, nel centro storico).
- Giardini del FrontoneGiardini del Frontone.

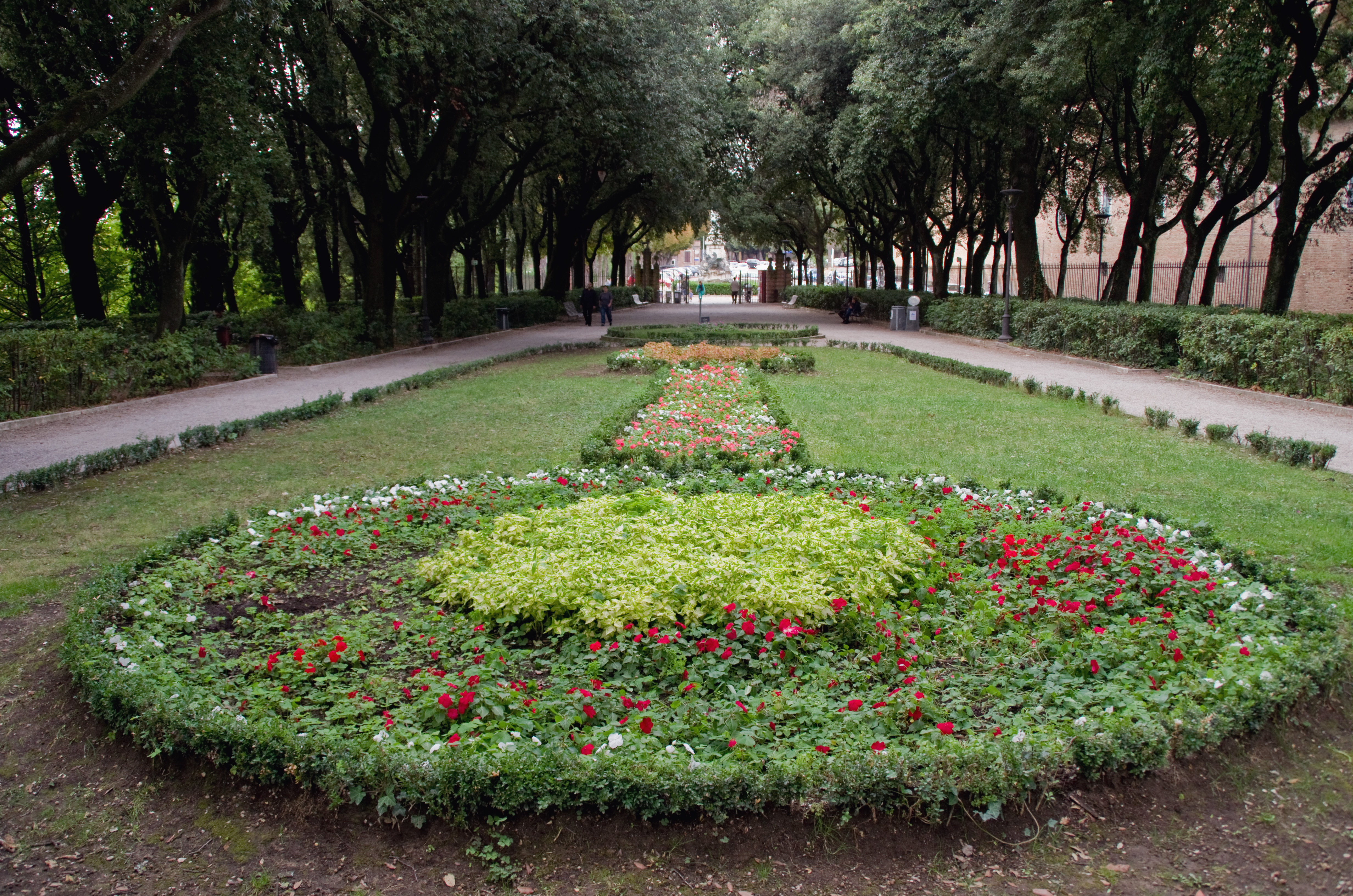
Giardini del Frontone

- Orto Medievale di San Pietro e Nuovo Orto Botanico di Via Romana.
- Giardini del Pincetto (terminal del Minimetrò).
- Giardini e Stadio di Santa Giuliana (già Campo di Piazza d'Armi).
- Giardini della Cupa (c.d. Campaccio o Cuparella) e della Canapina.
- Parco di Sant'Anna.
- Giardini Rosa e Cecilia Caselli Moretti (già di viale dell'Indipendenza) sotto la chiesa di Sant'Ercolano.
- Parco di Sant'Angelo, siti fuori dalle mura sotto il cassero.
- Parco di Santa Margherita, nel quale sono disseminati i plessi dell'ex manicomio oggi sede dell'USR, del Liceo "Galilei" e dell'Università per Stranieri.
- Parco della Pescaia (già della Verbanella), tra via Luigi Canali e via XX Settembre.
- Parchi Guerriero Guerra, Chico Mendez, del Bellocchio e delle Vittime delle Foibe nell'esteso quartiere di Madonna Alta.
- Percorso Verde Leonardo Cenci a Pian di Massiano (Ferro di Cavallo) raggiungibile dalla stazione di Perugia Ingegneria. Nei pressi anche il privato Barton Park.
- Città della Domenica, area privata e primo parco divertimenti d'Italia (1964).
- Percorso Verde sul Tevere di Ponte Felcino (con Bosco Didattico e, un tempo, un percorso avventura, oltre ai privati Giardini Thebris), Ponte Valleceppi e Ponte Pattoli.
- Parco comunale del Monte Tezio.
- Parco giochi di via Giampaolo Lancellotti.
- Area verde di via Ruggero Torelli e Parco dei Rimbocchi all'Elce.
- Aree verdi dell'Oliveto e di San Marco e Parco e Campetto di Montegrillo.
- Giardino Francesco Petrarca e Parco Pietro Aretino alla Pallotta.
- Parco giochi del Ferro di Cavallo.
- Parco del Mercato, Parco Bellini, Parco Don Annibale Valigi e Parco di Ponte San Giovanni, nell'omonima frazione.

## Società

### Evoluzione demografica
Dall'Unità d'Italia a oggi l'evoluzione demografica nel comune appare in crescita costante. A partire dagli anni cinquanta la crisi della mezzadria che caratterizza le campagne umbre e il conseguente fenomeno dell'urbanesimo comporta un boom demografico e al censimento del 1961 viene superata la soglia dei 100 000 abitanti. Complessivamente, tra il 1951 e il 1971 la popolazione residente nel comune si accresce di oltre un terzo passando da 95 a 130 000 abitanti. Dopo il 2001 si è avuto un altro grande incremento della popolazione residente, che ha superato le 160 000 unità alla fine del 2008, supportato da consistenti fenomeni migratori. Il picco demografico venne raggiunto al 31 dicembre 2010 quando il comune toccò i 168 169 abitanti.
La popolazione residente nel comune di Perugia al 31 dicembre 2022 è costituita al 48% da maschi e al 52% da femmine. Le famiglie sono 73 895 con un numero medio di 2,2 componenti (dati 2019).
Per quel che concerne la struttura per età della popolazione, l'indice di dipendenza è pari a 59,4, in linea con la media nazionale, mentre l'indice di vecchiaia, 201,1, è molto alto, e si assesta ben al di sopra della media nazionale (187,4), in quanto la popolazione di età pari o maggiore ai 65 anni costituisce il 24,8% del totale.
Tuttavia, Perugia mantiene un aspetto di città giovane grazie all'apporto della popolazione studentesca universitaria, che per gran parte dell'anno accresce il numero degli abitanti di circa 30 000 unità. Inoltre, soprattutto grazie a una maggiore natalità nelle famiglie composte da immigrati.
Abitanti censiti

- Comuni italiani per popolazione

### Lingue e dialetti
Nella città di Perugia, a fianco della lingua italiana è parlato il dialetto perugino, appartenente ai dialetti mediani.

### Etnie e minoranze straniere
Al 31 dicembre 2023 gli stranieri residenti nel comune erano 20 634, ovvero il 12,73% della popolazione, percentuale nettamente superiore a quella rilevata a livello nazionale. Le nazionalità presenti eranp 143  e lemacroregioni maggiormente rappresentate erano l'Europa orientale e sudorientale da cui provenivano  oltre il 45% degli immigrati, seguite dall'America Latina con circa il 17%. Di seguito sono riportati i gruppi più consistenti:
- Romania 3 386
- Albania 2 035
- Marocco 1 447
- Ucraina 1 349
- Ecuador 1 346
- Nigeria 1 019
- Perù 885
- Cina 882
- Filippine 851
- Moldavia 518

A Perugia si registra un numero molto alto di matrimoni tra italiani e stranieri e tra stranieri.

Criminalità
La città di Perugia è considerata uno dei crocevia italiani del traffico di stupefacenti, in particolare eroina e cocaina, secondo i dati forniti dalla relazione della Direzione Nazionale Antimafia del 2011. Il capoluogo umbro, negli anni che vanno dal 2007 al 2013, ha avuto un elevatissimo rapporto decessi per overdose/popolazione in Italia (cinque volte superiore alla media nazionale), collocandosi tra i primi posti anche a livello europeo.
Negli anni successivi la situazione subisce un'importante inversione di tendenza, soprattutto sul fronte dei decessi per droga.

## Cultura

### Istruzione

#### Biblioteche
- Biblioteca Augusta
- Biblioteca di Villa Urbani
- Biblioteca Biblionet di Ponte San Giovanni
- Biblioteca San Matteo degli Armeni
- Biblioteca Dominicini
- Biblioteca dell'Archivio di Stato di Perugia e della Soprintendenza Archivistica per l'Umbria
- Biblioteca del Centro studi Americanistici Circolo Amerindiano
- Biblioteca Giorgio Basili[30][31]
- Biblioteca delle nuvole (con circa 45 000 pubblicazioni a fumetti, illustrate e saggistica sulla narrativa disegnata e in genere sulla comunicazione per immagini)
- Biblioteca Giuseppe Toniolo dell'Istituto Giancarlo Conestabile Della Staffa e Luigi Piastrelli (sede umbra dell'AIB)
- Biblioteca dell'Istituto per la storia dell'Umbria Contemporanea
- Biblioteca dell'Accademia di belle arti Pietro Vannucci
- Biblioteca della Società Generale di Mutuo Soccorso fra gli artisti e gli operai di Perugia fondata nel 1861
- Biblioteca della Fondazione Uguccione Ranieri di Sorbello
- Biblioteca del centro studi del Teatro Stabile dell'Umbria
- Biblioteca del Centro di Documentazione dello Spettacolo, Piazza Morlacchi
- Biblioteca del Centro Regionale Umbro per la Ricerca e la Documentazione Storico Psichiatrica
- Biblioteca del Centro Regionale Umbro Elaborazione Dati
- Biblioteca del Consiglio Regionale dell'Umbria
- Biblioteca della Provincia di Perugia
- Biblioteca dell'Ufficio per i Beni Bibliografici e Archivistici della Regione
- Biblioteca del Conservatorio Statale di Musica "F.Morlacchi"
- Biblioteca dell'Istituto Statale d'Arte "Bernardino di Betto"
- Biblioteca della Fondazione Centro Studi Aldo Capitini
- Biblioteca della Deputazione di Storia Patria per l'Umbria
- Bibliomediateca del Consiglio Regionale dell'Umbria
- Biblioteca universitaria umanistica di piazza Morlacchi
- Biblioteche Universitarie (Facoltà di Agraria, Medicina e Chirurgia, Veterinaria, Studi Classici, Scienze Chimiche e Farmaceutiche, Giuridica Unificata, Biologia Vegetale, Fisica, Matematica, Scienze della Terra, Scienze Storiche, Scienze Statistiche)
- Biblioteca centrale Università degli Studi
- Biblioteca Università Italiana per Stranieri
- Biblioteca Avvocatura di Stato
- Biblioteca Soprintendenza Archeologica per l'Umbria
- Biblioteca Soprintendenza Archivistica per l'Umbria
- Biblioteca Soprintendenza per i Beni Ambientali, Architettonici, Artistici e Storici
- Biblioteca Camera di Commercio, Industria, Artigianato, Agricoltura
- Biblioteca dell'Istituto per la protezione idrogeologica nell'Italia Centrale - Consiglio Nazionale delle Ricerche (I.R.P.I.)
- Biblioteca dell'Istituto Regionale Ricerche Economiche e Sociali (I.R.R.E.S.)
- Biblioteca della Residenza Comunitaria S. Martino
- Biblioteca Calderoni, Via Sant'Ercolano
- Biblioteca dell'Associazione Mutilati e Invalidi del Lavoro
- Svariate Biblioteche ecclesiastiche (Congregazione dell'Oratorio di S. Filippo Neri, Convento di Monteripido, Monastero Beata Colomba, Monastero di S. Pietro, Museo Capitolare, Oasis Padri Cappuccini, S. Basilio Seminario Arcivescovile di Montemorcino).
- Biblioteche di pubblica lettura del Comune di Perugia (Ferro di Cavallo, Madonna Alta, Mugnano, Ponte Felcino, Solfagnano, Ripa, San Marco, San Martino in Campo).
- Biblioteca Gianni Rodari, Corciano, Palazzo Comunale.

| − | Archivi |  |  |
| − | *Archivio di Stato, Piazza G. Bruno |  |  |
| − | *Archivio dell'Accademia di Belle Arti, Piazza S. Francesco |  |  |
| − | *Archivio dell'Università per Stranieri, Piazza Fortebracci |  |  |
| − | *Archivio dell'Università degli Studi |  |  |
| − | *Archivio del Nobile Collegio del Cambio, Corso Vannucci |  |  |
| − | *Archivio del Nobile Collegio della Mercanzia, Corso Vannucci |  |  |
| − | *Archivio del Sodalizio Braccio Fortebracci, Via degli Sciri |  |  |
| − | *Archivio Storico Camera di Commercio I.A.A., Via Cacciatori delle Alpi |  |  |
| − | *Archivio della Soprintendenza ai beni Ambientali, A.A.S., Palazzo dei Priori |  |  |
| − | *Materiale Archivistico della Biblioteca Augusta |  |  |
| − | *Archivio Baldeschi-Cennini, Villa Ornari |  |  |
| − | *Archivio Aldo Capitini, Villaggio Santa Livia |  |  |
| − | *Archivio Danzetta, Località Valiano |  |  |
| − | *Archivio Donini-Ferretti, S. Martino in Campo |  |  |
| − | *Archivio Cesare Fani, via XX Settembre |  |  |
| − | *Archivio Meniconi-Bracceschi, Ponte Pattoli |  |  |
| − | *Archivio Rossi-Scotti, Montepetriolo |  |  |
| − | *Archivio Luigi Rotelli, Via Orazio Antinori |  |  |
| − | *Archivio Silvestri, S. Martino Delfico (Archivio Alfani, Alfani-Danzetta, Bartolo Alfani Danzetta, Alfani-Donini, Aureli, Baglioni, Florenzi, Marianna Florenzi, Domenico Silvestri, Lodovico Silvestri).                                                                                                |  |  |
| − | *Archivio dell'Accademia dei Filedoni, Via Alessi |  |  |
| − | *Archivio dell'Accademia Teatro del Pavone, Piazza della Repubblica |  |  |
| − | *Archivio Deputazione Storia Patria, Piazza IV Novembre |  |  |
| − | *Archivio Società generale di Mutuo Soccorso tra gli Artisti e Operai, Via dei Priori |  |  |
| − | *Archivio delle Industrie Buitoni Perugina Spa, San Sisto |  |  |
| − | *Archivi Ecclesiastici (Capitolare, Diocesano, Convento di S. Francesco di Monteripido, Convento di S. Francesco al Prato, Monastero Beata Colomba, Monastero Santa Caterina, Monastero di S. Pietro, Compagnia della Morte, Compagnia S.Maria del Suffragio, Congregazione Oratorio di S. Filippo Neri). |  |  |
| − | *Archivi storici dei comuni di Deruta, Corciano, Torgiano. |  |  |

#### Università
La città di Perugia ospita l’Università degli studi di Perugia, che fu fondata nel 1308 e che è una delle più antiche in Italia. Rappresenta uno dei centri accademici fra i più attivi e prestigiosi d'Italia, sia dal punto di vista della didattica sia della ricerca scientifica. Di più recente fondazione è, invece, l’Università per Stranieri di Perugia: nata nel 1925, è oggi una splendida realtà: studenti italiani e internazionali studiano e si formano in un ambiente multiculturale.

##### Università degli Studi di Perugia
L'Università degli Studi di Perugia fu una tra le prime libere Università sorte in Italia, eretta a Studium Generale l'8 settembre 1308. Un'istituzione che educava alle arti della medicina e della legge esisteva comunque sin dagli inizi del XIII secolo, finanziata dal Comune di Perugia. Oggi conta più di 34 000 iscritti distribuiti in sedici facoltà (dipartimenti), tre scuole di specializzazione e tre master di perfezionamento.
- Dipartimento di chimica, biologia e biotecnologie
- Dipartimento di economia
- Dipartimento di filosofia, scienze sociali, umane e della formazione
- Dipartimento di fisica e geologia
- Dipartimento di giurisprudenza
- Dipartimento di ingegneria
- Dipartimento di ingegneria civile ed ambientale
- Dipartimento di lettere - lingue, letterature e civiltà antiche e moderne
- Dipartimento di matematica e informatica
- Dipartimento di medicina e chirurgia
- Dipartimento di medicina veterinaria
- Dipartimento di scienze agrarie, alimentari ed ambientali
- Dipartimento di scienze farmaceutiche
- Dipartimento di scienze politiche.

Università per Stranieri di Perugia
L'Università per Stranieri di Perugia è un'università statale italiana fondata nel 1925 a Perugia.
L'ateneo struttura la propria attività formativa in un unico dipartimento: scienze umane e sociali.
Benché l'università sia specializzata nell'insegnamento e nella diffusione della lingua e della cultura italiana all'estero, essa propone una formazione universitaria anche agli studenti italiani. L'ateneo perugino si occupa inoltre della formazione e dell'aggiornamento dei docenti che insegnano l'italiano come lingua straniera.
Altre istituzioni culturali
- Accademia di Belle Arti Pietro Vannucci, fondata nel 1573
- Conservatorio di Musica Francesco Morlacchi
- Archivio di Stato di Perugia
- Scuola nazionale di Giornalismo, Villa Bonucci Ponte Felcino
- Fondazione O.N.A.O.S.I. Opera Nazionale Assistenza Orfani Sanitari Italiani
- Università dei Sapori
- "Scuola del cioccolato"[34]
- Umbra Institute
- Unitre - Università della Terza Età
- Fondazione Cassa di Risparmio
- Fondazione Perugia Officina per la Scienza e la Tecnologia
- Fondazione Uguccione Ranieri di Sorbello
- Fondazione Marini-Clarelli-Santi
- Complesso di San Domenico (Museo Archeologico, Archivio di Stato, Convento e Biblioteca Domenicani)
- Complesso di San Pietro (Facoltà di Agraria, Osservatorio Sismico, Biblioteca e Archivio Benedettino, Orti Botanici)
- Scuola di Lingue Estere dell'Esercito Italiano presso ex monastero di Santa Giuliana

| Sale, Aule e Aree di Pubblico Spettacolo e Eventi Culturali       |
| *Sala dei Notari (500 posti)                                      |
| *ex Cinema Teatro Turreno (1.400 posti)                           |
| *Teatro del Pavone (400 posti)                                    |
| *ex Cinema Teatro Lilli (500 posti)                               |
| *Oratorio di S. Cecilia (250 posti)                               |
| *Auditorium S. Francesco al Prato (1 000 posti) prossima apertura |
| *Arena S. Giuliana (2 000 posti)                                  |
| *Arena del Frontone (500 posti)                                   |
| *Palazzetto dello Sport (3 000 posti)                             |
| *Chiesa di San Bevignate                                          |
| *Cinema Zenith (200 posti)                                        |
| *Multisala Gherlinda (11 sale)                                    |
| *Multisala Uci (10 sale)                                          |
| *Aula Magna Università degli Studi (500 posti)                    |
| *Aula Magna Università per Stranieri (300 posti)                  |
| *Aula Magna Facoltà di Agraria (300 posti)                        |
| *Aula Magna altre facoltà universitarie                           |

#### Musei

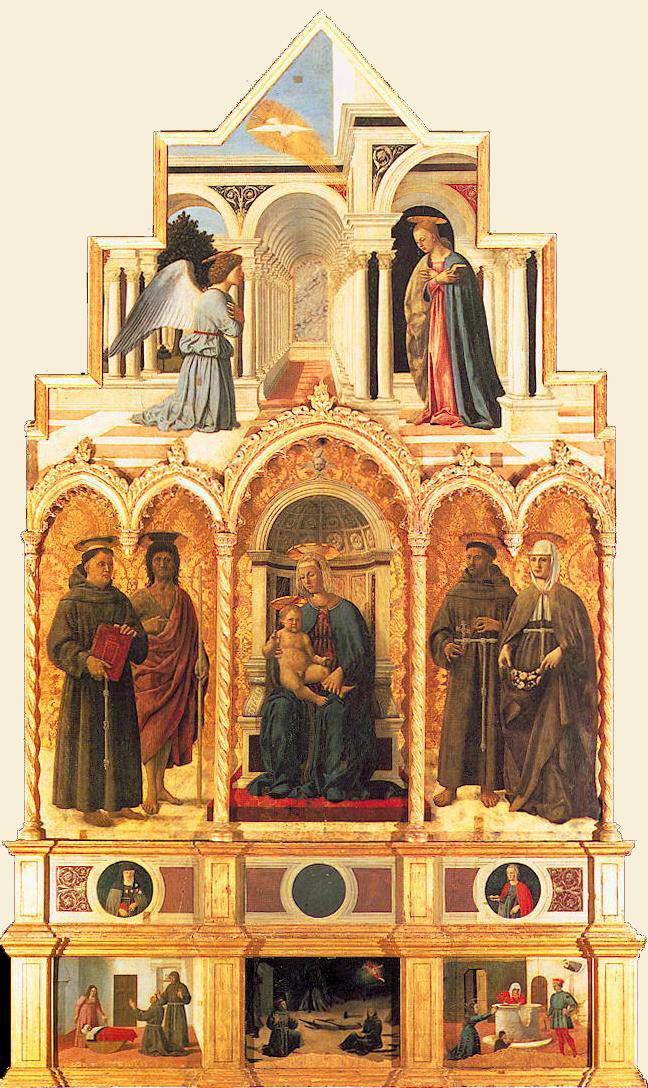
Polittico di Sant'Antonio, Piero della Francesca (Galleria Nazionale dell'Umbria)

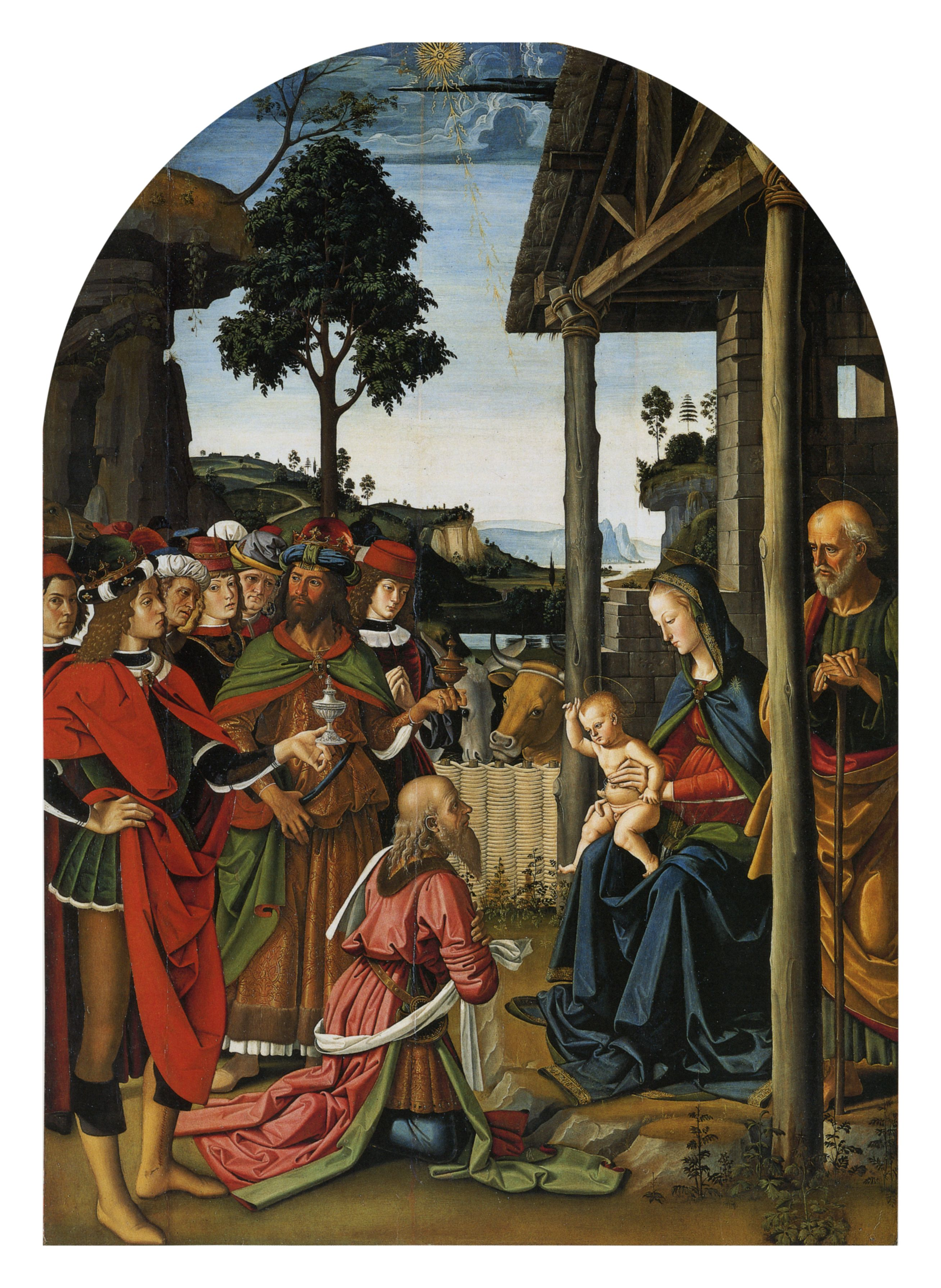
Pietro Perugino Adorazione dei Magi

- GNU Galleria Nazionale dell'Umbria, contiene la maggiore raccolta di opere, dal XIII al XIX secolo, di artisti (tra gli altri Arnolfo di Cambio, Beato Angelico, Piero della Francesca, Duccio di Buoninsegna, Gentile da Fabriano, il Perugino, Pinturicchio, Maestro di San Francesco, Luca Signorelli, Benozzo Gozzoli, Melozzo da Forlì, Benedetto Bonfigli, Nicolò Alunno) passati per l'Umbria;
- MANU Museo archeologico nazionale dell'Umbria, nell'ex-convento di San Domenico (all'esterno della sala VII, dove è stato collocato il pregevole specchio proveniente dalla necropoli di Santa Caterina con la rappresentazione di Elena e dei Tindaridi, è esposta l'iscrizione del "Cippo di Perugia", una delle più lunghe e interessanti scritte lasciateci dagli etruschi, nella quale sarebbe riportato un accordo tra due famiglie per il diritto di passaggio in un terreno;
- Museo dell'Opera del Duomo;
- POST Perugia Officina per la Scienza e la Tecnologia;
- Museo dell'Accademia di belle arti Pietro Vannucci;
- Museo di Palazzo della Penna con collezioni d'arte moderna (collezione Dottori, collezione Beuys)
- Museo di Palazzo Baldeschi al Corso;
- Museo storico della Perugina;
- Casa museo Palazzo degli Oddi Marini Clarelli Santi
- Casa museo di Palazzo Sorbello;
- Museo del Vetro del Laboratorio Artistico Moretti-Caselli;
- Museo Laboratorio di arte Tessile "Giuditta Brozzetti"
- Pozzo etrusco, Piazza Danti;
- Cappella Sansevero (Perugino e Raffaello);
- Museo storico degli strumenti musicali (Cassero di Porta S. Angelo);
- Collegio della Mercanzia;

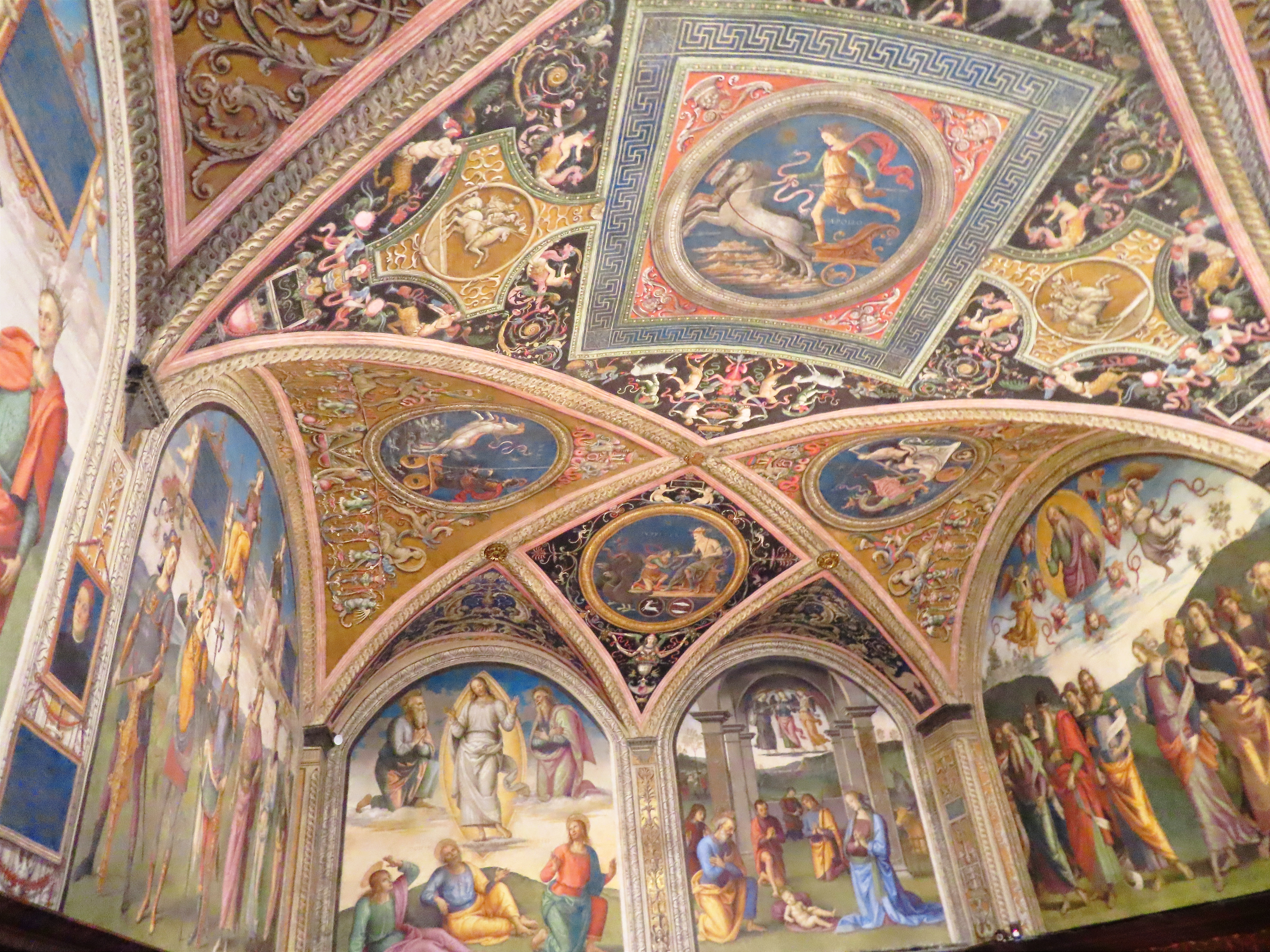
Collegio del Cambio

- Collegio del CambioCollegio del Cambio con affreschi del Perugino
- Chiesa di San Bevignate con Affreschi sui Templari
- Tomba e affreschi di Pietro Vannucci, detto Il Perugino, in frazione Fontignano;
- Fuseum, casa museo dell'artista Brajo Fuso;
- Museo delle marionette Mirabassi MUMA via del Castellano 2 a
- Museo del Gioco e del Giocattolo - strada Perugia San Marco (sotto la ciminiea)
- Collezione d'Arte di Palazzo danzetta (via Mazzini);
- Collezione d'Arte della Biblioteca Comunale Augusta;
- Collezione d'Arte della Cassa di Risparmio Perugia
- Collezione d'Arte del Consiglio Regionale Palazzo Cesaroni;
- Collezione d'Arte della Giunta Regionale Palazzo Donini;
- Collezione d'Arte del Comune di Perugia, Palazzo dei Priori;
- Collezione d'Arte della Provincia di Perugia, Palazzo Prefettura Piazza Italia;
- Collezione Marionette Guardabassi c/o Teatro Morlacchi Foy del 3º ordine;
- Gipsoteca Greca, Etrusca e Romana, presso Università Dipartimento studi classici, Via dell'Aquilone;
- CAMS-Centro di Ateneo per i Musei Scientifici Università di Perugia - Casilina[35]
- Cella della Beata Colomba
- Museo Capitolare di San Lorenzo[36]
- Museo della Rocca Paolina
- Museo delle acquee di Monte Pacciano
- Museo delle mura e delle porte Urbiche
- Museo di Palazzo Baldeschi
- Museo di Palazzo Della Penna
- Museo Collezione A. Marabottini
- Museo della Villa del Colle del Cardinale, costruita nel 1575[37][38][39]
- Museo del cacao e del cioccolato[40]
- Museo della Pallavolo Sirio Perugia[41]
- Museo dell'AC Perugia Calcio[42]

### Teatro
- Il Teatro Morlacchi (1777-1780), già Teatro del Verzaro, è il maggiore teatro della città. Progettato dall'architetto Alessio Lorenzini, si articola in una sala a ferro di cavallo con quattro ordini di palchi e un loggione.
- Teatro del Pavone (1717-1723) è il primo teatro aperto al pubblico, costituito dai nobili perugini dell'Accademia del Casino. La struttura attuale è del 1765, su progetto dell'architetto Pietro Carattoli, con decorazioni di Carlo Spiridione Mariotti.
- Teatro Turreno (1890-1891), realizzato su disegno dell'architetto Alessandro Arienti. Nel 1896 qui si ebbe la prima rappresentazione cinematografica della storia di Perugia. Nel 1953 venne riedificato su progetto dell'architetto Pietro Frenguelli come cineteatro e raggiunge una capienza di 2000 posti[43].
- Teatro Sant'Angelo (Cinema S. Angelo), nel quartiere storico di Porta S. Angelo.
- Teatro Figura, dei Burattini e delle Marionette, nel quartiere storico di Porta S. Pietro.
- Teatro Franco Bicini o del Cortone, nella omonima via del quartiere S. Pietro.
- Sala Cutu, in piazza Giordano Bruno, quartiere S. Pietro.

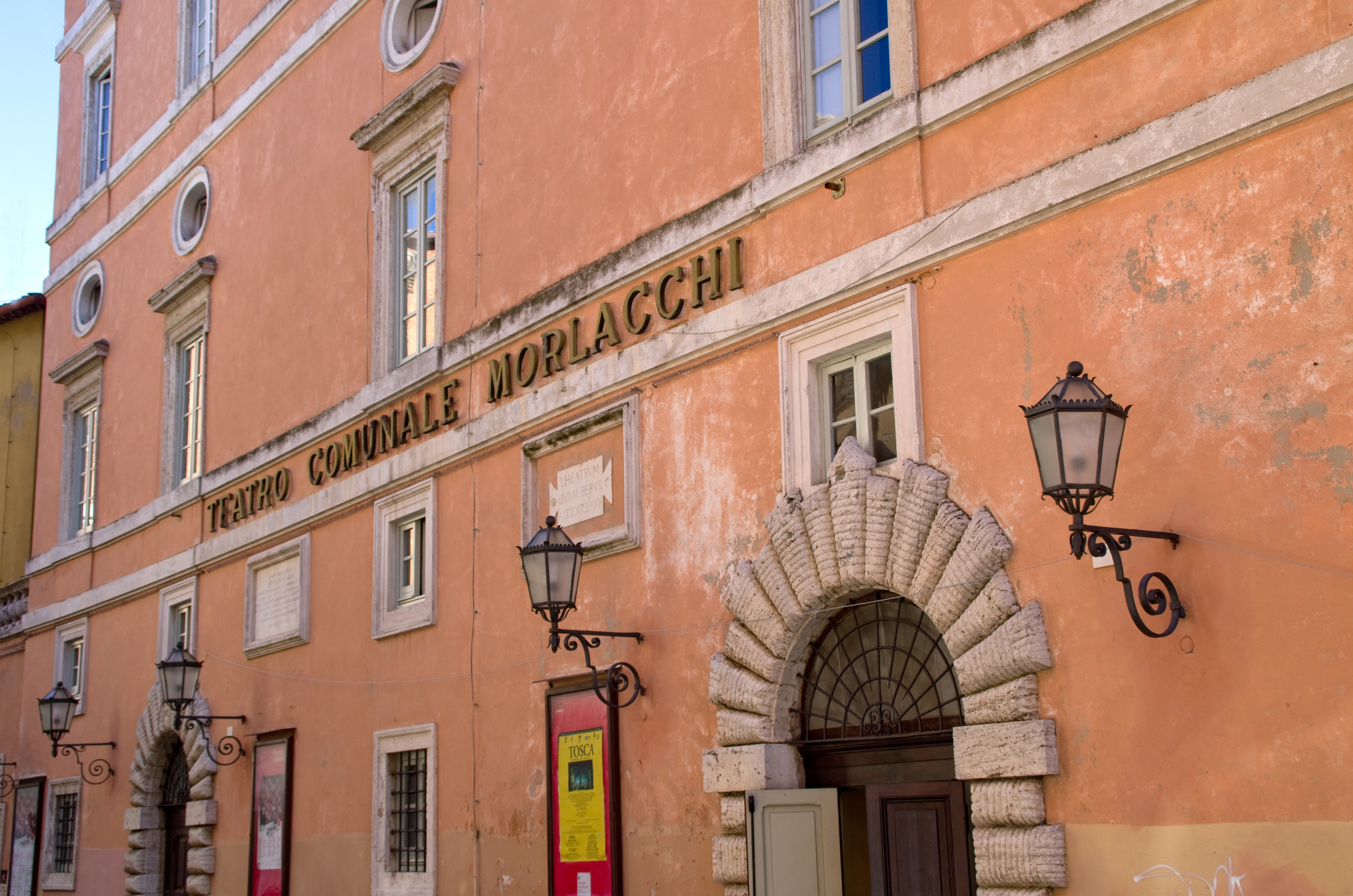
Teatro Morlacchi
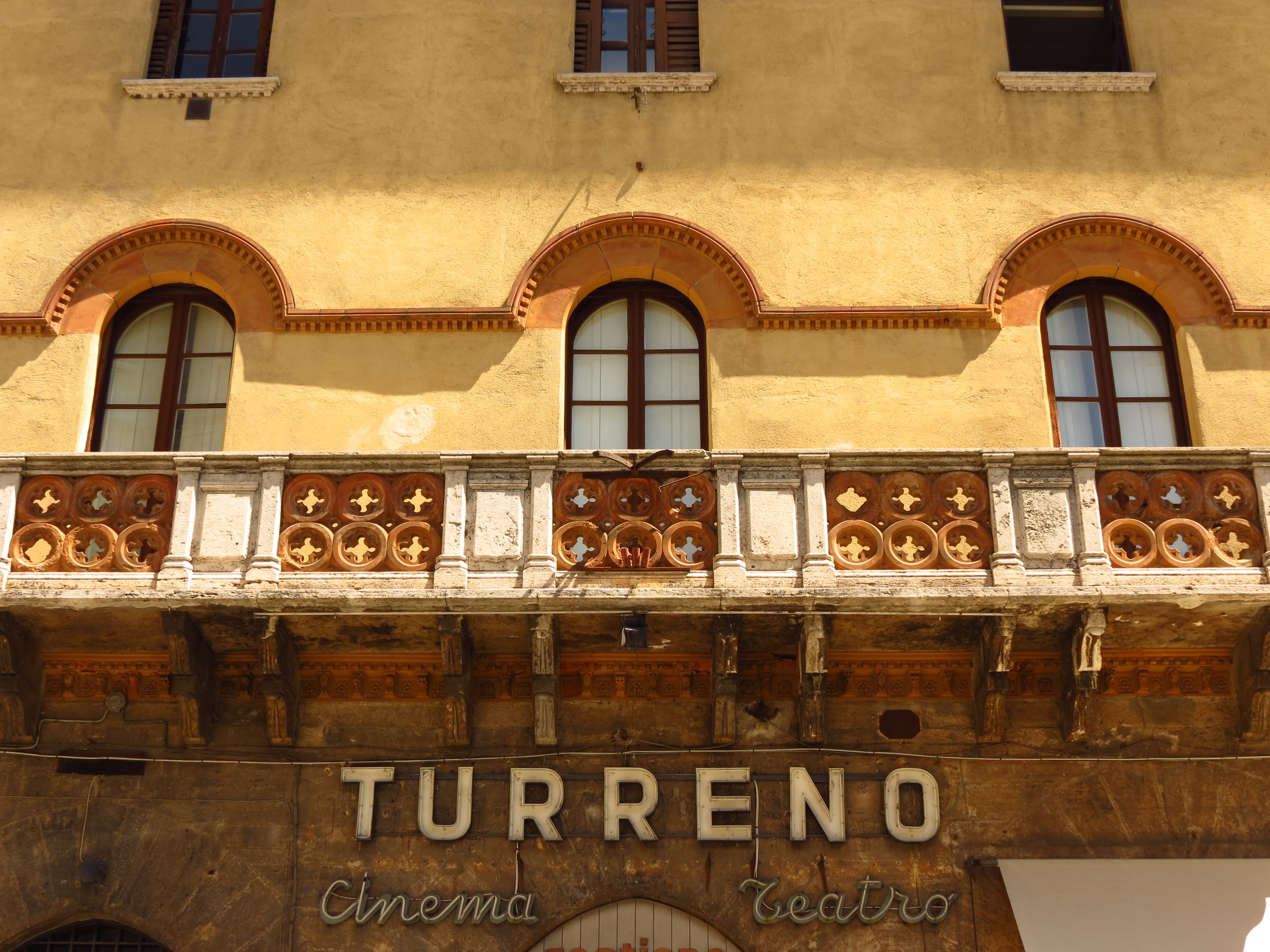
Teatro Turreno
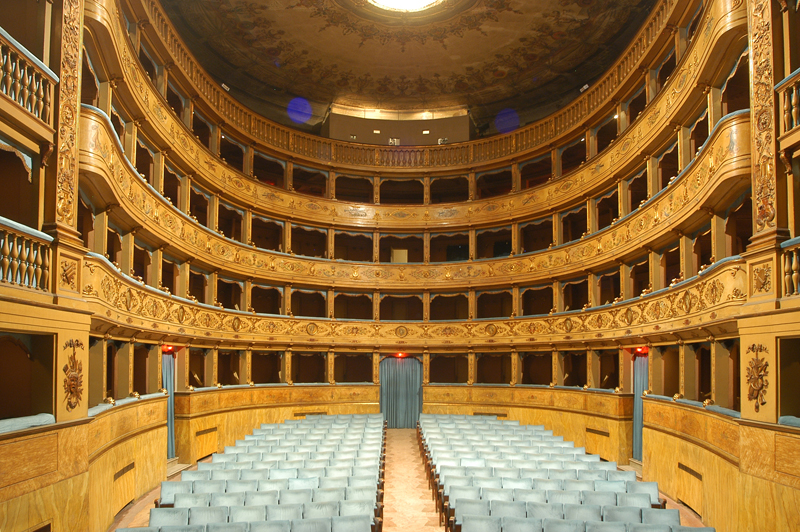
Teatro del Pavone

### Cucina
La cucina perugina, come gran parte della cucina tradizionale umbra, si basa sui prodotti agricoli e dell'allevamento locale e comprende diverse pietanze a base di cacciagione. Si tratta di una cucina semplice che tende ad esaltare il gusto delle materie prime.
Il pane caratteristico della città di Perugia (come nel resto della regione) è simile al pane toscano e marchigiano, ovvero sciapo: la tradizione sciapa viene fatta risalire alla cosiddetta guerra del sale, in ribellione alla tassa imposta da Paolo III nel 1531 per l'uso del sale. Con fette di pane intere abbrustolite, strofinate con uno spicchio d'aglio, un pizzico di sale e poi condite con olio extravergine d'oliva si prepara la tipica bruschetta. Focaccia caratteristica del territorio, a Perugia e nel resto della provincia, è la torta al testo. La Torta di Pasqua è invece una tradizionale torta salata con scaglie di formaggio.
Fra i primi degni di nota gli gnocchi di patate al sugo d'oca, le tagliatelle al ragù con rigaglie di pollo e i cappelletti in brodo.
Per quanto concerne i secondi, tipicamente perugini sono il piccione arrosto ripieno e in carrozza, la porchetta di maiale e gli arrosti misti alla brace.
L'erba, ovvero diverse erbe campestri selvatiche lessate e ripassate in padella con olio e aglio, rappresenta il contorno più tradizionale.
I dolci tipici sono il torcolo di San Costanzo, caratteristico per i festeggiamenti del Patrono (29 gennaio), a forma di ciambella con pinoli, semi di anice, uvetta e canditi, e la Ciaramicola, un torcolo con mollica rosata e crosta meringata bianca, dolce tipicamente pasquale. Biscotto tipico per il periodo della Commemorazione dei Defunti (2 novembre), sono le Fave dei morti e gli Stinchetti o Ossi dei morti a base di pasta di mandorle. Frappe e Strufoli sono i dolci tipici del carnevale.

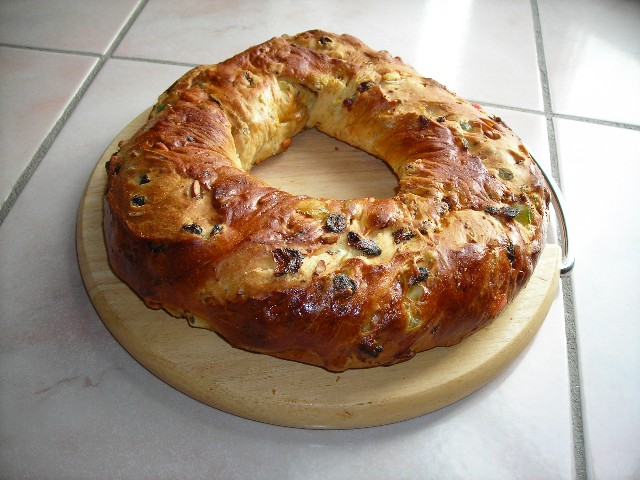
Torcolo San Costanzo
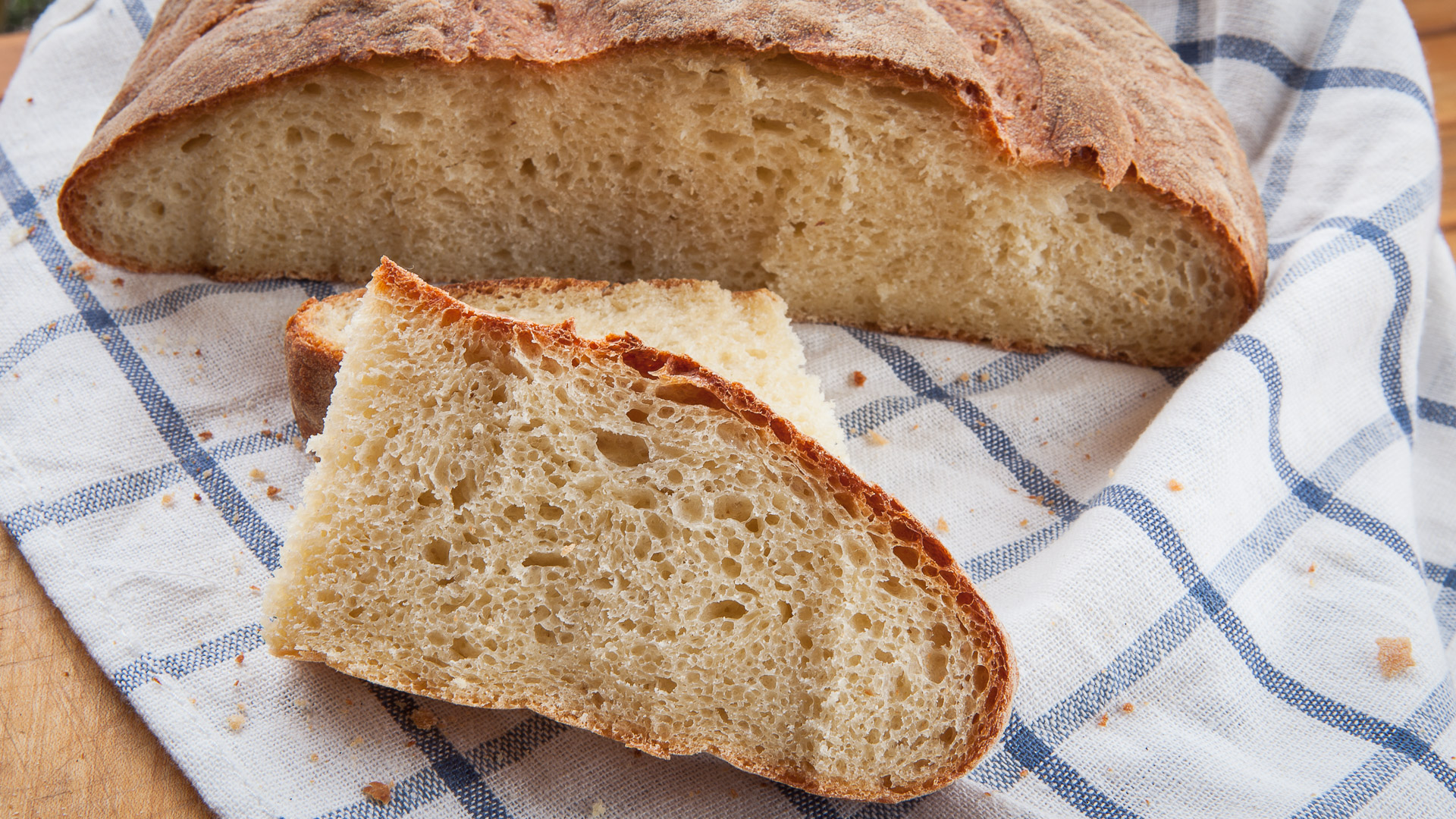
Pane sciapo
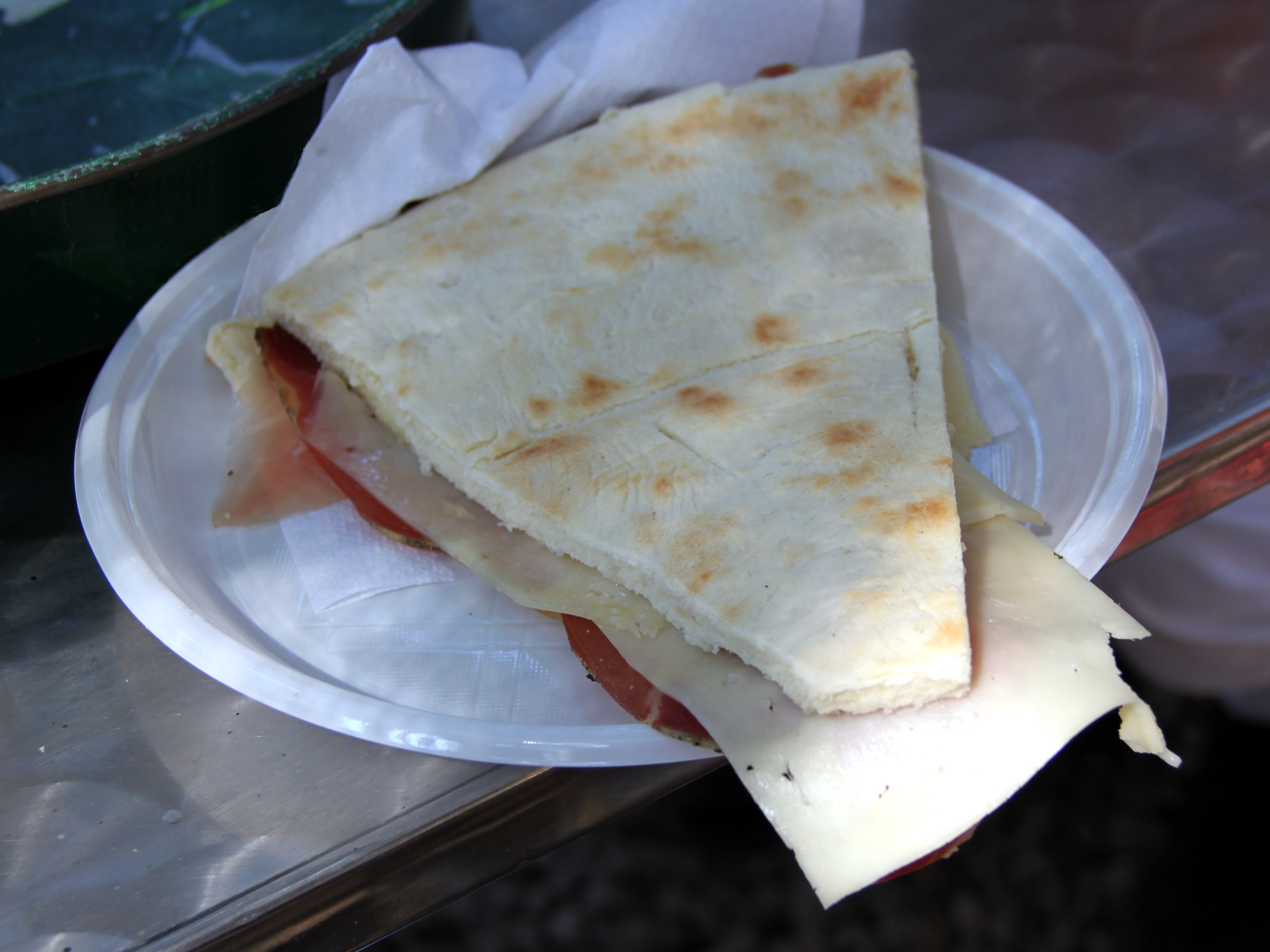
Torta al Testo
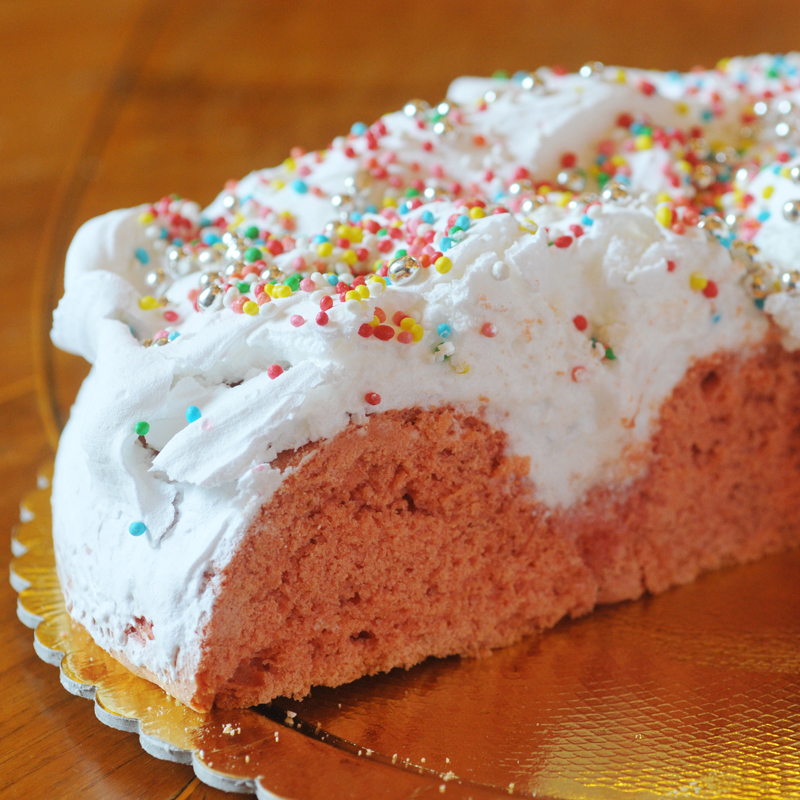
Ciaramicola
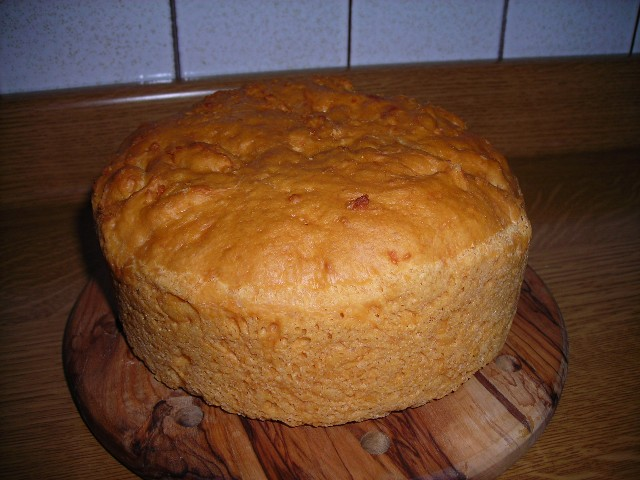
Torta di Pasqua
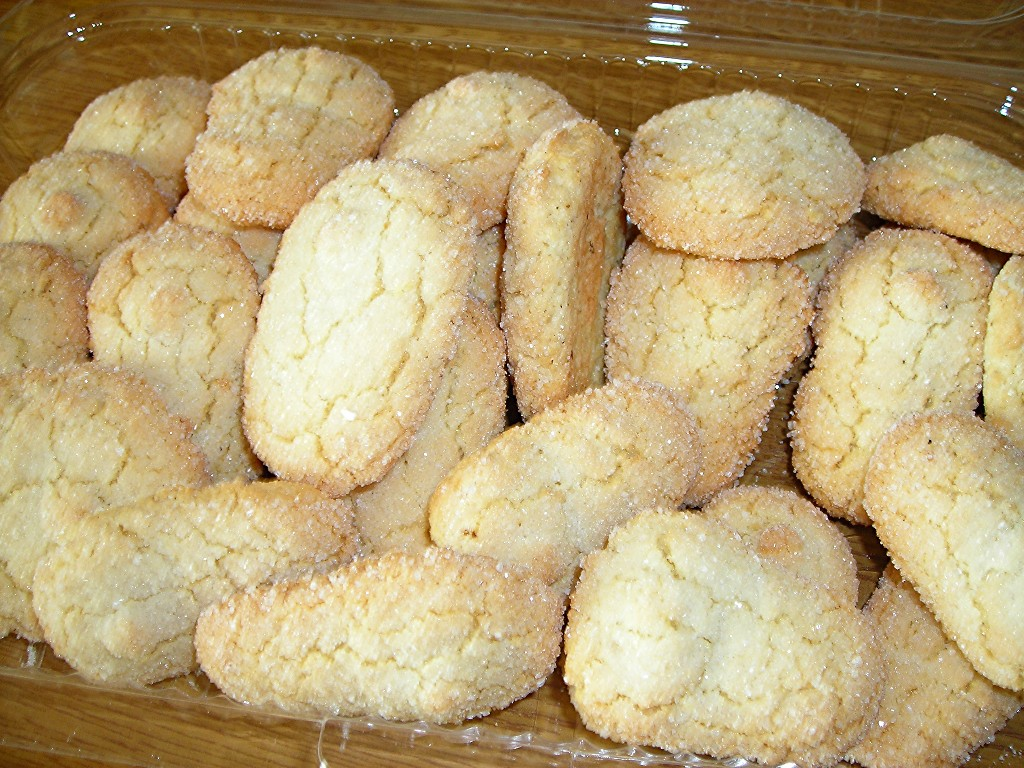
Fave dei morti

### Eventi
- Umbria Jazz: è la più importante rassegna di Jazz in Italia e una delle più importanti al mondo, il festival cade nel mese di luglio dal 1973.
- Eurochocolate: la kermesse europea del cioccolato, si svolge in ottobre dal 1993. Nel 2020 non ebbe luogo a causa della pandemia Covid-19, mentre  dal 2021 al 2023 si è temporaneamente tenuta a Bastia Umbra, per poi tornare a svolgersi nel capoluogo umbro a partire dall'edizione del 2024.
- Marcia per la pace Perugia-Assisi, con cadenza biennale (con alcune edizioni straordinarie), si svolge solitamente in ottobre dal 1961.
- Festival internazionale del Giornalismo, si svolge ogni anno in aprile dal 2008.
- Fiera dei Morti: una grande fiera popolare che si tiene la prima settimana di novembre sin dal Medioevo. Anticamente si svolgeva in centro, a partire dagli anni settanta del XX secolo si svolge nella vasta area del parcheggio di Pian di Massiano.
- Bagliori d'autore, rassegna letteraria iniziata nel 2005, si svolge per circa una settimana a febbraio/marzo, con un'edizione parallela a Milano ed eventi a Roma, Terni, Assisi, Macerata.
- Luminaria e Fiera di Costanzo di Perugia, ricorre l'ultimo lunedì di gennaio.
- Carnevale di Perugia, manifestazione con carri allegorici e travestimenti.
- Palio di Perugia 1416, evento rievocativo che si svolge dal 2016 in ogni mese di giugno, in cui si celebra l'ingresso del condottiero Braccio da Montone a Perugia, riconquistata con la vittoria nella battaglia di Sant'Egidio del 1416.

Cantanti e gruppi musicali
- Fast Animals and Slow Kids, un gruppo musicale alternative rock italiano.
- Perugia Big Band, orchestra jazz della città attiva dal 1973.

## Geografia antropica

### Quartieri
L'area urbana è formata dai cinque quartieri del centro storico corrispondenti alle cinque porte della città medievale (Porta Sole, Porta di Sant'Angelo, Porta di Santa Susanna, Porta Eburnea, Porta di San Pietro), dai quartieri adiacenti ai rioni suddetti, da quelli di prima periferia (Monteluce, Filosofi, Fontivegge, Elce, Cupa, Pallotta) cui si aggiungono i più esterni Piscille, Montebello, San Vetturino, Sant'Erminio, Oliveto, Montegrillo, Ponte d'Oddi, Santa Lucia, Case Bruciate, Cortonese, Madonna Alta, Settevalli, Ferro di Cavallo, e Prepo.

### Circoscrizioni

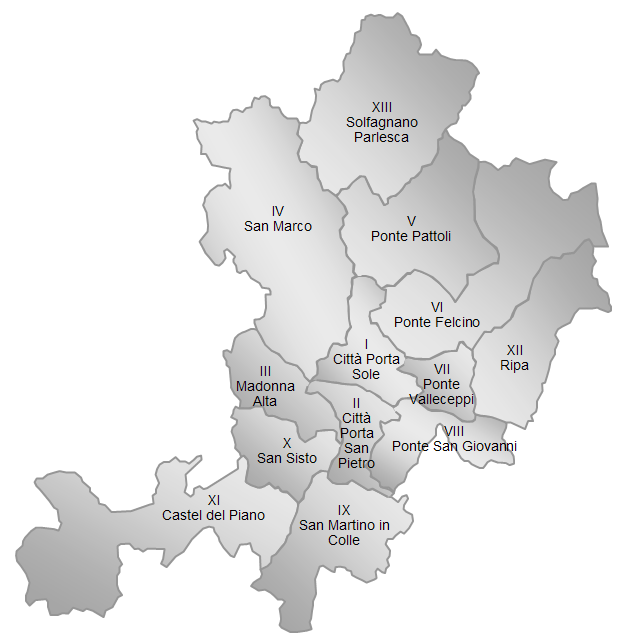
La vecchia suddivisione in circoscrizioni del territorio del comune di Perugia

Il comune di Perugia era suddiviso in 13 circoscrizioni, comprendenti più quartieri e frazioni:
- Circoscrizione 1: Arco dei Gigli;
- Circoscrizione 2: Porta di San Pietro;
- Circoscrizione 3: Madonna Alta;
- Circoscrizione 4: San Marco;
- Circoscrizione 5: Ponte Pattoli;
- Circoscrizione 6: Ponte Felcino;
- Circoscrizione 7: Ponte Valleceppi;
- Circoscrizione 8: Ponte San Giovanni;
- Circoscrizione 9: San Martino in Colle;
- Circoscrizione 10: San Sisto;
- Circoscrizione 11: Castel del Piano;
- Circoscrizione 12: Ripa;
- Circoscrizione 13: Solfagnano.

In base alla legge finanziaria del 2008 il numero delle circoscrizioni doveva essere ridotto ma per successive complicazioni, dalle elezioni amministrative del 2009 non si è più votato per il loro rinnovo che, pertanto, sono decadute nelle loro attività e competenze.

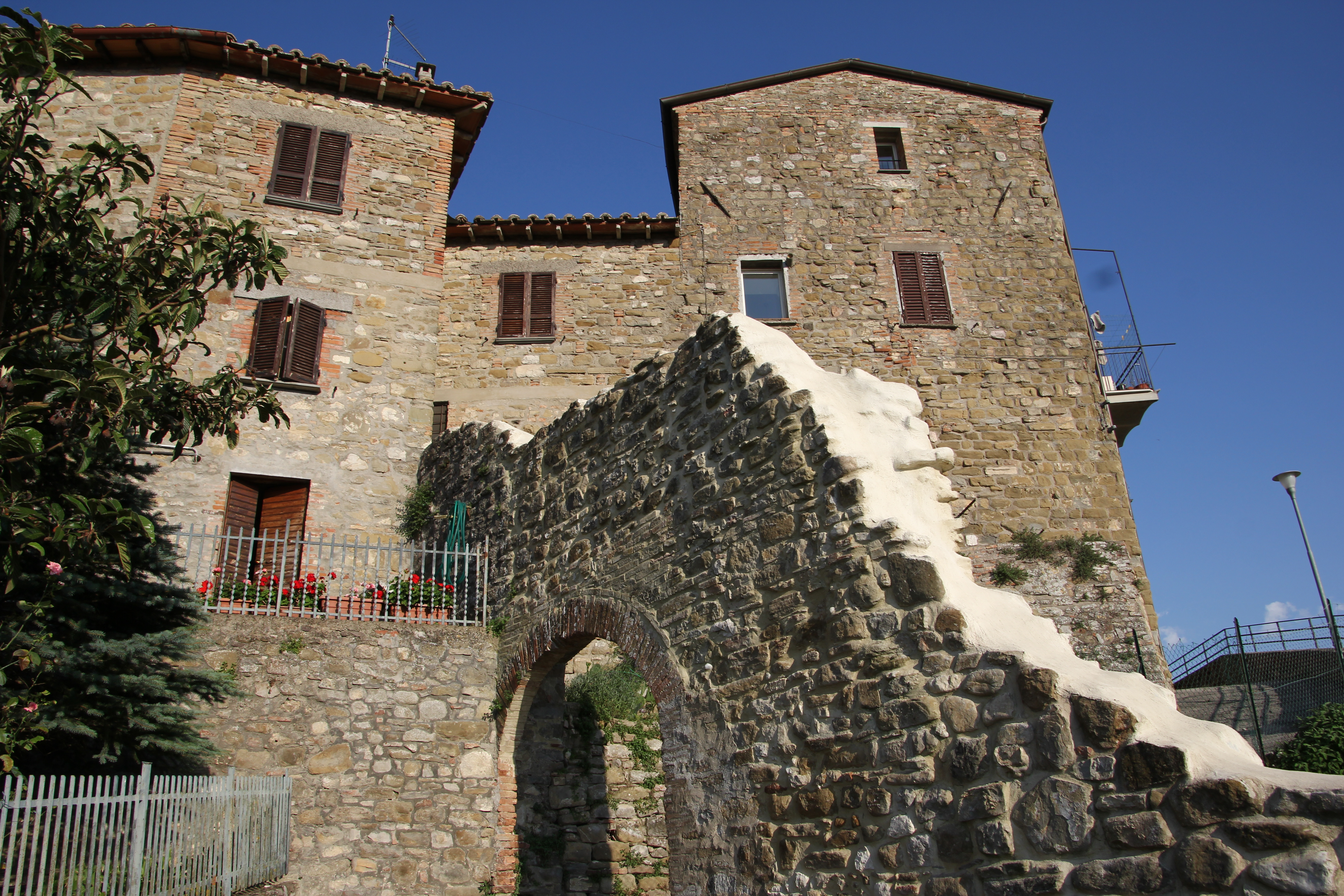
Civitella Benazzone
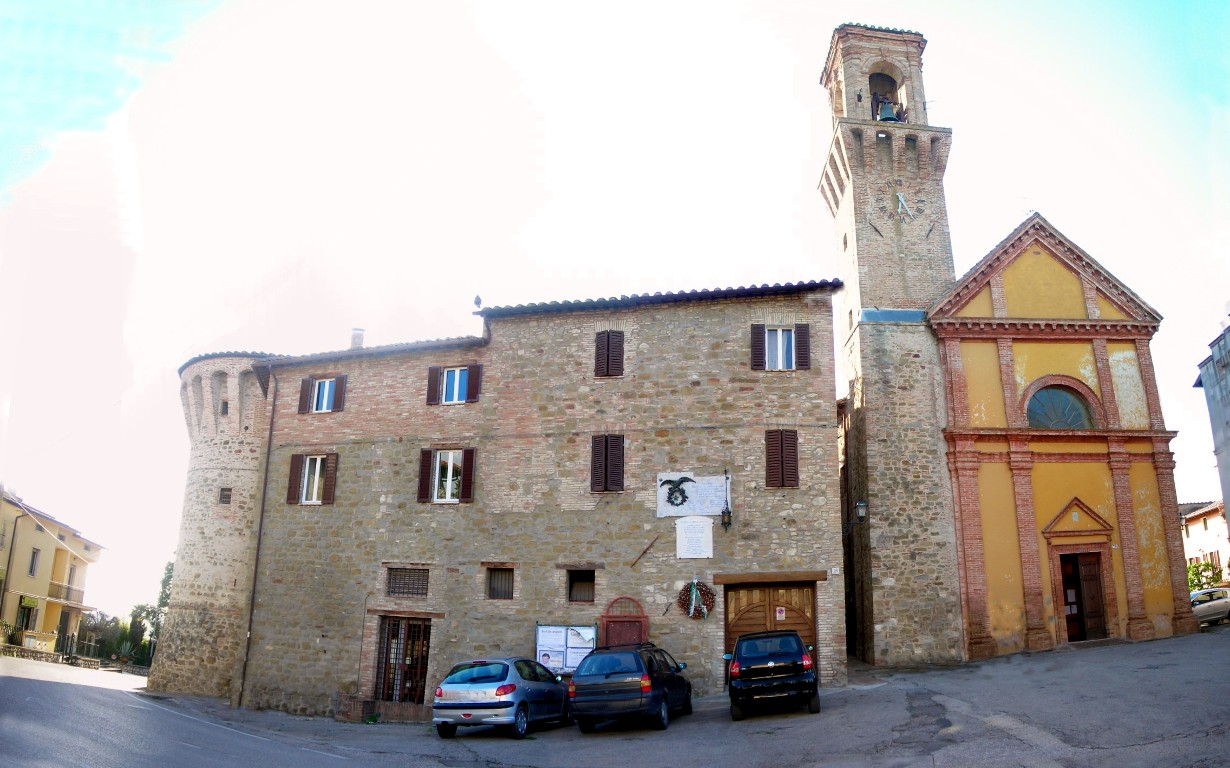
Sant'Egidio
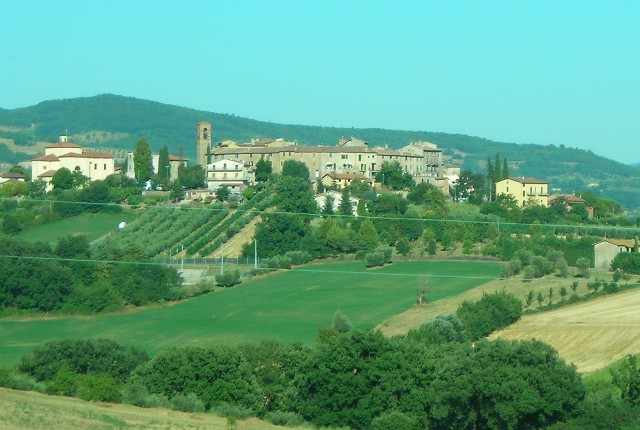
Ripa
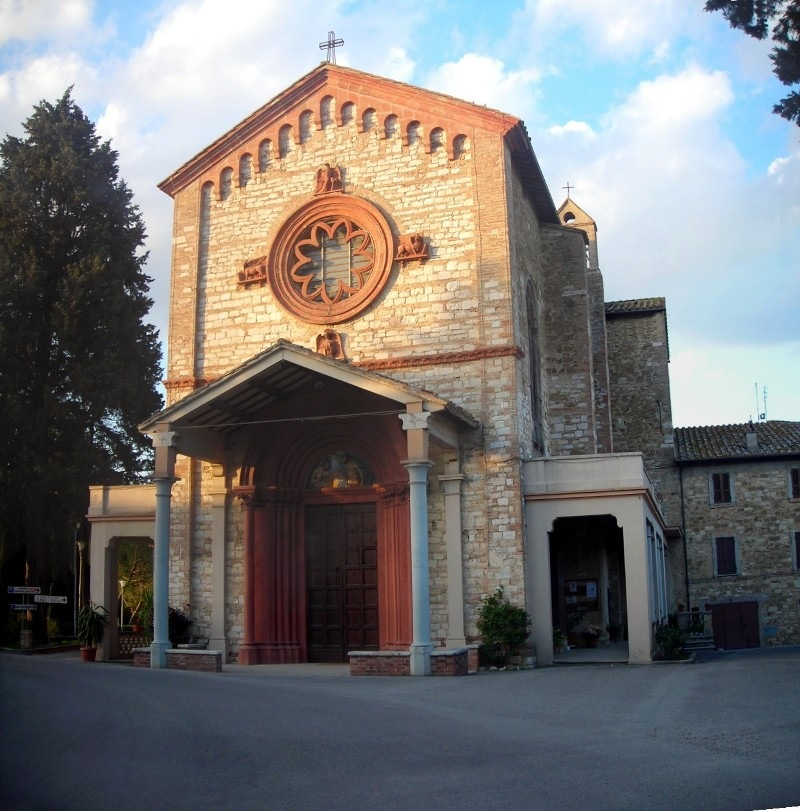
Chiesina di Pila
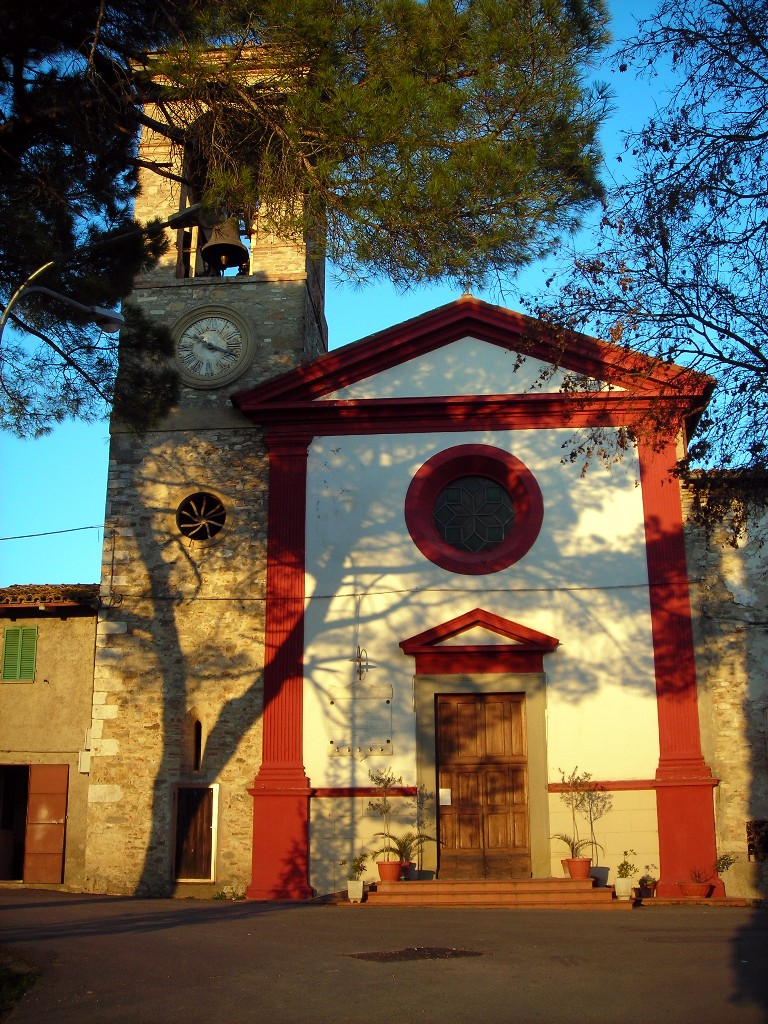
Sant'Orfeto-La Cinella
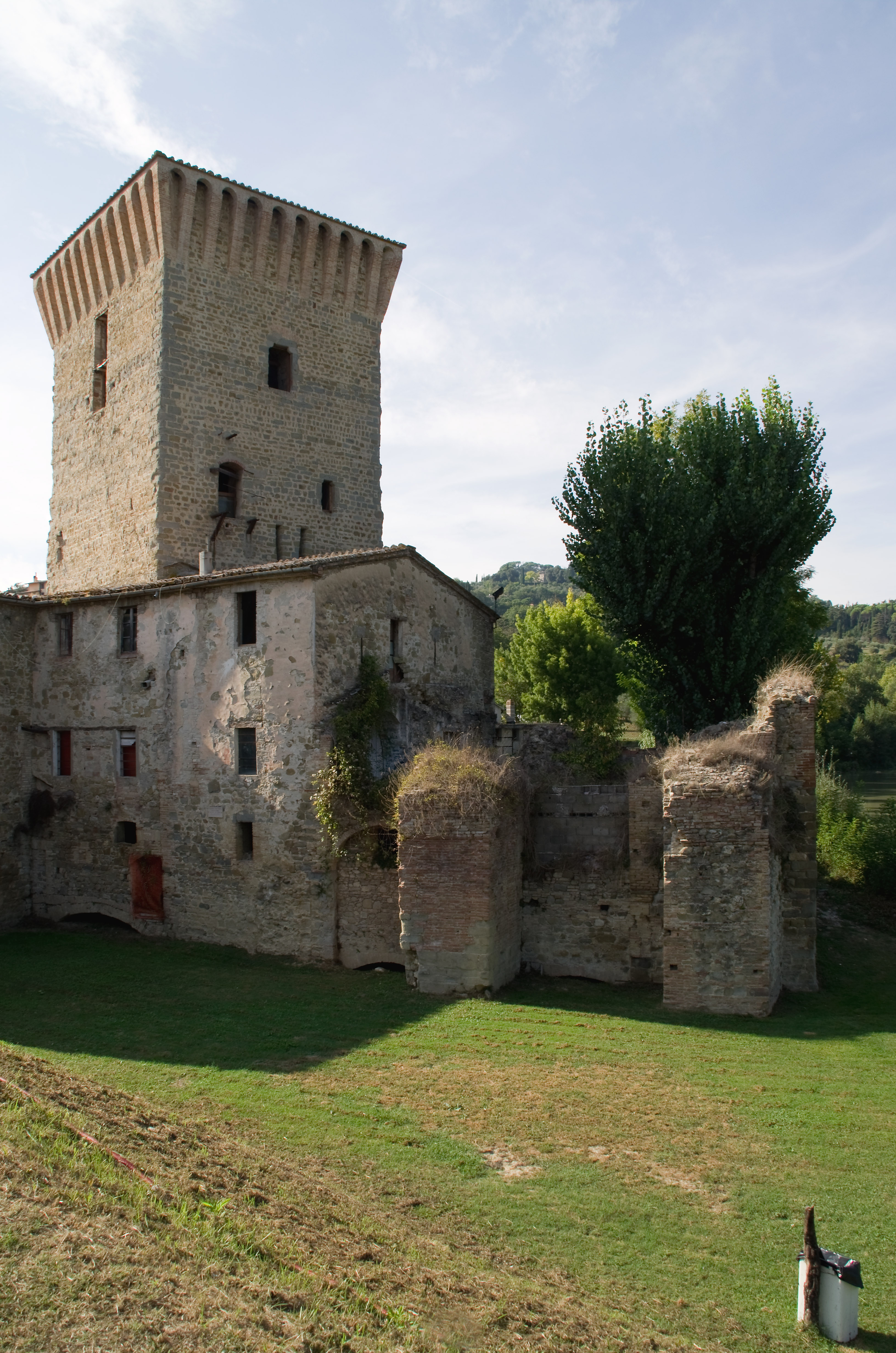
Torre di Pretola
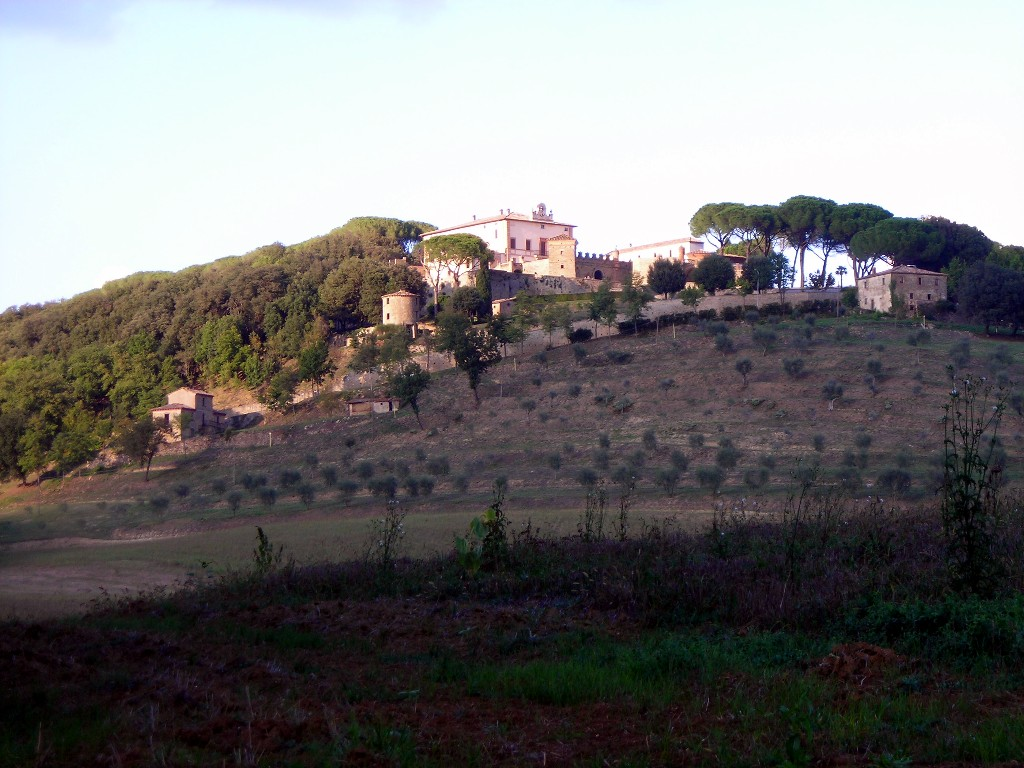
Solfagnano

### Frazioni
| POS | Località                    | Abitanti | Superficie | Densità  |
| --- | --------------------------- | -------- | ---------- | -------- |
| 1   | Ponte San Giovanni          | 19 700   | 12         | 1 641,67 |
| 2   | San Sisto                   | 15 894   | 9,5        | 1 673,05 |
| 3   | Castel del Piano            | 12 602   | 52,7       | 239,13   |
| 4   | San Marco                   | 11 453   | 41,8       | 273,99   |
| 5   | Ponte Felcino               | 8 763    | 27         | 324,56   |
| 6   | Ponte Valleceppi            | 3 826    | 6,2        | 617,10   |
| 7   | Colombella                  | 3 204    | 5,1        | 628,24   |
| 8   | Villa Pitignano             | 2 976    | 5,5        | 541,09   |
| 9   | Colle Umberto I             | 2 803    | 1,9        | 1 475,26 |
| 10  | San Martino in Campo        | 2 405    | 5,3        | 453,77   |
| 11  | Collestrada                 | 2 301    | 5          | 460,20   |
| 12  | Pila                        | 2 145    | 10         | 214,50   |
| 13  | San Martino in Colle        | 2025     | 2,1        | 964,28   |
| 14  | Ponte Pattoli               | 1 905    | 8,4        | 226,79   |
| 15  | Fontignano                  | 1 411    | 6,7        | 210,60   |
| 16  | Casa del Diavolo            | 1 330    | 4,1        | 324,39   |
| 17  | Lacugnano                   | 1 327    | 4,8        | 276,46   |
| 18  | Bosco                       | 1 242    | 4,2        | 295,71   |
| 19  | Mugnano                     | 1 144    | 7,3        | 156,71   |
| 20  | Pretola                     | 1 036    | 5,5        | 188,36   |
| 21  | San Fortunato della Collina | 975      | 6,1        | 159,84   |
| 22  | Ripa                        | 932      | 5,2        | 179,23   |
| 23  | Sant'Egidio                 | 903      | 5,8        | 155,68   |
| 24  | Sant'Andrea delle Fratte    | 888      | 4,4        | 201,82   |
| 25  | Piccione                    | 870      | 6,5        | 133,85   |
| 26  | Pianello                    | 802      | 8,3        | 96,63    |
| 27  | Sant'Orfeto                 | 754      | 6,9        | 109,28   |
| 28  | Sant'Enea                   | 702      | 8,8        | 79,77    |
| 29  | Solfagnano                  | 698      | 7,7        | 90,65    |
| 30  | Ramazzano-Le Pulci          | 616      | 6,8        | 90,59    |
| 31  | Fratticiola Selvatica       | 605      | 7,1        | 85,21    |
| 32  | Capanne                     | 592      | 3,5        | 169,14   |
| 33  | Monte Bagnolo               | 458      | 3,7        | 123,78   |
| 34  | Ponte della Pietra          | 401      | 1,4        | 286,42   |
| 35  | Santa Maria Rossa           | 371      | 3,2        | 115,94   |
| 36  | Civitella d'Arna            | 347      | 2          | 173,50   |
| 37  | Montepetriolo               | 341      | 6,2        | 55,00    |
| 38  | Bagnaia                     | 269      | 2,2        | 122,27   |
| 39  | Civitella Benazzone         | 267      | 1,8        | 148,33   |
| 40  | Montemorcino                | 261      | 0,5        | 522,00   |
| 41  | Resina                      | 222      | 3,4        | 65,29    |
| 42  | Cenerente                   | 194      | 3          | 64,67    |
| 43  | La Bruna                    | 188      | 3,6        | 52,22    |
| 44  | Pilonico Materno            | 168      | 4,2        | 40,00    |
| 45  | Rancolfo                    | 163      | 4,7        | 34,68    |
| 46  | Casaglia                    | 150      | 2          | 75,00    |
| 47  | Montelaguardia              | 117      | 4,3        | 27,20    |
| 48  | Pieve di Campo              | 105      | 5          | 21,00    |
| 49  | Ponte Rio                   | 95       | 3,1        | 30,65    |
| 50  | Lidarno                     | 84       | 0,7        | 120,00   |
| 51  | San Giovanni del Pantano    | 83       | 9,1        | 9,12     |
| 52  | Montevile                   | 71       | 1,5        | 47,33    |
| 53  | Poggio delle Corti          | 57       | 2,5        | 22,80    |
| 54  | San Martino dei Colli       | 54       | 1,7        | 31,76    |
| 55  | Farneto                     | 52       | 0,9        | 57,78    |
| 56  | Boneggio                    | 36       | 1          | 36,00    |
| 57  | Cordigliano                 | 31       | 1,1        | 28,18    |
| 58  | Migiana di Monte Tezio      | 28       | 1,2        | 23,33    |
| 59  | Sant'Andrea d'Agliano       | 19       | 3,6        | 5,28     |
| 60  | Parlesca                    | 16       | 3          | 5,33     |
|     | Totale                      | 110 186  | 394,1      | 325,89   |

### Il capoluogo
Il centro della città di Perugia, i rioni storici e i quartieri adiacenti contano 38 073 abitanti distribuiti in una superficie di 55,41 km². La densità è di 687,11 abitanti per km².
Il vasto territorio comunale presenta vari luoghi di interesse storico, architettonico, archeologico, artistico, paesaggistico e naturalistico che continuano nei territori limitrofi dei comuni di Umbertide, Gubbio, Assisi, Bastia Umbra, Bettona, Marsciano, Magione e l'area del Trasimeno.

## Economia
Le imprese registrate nel comune di Perugia al 31 dicembre 2020 appartengono prevalentemente al macrosettore d'attività dei Servizi (70,9%). Il comparto Industria (18,7%) è incentrato soprattutto nei settori del tessile abbigliamento e alimentare dolciario. Le imprese che si riconducono all'Agricoltura sono il 4,2% del totale.
Il Prodotto Interno Lordo, indicatore della ricchezza prodotta in un anno, è pari a 22687 € pro capite (2020), circa il 10% in meno rispetto alla media nazionale dello stesso anno di riferimento.
L'attività industriale, che ha avuto il suo picco negli anni settanta (42% della forza lavoro). Perugia è conosciuta come la "città del cioccolato" per la storica presenza delle industrie Perugina e Nestlé e di numerose altre imprese specializzate nella produzione di prodotti dolciari. l'industria tessile Luisa Spagnoli e comparto del Cachemire, l'industria meccanica e grafica, e da un buon numero di imprese medio-piccole dislocate nelle numerose zone industriali di periferia (via Settevalli e S. Andrea delle Fratte) e delle frazioni (San Sisto, Santa Sabina, Ponte San Giovanni e Ponte Felcino, ecc.).
Nell'ultimo ventennio forte sviluppo ha avuto il commercio di grande distribuzione che, frammisto alle zone industriali, ha concorso potentemente allo strutturarsi della odierna "città diffusa", con grave sofferenza per il centro storico.
Tra le attività più tradizionali e diffuse vi sono quelle artigianali, come le rinomate lavorazioni dei tessuti, orafa e del legno, quest'ultima finalizzata alla produzione di mobili, di numerosi attrezzi e di giocattoli. Sono rinomati anche i laboratori di intarsio, di intaglio, di scultura e di ebanisteria, oltreché le produzioni di maschere e di abbigliamento per attività artistiche.

## Infrastrutture e trasporti

### Strade
Perugia è servita da tre principali arterie: il raccordo autostradale 6 Bettolle-Perugia, la SS 3 bis (anche nota come E45), e la Perugia-Ancona, facente parte del Quadrilatero Umbria-Marche.

### Ferrovie
Il comune di Perugia è servito dalla ferrovia Terontola-Foligno di RFI e dalla Ferrovia Centrale Umbra, sempre di RFI; quest'ultima presenta una breve diramazione appositamente a servizio di Perugia, che si diparte da Ponte San Giovanni verso la stazione di Sant'Anna nel centro storico.

#### Ferrovie dello Stato
Le stazioni RFI sono:

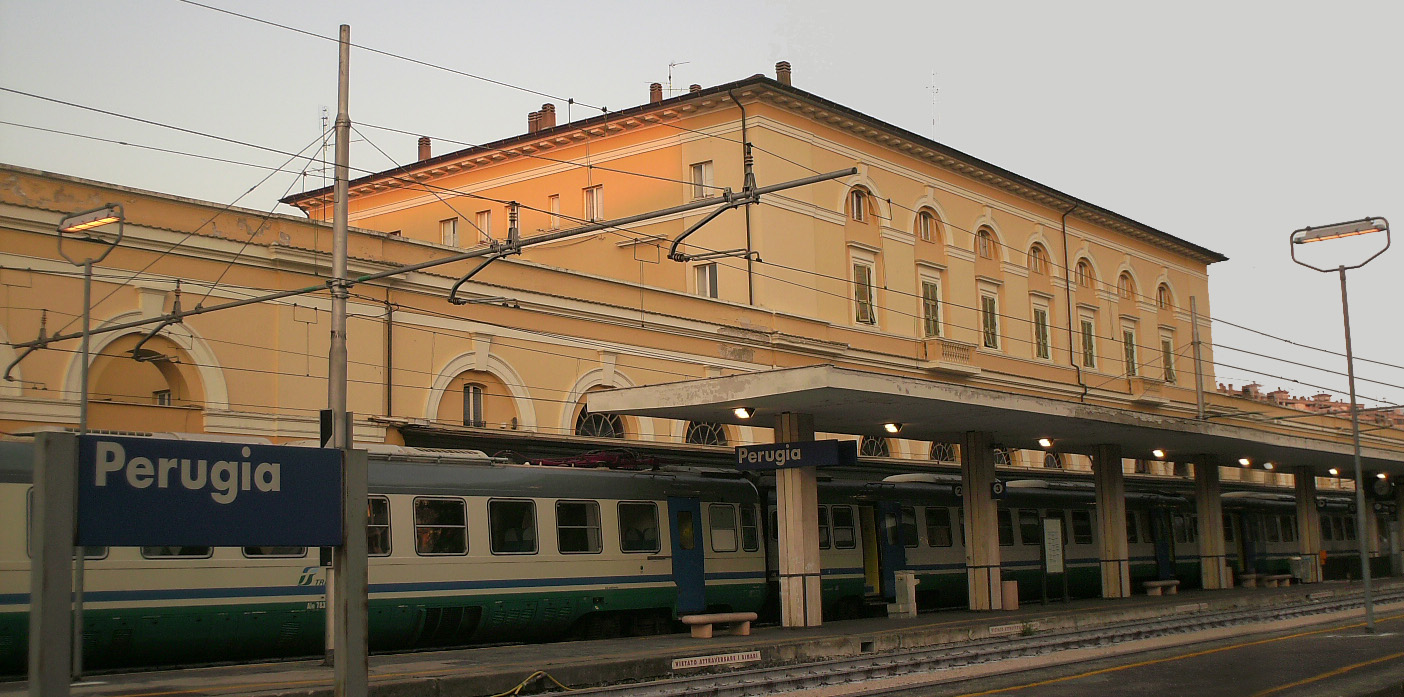
La stazione FS di Fontivegge

- Perugia Fontivegge (è la stazione principale, serve l'area urbana, ed è in connessione con l'omonima fermata del Minimetrò e con numerose linee di autobus urbani ed extraurbani);
- Perugia Ponte San Giovanni (nodo di scambio con la FCU, serve 5 diverse direttrici);
- Perugia Capitini (di fronte all'omonimo centro congressi, serve lo stadio Curi e il terminal di valle del Minimetrò);
- Perugia Silvestrini (serve il polo ospedaliero, il dipartimento universitario di Medicina e Chirurgia, e la popolosa frazione di San Sisto);
- Perugia Università (serve i dipartimenti universitari di Ingegneria e il quartiere Santa Lucia).

#### Ferrovia Centrale Umbra

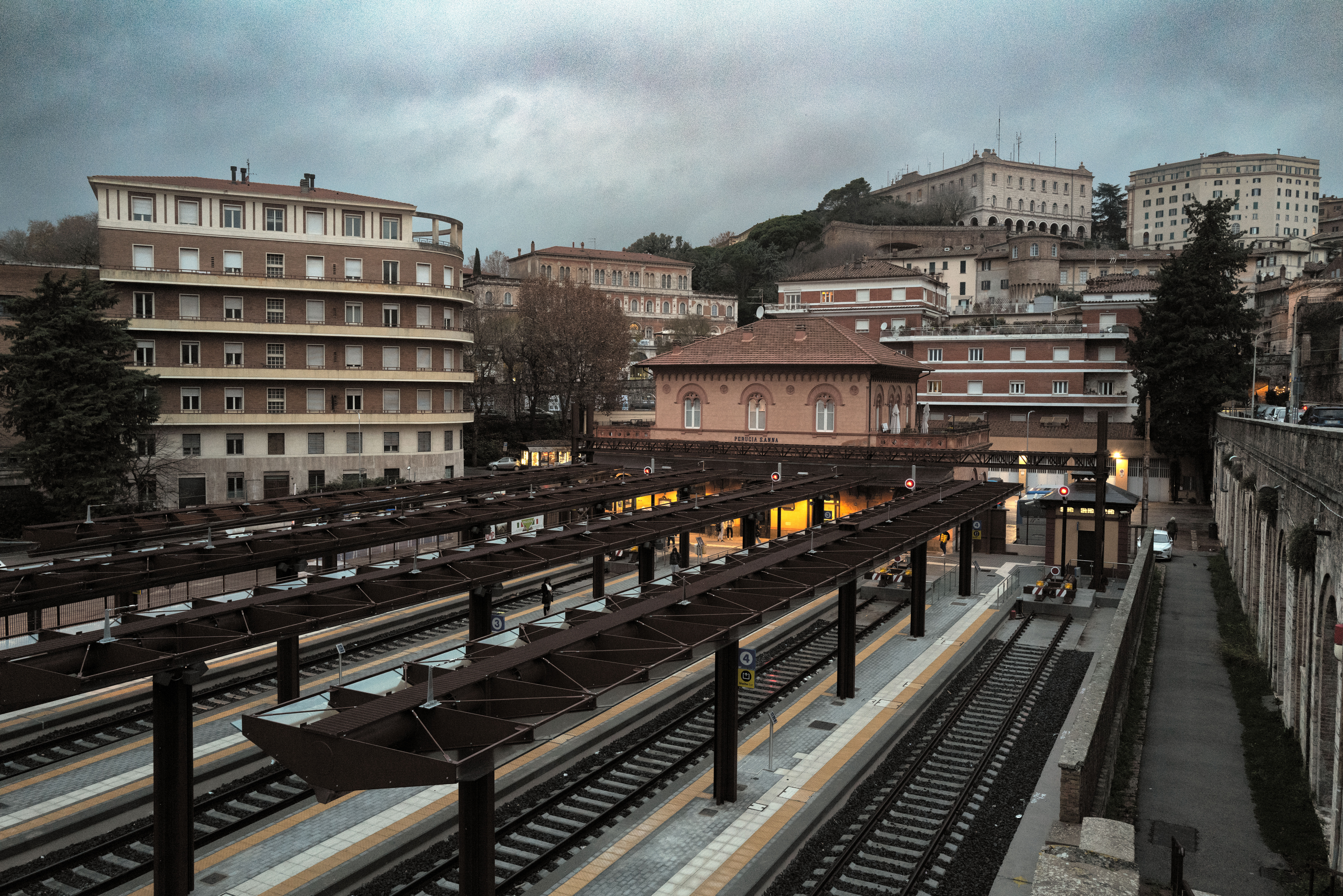
La stazione FCU di Sant'Anna nel dicembre del 2022

La Ferrovia Centrale Umbra, in gestione a Trenitalia, dispone di diverse stazioni e fermate nel territorio comunale di Perugia, sia nella periferia della città sia nelle frazioni; esse sono:
- Stazione di Perugia Sant'Anna: è il capolinea centrale della linea; è anche la stazione ferroviaria più vicina al centro cittadino.
- Stazione di Perugia Ponte San Giovanni: fa da cerniera tra la Ferrovia Centrale Umbra e la ferrovia Terontola-Foligno.
- Stazione di Piscille: è una stazione a carattere metropolitano sita sull'antenna Ponte San Giovanni-Sant'Anna.
- Stazione di Perugia Pallotta: è una fermata a carattere metropolitano sita sull'antenna Ponte San Giovanni-Sant'Anna.

Sulla diramazione nel 2013 fu attivato un servizio ferroviario metropolitano, sospeso dal 26 febbraio 2017 per consentire lavori di ristrutturazione e raddoppio selettivo che si sono conclusi nel settembre 2022 con la riattivazione del servizio. Dal 17 luglio 2023 la linea è interessata da lavori di elettrificazione.
All'interno del comune di Perugia sono presenti anche altre stazioni ferroviarie a servizio delle omonime frazioni e quartieri. Da nord a sud del tracciato: Palazzaccia, Solfagnano-Parlesca, San Bartolomeo-Resina, Ponte Pattoli-Civitella Benazzone, Ramazzano-Passo dell'Acqua, Villa Pitignano, Ponte Felcino, Pretola, Ponte Valleceppi, Balanzano, San Martino in Campo-Torgiano.

### Aeroporti

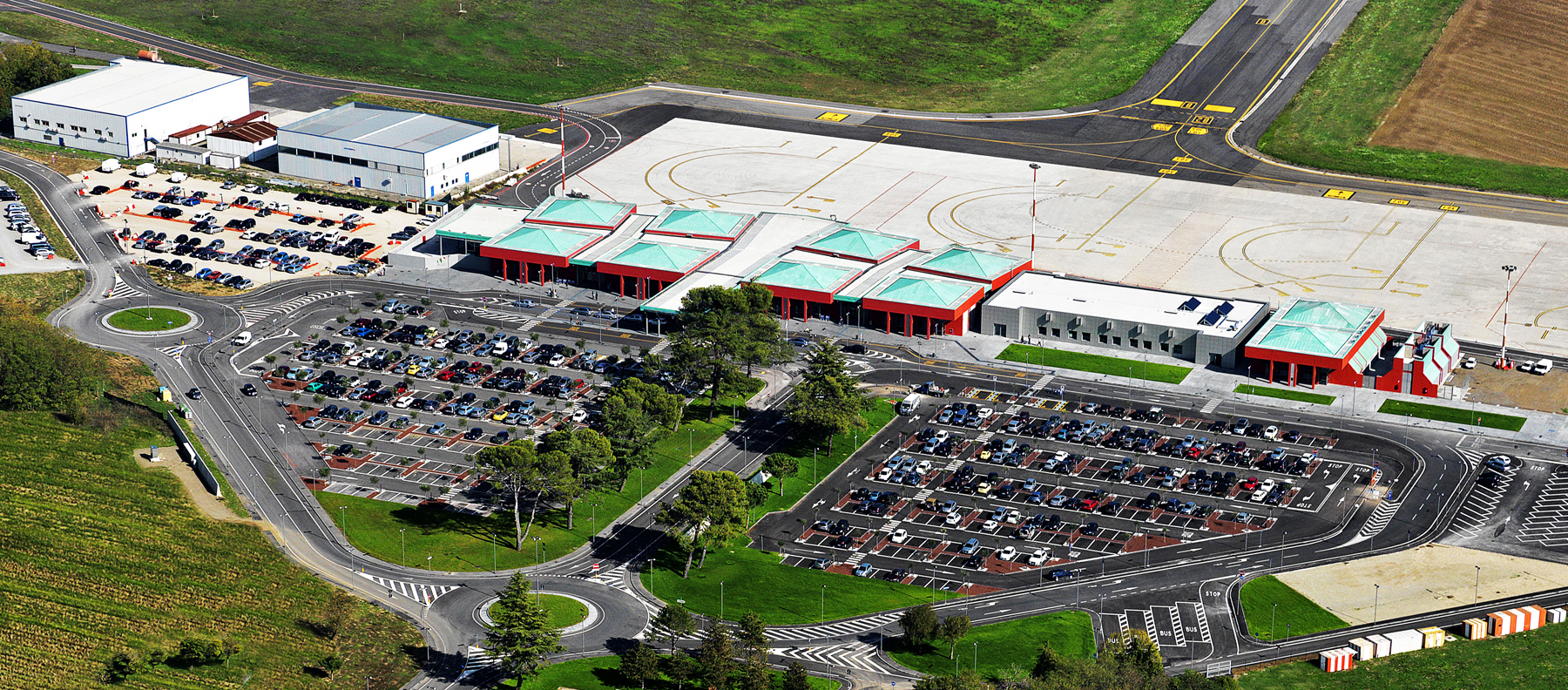
Aeroporto internazionale "San Francesco d'Assisi"

Perugia è servita dall'Aeroporto di Perugia, situato a 12 km a est dalla città, nella frazione Sant'Egidio.
Nel 2011, nell'ambito delle celebrazioni per i 150 anni dell'unità d'Italia, per i quali l'aeroporto di Perugia è stato designato tra le strutture di missione, è stato completamente riammodernato con un nuovo terminal su progetto dell'architetta Gae Aulenti.
Dalla stazione dei bus, è presente dal 1º dicembre 2022, un collegamento giornaliero di ITA Airways, tramite autobus, da e per l’Aeroporto di Roma Fiumicino, permettendo una connessione con l’hub della compagnia aerea.

### Mobilità urbana
Nel 1899 fu attivata una linea tranviaria che collegava la centrale piazza Danti con la stazione di Fontivegge, sostituita nel 1943 da un impianto filoviario (peraltro esteso fino a Porta San Costanzo, all'Elce, a via dei Filosofi e all'ex Policlinico di Monteluce), questi ultimi in servizio fino al 1975.
Alla rete di autolinee in esercizio, in carico a Umbria Mobilità, la cui proprietà nel 2014 è stata interamente rilevata da Busitalia-Sita Nord, si aggiunge una serie di percorsi meccanizzati per facilitare l'accesso al centro storico, costituiti da sistemi di scale mobili, prima all'interno della Rocca Paolina (1983), poi alla Cupa-Pellini (1989) e infine al Piazzale Europa (1993), fra cui un ascensore pubblico (al Pincetto) attivo dal 1971. Parallelamente a questi interventi, l'accesso automobilistico al centro storico veniva regolamentato con l'istituzione di una zona a traffico limitato, la prima nel 1971 interessante il solo Corso Vannucci, poi ampliata nel 1986 all'acropoli etrusco-romana, e infine nel 2001 a quasi tutto il centro storico. I trasporti interregionali sono invece gestiti dalla Società Umbro Laziale Gestione Autolinee (SULGA).

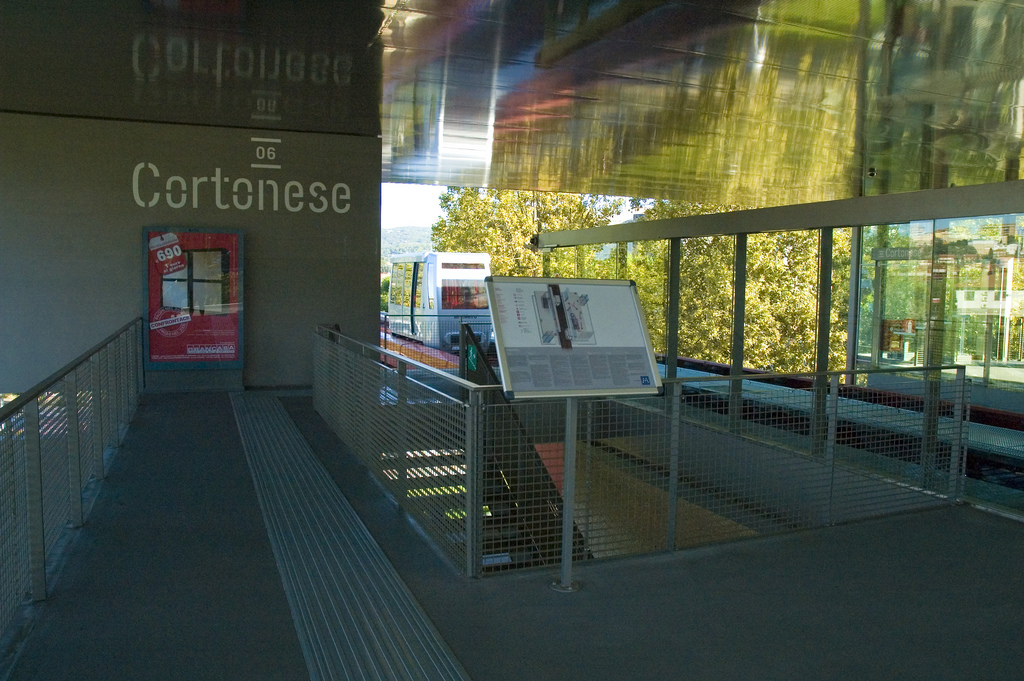
Fermata Cortonese

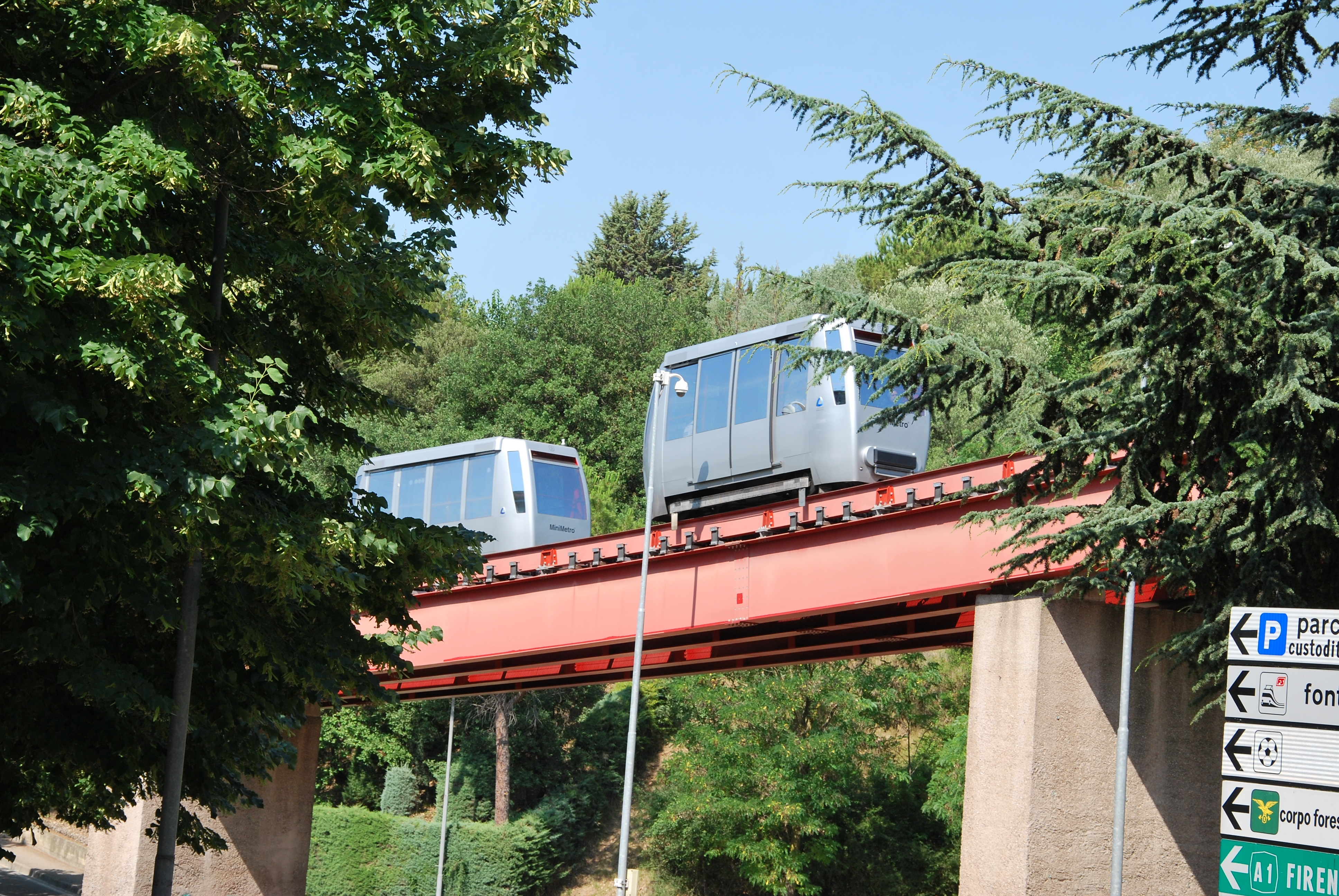
Incrocio tra due carrozze del Minimetrò

#### Minimetrò
Il 29 gennaio 2008 venne inaugurato un sistema di trasporto automatizzato su sede propria denominato Minimetrò, realizzato in gran parte su sede sopraelevata, ma che comprende tratti anche sotterranei in prossimità del centro storico, che collega la zona di Pian di Massiano con l'acropoli, attraversando la porzione sud-occidentale dell'area urbana.
Il tracciato segue un percorso di 4 km, si sviluppa su due capolinea e cinque stazioni intermedie, attraversando due gallerie. Il tracciato va dalla fermata di Pian di Massiano fino al centro di Pincetto. Dal capolinea centrale, denominato "Pincetto", si accede al centro storico mediante tre scale mobili sotterranee.

## Amministrazione

Gonfalone comunale

Dal periodo repubblicano (1946), Perugia è stata guidata dal Partito Socialista Italiano, e fino al 2014 da giunte di centro-sinistra, quando, per la prima volta dopo 68 anni, viene eletta una giunta di centro-destra, guidata dal forzista Andrea Romizi, riconfermato poi per un secondo mandato nel 2019. Nel 2024, tuttavia il centro-sinistra torna al governo con la vittoria al 2º turno di Vittoria Ferdinandi, prima donna sindaco di Perugia. La sede del sindaco è Palazzo dei Priori.

### Consolati
La città di Perugia è sede dei seguenti Consolati :
- Consolato di Francia - Console Onorario Gabriele Galatioto
- Consolato dell'Ecuador - Console Onorario Mauro Cavallucci
- Consolato del Perù - Console Onorario Damiano Marinelli
- Consolato del Lussemburgo - Console Onorario Tiberio Ansidei di Catrano
- Consolato di Croazia - Console Onorario Leonardo Cenci
- Consolato di Spagna - Console Onorario Jacopo Aldighero Caucci von Saucken
- Consolato del Brasile - Console Onorario Manoel Ricardo Alvarez Calheiros
- Consolato di Bulgaria - Console Onorario Antonio Cascianelli

### Gemellaggi
Perugia è gemellata con:
- Bratislava, dal 1962[54]
- Aix-en-Provence, dal 1979
- Tubinga, dal 1984
- Potsdam, dal 1990
- Grand Rapids, dal 1993
- Seattle, dal 1993
- Costanza, segnalata come city partner[55] e non presente nel sito del Comune di Perugia[56]

## Sport

### Arti marziali
Le arti marziali a Perugia sono presenti dagli anni sessanta con le tecniche cinesi, a cui ha fatto seguito il judo.
In un secondo momento sono approdate anche karate contact (chiamato successivamente kickboxing), karate, taijiquan, jūjutsu, kendō, aikidō, taekwondo e, in questi ultimi anni, il krav maga.
Nel 2014 Jessica Scricciolo, in forza al Gruppo Sportivo Ju-Jitsu Perugia, ha conquistato il titolo di campionessa mondiale nella specialità Fighting System, 55 kg.
Nel marzo 2015 al campionato mondiale in Grecia Andrea Calzoni (Gruppo Sportivo Ju-Jitsu Perugia) ha conquistato la medaglia d'oro nel Ne-Waza (U21, 56 kg) e di bronzo nel Fighting System.

### Baseball
In forte espansione, il baseball perugino conta di 5 squadre principali: la Fortebraccio Baseball Perugia, la Libertas Baseball Perugia, il Perugia Baseball Club, il CUS Unistra Perugia (la squadra dell'Università per Stranieri di Perugia) e la Amatori Libertas Perugia.

### Calcio
In ambito maschile la più importante formazione calcistica della città è l'AC Perugia Calcio. Fondata nel 1905, è stata successivamente rifondata nel 2005 e poi ancora nel 2010, dopo due fallimenti dovuti a problemi di tipo economico-finanziario. Dalla stagione 2023-2024 milita in Serie C. In Italia, la squadra ha disputato 13 campionati di Serie A con buoni piazzamenti, fino a raggiungere, guidata dal presidente Franco D'Attoma, il secondo posto in massima serie nell'annata 1978-1979, diventando al contempo la prima formazione a chiudere un torneo di Serie A senza subire sconfitte. In virtù di tale imbattibilità, e della seconda piazza conquistata in campionato, quella squadra è tuttora conosciuta come Perugia dei miracoli. In campo internazionale, i Grifoni hanno partecipato per due volte alla Coppa UEFA, nel 1979-1980 e nel 2003-2004, quest'ultima grazie alla vittoria della Coppa Intertoto nel 2003, primo trofeo UEFA vinto dalla società.
Vi è inoltre una seconda squadra cittadina, l'ASD Pontevecchio della frazione di Ponte San Giovanni. Nata nel 1945, ha ottenuto come maggior risultato la conquista della Coppa Italia Dilettanti nell'annata 2006-2007. Dal 2014-2015 milita in Eccellenza dopo aver raccolto 13 partecipazioni alla Serie D, massima categoria raggiunta nella sua storia.
In città è praticato anche il calcio a 5 grazie al Perugia C5, formazione sorta nel 1996 che, nel suo palmarès, vanta la conquista nel 2005 di uno scudetto e di una Supercoppa italiana; a ciò si aggiungono inoltre alcuni titoli nelle categorie minori, e una partecipazione europea alla Futsal Cup nell'annata 2005-2006. Inattiva dal 2008 al 2012, la squadra è ritornata in vita grazie al Truffarelli C5, altra società perugina che ne ha acquisito il titolo sportivo. Dal 2012-2013 milita in Serie C1.
Per quanto concerne il calcio femminile, dal 1992 è presente nel capoluogo umbro l'AFD Grifo Perugia, squadra che dalla stagione 2014-2015 milita nel campionato nazionale di Serie B.

### Ciclismo
Giro d'Italia
Perugia è stata sede della cosiddetta "Grande Partenza" del Giro d'Italia nell'edizione del 1995, con il via ufficiale della corsa dato il 13 maggio da Ponte San Giovanni alla volta di Terni, dove si concluse la prima tappa con la vittoria di Mario Cipollini. In totale, la città è stata sede di tappa della "Corsa Rosa" in trenta occasioni (sedici partenze e quattordici arrivi). Pertanto, Perugia si colloca al sedicesimo posto nella classifica delle sedi di tappa più ricorrenti nella storia della corsa.

### Pallacanestro
Il Perugia Basket è nato nel 2005. Milita in Serie C regionale, dopo aver raggiunto come suo apice la Divisione Nazionale A a cavallo degli anni duemila e duemiladieci.

### Pallavolo
In campo maschile la città si è affacciata per la prima volta nel massimo campionato nazionale all'inizio degli anni duemila, col Perugia Volley che, nato nel 2001, ha militato in Serie A1 dal 2002 al 2010, vincendo la Challenge Cup 2009-2010 e raggiungendo la finale scudetto nella stagione 2004-2005. Nel 2010, tale squadra ha cambiato denominazione in Umbria Volley e si è trasferita a San Giustino; nello stesso anno è arrivata nel capoluogo umbro una nuova società, la Sir Safety Umbria Volley Perugia (originariamente nata a Bastia Umbra nel 2001), che dal 2012 milita in A1. Vincitrice di 2 titoli nazionali, 4 coppe Italia, 6 supercoppe d'Italia e 2 titoli mondiali per club.
In campo femminile, la città vantava la Sirio Perugia, con un palmarès che comprendeva tra gli altri tre scudetti e due Champions League, oltre a vari trofei in ambito nazionale e internazionale; la società, fondata nel 1970, si è sciolta nel 2011. Nello stesso anno, è nata un'omonima formazione che ne ha ereditato il titolo sportivo, attualmente militante nel campionato di Prima Divisione. Attualmente la città è rappresentata nella massima serie dalla Black Angels Perugia Volley.

### Pallanuoto
Perugia ha due squadre (maschili) la L.R.N. Perugia e la Gryphus le due squadre giocano nel campionato regionale di Serie C (Umbria-Marche). La L.R.N. Perugia ha inoltre una squadra femminile che gioca nel campionato di Serie B.

### Rugby
La principale società di rugby cittadina è il CUS Perugia, la cui prima squadra milita in Serie A, mentre la seconda milita in Serie C2. Inoltre è anche presente una squadra femminile, Donne Etrusche, militanti in seconda divisione nazionale.

### Impianti sportivi
- Piscina comunale Pellini (nuoto, pallanuoto).
- Complesso Sportivo Universitario (CUS) "G. Bambagioni".
- Piscina Universitaria.
- Piscina comunale Lacugnana.
- Stadio Santa Giuliana (atletica leggera).
- Palestra Lino Spagnoli (ginnastica).
- Palestra John F. Kennedy.
- Centro sportivo Don Bosco (calcio, pallacanestro, pallavolo).
- Junior Tennis Club (tennis).
- Tennis Club Perugia (tennis).
- Golf Club Perugia di Santa Sabina (golf).

#### Centro sportivo di Pian di Massiano
- Stadio Renato Curi, ha una capienza di circa 28 000 spettatori (calcio).
- PalaBarton (già PalaEvangelisti) (pallavolo, pallacanestro, calcio a 5, anche competizioni di karate e arti marziali cinesi, grandi spettacoli e concerti).
- Campo da rugby (rugby).
- Campo da baseball (baseball).
- Pista BMX.
- Percorso verde Pian di Massiano).
- Sala Scherma Grifo Perugia.
- Centro Comunale Tennistavolo (tennistavolo).